# 明治天皇
明治天皇（めいじてんのう、1852年11月3日〈嘉永5年9月22日〉- 1912年〈明治45年〉7月30日）は、日本の第122代天皇（在位: 1867年2月13日〈慶応3年1月9日〉- 1912年〈明治45年〉7月30日）。諱は睦仁（むつひと）、御称号は祐宮（さちのみや、旧字体：祐󠄀宮）。お印は永（）。
倒幕および明治維新の象徴として近代日本の指導者と仰がれた。維新後、国力を伸長させた英明な天皇として「大帝」と称えられる。東京に皇居を置いた最初の天皇。在位中に皇族以外の摂政（二条斉敬）、太政大臣（三条実美）、左大臣（有栖川宮熾仁親王）、右大臣（岩倉具視）、征夷大将軍（徳川慶喜）が置かれた最後の天皇にして、内閣総理大臣（伊藤博文）が置かれた最初の天皇でもある。皇后と共に和歌も多く残しており、その作品数は93,032首に及ぶ。
今上天皇（第126代天皇・徳仁）の高祖父である。

## 生涯

### 生誕

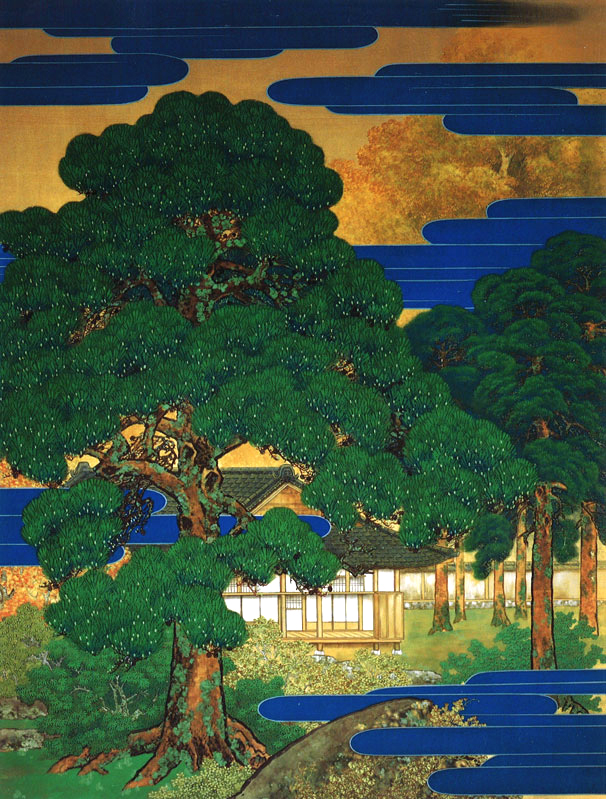
聖徳記念絵画館壁画『御降誕』（高橋秋華画、中山家奉納）。明治天皇が生誕した中山邸の御産所や老松の巨木や秋たけなわに色づく木々、金色の光が輝く空と紫たなびく瑞雲を描いている。

嘉永5年9月22日（1852年11月3日）午の半刻（午後1時頃）に京都石薬師の中山邸の産殿において第121代天皇孝明天皇の第二皇子として生誕。生母は当時権大納言であった公家中山忠能の娘で権典侍だった中山慶子。
孫の誕生を待ちわびていた忠能は、慶子が懐妊した時からお産の準備に大わらわとなった。当時、産殿の建設には、総工費100両が必要とされたが、200石の公家中山家には過重にすぎたため、朝廷から忠能名義で100両、大叔母中山績子（孝明天皇の後宮の女官長格の「大典侍」）名義で50両の合計150両が貸し出され、その資金で六畳、十畳二間の産殿を建設した。慶子は妊娠5か月後の著帯を実家の中山邸で済ませ、9か月目の正式な著帯を8月27日（10月10日）に宮中において行った。
著帯後、慶子は中山邸に新設された産殿に入って出産に備えた。『明治天皇紀』は慶子が出産の兆候を見せた同日辰の刻（午前8時前後）からの動向を詳細に記している。忠能は巳の刻（午前10時前後）に典薬寮医師3人と産婆1人を呼び寄せ、関白鷹司政通、議奏、武家伝奏に書状を出して生誕が間近であることを伝えた。午の半刻（午後1時頃）に慶子が無事皇子を出産した。忠能はこれを心底喜び、生誕を知らせる新たな書状を回した。
父帝がその報告を受けたのは常御殿北庭の花壇の菊の花を愛でながら一献傾けていた時で、待望の皇子生誕の吉報にことの他喜び、さらに杯を重ねたという。父帝には先に九条夙子（英照皇太后）が生んだ第一皇女順子内親王、坊城伸子が生んだ第一皇子があったが、当時の幼児死亡率は極めて高く、前者は3歳で、後者は誕生即日に生母ともども薨去していた。
生誕直後に胞衣（胎盤など）とともに請衣に包まれる儀式を受け、誕生の奏上の後に継入の湯に入れられた。臍帯を切ってこれを縛り、創痕を焼灼する儀式が行われた後、賀茂の水の産湯に入れられた。皇子生誕に当たって勧進のため陰陽頭の土御門晴雄が中山邸に派遣されたが、土御門邸は御所からかなり距離があったために晴雄が中山邸に到着した時には既に皇子は産湯を終えていたが、臍帯の埋蔵の問題が残っており、晴雄の占いの結果に従って洛東吉田神社に埋蔵された。
9月28日に「七夜の礼」が予定されたが、その日は姉の順子内親王の百箇日に当たったため、翌日に延期され、9月29日に七夜の礼が行われ、父帝から祐宮（）の幼名を賜る。これは明治天皇の曽祖父である119代光格天皇と同じ幼名であり、『周易』の「自天祐之、吉无不利」（「天佑があって、吉であり万事に有利」）に由来する。光格天皇は、在位中、江戸幕府に強い姿勢をとって朝廷の再興に邁進し、譲位後も朝廷の政務処理や意思決定に重要な役割を果たし、天皇・朝廷の権威を高めた天皇だった。幕末に天皇が高い権威を帯びて政治の頂点に浮上したのは光格天皇の威光によるところが大きかった。父帝にとって理想の天皇の一人だった。
ただし、祐宮の皇位継承はこの時点では確定したものではなかった。祐宮を産んだ慶子は羽林家中山家の出身であり、天皇の正室になれる五摂家の娘ではなかったためである。既に父帝には正室・九条夙子（後の英照皇太后）があり、夙子は女御から准后、皇后へと昇格していくことになっていた。夙子に皇子が生まれ成長したなら、祐宮が即位する可能性は低くなる状況にあった。また、有栖川宮幟仁親王（男系で霊元天皇4世孫）は、光格天皇の猶子（養子）として仁孝天皇から親王宣下を受け、有栖川宮熾仁親王（男系で霊元天皇5世孫）・伏見宮貞教親王（男系で崇光天皇15世孫、女系で霊元天皇6世孫）は、仁孝天皇の猶子として親王宣下を受けていた。これら3人の親王は、いずれも皇位継承の有力候補だった。従って、夙子に皇子が生まれなくとも、祐宮が親王となる以前に、父帝が崩じる場合などは、3人の親王の1人が皇位継承する可能性もあった。以上のような事情があったものの、父帝は、光格天皇の幼名を与えるほど、唯一の皇子である祐宮に期待を抱いていた。
生後30日目の10月22日、参内始で、祐宮は初めて父帝と顔を合わせた。父帝からは人形を贈られ、生母慶子の局（部屋）が宮中における在所と定められた。ただし、当時は皇子は生母の実家でしばらく育てられた後に御所に戻る慣習があったため、四歳までは中山邸で育てられ、折りに触れて御所に参内する生活を送った。
- 父・孝明天皇
- 母・中山慶子
- 外祖父・中山忠能

### 中山邸での日々
安政3年9月29日に4歳で御所へ移るまでを中山邸で過ごす。外祖父忠能が父親代わりであり、母慶子は典侍として宮中にいたから、外祖母愛子（肥前国平戸藩主松浦清の娘）や、忠能の母綱子（公家正親町三条実同娘）が母親代わりであった。中山家に新たに井戸が掘られ、「祐井」と名付けられた。この井戸は現代まで保存されている。
忠能が最初に与えた玩具は木剣、竹刀、木馬だったが、祐宮が特に好んだのは木馬だった。四足の下に箱車が付いていて高さ一尺四、五寸の木馬であり、祐宮はこれにまたがってハイハイと声をかけ、侍女や忠能が引いて歩いた。木馬が壊れた時には侍女も忠能も馬になった。
乳は乳母によって与えられた。当初は九条家の家臣の妻が乳母となったが、途中から学者木村縫殿之助の妻ライに替わった。乳母にも自身の赤子があり、赤子を伴っての中山邸入りとなった。この赤子達と祐宮は幼友達となったが、よく喧嘩もしたという。乳母やその赤子の他にも、中山邸には、中山忠光のような型破りな人間や、儒学者・田中河内介のような熱血漢もいた。このような中山家で養育されたことは、祐宮に大きな影響を与えた。
ただ、当時の中山家は経済的に困窮しており、嘉永6年（1853年）2月には、女官が中山家の家計を心配して、祐宮の宮中帰還を提起するほどだった。そうした中で、祐宮は質実に育てられたと考えられる。
嘉永6年9月22日（1853年11月3日）の1歳の誕生日までは、比較的順調に育ったが、1歳の間に何度か10日以上に渡る病気にかかり、2歳の時には水痘にかかり、3歳の時にも高熱を出した。このように、時折体調を崩すことがあったが、この程度の発病は現代の幼児にも普通であり、医薬が未発達なため、祐宮の病気が現代より長引くのは当然で、回復出来ず死亡に至る乳幼児が多い当時において、回復できた祐宮の体は特に弱いわけではなかった。
3歳半になると、好き嫌いの感情をはっきり示すようになった。安政3年（1856年）3月25日の参内の時は輿（）に乗るのを嫌がったので乳人が抱いて参内した。また群衆の目や儀式を嫌ったため、中山邸より御所の北の朔平門に近い穴門までの間、道路を横断して幕を張り、一般通行を止めて参内した。それ以降も同様の方法が取られた。このように自我仕方が発達して来たことに、父帝の愛情は一層深まった。
9月22日（11月3日）に4歳の誕生日を迎え、例年同様父帝より祝いの品を与えられた。翌日、忠能に対し、祐宮を宮中へ戻すよう勅命が伝えられ、9月29日に祐宮は中山邸から御所へ移った。祐宮は中山家の人々と屋敷に愛着を持った。宮中で暮らすようになっても、中山邸の杏の実を毎年届けて貰っていた。そのため、明治天皇は、生涯に渡って、果物の中では杏を大変好んだ。

### 御所での日々

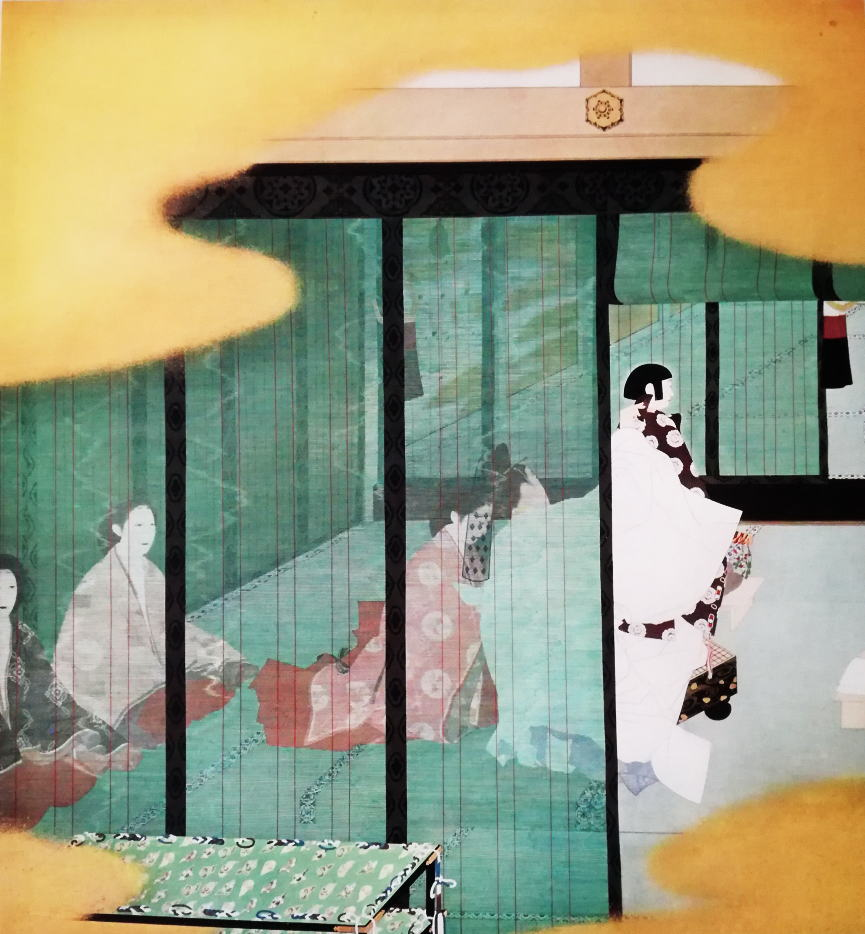
聖徳記念絵画館壁画『御深曾木』（北野恒富画、鴻池家奉納）。御所御三間で祐宮が深曽木の儀を行っている場面。祐宮は右手に扇、左手に松と橘の枝を持ち、碁盤上に置かれた2つの青石を爪先に踏んで、吉方である東南の方角を向かって立っており、左大臣一条忠香が女官の助力を得て鬢を整えている

御所に移った後は、生母の慶子と一緒に居住したが、2か月ほど精神的に不安定な状態が続いた。環境の大きな変化に適応するのに時間が掛かったと考えられる。
父帝は、半年ほど過ぎた安政4年（1857年）春頃より、祐宮に宮中行事を沢山見せるようになった。8歳での親王宣下までの3年半の間に宮中に慣れさせることで、皇位継承者としての自覚を促し、周囲にも認知させるとともに、父子の絆を強めようとした。
5歳の時の安政4年11月に初めての和歌を詠んだ。「月見れは 雁がとんてゐる 水の中にも うつるなりけり」。天皇は、祐宮が自身の所へ出向く度に和歌5題を作らせ、それが出来るといつも菓子を与えた。
権大納言正親町実徳による手習いを経て、安政6年（1859年）3月30日から有栖川宮幟仁親王が祐宮の習字の師範に就いた。幟仁親王は毎月日を定めて参内して師範に当たった。父帝は習字の師範に親王を付けることで、祐宮を並の親王より上に位置付けた。公的な場にも父帝や准后夙子と共に出席することが増え、祐宮が親王宣下を受けて皇位を継ぐことは周知の事実となっていった。
4月27日には明経博士伏原宣明が読書師範となり、満7歳にも満たない年齢で四書五経の素読を始めた。
またこの頃、同年代の公家の子供達と木太刀でチャンバラ遊びをしたり、女官に水鉄砲を掛けたり、万年青の葉を切ったりと、活発でいたずら好きであった。最も好んだ遊びは、中山邸の時と同じく箱車の付いた木馬に乗る木馬遊びであった。公家や大名からおもちゃの献上があっても、祐宮は2度ほど遊ぶと、3度目からは投げ付けて壊し、また木馬に乗った。父帝にねだって貰った柿本人麻呂の土人形を、怒り任せに投げ付けて真っ二つにしたこともあった。勝ち気で気が短く、気に入らないことがあると、誰でも小さな拳でぶっていた。

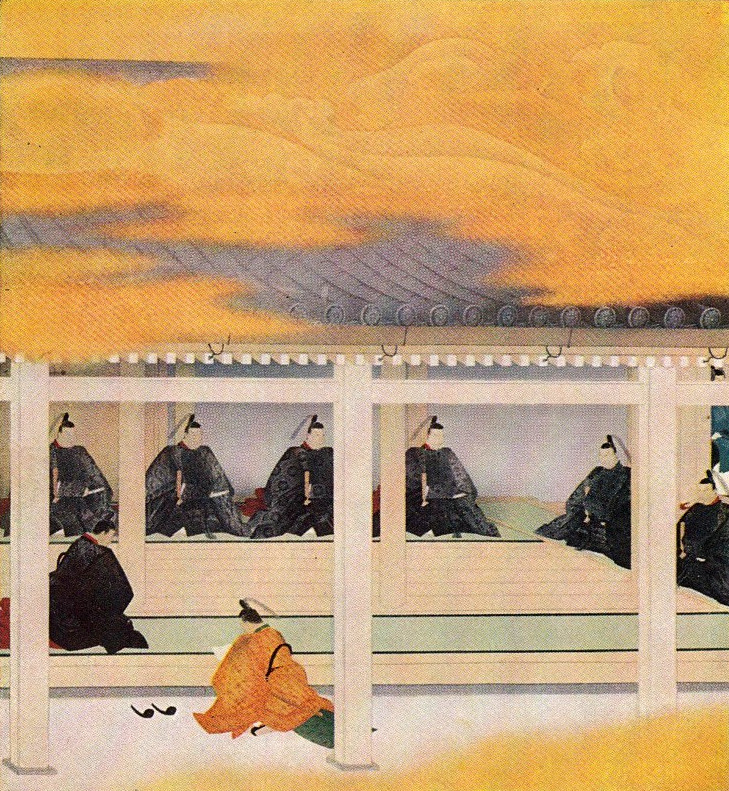
聖徳記念絵画館壁画『立親王宣下』（橋本永邦筆、三菱合資会社奉納）。内大臣二条斉敬（左手前）が「睦仁」の御名を記した書を蔵人権右中弁清閑寺豊房に手渡す光景。奥には権大納言広橋忠礼（左奥）などが控えている。屋根の上には金色の瑞雲が描かれている。

万延元年閏3月16日（1860年5月6日）、御所の御三間において、子供の頭髪の端を切って揃え、髪が長く成ることを祈る深曽木の儀を行った。
万延元年7月10日（8月26日）、勅命により准后夙子の実子として儲君に定められる。9月3日には式部大輔・文章博士唐橋在光が諱を勧進し、「與仁」「履仁」「睦仁」の三号を選定して奏上。翌日に父帝はこれを関白九条尚忠、左大臣一条忠香ら重臣に示し、その中から最も適切な諱を選ぶよう命じた。8歳を迎えた後の9月28日（11月10日）親王宣下の儀式が行われ、居並ぶ諸卿の前で父帝の宸筆による「睦仁（）」の2字が示された。
8歳になっても睦仁親王のいたずら好きは相変わらずであった。親王は年下の藪実休（公家薮実方の子）を伴って、しばしばいたずらをした。生母の中山慶子は、睦仁親王だけを叱ることが出来ないので、親王を実休と一緒に、御所の御文庫にお仕置として閉じ込めたこともあった。また明治後期に2度に渡り内閣総理大臣を務める西園寺公望は、文久元年（1861年）の頃から御所に出仕し、3歳年下の睦仁親王に近習として仕えるようになり、以来、両者は親交を結んだ。さらに同年12月には、前権中納言裏松恭光の孫良光（後の子爵）が親王附児に付けられ、御学友のような存在となった。良光は数え年で12歳、睦仁親王は10歳の時であった。
教育の方では、万延元年（1860年）11月12日、8歳で「大学」の素読を終え、17日から「中庸」の学習に入った。文久元年（1861年）3月には、「中庸」をほぼ修了したので、伏原は続けて「論語」を君徳の養成と啓発のため講義する侍読を行いたいと提言し勅許を得た。ここまでの教育は略式であり、家庭教師が付けられているだけのようなものだが、父帝が陰陽頭土御門晴雄に勧進させた文久2年（1862年）5月27日に読書始の儀を受けたことから、以降正規の皇子教育が始まった。輔育教養の任には外祖父の忠能が当たった。
習字は、引き続き有栖川宮幟仁親王が師範を務め、生母の慶子がそれに付いた。慶子は睦仁親王の習字に関して厳格で、明治天皇が明治20年代頃に自ら語ったところによれば、決められた過程を達成出来ないと、昼になっても食事をさせてくれなかったという。文久元年（1861年）2月20日には、有栖川宮に加えて広橋胤保が四・九の日や当番で御所に参仕する日に習字を教えるようになったが、睦仁親王は習字が好きではなかったため、上達しなかった。
和歌に関しては、父帝が添削を通して直接指導した。元治元年（1864年）正月に、歌道師範家として名高い冷泉家当主冷泉為理が、親王の和歌を指導したいと申し出たが、父帝は積極的に応じなかった。父帝は和歌指導を睦仁親王との父子のふれあいの場として楽しんでいた。父帝による和歌直接指導は、父崩御まで続いた。

### 幕末政治の動乱
安政5年（1858年）6月、江戸幕府はアメリカ合衆国総領事タウンゼント・ハリスとの間に日米修好通商条約に調印し、その条約が勅許を得ていないことが大問題となった。条約に反対であった父帝は、幕府が独断でアメリカとの条約に調印したこと、さらにロシア・イギリス・フランスとも条約を結ぶ方針であることを聞いて激昂し、左大臣近衛忠煕の進言を容れ、無勅許条約を非難する戊午の密勅を水戸藩に下し、その写しが薩摩藩・長州藩・尾張藩・加賀藩・津藩・阿波藩などの雄藩にも下された。勅命を受けた雄藩（特に水戸藩）は、名誉なことと受け止め、以後、条約に反対して天皇のもとに団結し外敵を打払うことを求める尊皇攘夷運動が活発化した。
これを危惧した幕府大老・井伊直弼は、9月に尊皇攘夷派を大弾圧（安政の大獄）。それに憤った元水戸藩士・元薩摩藩士たちは、万延元年（1860年）3月3日、桜田門外の変で井伊を討ち、以降幕府の威信は弱体化。幕府は権威回復のため、公武合体を狙って父帝の異母妹和宮親子内親王を将軍徳川家茂と結婚させようと目論んだ。父帝は、これが幕府の露骨な政略であること、和宮が有栖川宮熾仁親王と婚約済であったことから難色を示したが、侍従・岩倉具視の献策を容れ、和宮降嫁を条件に、攘夷を行って10年以内に条約を撤廃することを幕府に約束させ、万延元年（1860年）8月に嫁がせた。
文久以降、欧米列強との貿易開始によるマイナスの経済的影響が及ぶようになり始めると、各地で尊皇攘夷論が激化し、近い将来、天皇の意思を奉じて攘夷を行うことを公約しておいて、いつまでも実行しない幕府は、朝廷・諸藩・志士から様々な手段で攻撃されるようになった。水戸・薩摩・長州三藩による尊王攘夷を巡る主導権争いも影響し、幕府や雄藩の朝廷政治への介入が本格化した。朝廷内部においても尊皇攘夷派の公卿が影響力を強め、朝廷を動かすほどの勢力となった。そして、このような政治闘争において、天皇は公武合体派と尊王攘夷派のどちらの勢力からも担がれており、天皇の政治的地位、権威はいやが上にも高まった。
外祖父の忠能も当時公武合体政策を推進していたことから批判対象となり、文久3年（1863年）2月1日には親王御肝煎の地位を尊攘強硬派の三条実美と交代し、差控（謹慎）を命じられるなど、政治変動が睦仁親王にも直接影響を及ぼすようになった。
攘夷策と攘夷実行期限の報告を求められた幕府は、翌年に将軍家茂が上洛して報告することを言明。徳川家光以来、230年振りの将軍上洛となった。文久3年（1863年）3月7日、上洛した家茂は、朝廷から攘夷実行期日を迫られると、その意思もないのに「5月10日」と回答した。3月19日、父帝は家茂に拝謁を許した際、睦仁親王もその場に同席させている。
同じ文久3年（1863年）6月19日、老中・小笠原長行が生麦事件についてイギリスとの交渉を朝廷に報告するという名目で、幕兵千余人を率いて京都へ入ろうとし、家茂が淀に留める事件があった。このため、京都では小笠原長行が武力で朝廷に開国を迫り、聞き入れられなかったら都に火を放ち、公家を捕縛して京都を滅ぼそうとしている、幕府が天皇を彦根へ連れ出そうとしている等の噂が流れた。京都の情勢は騒然となり、朝廷も万一を考え、睦仁親王の側近人数を増やし、家司らのうち3人を数夜に渡って交代で仕えさせた。緊迫感は、11歳に近づいた睦仁親王にも肌で感じられるようになって来た。
同年7月19日、関白・鷹司輔煕が攘夷のため天皇が自ら軍を率いる親征を行うことについて在京の各藩主に諮問したところ、鳥取藩主池田慶徳は、天皇や公家が軍隊についてまず知る必要があるため、在京の諸藩主に命じて将兵を訓練させ、これを天皇・公家が見学し、軍事に慣れてから、親征について議論すべきと奉答した。そこで、父帝は京都守護職の会津藩主松平容保に命じて将兵の訓練を禁裏御所の建春門の外で行わせた。訓練日の7月30日は雨天であったが、建春門北穴門にある御覧所において、父帝は睦仁親王や准后、女官・公家・諸藩主らを引き連れてこれを見学。天皇が軍事行事を見ることは江戸幕府成立以来なかったことであった。父帝や睦仁親王らは、8月5日にも同じ場所で会津・鳥取・徳島・米沢・岡山五藩の訓練を見学した。米沢藩兵は西洋式軍隊を擁しており、大砲や銃の音や煙で子供や女達は驚きの余り血の気が失せたが、睦仁親王は泰然と見学していたという。
文久3年4月11日（1863年5月28日）から翌日にかけて父帝は石清水八幡宮に攘夷祈願の行幸を行った。尊皇攘夷強硬派は、この行幸中に天皇から将軍に攘夷実行の節刀を下賜することで幕府に攘夷の決行を迫る計画であったが、将軍が病気を理由に参加せず、失敗に終わった。睦仁親王は父の石清水行幸を准后と共に禁裏御所の道喜門の御見立所で見送り、翌12日の帰還に際しても、同様に迎え、祝賀の酒肴を一折、父に献じた。
尊王攘夷運動は、朝権の伸張と幕権の衰退を背景に同年に最高潮に達した。長州藩は、5月10日、即ち攘夷決行日とされた日に、下関海峡を通行中の外国船に砲撃を加えた（下関戦争）。そのため、尊皇攘夷派が主導していた朝廷では、長州藩の評価が一段と上昇し、長州藩主毛利家を征夷大将軍に任じる勅命がくだるとの噂が流れた。8月13日には朝廷から天皇が神武天皇陵と春日社に攘夷を祈願するため大和へ行幸し、ついで攘夷親征の軍議を行う旨が布告された。とうとう天皇が軍事指揮権を握って攘夷戦争を遂行する可能性も出て来た。大和行幸布告が出た翌日の8月14日、睦仁親王の叔父で、宮中で睦仁親王の学問や遊び相手も務めた中山忠光も天誅組を組織し、8月17日、大和において、天皇行幸の先鋒軍として幕府に対し挙兵している（天誅組の変）。
しかし朝廷政治を主導する攘夷派公卿らに警戒を強めていた父帝や中川宮朝彦親王（明治期に久邇宮）は、文久3年（1863年）8月18日、会津・薩摩藩と共に政変を敢行、三条実美ら尊皇攘夷派の公家を宮中から排除し、彼らと連携していた長州藩を京都より追放した（八月十八日の政変）。20日と26日、父帝は小御所に松平容保ら諸侯を招いて労を労ったが、両日共に睦仁親王は中段の間に着座した。政治の場への登場である。とはいえこの後の登場はない。父帝は、強硬な攘夷論の放逐という決断を、睦仁親王に対して意識的に示したと考えられる。政変の結果、忠能も議奏格に復帰し、睦仁親王は鯛など贈って喜んでいる。9月27日には、忠能・愛子夫妻が参内。親王宣下以後、睦仁親王に全く会っていなかった愛子は再会の感激に涙した。しかし、公武合体派の復権により、忠能は疑いを持たれ、12月に睦仁親王に会おうとした際にも、参殿を憚れとの勅命があるとの理由で認められなかった。

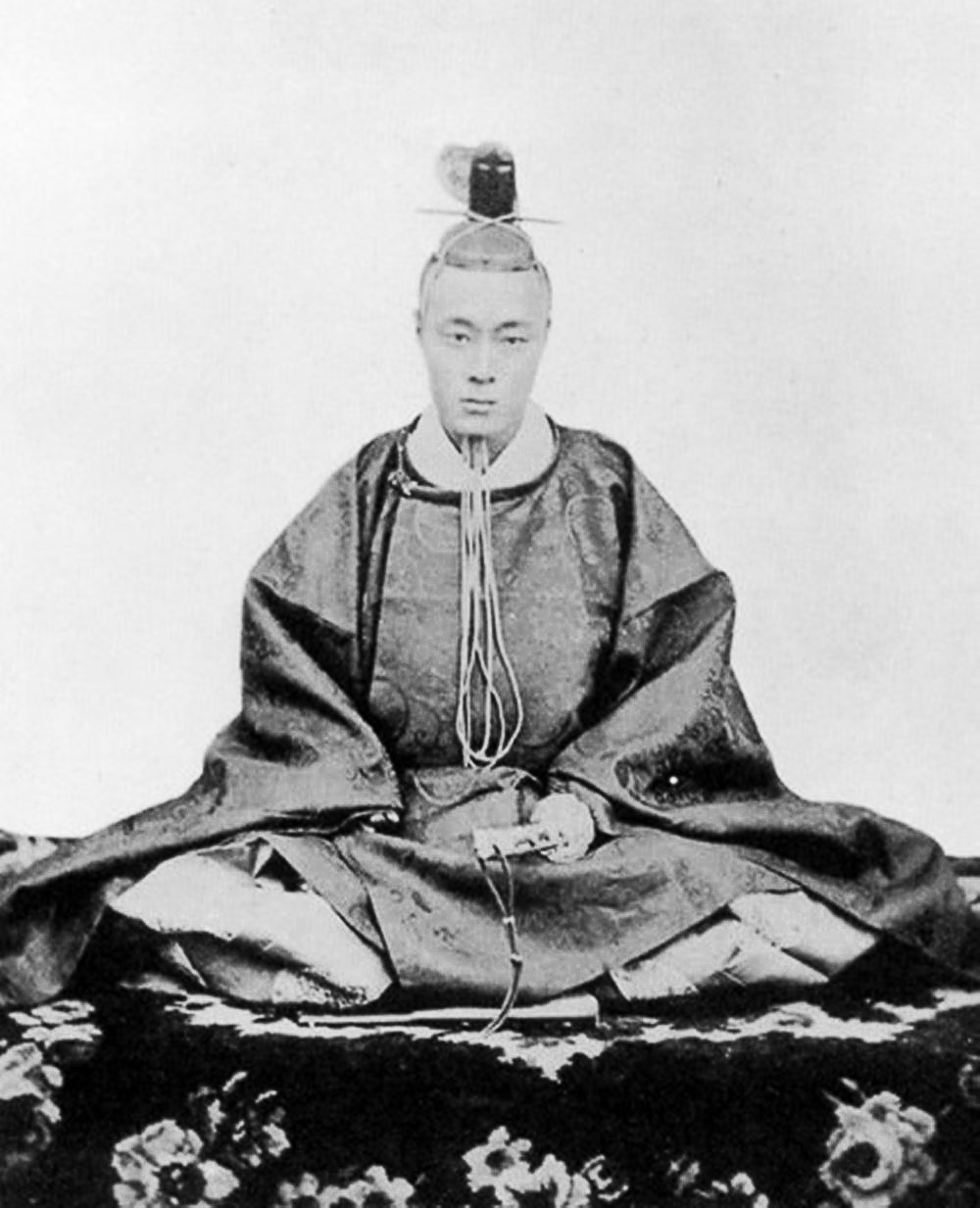
徳川慶喜
(1837-1913)
水戸藩主徳川斉昭の七男で、一橋家当主、将軍後見職、禁裏守衛総督を経て15代将軍。大政奉還により新体制の実権掌握を狙うも、王政復古で阻止され、巻き返しを図って鳥羽伏見の戦いを起こすも惨敗して失脚・謹慎。赦罪後は静岡県で有閑階級として暮らし、東京移住後の明治31年に明治天皇に拝謁を許され、明治35年に公爵に叙され貴族院議員

翌年6月になると「八月十八日の政変」で失脚した三条実美ら尊皇攘夷派の公家や、彼らと連携していると見做され九門の1つの堺町御門警備を止めさせられた長州藩が、巻き返しを図って、6月末までに二千名以上の兵力を京都近郊に結集させた。彼らの要求は、三条ら尊皇攘夷派公家や長州藩処分を撤回することであったが、禁裏御守衛総督徳川慶喜が長州藩軍追討令を受けると7月18日に禁門の変（蛤御門の変）が始まり、長州藩軍は最初優勢に立つも薩摩藩軍来襲により敗退し、同日中に撤退を余儀無くされた。この戦闘の最中父帝や睦仁親王も他所へ避難すべきという意見も出たが、慶喜らが反対したため、留まることとなり、睦仁親王はその夜御常御殿に連結した御三間へ移って就寝した。
翌20日の夜中、慶喜が参内し十津川郷士らが禁裏御所の中へ潜入し天皇を連れ出そうとしているとの情報があるとして、父帝と睦仁親王を起こして内庭よりさらに遠い紫宸殿へ移ることを奏請。その際、女官達の中には大声をあげて泣き出す者もあり、睦仁親王も驚いて、紫宸殿の中で気を失い、仕えている者が水を飲ませると、ようやく平静にもどったという逸話があるが、これは蜷川新および大宅壮一が最初に唱えた説である。明治天皇のことを「大砲の爆音で気絶するような臆病で気の小さい性質であると理解される」と論評しているが、それについて飛鳥井雅道は『中山忠能日記』の読み違いから出ていることを指摘しており、少年睦仁が気絶したのは蛤御門の変の大砲の音ではなく（蛤御門の変は前日である）、真夜中に起こされて、突如泣き叫ぶ女の中を紫宸殿に移されたからであろうとしている。女官達が叫んでいたのは下女が主人に付き添っていた際、誤ってお歯黒の液の入った壺を落とし、その音が銃声に間違われ、匂いも強烈であったので騒ぎとなったのだということを飛鳥井は指摘している。飛鳥井の『中山忠能日記』からの記述の説明は『明治天皇紀』の内容と一致する。
7月27日には禁門の変の際に長州藩を支持した忠能が、前関白の鷹司輔煕・有栖川宮幟仁親王、同熾仁親王など他の長州藩支持の公家・皇族らと共に参朝を停止させられ、他人との面会も禁じられたため、睦仁親王は再度祖父と会えなくなってしまった。元治元年（1864年）9月22日、睦仁親王が12歳の誕生日を迎えた際も忠能は参朝停止につき例年の鮮魚の献上が出来なかったので、代わりに忠能の妻・愛子が三種の「寄肴」を献じている。
元治元年、幕府は諸藩に命じて第1次長州征討を行い、同年降伏した長州藩の家老たちが切腹させられ、代わって俗論派（幕府恭順派）が同藩の実権を握ったが、その後高杉晋作ら正義派（倒幕派）の功山寺挙兵を経て、俗論派は失脚、高杉ら正義派が藩政を掌握したため再度倒幕路線を強めた。翌慶応元年に家茂が長州再征を父帝に奏上し、同年9月21日に勅許を得、翌慶応2年（1866年）6月7日から再征が開始されたが、既に同年1月、薩長同盟の密約が成立していたので、薩摩藩は出兵を拒否、他にも出兵拒否の藩が多く、幕府軍の士気は低く、大島口・芸州口・石州口・小倉口の四境において長州藩軍に返り討ちに遭って惨敗、7月20日には家茂が大阪城で病死。幕府の権威は著しく衰えた。
12月5日に慶喜が15代将軍に任じられた。14歳の睦仁親王も父に習い、慶喜に使いの者を送って太刀一口を下賜した。睦仁親王は慶応元年11月11日（1866年1月27日）に皇太子となってから住む予定の花御殿に一時的に移っているなど、皇位継承者としての立場を固めており、将軍宣下にも関わりを持つようになった。
学習の方では、睦仁親王は、慶応元年6月に「論語」の素読を12歳で終了。その6月から「孟子」の素読を開始し、翌慶応2年（1866年）5月には新たな読書伺候として参議阿野公誠が付けられ、同年7月2日に終了した。わずか1年で終えたことで、父帝は睦仁親王の勉学を褒め、師範の伏原宣諭の教育を激賞した。四書の素読を終えた後、天皇は7月1日から「毛詩（詩経）」の素読に進ませた。情勢がますます緊迫する中でも、父帝は睦仁親王への教育を怠らず、大枠の指示を行なっていた。一方でこの時期、睦仁親王は皇子教育に当たる女官の影響を受けて攘夷思想を強めており、父帝は女官の影響を危惧する宸翰を朝彦親王に宛てて書いている。
慶応2年12月11日（1867年1月16日）から父帝が病となり、やがて発疹が現れ、15日に侍医から天然痘と診断された。睦仁親王は赤い綸子、赤い縮緬の服を着て毎日病床で父を看病した。父帝は睦仁親王に天然痘が感染しないよう、全快するまで自分の近くに来ないよう命じたが、外祖父の忠能は睦仁親王を預かっていた間に、蘭学医・大村泰輔に頼んで睦仁親王に種痘を受けさせていた。そのことを父帝に話すと、父帝は安心した。12月25日（1867年1月30日）正午に父の病状悪化の知らせを聞いた睦仁親王は、父帝のもとに駆けつけたが、間もなく小康状態になったように見えたので一度退出するも、午後11時頃、再度病状が悪化、睦仁親王が駆け付けた直後の午後11時15分に崩御した。父を失った睦仁親王の嘆きは深く、夜も余り眠ることが出来ず、食事も進まなかった。
29日に天皇崩御が正式に発表され、大喪が発令された。30日に先帝の亡骸は内槽へ移され、睦仁親王は最後の別れを告げた。

### 践祚と新政府樹立

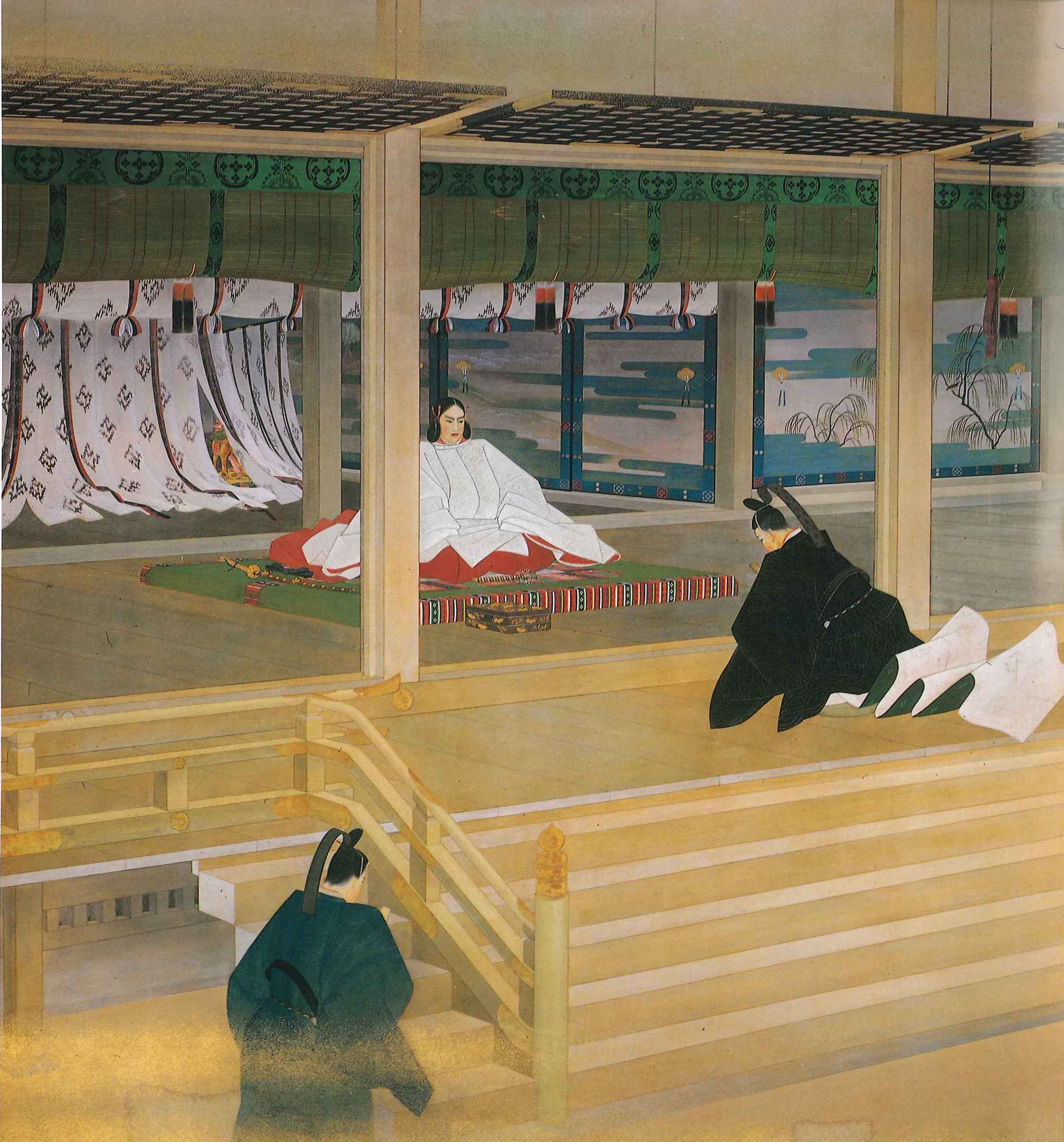
聖徳記念絵画館壁画『践祚』（川﨑小虎画、池田宣政侯爵奉納）。睦仁親王が践祚し、新天皇として二条斉敬（右手前）を摂政に任じる場面。この時清涼殿には孝明天皇の遺体が安置されていたため、臨時の清涼殿として小御所で皇位継承の儀が行われた。

慶応3年1月9日（1867年2月13日）、14歳で践祚して122代天皇を継承。元服前の践祚であったので、立太子礼を経ずに皇位継承した。光格天皇の童形践祚の先例に倣って、髪型は総角（みずら）、衣装は御引直衣、衵、単、張袴、横目扇という童型践祚を行った。
早く祖父忠能と再会したかった天皇は、1月15日に早速大赦を出し、禁門の変の際に長州藩を支持して閉門蟄居させられていた忠能や有栖川宮熾仁親王らに参朝を許した。また同19日には第2次長州征討解兵を命じる勅命を幕府に対して下した。幕府もこれ以上征討を続けても勝利の見込みがないことを認め、24日には征討諸藩に解兵と藩地へ戻るよう命じた。諸藩の兵から成る幕府連合軍が僅か1藩の長州藩に手も足も出せず惨敗した事実は、幕府の権威を地まで落とすと共に天皇の権威を高めた。
2月13日に参内した忠能は、歴代天皇の責務である有職故実をまず学ぶよう天皇に進言した。以後、忠能は、天皇の命に応じて有職故実進講のためにしばしば参内し、6月1日は国書進講を命じられている。薙髪するつもりであった国母慶子も3月13日に典侍を命じられ、奥勤めをするようになり、引続き天皇を支えた。
2月16日には亡き父帝へ「孝明」の諡号を贈った。
先帝崩御で慶喜・容保・定敬を中心とする「一会桑政権」は大打撃を受けていた。彼らは、元治元年（1864年）頃より、公武合体派の先帝の庇護によって、京都を中心に幕府や朝廷政治をリードしていたが、朝廷内最大の権力者の支援を今後は受けられなくなったからである。新帝は父帝ほど親幕派ではなく、新帝に最も影響力を有する外祖父忠能は明確に反幕派であった。しかし、慶喜らは、摂政二条斉敬、朝彦親王ら親幕派の皇族・公家に圧力を掛けることで、引続き朝廷政治のリードを狙っていた。
5月23日、朝議が開かれ、慶喜は定敬らと参加し、第二次征長戦争敗戦をできるだけ隠蔽するため、長州藩の処分を軽くすることと、欧米列強との条約に従って兵庫を開港することの勅許を同時に出すことを天皇に奏請。これに対し、前福井藩主松平慶永（春嶽）は、伊達宗城（前宇和島藩主）・島津久光（薩摩藩主の父）・山内豊信（前土佐藩主）らとの協議を踏まえ、4藩の意見として、長州藩への寛大な処分を先に決め、反対意見が多い兵庫開港の勅許については後に決定すべきとの意見を述べた。慶永の意見は多くの廷臣の賛成を得たが、結局、依然として実権を握る慶喜が大勢を制し、長州藩の寛大処分と兵庫開港の勅許は同時決定された。
慶喜主導の流れに危機感を抱いた土佐藩の坂本龍馬・後藤象二郎と薩摩藩の西郷隆盛・大久保利通らが6月22日に会談し、両藩が王政復古に尽力する盟約書を結んだ。既に年半前に小松帯刀・西郷隆盛・木戸孝允らの会談で薩長同盟が結ばれており、旧体制のままで徳川幕府が政治主導することの強い疑問が、西南雄藩間で強まっていた。
9月になると、島津久光も倒幕を決意し、大久保らに長州藩と倒幕に向けた交渉を開始させた。また同月には、外祖父の忠能、三条実美、岩倉具視、正親町三条実愛、中御門経之ら反幕府派公卿の連携も強まり、西郷・大久保らと接触を深めた。一方体制変革を倒幕という政治的リスク無しに実現しようとしていた前土佐藩主・山内容堂や同藩士後藤象二郎らは、10月3日、将軍職を天皇に返上する大政奉還を慶喜に勧めた。慶喜にとっても大政奉還は、旧幕府の軍事力や経済力を背景に、今後も自分が主導権を維持出来る可能性が強い方策であったため、10月14日にも大政奉還を天皇に奏請。翌15日、小御所に摂政二条、朝彦親王、内大臣、議奏、武家伝奏ら朝廷重臣が集まり、慶喜を召して大政奉還を認めること、今後も天皇と同じ心で国に尽すようにとの天皇からの御沙汰書を下した。ただし、天皇はこの過程において、全く自分の意思を表していない。単に摂政の二条らの進言を受入れただけと考えられる。
この間、天皇は、祖父の忠能と接することで、独り立ちの不安を慰めた。慶応3年4月23日には、忠能を召して、囲碁を楽しんだり金魚を眺めたりし、金魚数尾を忠能に与えた。5月3日、天皇は体調を崩して寝ていたが、忠能を召し、酒と肴を与え、女官に命じて酌をさせた。翌4日は、病後の運動として小さな弓で的を射て遊んだ。そこにも忠能が同席し、終わると忠能に酒と菓子を与えた。その後もしばしばこうしたことがあった。
天皇から深い信任を受けていた忠能は、慶応3年10月14日に薩摩藩と長州藩に「討幕の密勅」を出すのに大きな役割を果たした。この密勅に関しては真贋の論争があり、井上勲が天皇の裁可を得ていない「偽勅」説を唱える一方、原口清は「真勅である可能性はかなり強い」と主張する。いずれにしても、この密勅は公表されなかった。公表されれば、二条ら朝廷中枢の親幕派の重臣に反対されるだろうし、すでに倒幕の意思を固めている薩長両藩を倒幕に立上がらせるには、密勅で十分であった。
しかし10月13日には機先を制するように慶喜が二条城で大政奉還を宣言し、翌10月14日に慶喜はその勅許を願い出、「討幕の密勅」に基づいた大義名分は消滅した形となったため、天皇は密勅を取り消さねばならなくなり、岩倉具視によれば天皇は密勅に署名した3人の公家に慶喜が政権を奉還すると明言した以上成り行きを見守るよう指示したといい、ついで10月21日には天皇は同3人の公家に勅して薩摩長州2藩に御沙汰書を授け、しばらく倒幕の実行を見合わせるよう命じた。
急速な情勢変化に接して薩摩藩は大久保利通の献策を容れて密勅に依拠した挙兵策から朝廷内における王政復古のクーデタに路線を切り替えた。クーデタ当日の出兵は宮門警備に限定し、原則として全面的挙兵は意図しない計画であり、慶喜が辞官納地の命令に応じない場合、および会津桑名藩主が免職・帰国命令に応じない場合のみ追討令を下して挙兵を行う方策である。同案は討幕派公卿や、土佐の後藤象二郎らによって修正が加えられながらも、土佐、越前、尾張、安芸など雄藩の支持を集め、12月5日に策定された。8日に大久保、西郷らから計画の説明を受けた岩倉具視は、薩摩、土佐、越前、尾張の代表者を自邸に招き、明日付（12月9日）の藩主参内の御書付を配布。これに基づき、翌9日午前10時に薩摩、尾張、安芸、越前、土佐の5藩軍が出動して御所を制圧。御所の門のうち公家門は桑名藩、蛤門は会津藩が警備していたが、いずれも戦闘を回避して撤退したため無血制圧となった。
岩倉が御所に参内し、忠能や正親町三条実愛らが迎えた。彼らは先に承認を得た王政復古の改革の実行を求める上奏を天皇に行い、小御所に入った。その後、天皇は、御学問所に出て、有栖川宮熾仁親王ら三親王や、参議の大原重徳・万里小路博房、山内容堂、島津茂久（後の忠義）らを前に、王政復古の大号令を発した。これにより、幕府・摂関・議奏・武家伝奏・京都守護職・京都所司代等の旧制は廃止となり、総裁・議定・参与からなる新政府が創設された。総裁には熾仁親王、議定には仁和寺宮純仁親王（還俗に際して諱を嘉彰と改名し、明治3年に東伏見宮、明治15年に小松宮号を与えられ、諱も彰仁に改名）、山階宮晃親王、忠能、正親町三条実愛、中御門経之、島津茂久、山内容堂、松平春嶽、徳川慶勝、浅野茂勲（後の長勲）の10名が任じられ、参与には岩倉具視以下の公卿に加え、尾張、越前、広島、土佐、薩摩の5藩士らが着任した。これにより慶喜と連携して朝廷を主導していた二条と朝彦親王は失脚し朝廷の体制は一新された。

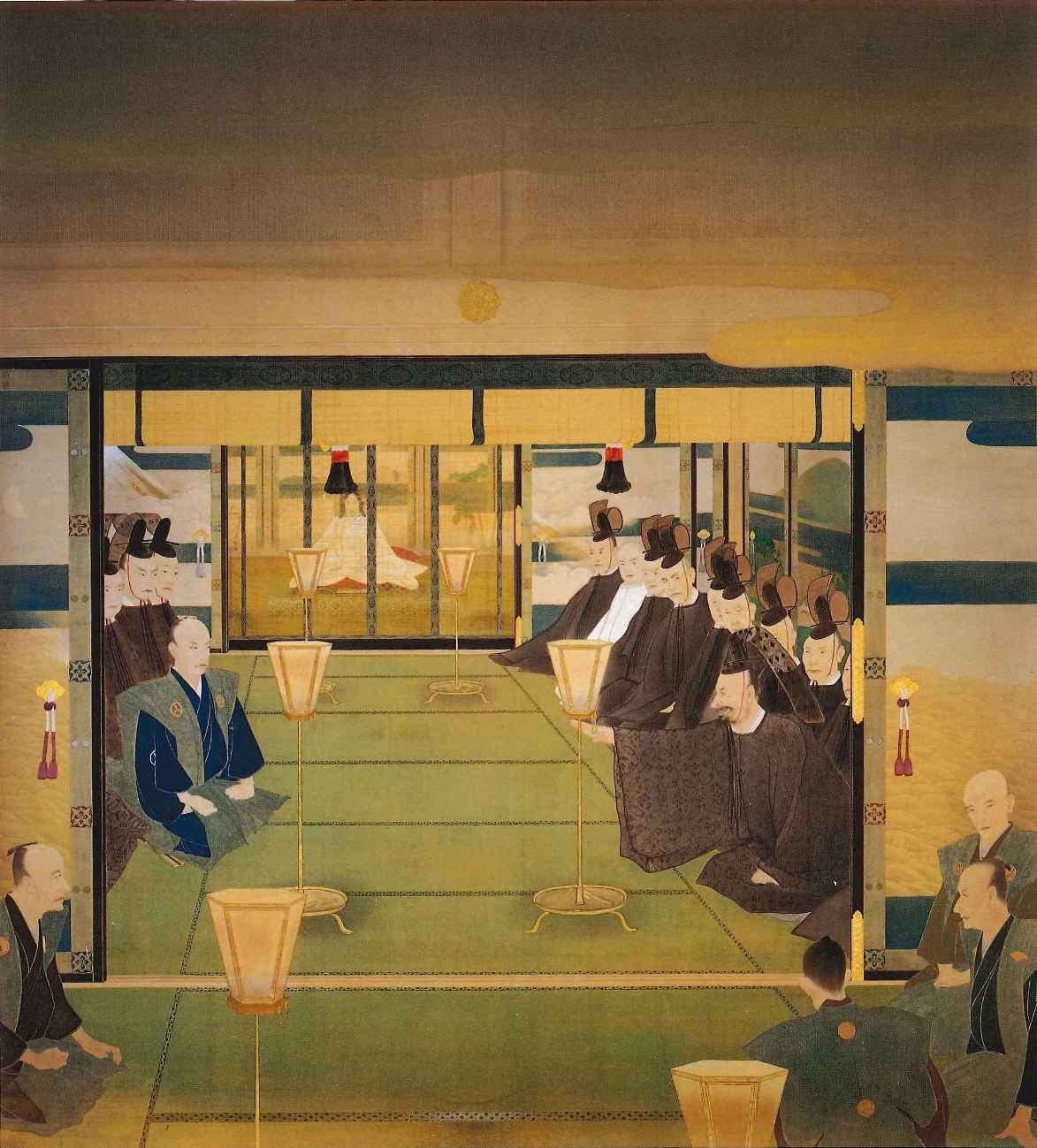
聖徳記念絵画館壁画『王政復古』（島田墨仙筆、松平康荘侯爵奉納）。御簾越しの明治天皇の御前で開かれた小御所会議で山内容堂（左）と岩倉具視（右）が激論する場面

慶応3年（1867年）12月9日夜、天皇は小御所に出御し、総裁・議定・参与および尾張・越前・広島・土佐・薩摩の五藩の代表者を召し、小御所会議を行わせた。忠能が議長となり、王政の基礎を確定し、更始一新の経倫を施すため、公儀を尽くすべしと開会を宣言した。
薩摩藩以外の4藩は「公議政体派」と呼ばれ、その中心人物である山内容堂と後藤象二郎は、幕府の存続は否定するが、慶喜が幕府解体を認めるなら大大名として存続するのは認める方針をもっていたので、「公議政体派」の間では大政奉還によって慶喜の評価が上がっており、慶喜に辞官納地を求める立場になかった。そのため慶喜に寛大な処分を求める山内・後藤・春嶽・慶勝・浅野と、慶喜の政権返上を名目上で終わらせないため、あくまで辞官納地を命じることを求める岩倉・大久保・島津の間で意見対立が起きた。特に山内と岩倉の間で激しい口論があったと伝わるが、最終的には、慶喜が辞官納地を朝廷に上奏することを尾張・越前が内々に斡旋することで決した。また薩摩藩の当初の計画では慶喜だけではなく、松平容保・定敬の京都守護職・京都所司代罷免も含まれていたが、そちらは後に慶喜が自主的に二人を罷免したので解決した。
小御所会議が終わった時刻は、子の刻（深夜12時前後）だった。15歳の天皇がこの長時間に及んだ激論をどのように捉えたのかは定かではない。伊藤行雄は、岩倉具視は孝明天皇の侍従だったが、睦仁親王が9歳の頃から14歳になった慶応3年3月まで、尊皇攘夷派の公家の圧力で朝廷から追放されていて朝廷を不在にしていたため、小御所会議の時点では、明治天皇と岩倉の信頼関係はまだ形成されていなかったとし、そのことから親慶喜派の二条らを中心とした朝廷の体制を、自分がよく知らない親薩摩派の岩倉らを中心とした体制に変えていくことは、父帝の方針を転換することでもあったから、おそらく強い不安を感じたのではないかとし、しかし天皇は外祖父・忠能や岩倉らの要望を拒否する気力も実力もまだなかったのだろうと推測している。一方ドナルド・キーンは明治天皇は確かに若いとはいえ、15歳の男子であって、政治的意見を持つことができないほど幼くはなかった点を指摘する。かつて孝明天皇が息子にひどい苛立ちを覚えたことがあったが、その理由が忠能、あるいは女官たちにより培われた攘夷思想や反幕感情であった可能性は十分にあるとし、明治天皇はすでに父帝とは異なる自身の政治思想を確立していて、会議の結論は天皇自身が事実望んで承認したものであった可能性は捨てきれないと論じる。
小御所会議の翌日、慶応3年12月10日（1868年1月4日）、慶勝・春嶽が二条城に赴き、慶喜に会議の決定を伝えると、慶喜は辞官納地について時間的猶予を要求したので、慶勝・春嶽は総裁の熾仁親王にその旨を復命したが、西郷・大久保は、それでは慶喜の政権返上の実績が現れないと反対した。二条城の内外には、旧幕府軍や親幕派藩の軍が戦力を増強しており、他方、御所の北にある相国寺に駐屯する薩摩藩軍も王政復古の大号令後に入京した長州藩軍と合流して戦力を増強しており、旧幕府勢力と薩長両藩のにらみ合いで軍事的緊張が高まっていた。
天皇は忠能や岩倉らの勧めにより、12月11日（1月5日）に長州藩に御所の九門の内外の巡回警護を命じ、議定の正親町三条実愛の家も警備させた。禁門の変以来処分の対象であった長州藩を、御所や京都を警護するものとして位置づけ直したのであった。12月27日（1月21日）には七卿落ちしていた三条実美も帰京し、即日新政府の議定に就任した。また同日正午より、御所の建春門外に天皇が臨御し、薩摩・長州・土佐・広島の四藩兵の訓練を天覧した。

### 鳥羽伏見の戦いと東征軍

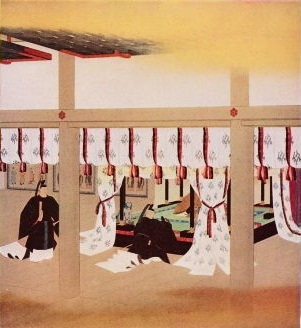
聖徳記念絵画館壁画『御元服』（伊東紅雲筆、近衛文麿公爵奉納）。利髪権大納言の正親町実徳が左に控える中、加冠式部卿伏見宮邦家親王が祝詞を明治天皇に奏上している場面

慶応4年（1868年）正月、新政府と旧幕府の間で緊張が続く中、天皇は小御所の上段に出御して、親王以下の朝賀を受けた。また、元服は数えの15歳（満年齢なら13歳）の正月5日までに行うことになっていたが、形成穏やかではない状況下で、天皇はそれを行わないまま数えの17歳（満15歳）になっていたので、1月2日、元服を1月15日に行うことが決められた。
一方元将軍の慶喜は、二条城にいた頃は王政復古を受け入れ、時間の猶予をもらえれば辞官納地も受け入れる立場を取っていたが、強硬派の部下たちの気勢を削ぐために大阪城に移った後、だんだん強硬派に影響され、王政復古拒否と朝廷軍との開戦に考えが傾きはじめた。そして君子が道を誤った時は臣たる者は君子を諫めることを以て旨とすべしという儒教の教えを唱えて、天皇に弓を引く正当化を図り始めた。
慶喜は12月19日（1868年1月13日）に至って王政復古の宣言の撤廃を要求、1月1日（1月25日）には旧幕府軍を率いて京都に向けて進軍を開始した。1月3日（1月27日）に鳥羽・伏見の街道を進軍中の会津桑名藩軍を主力とする旧幕府軍が、鳥羽・伏見両地点において薩摩藩軍を主力とする朝廷軍と武力衝突し、戊辰戦争の初戦である鳥羽・伏見の戦いが開戦。
この報に接した天皇は嘉彰親王に錦旗と節刀を下賜して征討大将軍に任命し、京都に迫り来る旧幕府勢力の征討を命じた。鳥羽・伏見の戦いで旧幕府勢力は惨敗を喫し、幕府老中だった稲葉正邦の淀城に逃げ込もうとするも見限られて受け入れを拒否され敗走。つづいて狭隘の細長い平地で、大阪への関門である山崎が焦点となり、ここは旧幕府勢力側の津藩が守っていたが、天皇は1月5日にも津藩に勅使を送って説得にあたり、津藩は将軍を捨て天皇に従うことを誓い、1月6日にも旧幕府軍に砲撃を開始、旧幕府軍は要衝山崎も失って潰走し大阪城へ逃げ帰った。敗戦を悟った慶喜はその日の夜にも松平容保など数人の側近だけを伴って大阪城からこっそりと脱走して海路で江戸へ逃亡。大阪城に置き去りにされた旧幕府軍は、翌日朝に慶喜・容保らの逃亡に気づき、次々と大阪城から逃亡して雲散霧消、西日本における旧幕府勢力は完全に瓦解した。この勝利により西日本と南日本はすべて天皇の統治下に収まったが、まだ戦いが終わったわけではなかった。江戸と北日本が旧幕府勢力の支配下に残っており、そこの平定も必要であった。
大阪城を手中に収めた一週間後の慶応4年1月15日（1868年2月8日）に天皇は予定通りに元服を行った。御所の紫宸殿の御帳台に天皇が入御すると、加冠式部卿伏見宮邦家親王が天皇に冠を加え、理髪権大納言正親町実徳が髪を整え、これまでの童服を改めて、御盃の儀を行って元服の儀を終えた。またこれを機に六カ国公使に宛てて国書を公布し、今後は天皇が内政外政にわたって最高の権能を行使することを通達した。

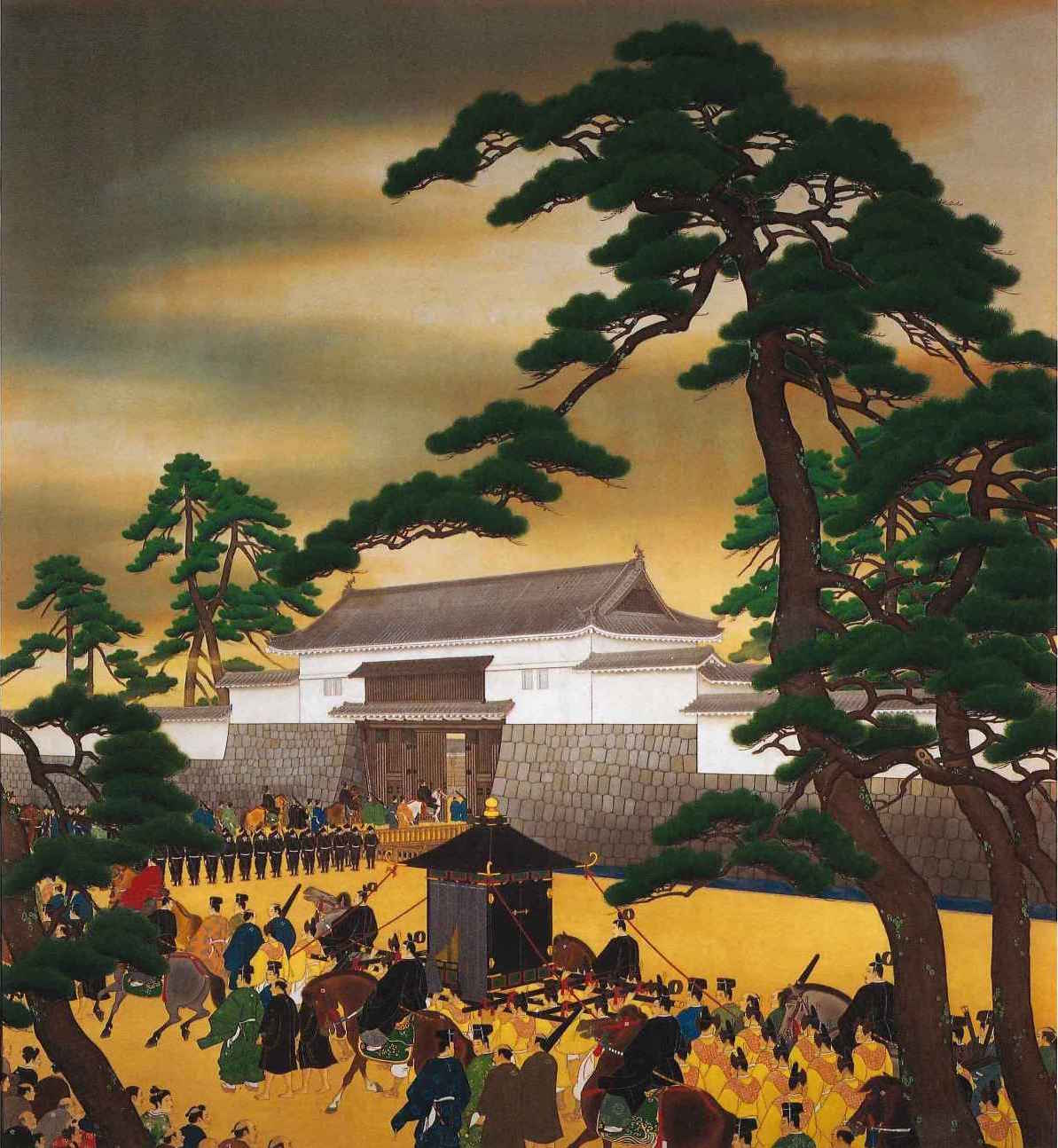
聖徳記念絵画館所蔵『二条城太政官代行幸』（小堀鞆音画、三井八郎右衛門男爵奉納）。葱花輦に乗った天皇が騎馬の親王、公家、大名らを従えて東大手門から二条城に入城する場面。

2月3日、天皇は幼少期に御所に移って以来初めて御所を出、葱花輦（天皇の臨時の行幸の際に用いられる御輿）に乗って、騎乗の親王、公家、大名らを従えて、京都における将軍宿所として旧幕府の象徴だった二条城に東大手門から入城した。新政府の中枢機関である太政官代は当初九条道孝邸に置かれていたが、1月下旬に二条城に移されていたためである。
天皇は二条城本丸白書院の上段に設けられた簾中に臨御し、総裁熾仁親王、議定、上参与が中段、下参与が廂に座を占めて朝議が行われ、江戸に逃亡した賊徒の親征と、そのための東征大総督の設置が決定された。朝議終了後、天皇は総裁を召して次の大略の親征令を下した。「このたび慶喜以下賊徒は江戸城ヘ逃れ、ますます暴虐をほしいままにしている。四海鼎沸し、万民塗炭に苦しむさまは見るに忍び難い。よって天皇は、叡断をもって親征を決意した。ついては適切な人選によって大総督を置くこととする。畿内、七道の大小藩は各々軍旅の用意に取り掛かるように。数日内に軍議を決定する。御沙汰あり次第、各部隊は命を奉じて直ちに馳せ参じよ。諸軍とも力を合わせて勉励し、忠戦を尽くすべし」。

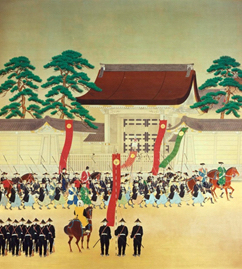
聖徳記念絵画館所蔵『大総督熾仁親王京都進発』（高取稚成画、蜂須賀正韶侯爵奉納）。江戸へ逃亡した徳川慶喜以下賊徒征討のため京を発つ東征大総督有栖川宮熾仁親王。福岡藩や津和野藩の兵たちが付き従っている。

2月9日（3月2日）には政府総裁有栖川宮熾仁親王を東征大総督に任じた。熾仁親王は天皇の信任が厚かったうえ、慶喜と親戚関係にあったので特に自ら望んで東征大総督の地位に就いた。2月15日（3月8日）、京を出立する挨拶に熾仁親王が参謀らを従えて参内した際、天皇は速やかに敵を掃攘せよとの勅命を与えた。
熾仁親王率いる東征軍は、東海・東山・北陸三道から江戸へ向かって進軍を開始、参謀として西郷隆盛が親王を補佐した。
一方江戸に逃亡していた慶喜は、東征軍に徹底抗戦するか降伏するかで揺れ動いていたが、やがて降伏を決意し、慶応4年2月12日（1868年3月8日）に江戸城を退去して上野寛永寺内の大慈院に入って謹慎し、天皇に恭順する意思を示し、勝海舟を旧幕府勢力代表者に立てて後事を託した。勝は駿府城に陣を構える東征軍参謀西郷隆盛のもとに山岡鉄舟を派遣、山岡の説得の結果、江戸の薩摩藩邸で西郷と勝の会談がもたれることになり、二度にわたる二人の会談の結果、3月14日に江戸城無血開城と慶喜の助命・謹慎が決まり、3月15日に予定されていた東征軍の江戸城総攻撃は中止され、江戸は奇跡的に戦火を免れた。
4月4日（4月26日）に天皇の勅使橋本実梁が西郷以下官軍参謀60余人を従えて江戸城に入城、慶喜に代わって城主となっていた徳川慶頼が西の丸玄関で出迎えた。橋本は一週間後の4月11日（5月3日）をもっての徳川家の江戸城からの退去、および慶喜の死一等を減じ水戸藩での謹慎を命じる朝命を慶頼に申し渡した。期日通り4月11日に旧幕府の最後の砦である江戸城は天皇の軍隊に引き渡され、4月21日（5月13日）には東征大総督の熾仁親王が江戸城に入城した。
江戸城開城後、勝や山岡ら旧幕閣の対応に不満を抱く一部の旧幕臣が彰義隊を名乗って上野寛永寺に立て籠もって反乱を起こした。熾仁親王はただちに解散を命じ、勝や山岡らも投降するよう説得にあたるも効果がなかったため、親王は5月15日にも上野に討伐軍を派遣し、速やかにこれを殲滅した。これをもって関東は平定され、以降の戦いは奥羽方面に移っていく。

### 大坂親征と初めての各国公使引見
鳥羽伏見の戦いの勝利と、続く元服直後の頃の1月17日、参与・大久保利通が、天皇が直々に旧幕府残党征討軍を率いて大阪に行幸するという「大阪親征」を提案した。実際にはもはや死に体の旧幕府残党の征討のためというより、到来が確実の情勢となった新時代を見据え、天皇を取り巻く空間や政務を行う空間を根本的に変えることが目的だった。大久保は総裁熾仁親王の諮問に応じ、さらにその後、参与・広沢真臣、後藤象二郎らの賛同を得て、1月23日には一時的な大阪への移動である大阪親征から更に踏み込んだ大阪遷都を建白。大久保は、遷都は因習の弊害を除去して政治を一新する機会となるばかりでなく、海に接した大阪の地は、外国との交際や陸海軍を起こして富国強兵を実現するのにも適していると論じた。この大阪遷都論について政府内で議論がわきあがったが、忠能をはじめとした公家勢が強く反対し、公家の間では、公家を政府から追い出して薩長両藩が私権を張ろうという計画との疑いさえ唱えられ、大阪遷都は合意できなかった。天皇も愛着ある京都の生活が大きく変わることを嫌がり許可しなかった。この時まで天皇は京都から出たことがなかった。こうして大阪遷都計画は沙汰止みとなったものの、大久保のもう一つの提案である天皇が直々に旧幕府勢力征討軍を率いて出陣するという親征の提案の方は広く支持を集め、2月19日には天皇の大阪親征が決定した。
同じ頃、政府内では外国公使に天皇への謁見を認めるかが議論されていた。これについては特に宮中奥向きを司る「後宮」から先例がないとして反対が起きていた。しかし岩倉具視と松平慶永が天皇の御前に伺候し、君主が他国の公使を引見するのは万国の通義であると説得にあたり、天皇はそれを認め、忠能を召して外国公使引見の手はずを整えるよう命じ、2月17日には天皇が外国公使に謁見を賜る旨が布告された。

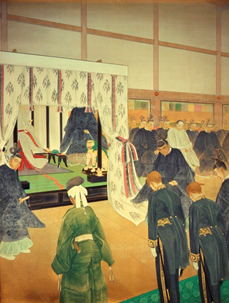
聖徳記念絵画館所蔵『各国公使召見』（広島晃甫筆、伊達宗彦侯爵奉納）。オランダ公使ファン・ポルスブルック（手前右から3人目）を引見する明治天皇。天皇の右に立つ身体だけ見える人物は輔相三条実美、御帳台前左は外国事務局督山階宮晃親王、同右は輔相岩倉具視、右端は外国事務局輔伊達宗城、手前左は外国事務判事伊藤博文。

2月30日（3月23日）には紫宸殿においてフランス公使レオン・ロッシュとオランダ公使ファン・ポルスブルックを引見した。これが天皇の初めての外国公使引見であった。天皇は引直衣を着用して御帳台に座し、副総裁の三条実美と輔弼の忠能が帳内に侍立し、外国事務局総督山階宮晃親王と副総裁岩倉具視が帳前に立ち、三職以下は御帳台の左右に並ぶという形で公使を迎えた。
イギリス公使ハリー・パークスもこの日に引見する予定だったが、御所に向かう道中にパークスが襲撃される事件が発生したため延期された。天皇は事件を知ると深い憂慮の念を漏らし、ただちに晃親王をパークスのもとに慰問に走らせた。だが京都市民の間ではパークスより襲撃者に同情する世論の方が強かった。外国人が御所に出入りすることは神州を衰微させ、天顔まで拝させるのは、天威を冒涜するものと信じられていたためである。
天皇は3月3日（3月26日）にパークスを引見。同道した通訳アルジャーノン・ミットフォード（後の初代リーズデイル男爵）はその時の様子を次のように書いている。「中央に黒い漆塗りの細い柱で支えられた天蓋があり、それは襞のついた白い絹で覆われ、その中に黒と赤の模様が織り込んであった。天蓋の下には若いミカドが高い椅子に座るというより、むしろ凭（もた）れていた。天皇の後ろには二人の親王がひざまずいて、もし必要があれば陛下のお務めを補佐しようと控えていた。我々が部屋に入ると天子は立ち上がって、我々の敬礼に対して礼を返された。彼は当時、輝く目と明るい顔色をした背の高い若者であった。彼の動作には非常に威厳があり、世界中のどの王国よりも何世紀も古い王家の世継ぎにふさわしいものであった。彼は白い上衣を着て、詰め物をした長い袴は真紅で夫人の宮廷服の裳裾（もすそ）のように裾を引いていた。被り物は廷臣と同じ烏帽子だったが、その上に、黒い紗で作った細長く平らな固い羽根飾りをつけるのが決まりだった。私は、それを他に適当な言葉がないので羽飾りといったが、実際には羽のようなものではなかった。眉は剃られていて、額の上により高く描かれていた。頬には紅をなし、唇は赤と金に塗られ、歯はお歯黒で染められていた。このように、本来の姿を戯画化した状態で、なお威厳を保つのは並大抵の技ではないが、それでもなお、高貴の血筋を引いていることがありありとうかがわれていた。付け加えておくと、まもなく若い帝王は、これらの陳腐な風習や古い時代の束縛を、その他の時代遅れのもろもろと一緒に全部追放したとのことである」。

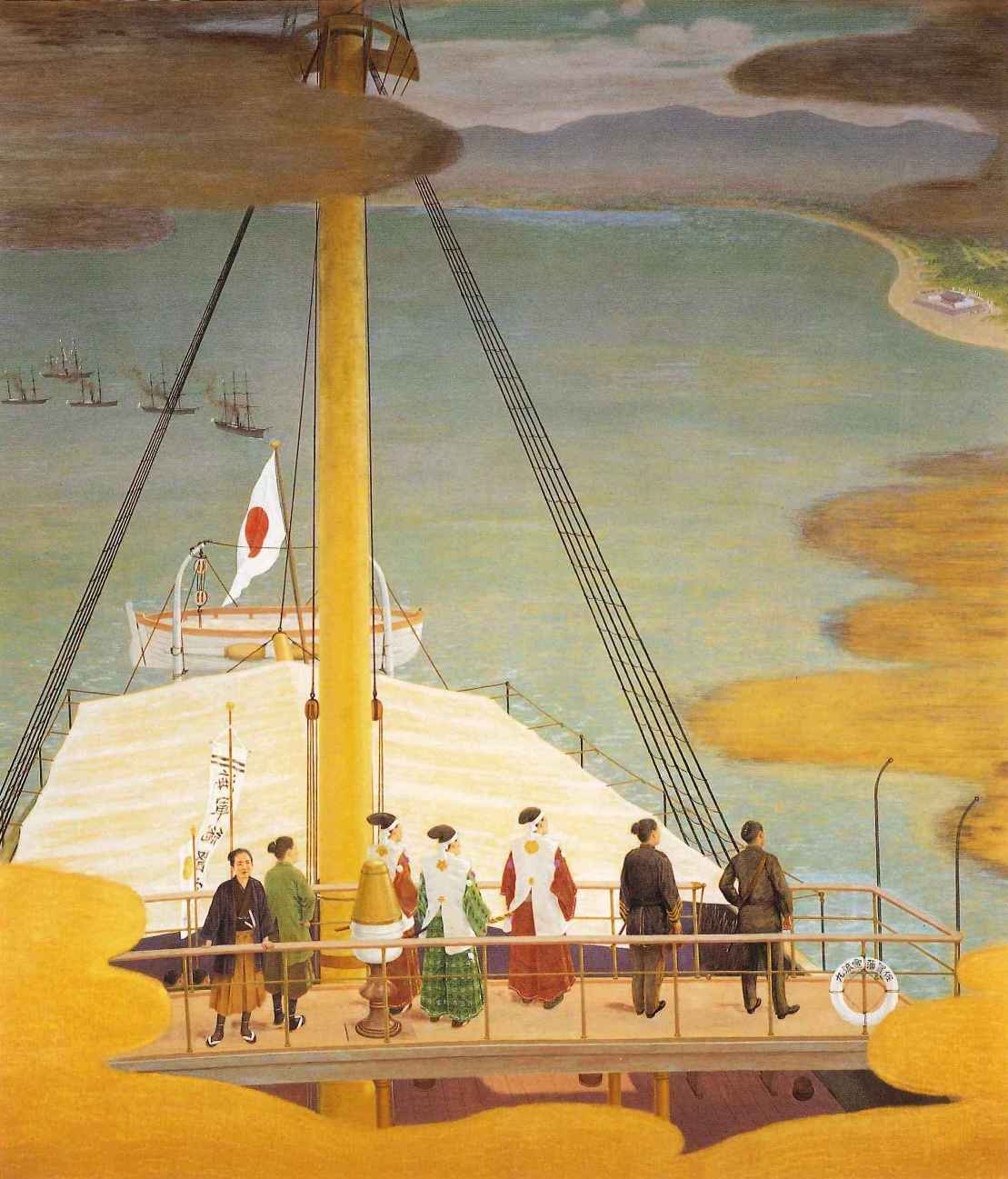
聖徳記念絵画館所蔵『大阪行幸諸藩軍艦御覧』（岡田三郎助筆、鍋島直映侯爵奉納）。船は肥前藩軍艦電流丸。甲板から天保山（大坂港）の天皇の御座所を望んでいるのは海軍総督聖護院宮嘉言親王（右から3人目）、肥前藩主鍋島直大（右から2人目）ら。

3月21日（4月13日）に天皇は葱花輦に乗って建礼門から御所を出、皇太后らの見送りを受ける中、幟仁親王を先頭にした官軍を率いて大坂に向かった。華頂宮博経親王、三条、忠能らも随従した。一般庶民は跪坐してこの盛儀を仰ぎ見た。行列の速度は遅く大坂における行在所である本願寺津村別院に入ったのは3月23日のことだった。以降天皇は46日間にわたって大阪に滞在。実際には普通の大阪行幸だったが、旧幕府残党の親征が名目になっていたため、公式には大阪親征と称される。
3月26日（4月18日）には、天保山（現・大阪港）に行幸したが、その道中安治川で小船に乗って川下りを楽しんだ。天皇が船に乗ったのはこれが初めてだった。天保山に到着した天皇は、海軍の艦隊運動を親閲。海軍を親閲したのも、海を見たのも初めてであった。『明治天皇紀』はこの時の天皇の様子を「天顔特に麗し」と記している。江戸時代に事実上御所に幽閉される生活を送ってきた天皇の解放感は想像に難くない。天皇はとても機嫌良く、三条や忠能が付き従って、夕方4時過ぎに行在所に戻った。
4月6日（4月28日）、天皇は大坂城で薩摩・長州・広島・熊本など七藩兵の訓練を親閲し、閏4月6日（5月27日）にも福岡・宇和島・広島など八藩の大砲発射の演習を親閲。以降天皇は積極的に陸海軍の演習を親閲するようになり、軍の統率者としての新しい天皇イメージを形成する大きな一歩を踏み出した。
4月9日（5月1日）には大久保利通が行在所の天皇の御前に召されて拝謁を受けた。ついで4月17日（5月9日）には木戸孝允と後藤象二郎も謁を賜った。徴士（明治初年に朝廷が登用した藩士や平民）といえども、当時まだ無位無官だった彼らが天皇の拝謁を受けるのは極めて異例であり、いずれもその感激を日記に書いている。木戸の日記によれば「布衣にて天顔を咫尺に奉拝せし事、数百年、未曾聞（いまだかつてきかざる）なり。」であったといい、それが許されて拝謁を賜ったことに感涙したことを記している。
また大阪滞在中に生母中山慶子の安産祈願を行った坐摩神社、吉野時代の後村上天皇の崩御の地である住吉行宮などにも行幸。さらに皇室の忠臣楠木正成を祀る湊川神社や旧徳川幕府によって貶められた豊臣秀吉を祀るため豊国神社の建設も勅命した。
大坂での日々は天皇にとって江戸時代の束縛から解放されて自由を謳歌した楽しい日々となったが、この間も学問は続けられた。4月11日（5月3日）からは『大学』『孫子』『三略』の進講を受けた。後者2つは兵法書である。4月16日（5月8日）には参与の田中国之輔から『孫子』の進講を受ける。この日から天皇は日課として『古事記』『春秋左氏伝』『孫子』などの和漢書を学び始める。
大阪親征は人々から天皇を目に見える形にし、天皇と国民を近づけた最初の行幸として大きな意味があったが、江戸の旧幕府勢力が降伏し江戸城が開城されると、親征の名目が立たなくなり、ほどなくして天皇の帰京が検討された。大久保は当然これを喜ばなかった。大久保は天皇が京都に戻ればまた国民からかけ離れた存在になってしまうのではないかと恐れていた。
天皇は閏4月7日（5月28日）に大坂を離れ、来る時とは打って変わって今度は素早く移動し、翌日には京都に還幸。天皇の葱花輦が境町門を入るや、天皇の還御を祝う楽士が雅楽の還城楽を演奏しながら先導し、京都市民も盛儀を一目見ようと人垣を為して天皇の還幸を祝った。大宮御所と九条道孝邸前では、三職をはじめとした公家、大名、徴士、無位の官吏に至るまで大勢が、その地位に応じた衣装を着て天皇の出迎えに立ち、未の刻（午後2時）に紫宸殿に入御した天皇は彼らに謁を賜った。

### 五箇条の御誓文

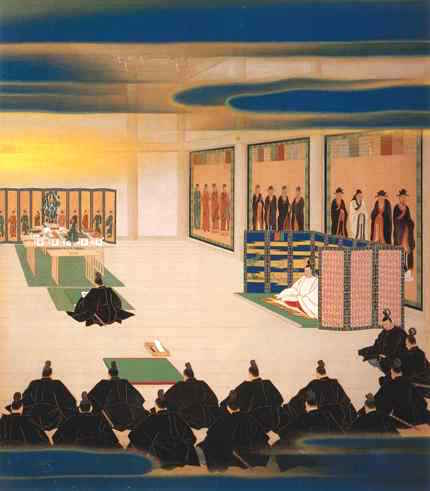
聖徳記念絵画館壁画『五箇條御誓文』（乾南陽画、山内豊景侯爵奉納）屏風の中に座すのが明治天皇。祭文を読み上げているのは三条実美。屏風の右に座すのは岩倉具視

大阪行幸に先立つ慶応4年3月14日（1868年4月6日）、御所の紫宸殿において公家と在京中大名を召集しての祭典が行われた。天皇は、まず天神地祇を祀り、政府副総裁・三条実美に祭文を読ませ、その後、天皇が玉串を献じて拝礼、ついで天皇は、三条実美に五箇条からなる国家の新方針を、神に誓う形で捧読させた（五箇条の御誓文）。
- 一、広ク会議を興シ万機公論ニ決スベシ
- 一、上下心ヲ一ニシテ盛ニ経倫ヲ行フベシ
- 一、官武一途庶民ニ至ル迄各々其志ヲ遂ゲ人心ヲシテ倦マザラシメンコトヲ要ス
- 一、旧来ノ陋習ヲ破リ、天地ノ公道ニ基クベシ
- 一、智識ヲ世界ニ求メ、大ニ皇基を振起スベシ

五箇条の御誓文は以上の5つからなる。草案は由利公正と福岡孝弟が作り、木戸孝允がその修正に加わって作成された。明治以降の日本の指導精神となり、立憲政治の基礎となった。
参列した公家・大名たちは順に天神地祇と天皇を拝し、それを遵守する旨の誓書（「叡慮ヲ奉戴シ死ヲ誓ヒ黽勉従事冀クハ以テ、宸襟ヲ安ジ奉ラン」（天子の志を慎んで仰ぎ、死を賭して全力で勉め励み、願わくは天子の心を安んじ奉る所存である）に署名した。当日に参加できなかった公家・大名は後日署名を行った。署名した者の総数は前後あわせて767人である。
また御誓文と同日に歴代天皇の偉業を称え、天下万民の安寧を祈り、ともに国威を海外に発揚することを訴えた天皇の告諭が宸翰の形で出されている。
さらに閏4月21日（6月11日）には五箇条の御誓文の趣旨に従って、政体職制を定めた政体書が出された。その大要は天下の権力を太政官に統一し、太政官の権を行政・立法・司法の三権に分かち、三権分立して偏頗なく、相互に侵犯することなからしめ、各府藩県より貢士を出し、議事の制を立てること、諸官は4年を以て交代し、公選入札の法を用いること、各府藩県の政令も御誓文の旨を体して行るべきことなどである。

### 即位の礼
王政復古によって天皇は、軍の統率者としてだけでなく、「万機親裁」のイメージも形成する必要が生まれ、大阪行幸後の閏4月21日、天皇の政務の日課が布告された。天皇は午前7〜8時に学問所に出て政務を「総覧」し、その間、重臣のいる八景間に行ったり、学問や武道に励んだりし、午後4〜5時に学問所を出るというものだった。7月23日に木戸が天皇に政治の近情を申し上げた際、天皇は積極的に時情を尋ねるなど、政治への関心もより示すようになった。
江戸市民の間では幕府が滅亡した今、その政治的価値を失って僻地と化すことが恐れられており、天皇行幸が待ち焦がれていた。大木喬任と江藤新平は、東国の人心鎮撫や武威を示すため、天皇が江戸に下ることを主張し、江戸を東京と改称し、将来的には東西両京を鉄道で繋げば国家が分裂する憂いは無くなると提案した。この案が容れられ、7月17日（9月3日）に天皇より「江戸ヲ称シテ東京ト為スノ詔書」が出され、江戸は東京と改称された。そして8月4日（9月19日）に天皇の東京行幸が布告された。
すでに3月から閏4月にかけて、大阪行幸を行った天皇は、他所に滞在することへの自信がつき、それが政府の安定に資するならそうしたいと考えるようになっており、岩倉によれば、江戸から戻った木戸と大木がその状況をよく説明し、江戸を東京とする命を天皇が下すべきであると上奏したことも、天皇はよく理解を示したという。慎重派からは経費の問題や、奥羽方面の反乱がまだ完全に鎮定されていないので時期尚早との指摘もされたが、8月23日（10月8日）には政府軍は奥羽列藩同盟の実質的盟主の会津藩の若松城の包囲に成功し、誰が目にも大勢は決していた。

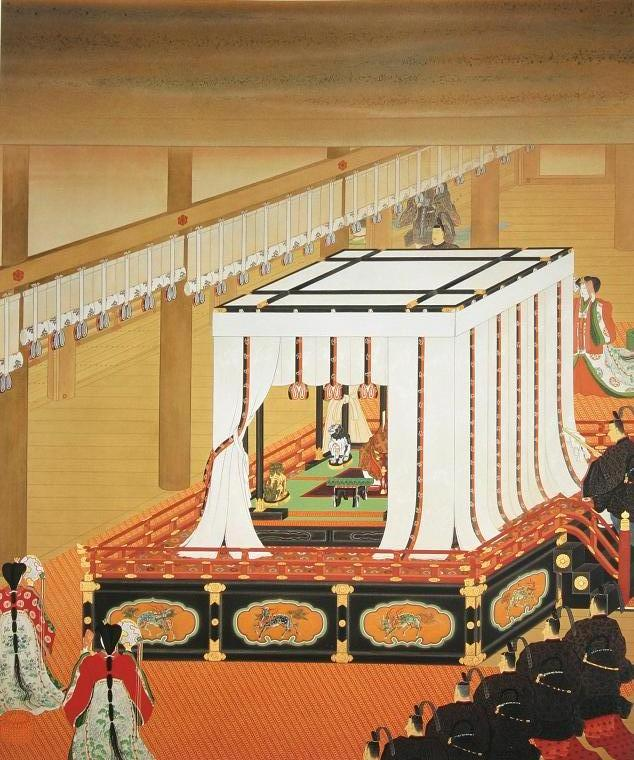
聖徳記念絵画館壁画『即位礼』（猪飼嘯谷筆、京都市奉納）即位の礼において、高御座の中の天皇に弁事の勘解由小路資生が幣を奉る場面

天皇には東京行幸前に諸儀式を済ませておくことが望まれており、本来は前年11月に予定されていたものの内外の情勢から延期されていた即位の儀が意識されるようになった。
慶応4年8月21日（10月6日）からの一連の儀式を経て、8月27日（10月12日）に京都御所にて即位の礼を執り行い即位を内外に宣明した。
即位の礼の内容や準備は、岩倉具視の内命下、神祇官副知事亀井茲監（津和野藩主）や神祇官判事福羽美静（同藩士）など津和野藩が中心となって行ったが、岩倉は維新後最初の即位の礼は将来の雛形となるよう、中国皇帝の即位式の模倣ではない日本古来式に更改されるのが望ましいと考え、5月にも亀井に古来式の考証勘案するよう命じ、日本古来の典拠に則る「皇国神裔継承」の規範を裁定させた。
これにより即位の礼に様々な変更があった。大きな変更点として、まず第一に天皇の礼服が、唐風の冕冠・袞衣から、黄櫨染御袍の束帯となったように、中国風を排除して復古を目指したことである。近代以前の即位の礼は、服制のほかにも、中国の皇帝即位儀礼に倣ったものが多かった。香を焚いて天帝に即位を報告する儀式は取りやめられ、庭上に置かれる幡旗は、榊に鏡・剣・璽を付けた大幣旗・日章旗・月幣旗に変えられた。また、即位灌頂という印を結び真言を唱える仏教的儀礼も廃止され、神道の儀式として徹底した。
第二は、即位式の行われる紫宸殿前（実際には小雨のため、承平門内に置かれた）に、直径1メートルの地球儀を置くことであった。この地球儀はかつて水戸藩主徳川斉昭が孝明天皇に献上したものだが、斉昭の狙いは天皇に世界を意識させ世界に向けて国威を発揚するよう仕向けることにあった。この地球儀を即位の礼の式典の中心に据えるなら列席する百官有司（役人）に高邁なる志操を吹き込み、その見識を深めるであろうと福羽は論じている。
第三は、天皇の命令である宣命を宣命使が小声から大声で読むようにし、万民に告知することを明示するとともに「万民奉賀」の寿詞を奏上したこと、公家だけでなく功臣である武士の参列を認めたことである。これに関して福羽は、式典に捧げられる宣命宣制や寿詞は、万民の奉賀の気持ちを体したものでなければならない。これまでのような公家だけの儀式の世界であってはならず、儀式の世界に広く万民を取り込まねばならないと論じている。
なお宣命は、桓武天皇が即位した際に、天智天皇の定めた法に従って即位するという文言が用いられ、以後それが踏襲されてきた。明治天皇の即位礼でも従来の宣命が使われたが、加えて神武天皇への復古も唱えられた。「神武創業」への復古、「万世一系」の強調による変化である。
即位の礼当日、天皇は紫宸殿に用意された高御座（玉座）に北面（裏側）から入って座し、女官がその御帳をあげて天皇の姿を見えるようにすると群臣は一斉に平伏。弁事勘解由小路資生は天皇に幣（神に捧げる布製の礼物）を献上し、神祇官知事鷹司輔熙が御前に進んで幣を拝受。典儀伏原宣足の音頭で群臣が一斉に再拝。つづいて宣命使冷泉為理が宣命を捧げ、皇位継承を宣した。天皇の長命と国家の繁栄を祝う寿詞が読み上げられ、伶官によって「わたつみの はまのまさごを かぞへつつ きみがちとせの ありかずにせん（大海の浜辺の砂を数えながら、その砂の数ほどに御治世が永遠に続くことをお祈りする）」という大歌が奏された。伏原宣足の合図で群臣が一斉に再拝。幟仁親王が御前に進み、即位の礼の終了を告げ、女官たちが再び御帳を下げて天皇の姿は見え無くなった。こうして即位の礼は無事に終了した。
即位の礼の前日に天皇と国民の絆を強めるための措置として天皇誕生日（旧暦9月22日。明治6年の改暦後は11月3日）を天長節として国民の祝日に定めた。天皇誕生日を祝日とする先例はすでに宝亀6年（775年）に見られる。それ以降長く中断していたこの慣習を復活させたのは、やはり古代の慣習へ立ち返ることを強く意識したものである。
慶応4年9月8日（1868年10月23日）に詔書を発して年号を慶応から明治に改元するとともに「一世一元の制」を定めた。幕末には頻繁に改元が繰り返され、干支の組み合わせという年の表示があるとはいえ、同時代の人も流石に混乱していたこと、皇帝権力の強い中国の明や清では、皇帝一代に一つの元号であったことなどから一世一元が目指されたと思われる。「明治」の語は『易経』の「聖人南面而聴天下、嚮明而治」（聖人南面して天下を聴き、明に嚮（むか）いて治む）から取られている。

### 京都から東京へ

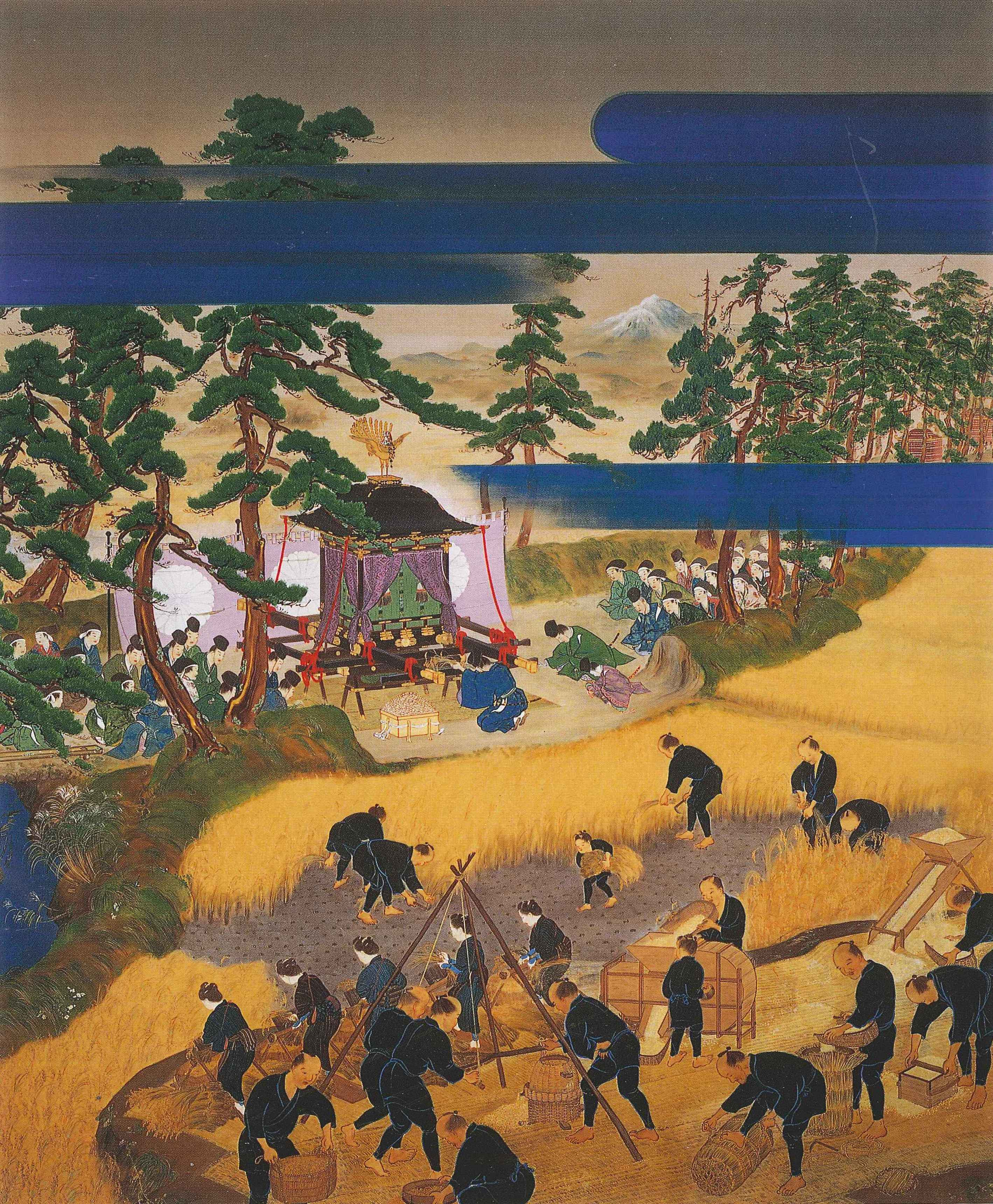
聖徳記念絵画館壁画『農民収穫御覧』（森村宜稲筆、徳川義親侯爵奉納）。東幸途中の名古屋で鳳輦の中から農民の収穫の様子を天覧する明治天皇。刈り取った稲を天皇に御覧に入れているのは岩倉具視、その右で平伏しているのは元尾張藩主徳川慶勝と息子の尾張藩主徳成。

明治元年9月20日（1868年11月4日）辰の刻（午前8時前後）、天皇は紫宸殿から出御して鳳輦に乗って建礼門から御所を出ると東京へ向かった。岩倉具視、中山忠能、伊達宗城、池田章政（岡山藩主）、木戸孝允を筆頭として3300人が供奉する大行列だった。掲げられる三種の神器八咫鏡の警護の任の名誉は加藤明実（水口藩主）が担った。道喜門で皇太后と淑子内親王が見送り、親王、公家、在京大名たちは南門外に整列して天皇を見送った。沿道には老人から子どもまで男女が集まって車駕を拝観し、拍手が絶えなかった。
行幸の列は三条通りを東に粟田口まで進み、天台宗門跡青蓮院で小休止し、遠出用の軽便な板輿に乗り換えた。その後東山を越えて山科に出、天皇は天智天皇の山科陵を遥拝。未の半刻（午後3時頃）に大津に到着。ここで東幸反対派だった権中納言大原重徳が馬で駆けつけてきて、伊勢神宮で鳥居が崩れる不吉があったとして、東幸を取りやめることを求めたが、岩倉が退けた。
同日天皇は沿道の全ての神社に幣帛を命じ、また高齢者、病人、困窮者などに施しを行い、功労者を表彰した。これは東幸中に通りがかった全ての土地で行われ、そのため旅費は巨額に上ったが、三井家など京大阪の豪商が旅費を請け負っている。
翌朝瀬田橋にさしかかり、天皇は琵琶湖の景色を楽しんだ。9月22日（11月3日）、行列は土山に到着したが、この日は天皇の16歳の誕生日であり、土山の行在所で岩倉や忠能・木戸孝允らが召されて祝賀会が開かれ、住民にも清酒3石（約540リットル）とスルメ1500枚が下賜された。同日、奥羽戦線では会津藩が政府軍に降伏、その後数日間に他の反乱諸藩も次々降伏、奥羽は平定された。未だに反乱を続けるのは蝦夷地へ逃亡した榎本武揚一党のみとなった。
天皇は四日市・桑名を経て、9月27日（11月11日）に名古屋に到着、元尾張藩主徳川慶勝と尾張藩主徳川徳成父子の出迎えを受け、東海道沿道の八丁畷（現名古屋市瑞穂区東ノ宮神社境内地）において農民の収穫の様子を初めて天覧。天皇は農民たちに菓子を与え、その労苦をねぎらった。またその直前に熱田神宮を親拝。天皇は行幸前にも熱田神宮に勅使を遣わして反乱が続いていた東北の平定を祈願する宣命を下賜していた。
10月1日（11月14日）、天皇は新居（遠江）の手前で、初めて太平洋を眺めた。古代以来、持統天皇が伊勢国に、元正天皇が美濃国に、聖武天皇が伊勢・美濃に行幸した例があるが、東国のここまで来た天皇は明治天皇が最初である。10月2日、行列は浜名湖を船で渡った。湖面は静かで、その時の天皇の様子について「天顔頗る（すこぶる）麗し」とある。浜松・掛川を経て、10月4日（11月17日）、大井川を渡河するにあたって、金谷台から富士山を眺めた。天皇が富士山を眺めたのは、古来未曾有のことであった。感銘を受けた天皇は随従する者たちに東京到着までに富士を詠み込んだ和歌を作っておくよう命じた。江戸時代を通じて軍事的な配慮から大井川には橋がかけられていなかったが、この時には天皇がお通りになるということで緊急に架橋されており、橋を渡って関東へ向かった。
10月8日（11月21日）、箱根に到達、芦ノ湖の風光を見た天皇は銃猟を見たがっていたが、土地の者に迷惑をかけることを好まなかった。木戸が気をきかせて前日に駿河伊豆の国境で天皇の行列を出迎えにでていた射撃の名手江川太郎左衛門にその件を相談し、江川は従者の一人に御前に広がる湖上の鳥を銃で狙わせ、一羽の鴨に命中させた。江川はこれを天皇に献上。天皇はいたく喜んで江川の従者に賞金五百疋を下賜した。同日午後7時半に小田原、10月10日に大磯に到着、漁夫の地曳き網の漁を天覧し、捕獲された魚は数個の大桶に入れられ、天皇の御座所へ運ばれた。それを眺めた天皇は「天顔頗る喜色あり」と記録されている。
10月11日（11月24日）は神奈川に泊まった。横浜には文久3年（1863年）以来、英仏軍が駐屯しており（日本政府と英仏政府の交渉の結果明治8年に撤兵）、英仏兵たちは宿場町の西方に列をなして拝礼して行列を迎えた。また、横浜港に停泊していた各国の軍艦も一斉に祝砲を放った。

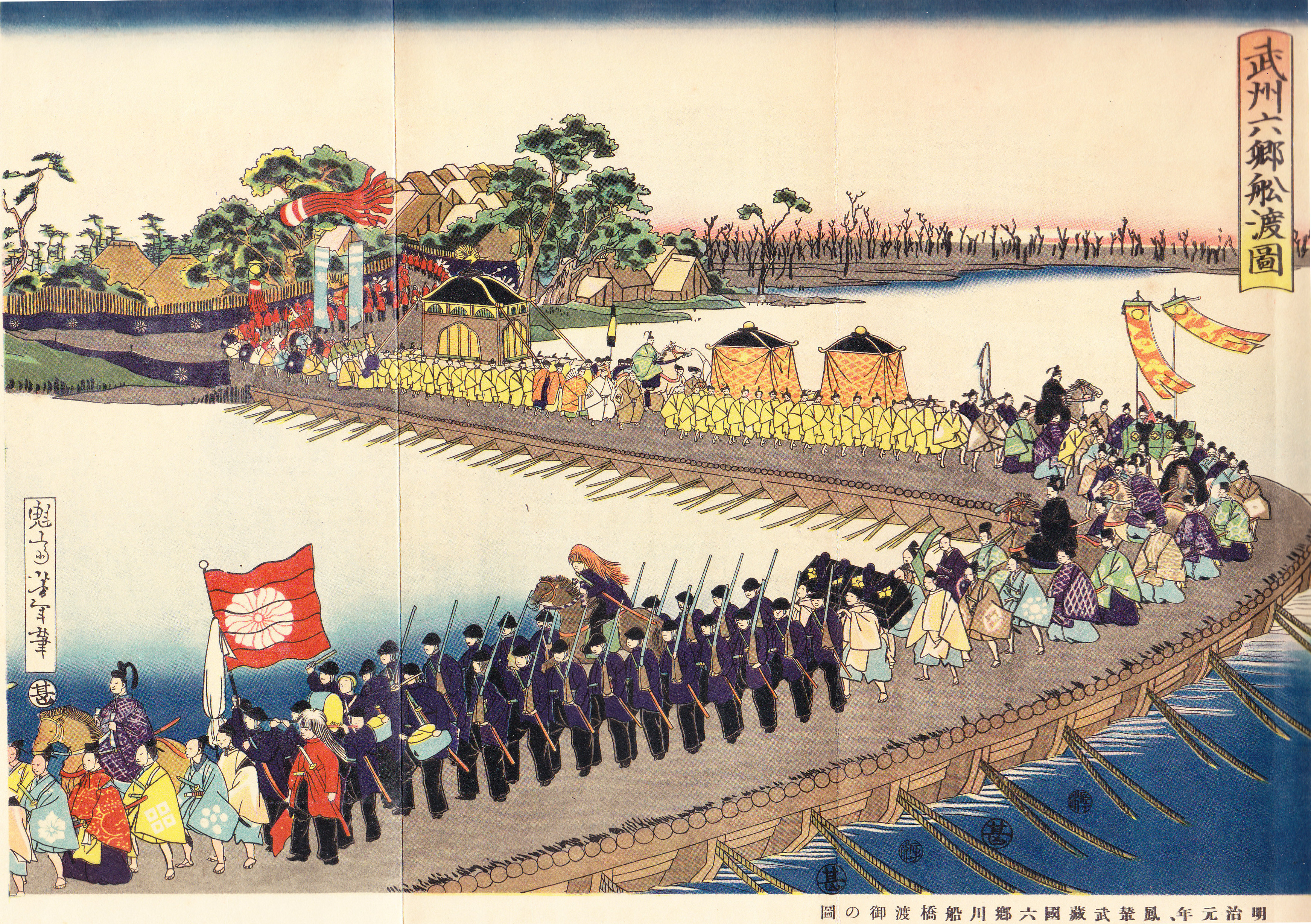
『武州六郷船渡圖』魁斉芳年画。六郷川（多摩川）に特設された船橋を渡る明治天皇の行列

10月12日（11月25日）には川崎田中本陣で昼食を取り、その後23隻の小船でつくられた舟橋で六郷川（多摩川）を渡河。東京府に入った天皇は、梅屋敷で休息後、午後3時頃に品川に到着し、東征大総督熾仁親王、鎮将三条実美、東京府知事烏丸光徳の出迎えを受けた。
10月13日（11月26日）早朝に行列は宮中の雅な装束に着替えて品川行在所を出発し、秋晴れの下に東京の町を進んだ。親王、公家、大名が衣冠帯剣、三等官以上の徴士が直垂帯剣であり、いずれも騎乗していた。この演出者は岩倉具視だった。岩倉はその意図を次のように述べている。長年にわたって武力による支配に慣らされてきた関東の民衆は「剽悍」であるので、これを御するには「先づ朝廷衣冠の礼を観しめ、以て其の心を和にするに如かざるなり」。
途中増上寺で小休止し、天皇は再び鳳輦に乗り換えた。芝から新橋、京橋、呉服橋見附を進み、同日午後1時過ぎ、和田倉門から江戸城に入城。京都御所から全行程22日の旅であった。
同日未の半刻（午後3時頃）に天皇は西丸に入った。この時より江戸城は皇居となり、名称も東京城と改称された。この日幾千という東京市民が天皇の行列を拝観し「図らざりき、今日一天万乗（天下を統治する天子）の尊厳を仰ぎ奉らんとは」と感涙したという。

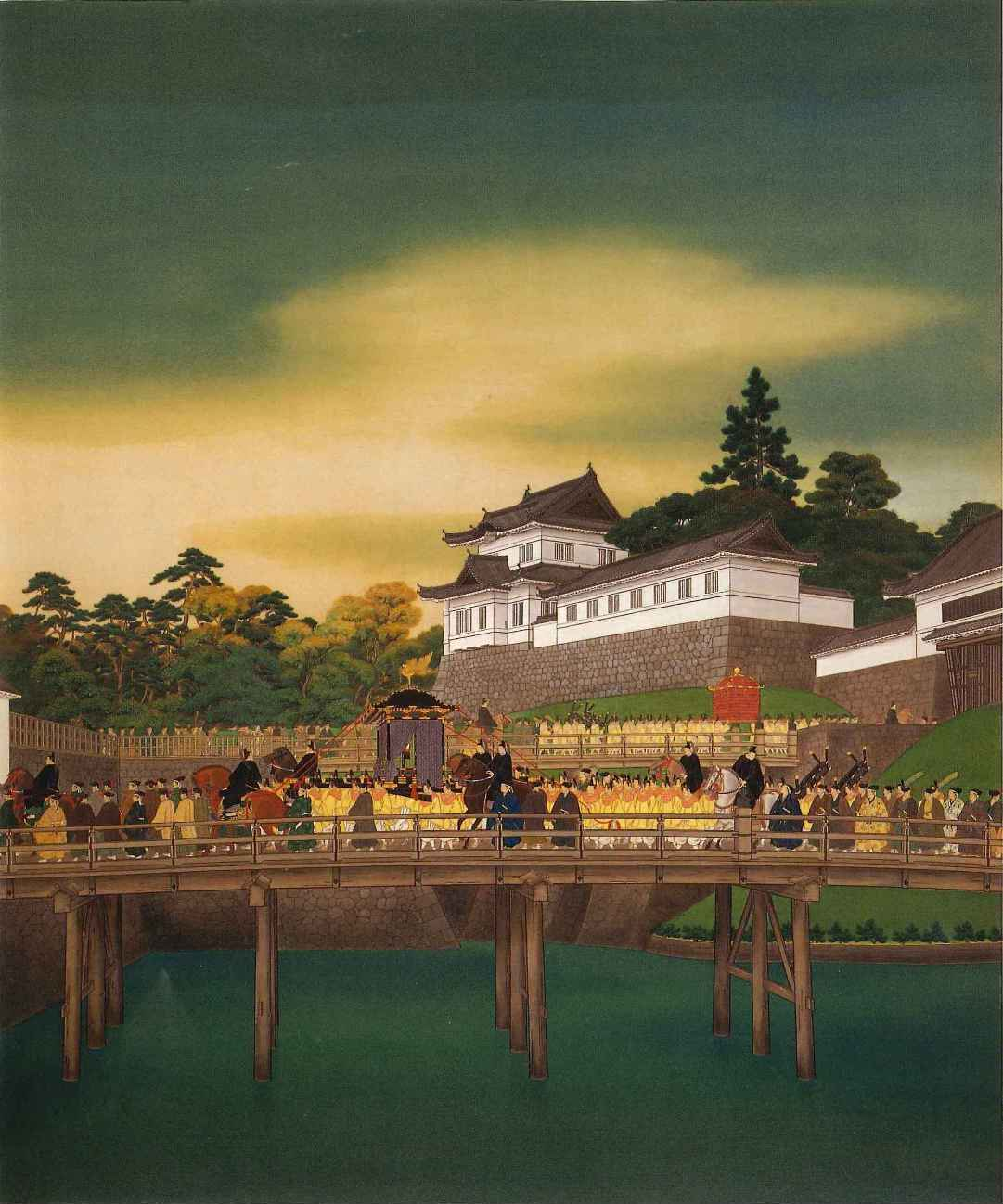
聖徳記念絵画館所蔵『東京御着輦』（小堀鞆音画、東京市奉納）明治元年10月13日（1868年11月26日）鳳輦に乗った明治天皇が江戸城に入城し、その行列が手前の木橋から奥の二重橋まで続く光景

10月27日（12月10日）には東京到着直後に鎮守勅裁の社と定めた氷川神社に行幸。東京でも沿道の各地で高齢者、病人、困窮者を慈しみ、功労者を表彰し、国事殉難者の遺族を慰めた。
11月4日（12月17日）に天皇は東京行幸の祝いとして東京市民に2990樽という大量の酒を下賜した。さらに錫瓶子（錫製の徳利）550本、スルメ1700把も下賜された。総額1万4318両にも及ぶ。東京市民は2日間にわたって家業を休み、歓を尽くした。
忠臣を愛する天皇は、11月5日（12月18日）に権弁事山中献を勅使として高輪泉岳寺に派遣し、大石良雄（大石内蔵助）以下赤穂義士47士の墓前に勅宣を賜い、赤穂義士の忠節を追弔した。
東京滞在中、東京各界人に謁を頻繁に賜った。まず叔母の親子内親王（和宮）を引見、ついで11月23日（1869年1月5日）にフランス留学帰りの水戸藩主徳川昭武を引見。天皇は昭武に外国事情を下問し、昭武が語る外国話は天皇の心をとらえたようでこの後も昭武を召している。ただ昭武は12月初めに函館の五稜郭に立て籠もった榎本武揚一党の征伐軍に従軍するため蝦夷へ派遣された。また11月22日（1月4日）にはイタリア、フランス、オランダの公使、11月23日にはアメリカ、プロイセン、イギリスの公使を引見した。
11月28日（1869年1月10日）に天皇は初めて日本の軍艦に搭乗してその運転を視察。前日に三条と岩倉は横浜沖までの出航を勧めたが、忠能は海上での剣璽紛失を恐れて反対した。しかし天皇の聖断により剣璽は浜御殿に残して警備させたうえで乗艦を決定した。天皇が富士艦に搭乗した際に米国軍艦が祝砲21発を撃ち、富士艦も答砲した。天皇に随従していた忠能や大久保利通らは砲弾音に肝をつぶしたというが、天皇は「自若として龍顔殊に麗し」であったという。この日は天気がよく風波もなく、天皇は初めての軍艦搭乗体験にすこぶる満悦だったと記録にある。翌日に天皇は「海軍之儀ハ当今ノ急務」「講究精励」あるべしとの沙汰を下した。
東京の生活をしばらく楽しんだ天皇は、翌春に東京に戻ることを約し、明治元年12月8日（1869年1月20日）に冬の寒さが厳しくなる中、忠能や大久保以下2150人余りを従えて、京都への還幸を開始。還幸の理由は先帝三年祭と、一条美子（後の昭憲皇太后）の皇后冊立のためであった。
三条と岩倉は、天皇の来春の再東幸までに、東京の行政組織を事実上の首都として、また東京城を皇居としてふさわしく整えるため東京に留まった。再幸までに太政官が京都の二条城から東京の皇居内に移され、皇居にある宮中三殿もこの間に建造されたものである。

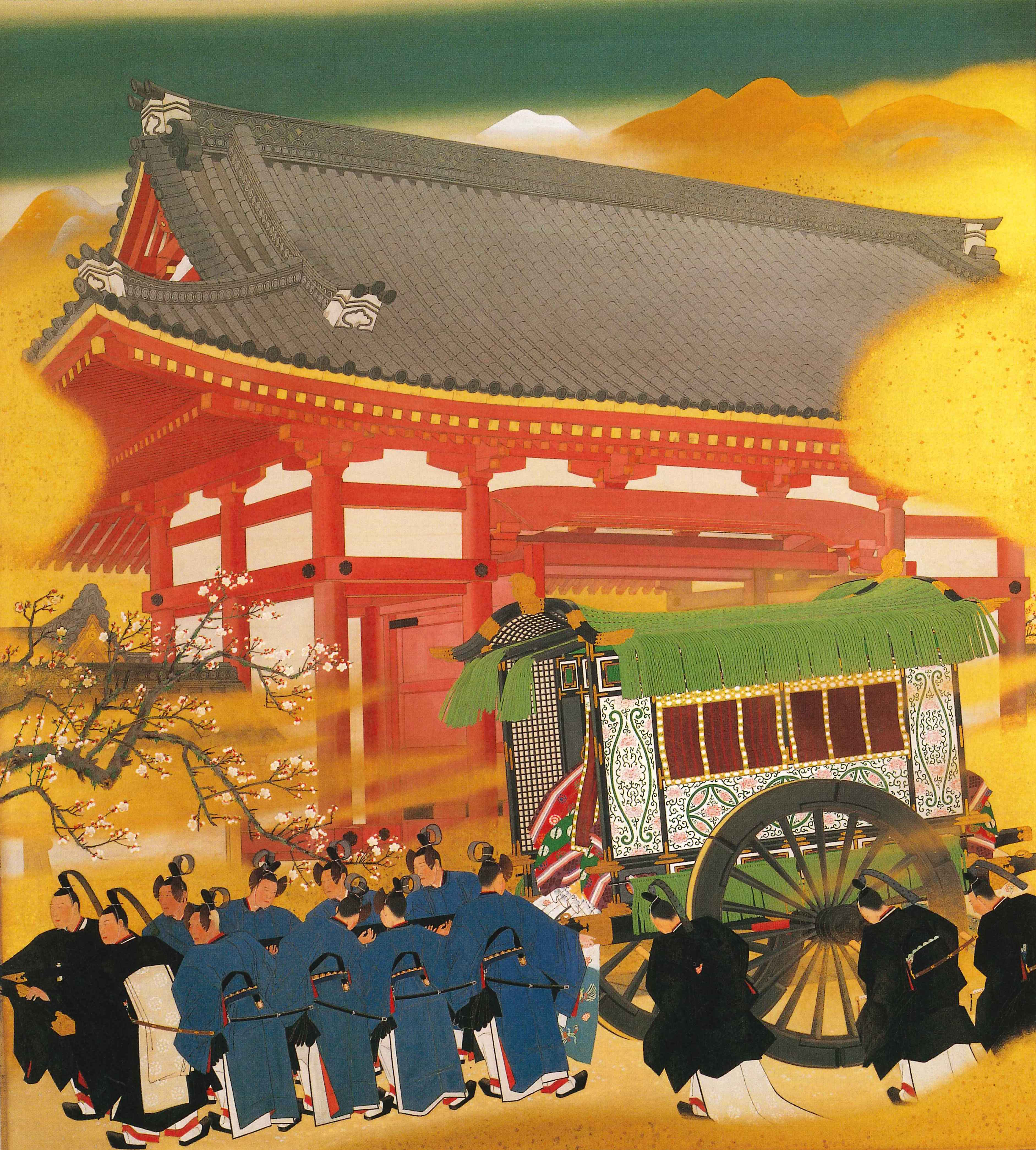
聖徳記念絵画館壁画『皇后冊立』（菅楯彦筆、大阪市奉納）。明治元年12月28日（1869年2月9日）、皇后冊立のため一条美子（後の昭憲皇太后）が乗る檳榔毛車が玄輝門を経て京都御所内の飛香舎に到着した光景。車を引く先頭左の人物は右近衛権少将六条有義、先頭右の人物は右近衛中将園基祥

京都到着後、12月25日（2月6日）に先帝が眠る後月輪東山陵を親拝。12月28日（2月9日）に一条美子が入内し、同日中に皇后に冊立された。
明治2年（1869年）の正月を天皇は京都で過ごした。天皇が正月を京都で過ごすのはこれが最後となった。1月5日（2月15日）には参与横井小楠が暗殺され、天皇は報に驚き、侍従少納言長谷信成を横井宅に遣わして事の真偽を確かめさせた。天皇は負傷した門弟や従僕のために治療費として金400両を下賜し、横井が仕えていた熊本藩主細川韶邦にも横井を手厚く葬るよう命じて祭祀金として300両を下賜。
1月15日（2月25日）に天皇は馬場初の儀に出御し、騎乗姿を披露した。大名の他、公家の三条や忠能らも陪騎した。1月24日（3月6日）に治世下最初の和歌御会始があり出御した。ついで1月27日にはやはり治世最初の御楽始が開かれ、天皇皇后そろって小御所に出御した。奏楽は近衛忠房や忠能など公家たちが行った。
2月20日（4月1日）には反乱が鎮定されていた奥羽地方の民に向けて次の告諭を発した。天地の間、行くところすべて「王土」でないところはない。そこに住む者はすべて天皇の赤子である。「苟も生を本邦に禀けたる者は、之を視ること赤子の如く、一民も其の所を得ざれば深く宸襟を悩ましたまふを以て、山間僻遠の地、蝦夷松前に至るまで撫恤（慈しみ憐れむこと）を加へたまわんとす」。言葉使いは儒教的であるものの、民に向けて声明を出し、民に親しく心をくだく、それは孝明天皇の時代には見られなかった新時代の天皇ならではのスタイルであった。
他にも天皇と民の距離を縮めるための処置として、2月23日から3日間、東京市民に皇居庭園が解放され、吹上御苑の拝観が許された。市民は歓喜したが、あまりに多くの人が東京城門に殺到したため死者8人、負傷者若1000人出る事態となり、天皇は遺族及び負傷者に金300両を下賜した。

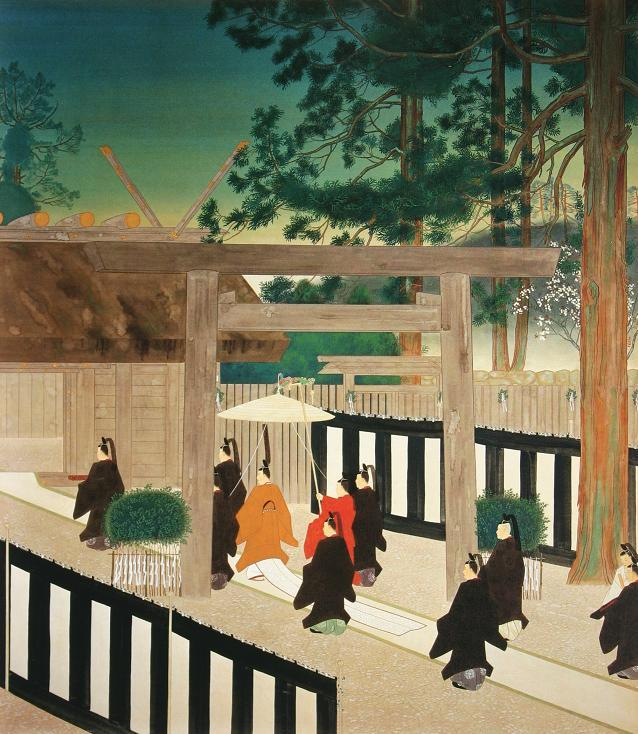
聖徳記念絵画館壁画『神宮親謁』（松岡映丘画、池田仲博侯爵奉納）伊勢神宮内宮の内玉垣御門を通る明治天皇。鳥居の手前左列は右大臣三条実美と中納言池田慶徳、手前右列は外祖父中山忠能と中納言中御門経之。

3月7日（4月18日）、予定通り京都を出発して東京行幸の旅に出た。ルートも昨秋とほぼ同じだが、今回は春景色だった。道中の3月12日（4月23日）に歴代天皇として初めて伊勢神宮を親拝。天皇の伊勢神宮親拝は前例がなかったため、この時に儀式の次第が定められ、天皇は黄櫨染御袍を着用し、午前に豊受大神宮（外宮）、午後には宇治橋を通って皇大神宮（内宮）を親拝した。皇祖神天照大御神に王政復古を奉告し、国運の発展を祈願した。
前回の東京行きより1日早い21日間の旅の末、3月28日（5月9日）の正午前に皇居に到着。以後、天皇は地方行幸を除いて東京で暮らした。
しかし京都市民の間では東京再幸は東京遷都の前触れとして不安視された。岩倉が遷都はたとえ千百年後でもありえないと述べて、京都の民心を鎮めていたが、皇后も東下する計画があることを知った市民の不安は高まった。市民がこぞって神社に集まり、皇后が東下しないよう祈りをささげるようになり、地元の官吏は市民が徒党を組んで強訴哀願に及ぶのを恐れた。しかし留守長官中御門経之と京都府知事長谷信篤が市民の説得に尽力して、市民の興奮も収まり事なきを得た。この後も正式に東京遷都が発表されることはなかった。天皇が京都へ戻らない理由として政府の公式声明は天皇が処理しなければならない国事の緊急性を強調した。
5月18日（6月27日）に政府軍は榎本武揚一党を函館五稜郭の戦いで完全鎮圧、戊辰戦争は終結した。反乱に関与した諸藩主たちが寛大な処置を受けたのは、昨年の明治元年12月7日（1869年1月19日）に天皇が出した次の主旨の詔書によるものである。賞罰は天下の大典にて、朕一人が勝手に決めるべきものにあらず、広く天下の衆議を集め、至正公平いささかも誤りなきように決すべし。松平容保等の罪はまことに厳刑に処すべきものだが、彼らにその罪を犯さしめたのは、朕の不徳により教化の道が立たなかったのと、この700年ほど紀綱が振るわず、名義が乱れていたからである。また容保のような大名の場合は、一人で謀反を行えるわけではない。必ず首謀した家臣がある。容保の死一等を許し、首謀した家臣を誅することをもって寛典に処すべきである。朕はこれから国内に励精図治教化を敷き、徳威を海外に輝かしたいと思う。汝百官将士はこれを体せよ。
この詔により奥羽における反乱の中心人物だった前会津藩主松平容保は本来であれば謀反の罪で厳刑となるところ死一等が減じられて永預けとなった。容保のみならず他の謀反藩主にもこの詔が適用され、処刑された者は出ず、彼らは謹慎と減封で済んだ。五稜郭の反乱軍指導者だった榎本も捕縛後3年間投獄されたものの恩赦で釈放後、政府高官となった。この寛大な詔に聖帝の心事として感泣せざる者はなかったという。

### 版籍奉還
| 版籍奉還を主導した木戸孝允と大久保利通 |  | 版籍奉還を主導した木戸孝允と大久保利通 |
| 版籍奉還を主導した木戸孝允と大久保利通 |  |                                        |

全国の支配権を天皇のもとに帰一させることは、王政復古の根本思想の一つである。幕末の段階で岩倉具視は「天下を合同するは、政令一に帰するに在り。政令一に帰するは、朝廷を以て国政根軸の府を為すに在り」と論じていた。明治初年には参与木戸孝允が副総裁三条実美と岩倉具視に宛てて「七百年来の積弊を一変し、三百諸侯をして挙て其土地人民を還納せしむべし」と、鎌倉時代以来の封建制度を終わらせ藩主の所有する土地人民を朝廷に返上させる構想を示し、明治元年9月18日（1868年11月2日）には木戸と大久保利通がこの構想を版籍奉還として進めることで合意している。弱肉強食の帝国主義時代の真っただ中にあった当時の国際社会において、強力な国家を形成するためには何よりも統治機構の一元化は必要不可欠だった。
他の政府高官も、諸藩をリードする薩長土肥四雄藩も異論はなかった。薩摩藩は明治元年2月の段階で大久保の意見を容れて封土10万石の献上を政府に願い出ていたし、長州藩も第二次征長戦争の勝利で獲得していた小倉や浜田などの占領地の返上を政府に願い出るなど、藩の側から封土の一部を朝廷に返還しようという動きはすでに存在した。
版籍奉還に向けた最初の動きとして明治元年10月28日（1868年12月11日）に藩治職制が布告され、地方政治について府・藩・県の三治が定められるとともに、これまでの各藩の重職の役職名が執政・参与に統一された。その人選は藩主に委ねられたが、従来の家格や門閥に囚われず、下士からも積極的に登用するよう要求している。また藩主の家政を藩政から分離すること、議事の制度を積極的に設けることも求められた。従来の身分制を崩し、より改革が進みやすいよう各藩を導くためのものだった。
木戸は土佐藩の後藤象二郎とも版籍奉還について協議、明治2年1月14日（1869年2月24日）に京都で大久保と長州藩の広沢真臣、土佐藩の板垣退助が会談し、版籍奉還の方針が合意された。木戸は肥前前藩主鍋島直正にも掛け合って連携に加え、1月20日に薩長土肥四藩主（島津忠義、毛利元徳、山内豊範、鍋島直大）による版籍奉還の上表が提出される運びとなり、諸藩もこれに続いて版籍奉還の上表を行った。天皇は、明治2年6月17日（1869年7月25日）に諸藩からの版籍奉還の上表を勅許、請願を出していない藩にも速やかな奉還を命じた。
版籍奉還により各藩主は天皇の勅命で藩知事に任命された。藩主が知事に横滑りしたため、封建制に決定的変革をもたらす改革とはならなかったが、それでも法制的には大きな変化があった。藩知事は府県知事と同じく天皇に任命された一地方行政長官に過ぎず、土地人民に対する私有権は明確に否定され、その地位の世襲も保障されていなかった。また藩士は法制上地方官となったので、藩知事と藩吏の主従関係も廃止された。版籍奉還は2年後の廃藩置県の第一歩となる改革だった。
版籍奉還に基づく最初の藩行政機構改革として、明治2年6月25日（1869年8月2日）に諸藩に対して11項目の庶務変革指令が下った。その中で一門以下平士に至るまで士族と称することが指令されている。「士族」という呼称はここで初めて使用された。江戸時代の大名家臣団は家格を基礎に構成されていたが、藩主一門や家老家といった高禄の上士も、微禄の下士も「士族」という枠組で等質化することによって家格による優劣を否定したものである。
明治2年7月8日（1869年8月15日）には職員令を布告。これにより藩知事には行財政と刑罰について府県知事と同じ権限が付与されたが、藩知事は旧家臣団と藩兵という独自の軍事力を保有する点が府県知事と異なった。各藩の執政・参与も府県と同じ大参事・権大参事・少参事に改名され、天皇が政府の奏薦に基づき任命する奏任官に位置づけられたため、藩知事の一存だけで藩重役の任免はできなくなり、政府の許可が必要となった。
政府内では急進派と守旧派（後者は主に公家）が激しい綱引きを演じ続けており、職員令の布告があった明治2年7月8日に守旧派の主導で政体書体制の革新色が払しょくされる政府組織の再編が行われ、神祇・太政の二官が設置され、神祇官が諸官の上位に位置付けられ、二官六省制度となった。三条実美が右大臣、岩倉具視と徳大寺実則が大納言に任じられた他、公卿や旧藩主の復活が目立つ人事となった。各省の卿を見ると4割以上が公卿であり、西南雄藩出身藩士（3割）を凌駕する。大久保利通と木戸孝允も建白を受理する待詔院学士という立場に追いやられて政府第一線から退かされている。これほど守旧派の意向に沿わねばならないというのは、依然として公卿が政権の重しとして必要であり、政権の権威化が求められる政治情勢にあったということだと考えられる。この政府機構改革のために政権は一気に古色蒼然となり、官員たちは源平藤橘の本姓を名乗るようになる始末だった。
しかしこれは改革を前に進めるために一時的な後退だった。天皇の大久保・木戸への期待も変わりはなかった。三条・岩倉が述べたように「利通・孝允は柱石の臣なり。祖の進退は実に国家の治乱隆替に関す、宜しく二人を優遇して至尊の顧問に備へ、以て天下の重望を負はしむべし」だったのである。事実早くも11日には待詔院学士は廃止され、大久保たちには待詔院出仕が命じられ、国事を諮詢される立場になった。さらに22日には大久保が参議、23日には広沢真臣が参議となった。

### エディンバラ公来日

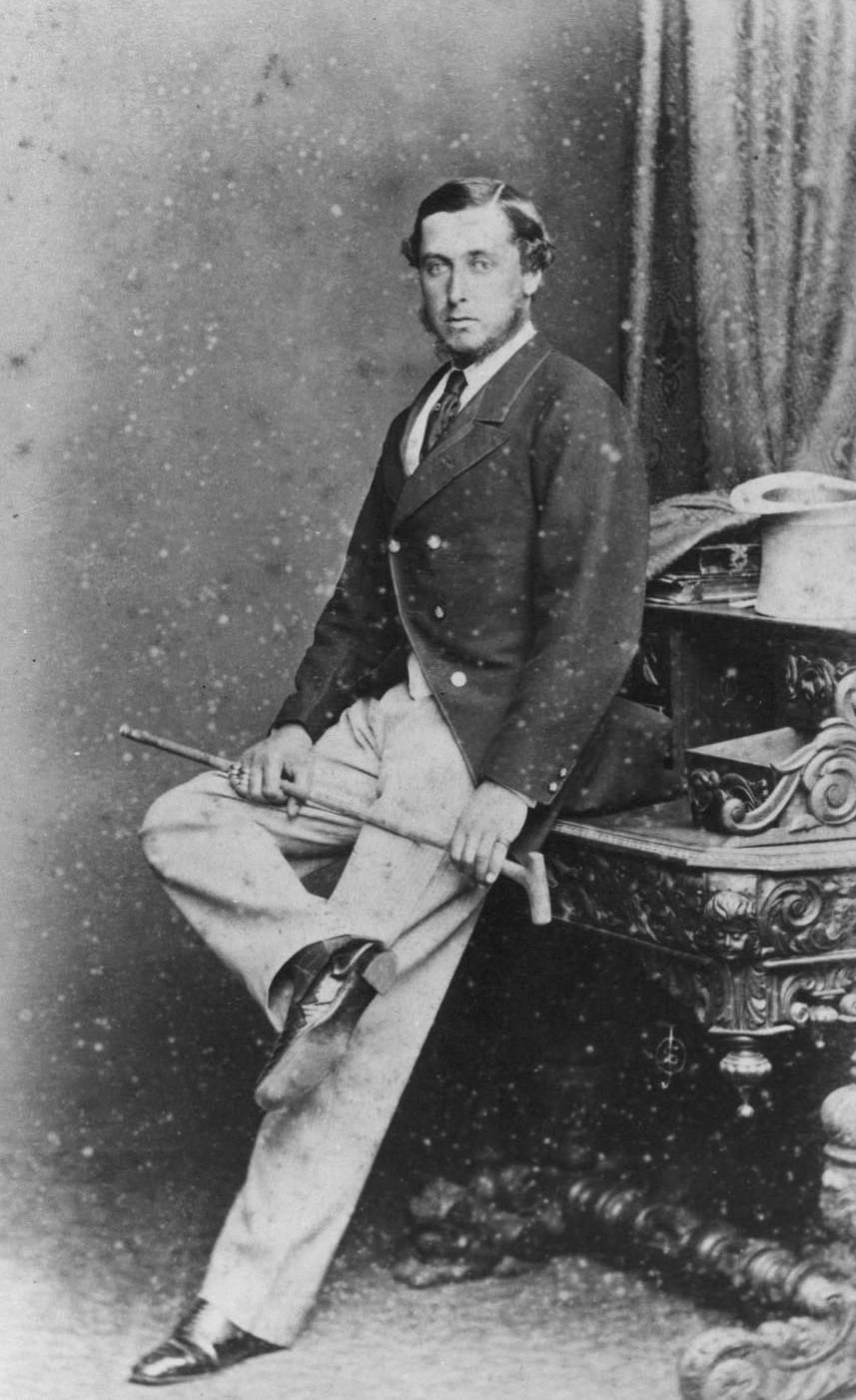
エディンバラ公爵アルフレッド（1844年-1900年）
イギリス女王ヴィクトリア第二王子。エディンバラ公爵の称号はイギリス貴族としての爵位。1893年に父方の伯父エルンスト2世の跡を継いでザクセン＝コーブルク＝ゴータ公国の君主たる公に即位。写真は1869年頃。

明治2年（1869年）初夏、英国のヴィクトリア女王第二王子エディンバラ公爵アルフレッドの訪日計画が立ち上がった。この頃エディンバラ公は蒸気フリゲート艦HMSガラティアに乗って世界一周航海中であり、その道中様々な国に訪問し、来日も計画された。
駐日公使パークスが日本政府と交渉にあたった。実現すればヨーロッパ王族の初の来日となるが、それだけに当時の日本国内では相当議論があったらしく、『ヤング・ジャパン（Young Japan）』の著者ジョン・レディー・ブラックはその状況を次のように書いている。「『進歩派』は今回に限り天皇はこのような場合には他国の君主が行う慣例にできるだけ従う決断をされるべきであると主張し、強硬な『反対派』は言葉激しく次のように反論した。外国の王族の皇子と日本の天孫の家系である皇族とを同列に置くことを容認しかねないような如何なる措置も、ことごとく天皇の尊厳を貶めるものだ」。
しかし最終的に日本政府はイギリス王子の来日を承諾し、英国の王子が近く来日されることを知って天皇はいたくお喜びであり、もし王子に海に面した浜離宮に宿泊いただけるならば、天皇の喜び、これに勝るものはないという内容の返事をパークスに送った。
明治2年7月22日（1869年8月29日）エディンバラ公が横浜に到着、領客使の伊達宗城と大原重実が出迎えに立ち、歓迎の勅旨を伝えた。天皇がエディンバラ公を引見したのは、明治2年7月28日（1869年9月4日）だった。馬車で皇居に到着したエディンバラ公は伊達の案内で謁見室である大広間へ通された。天皇は嘉彰親王と大広間の上段に立って出迎え、エディンバラ公は天皇と同じ段の向かい合った席へ招かれた。
大広間での謁見と、その後の吹上御苑の滝見茶屋における会談で、天皇はエディンバラ公と通訳を介して歓談。天皇にとって初めての外国王族との外交体験となった。とはいえ、特別な話をしたわけではなく、天皇ははるばる遠国から来られた王子を歓待できることは多大な喜びであり、旅の疲れをいやすため心行くまで滞在し、行き届かないことがあれば何なりと言ってもらいたいと伝え、エディンバラ公は自分が受けた心温まる持て成しに感謝し、その歓待は不満どころか、自分の想像を超えるものだったと応じるなど、外交的な社交辞令に留まったようである。それでも先の公使引見時には天皇はまるで国内の臣下に接するかのように御帳台に座して短い一方的な挨拶を告げて終わったことを考えれば、儀礼的であっても同じ高さで向かい合って座り、会話を交わしたのは大きな変化だった。
会談の最後にエディンバラ公はダイヤモンドをあしらった嗅ぎ煙草入れを天皇に贈り、また帰国後に母のヴィクトリア女王に献じたいとして、天皇の宸筆の御製を所望したので、天皇は次の御製を書いてエディンバラ公に贈った。「世を治め人をめぐまば天地（あまつち）のともに久しくあるべかりけり」。これについてブラックは「ここにもまた、古い迷信からの決別がある。驚くべきことだ。というのは、以前はミカドの親書は寺社の神聖な場所に、宝物として秘蔵されるものだったからだ」と指摘する。
このエディンバラ公の来日は、外国王族来日の場合は天皇は対等に親しくふるまうことの最初の先例となった。

### 廃藩置県

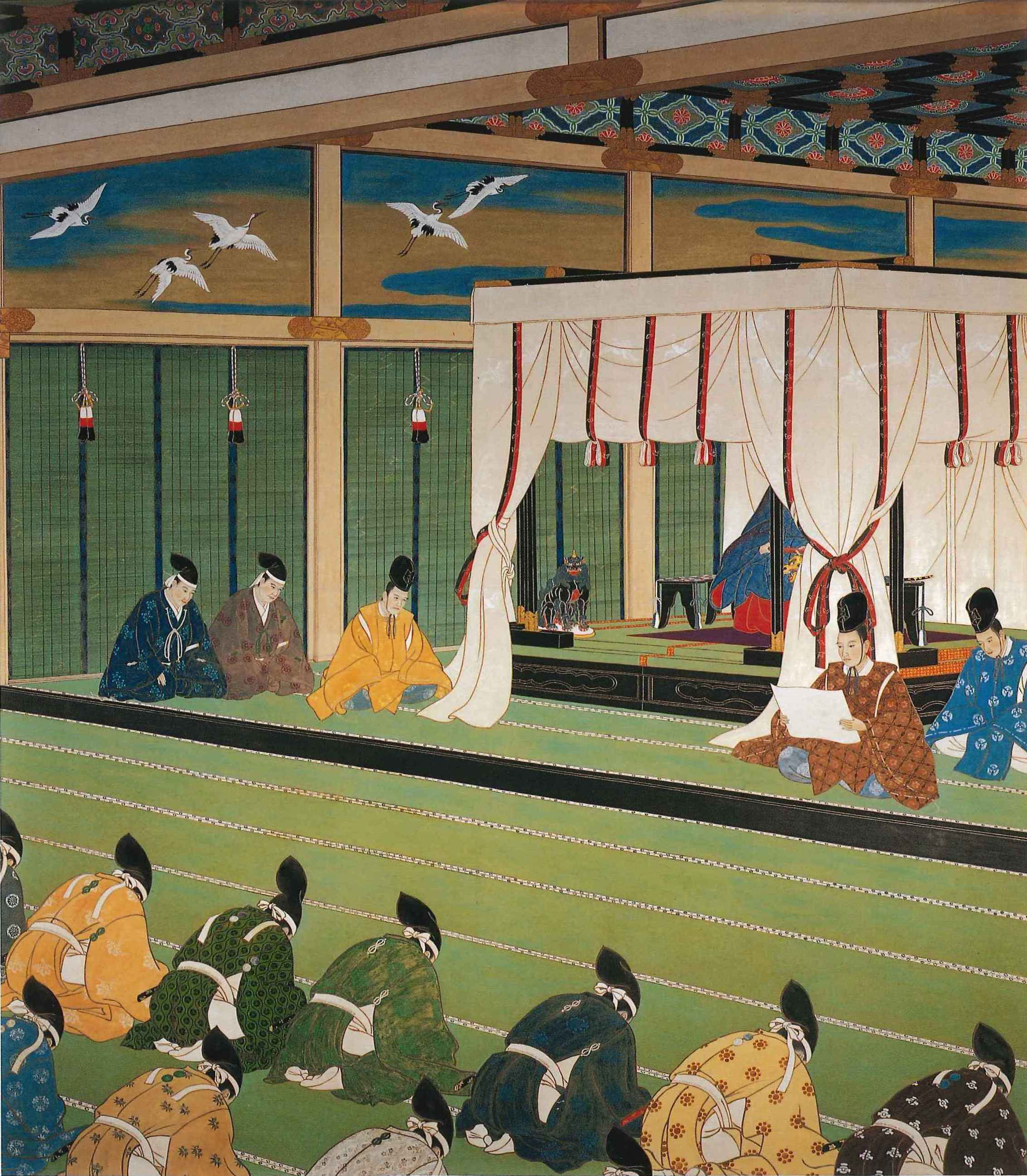
聖徳記念絵画館壁画『廃藩置県』（小堀鞆音筆、酒井忠正伯爵奉納）廃藩置県を布告するため東京在京中の藩知事56名を召集した明治天皇と詔書を読み上げる右大臣三条実美。御帳台左側に控える左から2人目は木戸孝允、3人目は岩倉具視。

明治2年の版籍奉還が封建領主制解体まで進められなかったのは、当時の政府の直轄軍の軍事力が藩の軍事力に対抗できるほどの規模ではなかったためである。こうした状況下では一度に封建制度を解体することは不可能であり、版籍奉還に留まらざるをえなかった。しかし西郷隆盛の尽力で明治3年（1870年）から明治4年（1871年）初頭には薩長土三藩献兵問題が進捗を見た。西郷らは足しげく各藩の説得に回り、明治4年（1871年）6月に薩摩藩兵4大隊、長州藩兵3大隊、土佐藩兵2大隊など約1万の兵力を東京に集めて御親兵の創設に成功。この御親兵は来る廃藩置県で反対藩に対抗しうる政府直轄の軍事力として創設されたものだった。
明治4年7月14日（1871年8月29日）の廃藩置県の日の朝、天皇はまず薩長土肥4藩知事（島津忠義、毛利元徳、山内豊範、鍋島直大）を小御所に召した。天皇は4藩が明治2年に版籍奉還を首唱したことを褒めて取らし、そのうえで今また来るべき廃藩置県の大業に力を課すよう命じた。つづいて東京に在京中の藩知事56名が西ノ丸御殿の紫宸殿代大広間に召集され、彼らに向けて右大臣三条実美が次の勅語を読み上げた。「内以テ億兆ヲ保安シ外以テ万国ト対峙セントス因テ今藩ヲ廃シ県ト為シ務テ冗ヲ去リ簡ニ就キ有名無実ノ弊ヲ除キ更ニ綱紀ヲ張リ政令一ニ帰シ天下ヲシテ其向フ所ヲ知ラシム」（国内において億兆の民を守り、国外において万国と対峙しようと考えている今、藩を廃して県と為す。無駄を去って簡潔にし、有名無実の幣を除き、綱紀を全国に行きわたらせ、政令を統一し、天下にその進むべき方向を指し示す）。ここでいう「有名無実の弊」とは一国が何藩にも分断される封建主義のことを指す。
版籍奉還は薩長土肥4藩を中心に藩からの動きであったが、廃藩置県は勅命として藩に課されたものだった。構想の立案者の一人である大久保利通は、廃藩置県にあたって西郷隆盛に助力を仰いだ。西郷は維新建設の中心人物、また清廉潔白の人として広く尊敬されており、西郷の支持を得ることで反対派に回るかもしれない藩知事の動向に影響を与えることが可能だった。西郷は「戦いを以て決する」と意気込んでいたが、蓋をあけてみると抵抗はほとんどなかった。迅速な決定で反対派が形成される時間的猶予を与えなかったこともあるが、華士族の家禄は全額が政府に引き継がれ、彼らの生活維持がしばらくは保障されたことも大きい。
福井藩のお雇い外国人だったアメリカ人ウィリアム・グリフィスは廃藩の情報を耳にした福井藩の様子を観察して書き留めている。「私は封建制度下の福井の城の中に住んでいて、この布告の直接的な影響を十分に見ることができた。三つの光景が私に強い印象を残した。第一はミカドの布告を受けた1871年7月18日（陽暦）の朝、その地方の官庁での光景である。驚愕、表にあらわすまいとしてもあらわれる憤怒、恐怖と不吉な予感が、忠義の感情と混じりあっていた。私は福井で、この市における皇帝政府の代表にして1868年の御誓文の起草者である由利（公正）を殺そうと人々が話しているのを聞いた。」「けれどもちゃんとした武士や有力者は異口同音に、天皇の命令を褒めている。それは福井のためでなく、国のために必要なことで、国状の変化と時代の要求だと言っている。日本の将来について意気揚々として語る者もいた。『これからの日本は、あなたの国やイギリスのような国々の仲間入りができる』と言った」、「第二は1871年10月1日の城の大広間での光景である。越前の藩主は何百人もの世襲の家臣を招集し、藩主への忠誠心を愛国心に変えることを命じ、崇高な演説をして、地方的関心を国家的関心に高めるよう説いていた。」「第三は、その翌朝の光景である。人口4万の全市民（と私には思われた）が道々に集まって、越前の藩主が先祖からの城を後にし、何の政治的権力もない一個の紳士として東京に住むため、福井を去っていくのを見送った」。
こうした光景は福井に限らず、だいたいどこの藩もそうであり、藩士たちに代々の忠勤を感謝して、今後は自分ではなく天皇陛下に忠誠を誓うことを求めて告別し、市民に見送られながら東京へ向かっている。
藩の書類は新県の官吏に引き継がれ、藩の役職に付いていた士族の大部分は職務を解かれるか、転任していった。これについてグリフィスは「昔から日本の災いは働かない役人とごくつぶしが多すぎることであった。まさにシンドバッドが海の老人を振り落としたと言える。新生日本万歳！」と政府の決断を絶賛している。
廃藩置県により明治4年末には全国は3府72県となり、その後統廃合が進められ、明治21年に至って3府43県（+北海道庁）となり、現在の県域が定まっている。封建制度が平和的に解体されたことについて、英国公使ハリー・パークスは、仮に欧州でこのような改革を成功させようと思えば、武力を用いて相当の年月が必要であり、それを不要とする天皇という存在は「真神の能力」を有すると驚嘆している。

### 大嘗祭

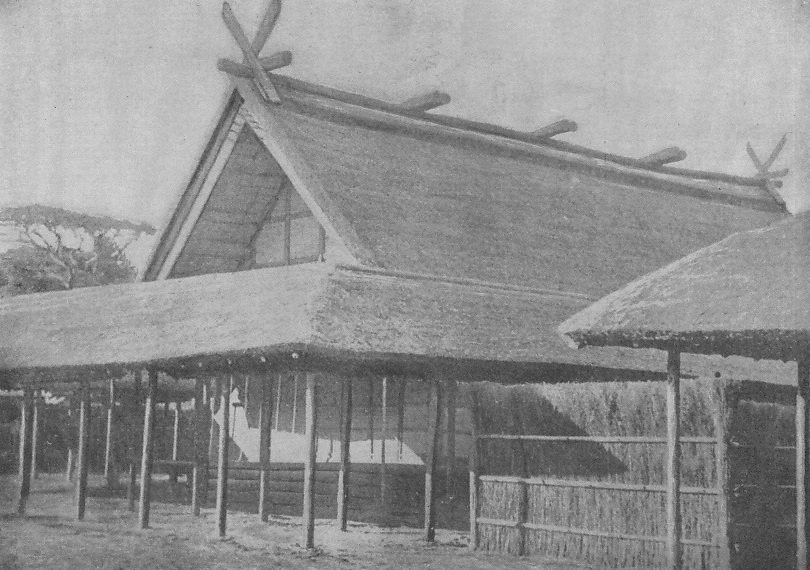
明治大嘗宮

大嘗祭とは天皇の即位に際して行われる儀式で、天皇が新穀を天照大御神や天神地祇にお供えして自らも召し上がって世の安泰や五穀豊穣をお祈りする儀式である。毎年行われる新嘗祭と異なり、天皇一代で一回のみ行われる。明治天皇の大嘗祭は当初は即位した明治元年のうちに予定されていたが、内外の情勢から延期されて明治4年11月17日（1871年12月28日）に執り行われた。皇居内の吹上御苑に大嘗宮が造営されて史上初めて東京で行われた。また儀式に用いられる御饌、御酒の収穫する斎田として山梨県巨摩郡に悠紀田、千葉県長狭郡に主基田が設けられた。
天皇は17日夕刻から悠紀殿における宵の御儀に臨み、18日深夜の主基殿での暁の御儀まで親祭を続けた。
18日と19日の両日に天皇は豊明節会を催して政府高官などの参列者に白酒や黒酒など酒饌をふるまった。浜離宮内の外国人接遇施設である延遼館では外国の外交官たちを招いての饗宴が催され、その席で外務卿の副島種臣が大嘗祭の趣旨について各国に説明している。大嘗祭終了後には一般国民にも大嘗宮の拝観が許されたため、多くの人々が見学に訪れた。

### 君徳培養と宮中改革
廃藩置県まで天皇を取り巻く宮内省・宮中の役職には基本的に堂上華族（旧公家）が就いていた。このような環境では天皇の近代的君主としての成長は望めないと考えていた大久保利通は宮中改革を焦眉の急と捉えるようになった。
明治3年10月27日（1870年11月20日）、岩倉具視邸で、大久保、岩倉、三条実美、徳大寺実則などが集まり、天皇の輔導（教育）や人員整理等について話し合われ、同年閏10月5日に木戸孝允と大久保が天皇の「君徳培養」の任につき、天皇の教育も担当することになった。
さらに西郷隆盛が参議として政府に加わったことで、天皇を武人的かつ西欧的近代君主に導こうという路線に弾みがついた。西郷は「華奢・柔弱の風ある旧公卿」は排斥して「剛健・清廉の士」を天皇側近にすべきとして、宮内省や宮中の人事の刷新を断行、堂上華族に代わって士族の任命を推進した。また大久保は、女官が支配する奥向きの空間は近代君主の生育にふさわしくないと考え、吉井友実を宮内大丞に起用し、その意向を体した吉井により、古株の局、命婦、権命婦らは尽く宮中から排除された。
廃藩置県後、明治4年7月21日（1871年9月5日）、宮内省の大小丞8人が整理され、薩摩藩出身の村田新八が宮内大丞に任命され、吉井友実の補佐となった。24日には、士族侍従が任命された。士族で登用されたのは、侍従長に長州の河瀬真孝、侍従に薩摩の高島鞆之助、土佐の高屋長祚、肥前の島義勇、熊本の米田虎雄である。後に、長州の有地品之允、土佐の片岡利和、元幕臣の山岡鉄舟なども任命された。この時に侍従となった高島鞆之助によれば、士族が登用された後の宮中は「剛健勇武」の気風に満ち、天皇も非常に剛毅になって酒も強くなり、時々気に入った側近を集めて酒宴を開き、勇壮な物語を肴にして酒をどんどん飲むようになったという。また、天皇の幼い頃からの勝ち気な性格も発揮されたようで、ある時、天皇は「わしは楠木正成である、賊将尊氏を撃つのだ」と叫びながら、木剣で高島を何度も叩き、高島があまりの痛さに打ち返しの気配を見せたところ、天皇が「今日はやめよう」と言って終わったこともあった。またこの頃、19歳に近づいた天皇と腕相撲をした高島は、天皇の筋力が強いのに驚いたという。
西郷は宮中改革後の明治4年12月11日（1872年1月20日）、鹿児島の叔父・椎原与三次宛てた書簡の中で天皇の近況について次のように書き送っている。「士族より召し出され候侍従は、御寵愛にて、実に荘なる（素晴らしい）御事に御座候。後宮へ在らせられ候義、いたつて御嫌ひにて、朝から晩まで、始終御表に出御在らせられ、和漢洋の御学問、次に侍従中にて御会読も在らせられ、御寸暇在らせられず」「中々是迄（これまで）の大名などよりは、一段御軽装の御事にて、中人（並みの人）よりも御修行の御勉励は格別にて御座候。然るところ昔日の主上にては今日は在らせられず、余程御振替はりあそばされ候段、三条、岩倉の両卿さへ申し居られ候仕合ひに御座候（三条、岩倉さえ認めている）」「御馬は天気さへ能く候得ば、毎日お乗りあそばされ」「大隊を御自らに御率ひあそばされ、大元帥は自らあそばさるとの御沙汰に相成り（大元帥を務めると自ら仰せられ）、何とも恐入り候次第、有りがたき御事にて御座候」
このようにして、宮中改革は着実に進められ、西郷らの企図は実を結んだ。
西郷が「和洋漢の学問」と書中で述べているように、天皇の学問の面でも進歩があった。すでに明治3年（1870年）12月24日に、洋学者加藤弘之が侍読となり、欧米の政体・制度・歴史を進講していた。明治4年（1871年）8月にはドイツ語の学習が始まり、洋学者の西周が侍読となって博物学・心理学・審美学・英米比較論を進講した。また漢学の師として、熊本藩の朱子学者元田永孚が5月に宮内省出仕を任じられた。

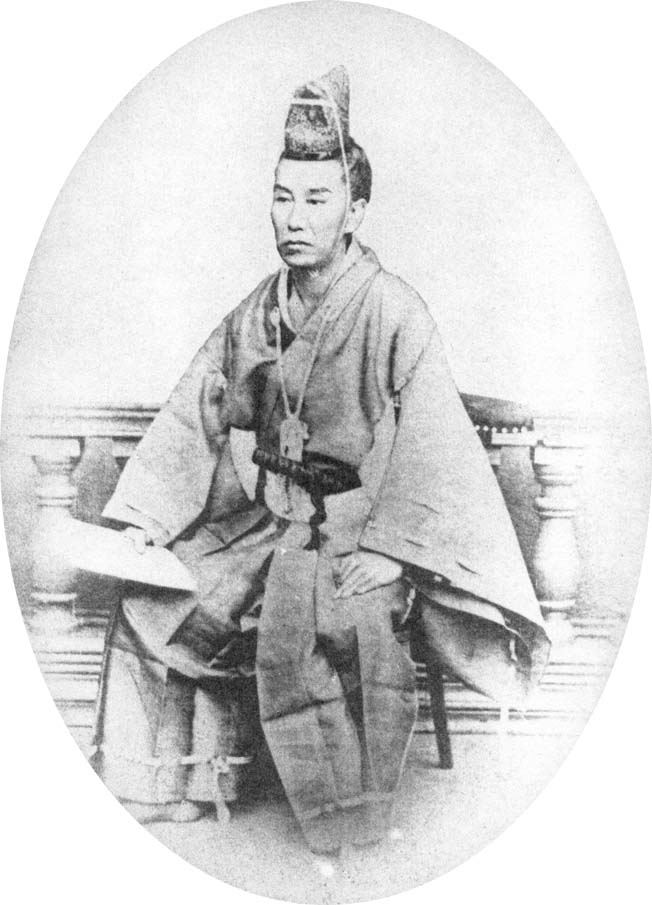
元田永孚（1818年-1891年）
熊本藩の朱子学者で、維新後宮内省に出仕し、天皇の侍講に就任。教育勅語の起草などに尽力。晩年に華族の男爵。写真は宮内省出仕を始めた際

元田のことを頑迷な保守主義者と見る向きもあったが、天皇や政府高官からの信頼は厚く、滅多に他人を褒めない大久保利通が元田を指して「この人さへ君側に居れば安心だ」と述べたり、副島種臣が「君徳の大を成すに一番功労のあつたのは元田先生である。明治第一の功臣には先づ先生を推さねばならん」と述べたりしている。元田は朱子学者ながら西洋の科学的知識・技術の高さは認め、日本人は「格別」の精神でこれを学ばねばならないと論じていた。しかし人間関係の在り方については西洋は提示すべき何物も持っていないので、その手本となるものは今でも朱子の言う通り六経（四書二経）にあると主張していた。幕末に佐久間象山が唱えた東洋の道徳と西洋の科学の結合、成長後の天皇あるいは明治時代そのものを特徴づけるこの思想は、恐らく元田の教えによって天皇に培われた。
この頃の講義書目は、「日本書紀」「書紀集解」「論語」「元明史略」「英国史」「国法汎論」「人身窮理書」等であった。加藤によれば、天皇の性質は「綿密茶実」で「物事を中途半端にして御止め遊ばす様な事なく、飽く迄根底を理解せられざれば止まず」という性質で、進歩は遅いが理解すれば「何時迄も御忘れない」という学習状況であった。こうして、天皇は、公家に囲まれる隠れた存在ではなく、軽易で尚武の存在となり、大久保が明治初年に描いた天皇像に近くなった。また、天皇自身もそうした在り方が性に合っていた。

### 文明開化と天皇
廃藩置県に伴う官制改革によって、守旧派を政府・宮中から排除したことで、天皇の生活に関する改革も可能になった。明治4年（1871年）8月からは、横浜で購入された椅子などが学問所に備えられ、9月からは天皇が好む乗馬においても西洋馬具を使うなど、西洋風の生活様式が取り入れられ始めた。また、明治4年8月17日（1871年10月1日）、今後、天皇は民情や風俗を視察するため、騎馬や馬車などに乗り、軽装で行幸を行うと布告された。それまでは、天皇の行幸は鳳輦と板輿に乗って行われていた。8月18日（10月2日）、天皇は、8月6日（9月20日）に初めて馬車に乗って三条と岩倉の屋敷に行幸した。臣下の屋敷への行幸もこれが初めてだった。
兵部省をはじめとする各省への行幸も積極的に行った。特に工部省は、当時の欧化・開化の拠点であり、そこを行幸することは欧化・開化を支持する政府の象徴的行為となり、天皇の学習にもなった。明治4年9月22日（1871年11月3日）、19歳の誕生日を迎えた天皇のために皇居の各門外に整列している御親兵の各大隊等を馬車に乗って親閲した。以後、これは天長節観兵式として恒例化された。
天皇の食事も変わった。明治4年8月18日（1871年10月2日）、天皇は、延遼館で大臣・参議とともに、初めて西洋料理を食べた。これをきっかけに同年12月からは平時の食事にも牛・羊などの肉を用いることになり、11月からは、滋養のため牛乳を日に二度飲むようになったが、天皇は牛乳が好きでなく、後年にはコーヒーに入れるだけとなった。明治6年（1873年）7月までには、天皇は昼食に西洋料理も食べるのを習慣としていた。
宮内省に出仕していた西五辻文仲によれば、天皇は築地精養軒（東京初の西洋料理店）に西五辻を派遣して西洋のテーブルマナーを学ばせた後、明治6年10月12日に宮中の奥でテーブルマナー勉強のための食事会を開いたという。天皇が「西五辻のするとおりにせよ」と命じたため、落語で伝授役が芋を転がすと、習っているみんなが芋を転がすというような有様であったという。その後、西五辻の奮闘もあって、西洋料理とテーブルマナーが、奥にまで浸透していった。

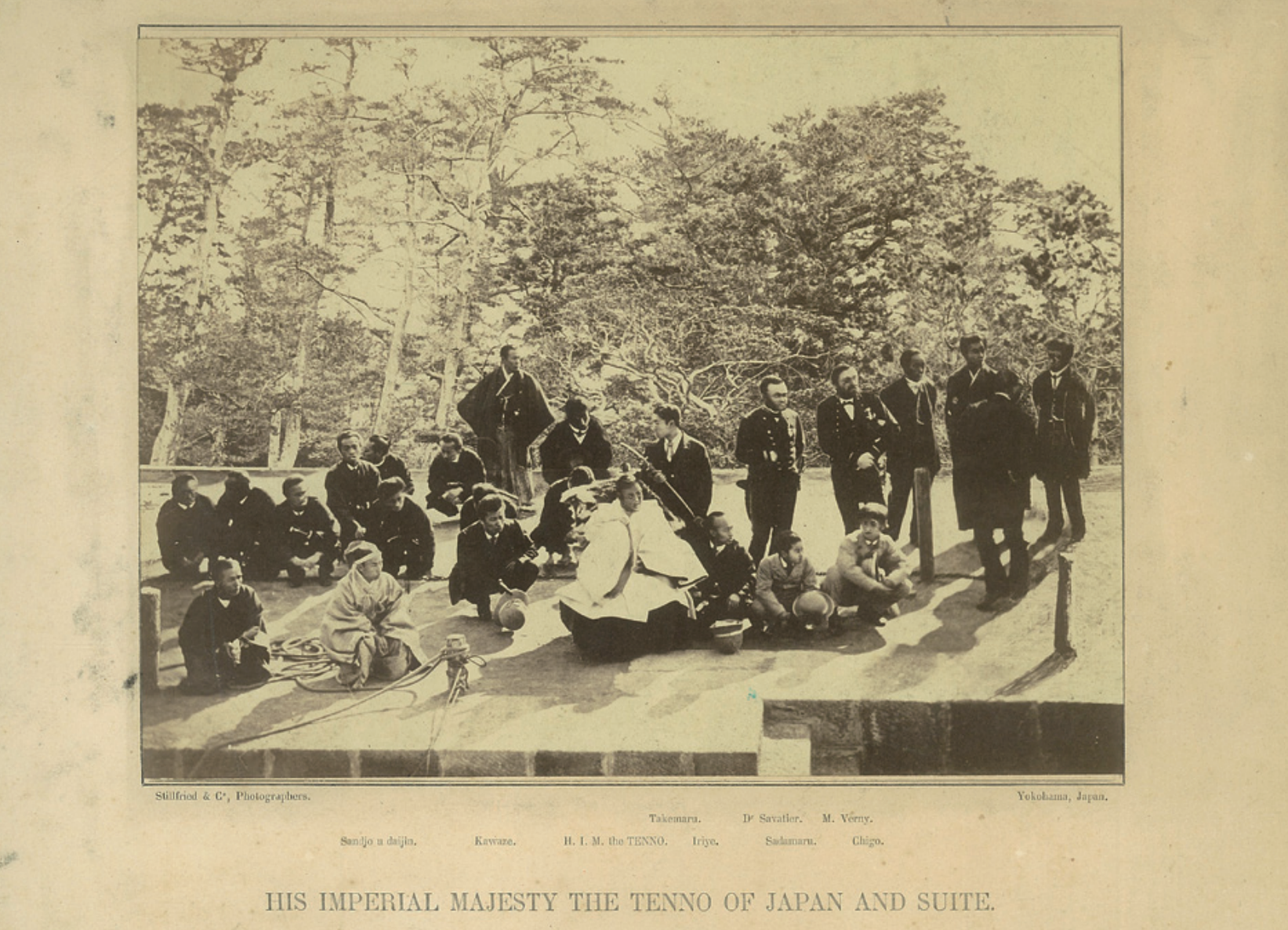
明治4年11月21日（1872年1月1日）、明治天皇が横須賀造船所に行幸した際、オーストリア人写真家シュティルフリートの隠し撮りで撮影された天皇の写真。この写真は日本政府の知る所となり国際問題化したが、日本政府が国家元首の肖像写真の有用性に気づくきっかけとなり、その年のうちに天皇の公式肖像写真が撮影されるようになった（なお、この時の天皇は、外出中は白粉をしていた。天皇が白粉をやめるのは、明治6年〈1873年〉3月である）。

天皇の身なりも西洋的に変化したが、これをめぐっては写真の影響が大きかった。明治4年11月21日から23日（1872年1月1日から3日）、天皇が横須賀造船所に行幸した際に小直衣姿で椅子にすわり、直垂を着た三条実美が近くに侍座し、侍従や政府のお雇い外国人とともにいるところをオーストリア人の写真師シュティルフリートに隠し撮りされた。この時期までの国内では、天皇というのは、その姿を一般庶民が見てはならないもの、極めて恐れ多いものという認識があり、江戸時代までの一般的天皇観を強く引きずっていた。しかし、当時の欧米における日本への関心の高まりによって、国内外の一般人が見たことのない天皇の写真は大きなビジネスチャンスであり、それがシュティルフリートが天皇を盗撮した動機だった。日本外務省は驚愕し、オーストリア公使に働きかけ、シュティルフリートのネガ、および紙焼き写真を没収し、日本国内では天皇のこの写真の販売はできなくなったが、没収されなかった第二のネガで紙焼き写真を作り、それが外国で販売された。当時欧米人は治外法権にあったこともあり対策は困難で、撮影者のシュティルフリートも結局罰せられることはなかった。日本政府がシュティルフリートのネガと紙を買い取ることによって、盗撮写真が極力外部に漏れないようにしたのは、天皇の御姿は人目に晒してはならないとする伝統的な天皇観に基づいていた。しかし、この問題を契機に、天皇の肖像はどうあるべきかという近代的課題に政府は直面したのであった。
この一件の少し前、明治4年11月12日（1871年12月23日）、欧米列強との不平等条約改正を目的として、岩倉具視を特命全権大使とした岩倉使節団が横浜を出発していた。同年12月6日（1872年1月15日）、アメリカのサンフランシスコに上陸した一行は、翌年2月3日（3月11日）よりアメリカと条約改正交渉を始めたが、アメリカ側は、国家間の条約交渉においては国家元首の正式な委任状が必要だと主張。使節団は天皇の委任状を持参しておらず、岩倉が「私は天皇の信任を受けた全権大使」だといくら口頭で主張してもアメリカ側は納得しなかったので、天皇の委任状を受け取るため副使の大久保利通と伊藤博文が一時帰国した。
また随員の小松済治を通して岩倉は宮内省に天皇の肖像写真作成を要請した。当時、欧米では高位階級や名士が挨拶時に自分の写真を贈与・交換する風習があり、外交交渉においても国家元首の肖像写真を交換するのが慣例になっていた。写真の交換は国家間の友好を意味し、互いに平等に元首を確認する儀式的行為でもあった。岩倉使節団も訪問先各国で天皇の写真を求められていた。歴史上初めての天皇公式写真を誰に撮らせるのか、大久保・伊藤帰国後の数週間に議論があったが、最終的には、当時国内トップクラスの写真師であった内田九一に決定した。依頼を受けた内田は明治5年（1872年）4月に天皇と美子皇后の写真を撮影した。この時撮影された天皇の写真は、束帯姿と小直衣姿であったが、近代国家の元首らしい洋装の天皇像を望んだ大久保と伊藤は、出来上がった天皇の写真に難色を示した。
そこで、再び撮影をすることになり、5月からの巡幸で用いる燕尾型正服を着用した上半身の写真が撮影された（この時点では天皇はまだ髷を結っていたため、帽子によってそれを収めている）。この写真が束帯・小直衣姿の写真とともに、使節団の元に送られた。それとともに、乗馬姿の全身像も撮影された。明治4年（1871年）12月から、軍隊の操練を本格的にするようになった天皇は、その際に軍服を着るようになっていたが、この写真撮影以降、天皇は公務の際にも洋装をするようになった。
明治5年（1872年）4月に内田九一が撮影した明治天皇の写真
- 束帯姿の明治天皇
- 小直衣姿の明治天皇
- 燕尾型正服姿の明治天皇
- 騎乗する燕尾型正服姿の明治天皇

明治5年5月15日（1872年6月20日）、京都で暮らしていた旧公家華族の橋本実麗が親子内親王からの伝言奏聞のため参内して天皇に謁見した際、天皇は洋装で椅子に腰かけており、また廊下に絨毯が敷かれており、宮廷の急速な西洋化に狼狽したという。宮中勤務の侍従たちもこの頃までには靴を脱ぐ必要がなくなっており、執務は椅子に座って行われるようになっていた。
明治初年以来進んでいた電信網の整備も天皇に影響を与えるようになった。日本に電信線を架設することが決定されたのは、明治元年12月の廟議によってであり、イギリス人電信技士ジョージ・M・ギルバートがお雇い外国人として雇われて来日して以降、日本の電信網整備が始まる。明治2年（1869年）8月に横浜市内の灯明台役所から日本大通の裁判所までの間に電信線が架設されて試験的に運用されたのを嚆矢として、明治2年9月19日（1869年10月23日）から横浜電信局と東京築地東京電信局（東京傳信機役所）の間の約32キロに電柱593本と電信線を架設する工事が行われ（この10月23日は現在電信電話記念日となっている）、年内に工事を完了させて、明治2年12月25日（1870年1月26日）から日本最初の公衆電気通信業務が開始された。この時に使われたのはオーストリアから贈呈されたエンボッシング・モールス機であり、明治3年11月1日（10月の説もあり）に天皇は皇居においてこのエンボッシング・モ－ルス機を天覧している。
明治政府は日本全国に電信網を急速に整備し、明治6年（1873年）までには青森-東京-長崎を電信線で繋げ、明治15年（1882年）までにはほぼ日本全国の主要幹線網を完成させた。また明治4（1871年）にデンマークの大北電信会社によって長崎-上海間と、長崎-ウラジオストク間の海底ケーブルが敷設されたため、日本からヨーロッパへの国際通信も可能となった。長崎、ウラジオストク、ロンドンを経由してニューヨークまで届いた。欧米の最新情報が日本にすぐ伝達されるようになり、天皇も外国の国家元首に吉兆があった場合などに祝辞やお見舞いの電報を送る対応ができるようになった。

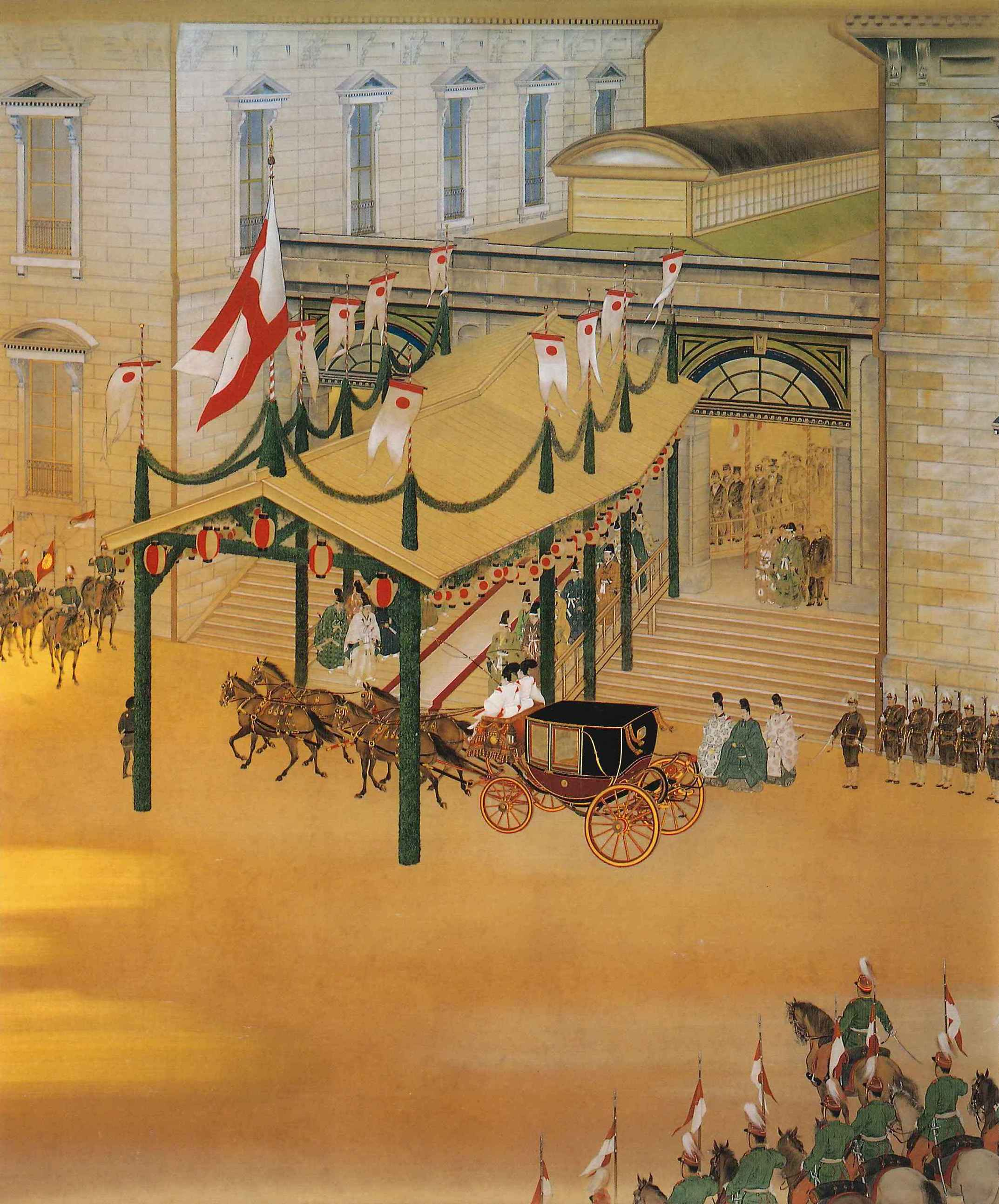
聖徳記念絵画館壁画『京浜鉄道開業式行幸』（小村大雲筆、鉄道省奉納）明治5年（1872）9月12日、新橋-横浜間の鉄道開通の開業式典に出席するため新橋駅に到着した明治天皇が乗る西洋馬車。出迎えの者や馬車の馭者は烏帽子・直垂などの伝統的装束だが、儀仗兵は洋装であり、明治初期の過渡的な時代の雰囲気が描かれている。

明治3年3月（1870年4月）から東京(新橋)-横浜間に日本最初の鉄道の敷設工事が開始され、明治5年5月7日（1872年6月12日）からの正式開業に先立って品川-横浜間の区間が仮開業された。仮開業当初は両駅間は直通で、所要時間は35分だったというが、当時の日本人にとっては驚愕の文明開化の機器であり「あたかも人間に羽翼を付して空天を翔けるに似たり」（『横浜毎日新聞』明治5年6月10日付）と報道されている。6月5日には同区間に神奈川駅と川崎駅が追加され、料金も値下げされたことで利用者数が急増した。
明治5年7月12日（1872年8月15日）に西国巡行からの帰路にあった天皇がこの区間の汽車に乗車した。天皇にとって初めての汽車乗車体験であり、これが「お召し列車」の最初であった。
仮開業中に残る品川-新橋間の建設工事が完成し、明治5年9月12日（1872年10月14日）に東京新橋-横浜間の鉄道の開業式が天皇臨御のもと、政府高官や各国外交官などが多数出席して開かれた。この日天皇は和装の直衣を着し、午前9時に四頭立て馬車で新橋停車場に到着。午前10時に特別仕立ての列車で新橋を出、54分で横浜に到着。横浜停車場において午前11時から開かれた開業式に臨御した。天皇は「今般、我が国鉄道首線工竣るを告ぐ。朕親ら開行し、その便利を欣ぶ。嗚呼汝百官この盛業を百事維新の初めに起しこの鴻利を万民永享の後に恵まんとす。その励精勉力実に嘉尚すべし。朕我が国の富盛を期し、百官のためにこれを祝す。朕また更にこの業を拡張しこの線をして全国に蔓布せしめんことを庶幾す」との勅語を述べた 。式が終わった後天皇は楼上の一室で休憩した後、正午に再び列車に乗って新橋へ戻り、午後1時から新橋でも開業式を行った。
この後、鉄道網は急速に全国に広がり、汽車は海の蒸気船と比較して「陸蒸気」と呼ばれ、交通の近代化に貢献した。
明治5年11月9日（1872年12月9日）には、太陰暦（天保暦）から西洋諸国で使われる現行の太陽暦（グレゴリオ暦）に改暦し、明治5年12月3日をもって明治6年1月1日と為すことを布告した。天皇は改暦を皇霊に報告した後、正院に臨御して三条実美に改暦を行う理由を記した詔を与えた。その中で天皇が指摘した改暦の理由は次の通りだった。太陽の軌道に合わせるため、二、三年ごとに閏月を挿入しなければならない太陰暦は極めて不便であること、それに比べて太陽暦ははるかに正確で四年ごとに一日を加えるだけで済むこと、しかもそこから生じる誤差は七千年に一日の割合に過ぎない。この比類なき精密さこと太陽暦採用を決断した理由であるとしている。これに合わせて時法も改正され、定時法に基づく24時間制が採用された。日本の国際社会への参加が進むにつれ、外交上および経済上の互換性の必要性から必然的な帰結だったと言える。
岩倉使節団の外遊中、岩倉は自らが目の当たりにした近代化された欧米の文明についての感想を書いた手紙を日本に送っており、岩倉自身が断髪・洋装化した姿を写した写真が同封されていた。岩倉の写真に影響を受けた旧公家華族たちは次々と断髪し、日本の最も伝統的で古風な部分がビジュアル的に近代化しはじめた。
明治6年（1873年）3月20日に天皇も断髪した。天皇はいつも通り髷を結び白粉をして、御学問所に出御したが、勅諚によりまず侍従有地品之允が髷を切り、次に侍従長米田虎雄と侍従片岡利和が交代で天皇の髷を整えた。天皇が奥に戻ってくると、女官たちは散髪して様変わりした天皇の姿に驚愕したという。天皇の断髪が新聞で報道されて以降、断髪する国民が後を絶たなかったという。
岩倉使節団帰国直後の頃の明治6年（1873年）10月に内田九一が三度宮中に召し出され、同年6月に制定されていた御軍服の正装および略服を着用しての天皇の写真撮影が行われ、数種類のポーズで撮影された。この頃には天皇は口髭も蓄えていた。この撮影の際、内田は椅子に腰掛けていた天皇の姿勢を正すために、傍に寄り、天皇の頭に手を触れた。当時は一般庶民が玉体に触れるなど論外であり、近侍の者が内田の無礼を責め、厳罰を加えると怒鳴ったが、天皇は微笑して「写真撮影の際はわが体といえども彼の手中にある。咎めるには及ばない。」と述べたという。
明治6年（1873年）10月に内田九一が撮影した明治天皇の写真
- 御軍服の正装の明治天皇
- 略服の明治天皇

撮影された天皇の写真は、全国の各府県に伝達された。同年12月に写真が到達した宮崎県では、道筋を掃除して「臨幸」として迎えている。とはいえ、当時の奉置の様子は、祝日に掲示して自由に参観させるという形式が多かった。のちの学校への下賜に先だって、祝祭日を通じて緩やかに浸透していった。
このように天皇は近代化の象徴としての天皇像が求められ、天皇も柔軟に応えた。そして、その姿は行幸と写真という新しい方法で広められていった。
しかしその後、1880年代になると天皇の写真嫌いが強まっていった。天皇は、写真機を通して肖像を撮り、それを交換するという西欧的な習慣に違和感を覚えていた。それが後に公式写真の撮影をしなくなった原因になった。

### 六大巡幸
西郷隆盛の推進により、明治5年（1872年）5月23日から7月にかけて天皇の九州・西国巡行が1行われた。六大巡幸の最初に数えられる巡幸である。西郷にとって、この巡幸は、天皇が地理・人民・風土などを視察によって学び、将校に率先して艦船を指揮して沿海を巡覧することにより、自らが望む武人的・近代的な君主像に天皇をさらに成長させ、それを国民に宣伝することで、政府の方針を知らない人民にも「開化進歩」を知らしめることにあった。
この巡幸の成功で、その後も明治9年の東北・北海道巡幸、明治11年の北陸・東海道巡幸、明治13年の甲州・東山道巡幸、明治14年の山形・秋田・北海道巡幸、明治18年の山口・広島・岡山巡幸と、6回にわたって巡幸が行われた。
巡幸において天皇は、鳳輦に乗って大名行列のように重々しく移動するのではなく、燕尾服の洋服や軍服を着用し、少数の臣下だけを伴い、騎馬、馬車、乗艦などを組み合わせた機能的な移動を行った。これにより、天皇の武人的・近代的君主のイメージ変化が促された。
また、巡幸では偽装された外観で天皇の眼を楽しませることも行われなかった。明治11年の北陸巡幸の際に宮内省が出した御巡幸御用掛心得書には、巡幸の目的はありのままの飾らない民情を天皇が御覧になることにあり、虚飾のため無益な費用をかけて地方人民を苦しめることは聖意ではないことが示されている。巡幸のため地方費や町村費を増加させるのはもっての外であり、巡幸によって人民の営業を妨げてはならぬこと、行列の拝観は自由であるが、往来を止めることは不要であると通達されている。
そのため天皇は巡幸によって、ありのままの国と民の姿を視察できた。天皇自身も積極的に民情を知ろうとした。北陸巡幸の際新潟県出雲崎の行在所で、蚊が多かったため侍従が例刻より早めに蚊帳に入るよう勧めたのに対し、天皇は「巡幸は専ら下民の疾苦を視るにあり、親ら艱苦を嘗めずして争でか下情に通ずるを得べき、毫も厭う所なし」（巡幸の目的は庶民の悩み・苦しみを視察することにある。朕自らがその辛さを味わうことなしに、どうして庶民の気持ちを知ることなど出来ようか。これしきのことは何でもない）と述べて断っている。
巡幸先各地で、天皇はその土地の物産品と、学校の授業の視察を欠かさず、また野営地のある場所では必ず部隊を閲兵した。巡幸を通じて近代日本の将来は産業、教育、軍隊にかかっていることを理解したのである。
6大巡幸の意義としては、日本の精神的統一事業だったということができる。そもそも明治維新とは日本を近代統一国家と為すための改革であり、明治初期に行われた改革の多くが国家統一事業である。廃藩置県により封建領主割拠体制を終わらせ国土を統一、学制発布により小学校を全国民共通の教育スタートラインとして統一、出身身分を問わず男性国民を対象とした徴兵制により統一された近代国民軍を作り、地租改正で全国の税制を統一して地方ごとの軽重をなくした。巡幸もそうした国家統一事業の一環として位置づけられるべきものであり、それは精神面の統一だった。巡幸は国民にもっとも深く天皇に親近させ、皇室に親しむ機会を与えるものに他ならず、皇室と国民は近づけば近づくほど親しくなり、国民は天皇の恩沢をしみじみと感じたからである。
天皇が当時の日本人としては立派な体格であったことも、行列を拝観する国民に天皇の頼もしさと力強さを感じさせるのに奏功した。精神面以外では、巡幸によって当該地域の道路・建築・産業・教育などのインフラ整備が加速されたり、荒廃した名勝旧跡の保護のきっかけになったりした。
六大巡幸
- 聖徳記念絵画館壁画『中国西国巡幸長崎御入港』（山本森之助筆、長崎市奉納）明治6年の九州巡幸で第二丁卯艦、龍驤艦（天皇が乗艦する旗艦）、日進艦の順に長崎港へ入港する光景[297]。
- 聖徳記念絵画館壁画『中国西国巡幸鹿児島着御』（山内多門筆、鹿児島市奉納）明治6年の九州巡幸の際に行在所が置かれた鹿児島城に入城する天皇（橋を渡り始めようとしている馬に騎乗）、一人置いて徒歩で供奉しているのが西郷隆盛、橋の中央部で騎乗しているのは西郷従道、先頭の馬に騎乗しているのは陸軍少佐野崎貞澄、徒歩で先導するのは鹿児島県令大山綱良。右下で平伏しているのは旧薩摩藩士とその家族[298]
- 聖徳記念絵画館壁画『北海道巡幸屯田兵御覧』（高村真夫筆、北海道庁奉納）明治14年の北海道巡幸の際、札幌郊外山鼻村の屯田兵の農作業を視察する明治天皇（中央左端の馬車の中）[299]。
- 聖徳記念絵画館壁画『山形秋田巡幸鉱山御覧』（五味清吉筆、古河虎之介男爵奉納）明治14年時の秋田県巡幸の際に院内鉱山を視察する明治天皇（中央）。天皇の左に控えているのは有栖川宮熾仁親王と北白川宮能久親王。手前の鉱山局職員が火を灯して坑道を照らし、工部大輔吉井友実がかがみこむようにその様子を見つめている。後ろに見えるのは右から司法卿大木喬任、大蔵卿大隈重信、秋田県令石田英吉、侍従長山口正定、宮内卿徳大寺実則[300]。

### 西郷隆盛との思い出

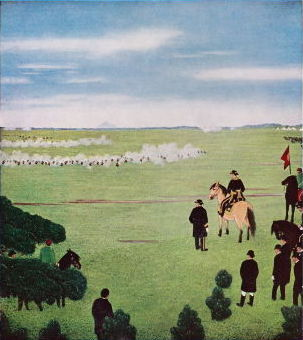
『習志野之原演習行幸』（小山栄達筆）馬上から演習を天覧する天皇。左側に立つのは近衛都督・陸軍元帥西郷隆盛。

西国巡行終盤の明治5年7月4日に天皇が四国・丸亀に行幸した際、東京からの知らせで旧薩摩藩兵が大半を占める近衛兵の間で衝突が起きたとの報告が入り、西郷隆盛はこれを沈めるべく、弟従道とともに一足早く東京へ戻った。天皇が東京に還幸した頃には、すでに西郷は近衛兵の鎮めることに成功しており、天皇はそれを労って西郷を陸軍元帥に任じた。巡幸で西郷隆盛が常時天皇に随伴したことは、天皇が西郷から大きな影響を受けるきっかけになった。
明治6年（1873年）4月29日、天皇は近衛兵約2800人を率いて皇居を出発し、演習が行われる千葉の大和田原（現・習志野）までの30キロ近い行程を乗馬で抜剣して進んだ。西郷隆盛も近衛都督・陸軍元帥として同道したが、肥満して馬に乗れない西郷は、その間ずっと徒歩で供奉し、その西郷の行動に、天皇は感銘を受けた。
その日の夜は暴風雨となり、天皇は演習地に天幕を張って将校や供奉員とともに野営したが、その時騎兵小隊長を務めていた人物の回想によると「夜中に陛下のテントが吹き飛んだといふことを聞きましたから、そら大変と言って直に駆け付けて参りますと、まだ吹き飛んでしまつたのではございませぬが、宮内省の人夫が網を引つ張たり」しており、天皇のテントは「雨は漏る、水は這入る」という有様だったが、「陛下は泰然として少しも御騒ぎ遊ばさずにおいでになりました」というが、夜中に「西郷隆盛が陛下の御前へ出て『陛下如何』と申上げますと陛下は『随分風も強いが雨が漏るのに困る』と仰せられた」という。他の将兵の前では毅然としていても、西郷には弱音を漏らすことがあったようである。
翌30日に雨が上がった大和田原で野戦演習が行われ、騎乗する天皇の傍らには西郷の姿があった。演習が行われた大和田原は、天皇により習志野原と命名され、以降陸軍操練場と定められた。
その後も西郷は、天皇の輔導に努めた。ある日、天皇が落馬して「痛い」と言った時、西郷に「どんな事があっても痛いなどとはおっしゃってはいけません」と叱られたことを天皇は後に語った。この時期の西郷との思い出を、天皇は「あの時に西郷がこういった」「かような折に西郷はこうした」と、生涯にわたって懐かしんだ。天皇の武人的変化は、西郷の個性によって、さらに促進されることとなった。

### 学制発布
明治5年8月1日（1872年9月3日）に日本最初の公立図書館書籍館ができたのを機として、翌2日（9月4日）に天皇は学事奨励、学制の制定に関する被仰出書を出し、その中で「自今以後一般人民邑に不学の戸なく、家に不学の人なからしめんことを期す」との聖旨を表明した。
聖旨に基づき太政官が日本の公教育の始まりとなった学制を発布し、日本において普通教育制度が始まった。
学制は、学校を大学校・中学校・小学校の三等制にし、日本全国の学区を8大学区に分け、各大学区に大学校を1校設立し、1大学区を32中学区に分けて、各中学区に中学校を1校を設立し、1中学区を210小学区に分け、各小学区に小学校を設置することで、全国に8つの大学校、256の中学校、5万3760の小学校を設置するものと定めている。そのため、学制の公布以降、日本全国で小中学校が急ピッチで建設されていき、明治12年までには小学校2万8035校、就学児童は221万6007人に及んだ。学生発布の明治5年時と比較すると学校数は1万5467校、就学児童数は102万7639人も増加している。また師範学校や中学校も急速に増加し、これらは同じ時期までに196校、生徒1万4512人を数えた。廃藩置県で藩校は廃され、私塾や寺子屋の類も順次廃業が進み、小学校が全国民共通の普通教育のスタートラインとなり、身分階層や男女の別なく全国民に等しく開かれた単一の学校体系が生まれた。
全国を8つの大学区に分けたり、大学・中学・小学校という三等に区分したり、小学校在学期間を6歳から13歳としていることや、6歳前の幼稚小学の制度などは、フランス学制の影響が認められる。また、大学区内に督學局を設け、文部省との連携で管内の学校運営全般を指導監督する教育行政システムや、小学校教員を養成するための師範学校の創設などもフランスの影響と思われる。就学費用が受益者負担なのもフランスと同じだが、当時アメリカとプロイセンが世界に先駆けて行っていた小学校の無償化は、当時の日本の財政事情ではまだ不可能であり、その実現にはさらに30余年が必要であった。
学制は、単一制度の小学校を、その後の全ての上級教育機関の基本階梯として義務付けたが、これは国民が等しく同じ初等教育を受けるという教育の機会均等という民主的理念に照らして大きな意義があった。それはアメリカの学制と同じシステムであり、いわば「単線型教育体系」というべきものである。これに対して欧州諸国では19世紀後半から20世紀に至っても、支配階級と庶民を分ける必要から、中等教育が独自の初等予備教育を行う付属の学校を持つ教育体系と、一般の初等教育・職業教育の教育体系の二種が存在するという「複線型教育体系」が一般的だった。初等教育の一元化に限れば、日本の「学制」は、ドイツに48年、イギリスに72年、フランスに87年先行していた。

### アレクセイ大公の来日

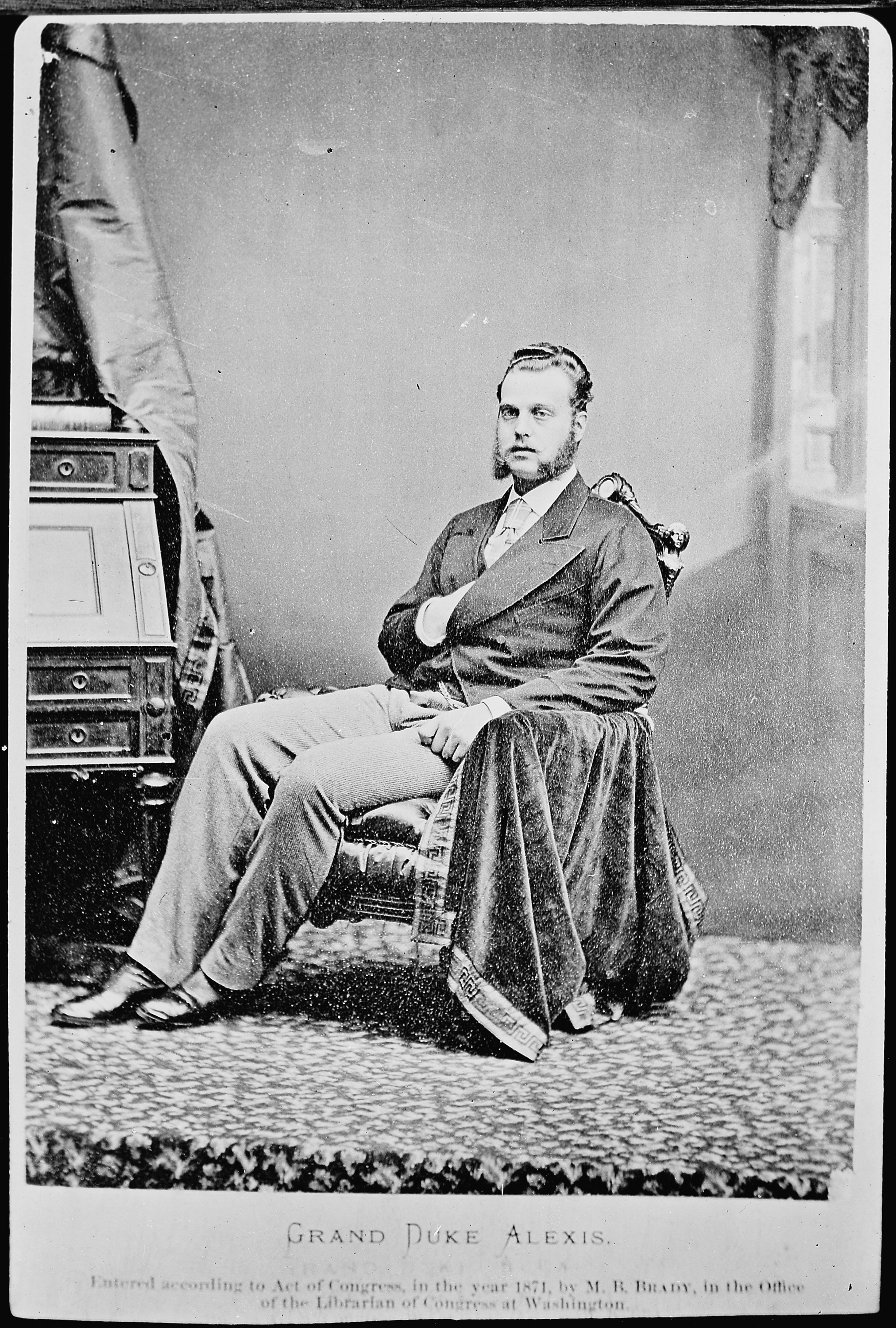
アレクセイ・アレクサンドロヴィチ大公(1850-1908)
ロシア皇帝アレクサンドル2世第4皇子。大公。海軍軍人で海軍上級大将まで昇進。写真は1871年アメリカ撮影

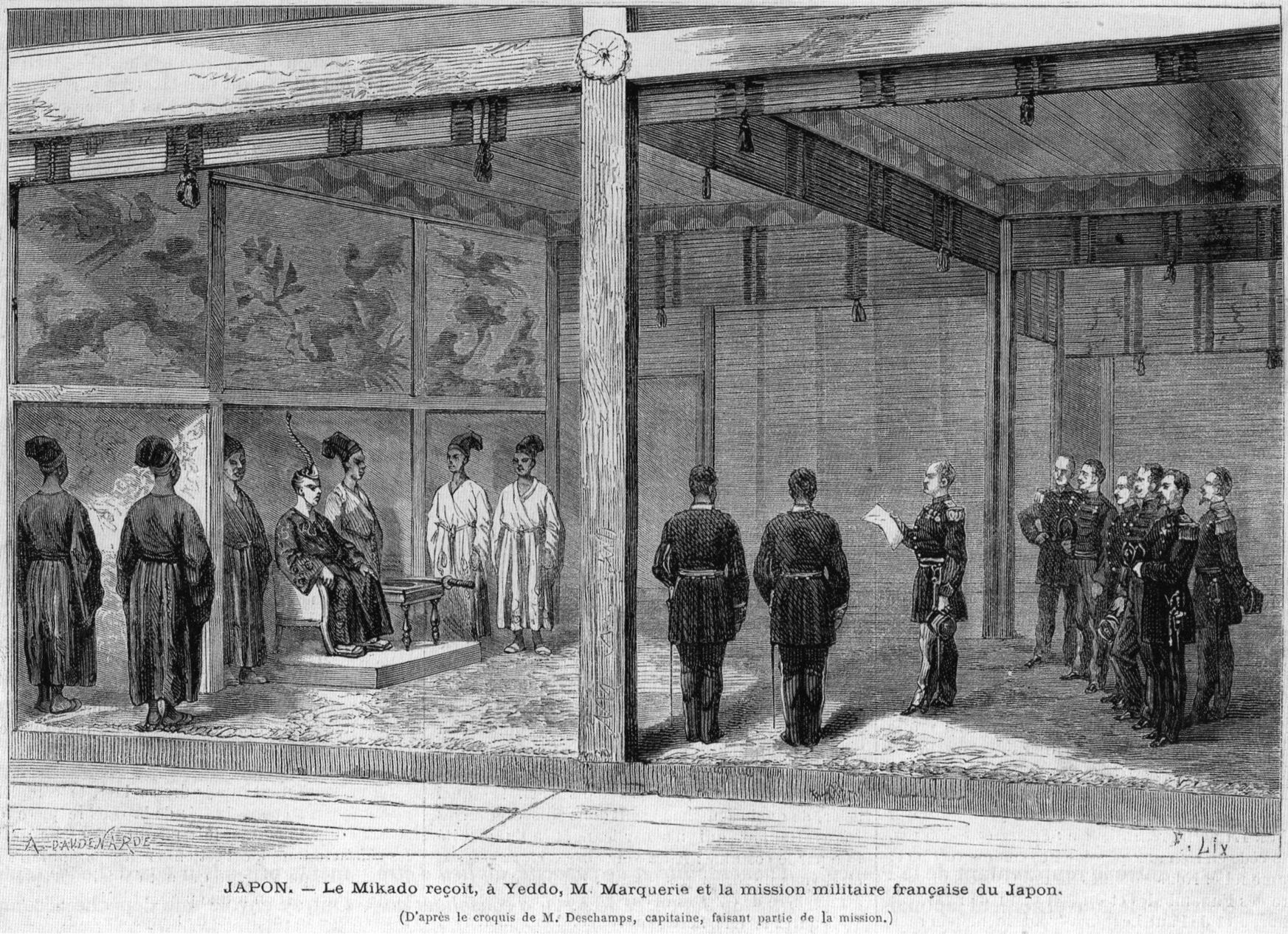
アレクセイ大公訪日直前の頃の明治5年9月20日（1872年10月22日）にフランス軍事顧問団が訪日し和装の明治天皇の引見を受けており、デシャルム大尉がその際の記憶で描いた天皇の絵（『ル・モンド・イリュストレ』紙1873年2月1日号）。

ロシア皇帝アレクサンドル2世の第4皇子アレクセイ・アレクサンドロヴィチ大公は、明治4年（1871年）からフリゲート艦「スヴェトラーナ」で訪米。帰路に大公はアジアに回航し来日を希望したため、天皇の招待を受けて公式訪問が決まった。エディンバラ公に続く2人目の国賓であり、有栖川宮熾仁親王が筆頭の接伴係に任命されて接待の準備にとりかかった。
天皇が大公を引見したのは10月17日（11月17日）だった。エディンバラ公の先例を踏襲し、天皇は熾仁親王と共に大広間の上段に立礼で迎え、大公は天皇と同じ段の向かい合った席に招かれて会談した。翌日に天皇は返礼として大公が滞在する延遼館に初めて行幸。これが先例となり、以降国賓が宮中に参内すると滞在先への天皇の返礼の行幸が行われるようになった。10月21日（11月21日）には天皇と大公は同じ馬車に乗って日比谷陸軍操練所へ向かい、馬車から閲兵を行った。皇居に戻ると御学問所代で茶菓子が供され、この際に大公は美子皇后にも拝謁し、皇后は初めて西洋人を目にしたと言われている。
10月25日（11月25日）に天皇と大公は汽車で横浜駅に移動し、そこから馬車で横浜港に向かい、停泊中の日本軍艦龍驤とロシア軍艦スヴェトラーナに相互に乗艦し、日本艦隊6隻を閲艦。またスヴェトラーナで昼食を供された。天皇が外国軍艦に乗艦するのも、外国人と食事を共にしたのもこれが初めてだった。ブラックによれば大公は「宮廷馬車で陛下と同席が許された最初の外国人」であるといい、天皇がロシア艦に行幸したのは「これまでにミカドの示したヨーロッパ式儀礼のうちで、一番驚くべき進歩の徴（しるし）だった。」と記している。また「私の記憶に間違いがなければ、陛下が公衆の面前で、日本の礼装をした最後の機会だった」という。

### 琉球王国から琉球藩へ
清国の冊封を受けながら実質的には薩摩藩支配下だった琉球王国について、日本政府は明治初期より日本領と認識していた。明治2年（1869年）2月に京都府が天皇の東幸についての告諭の中で「（天皇の）深思ノ思召ハ蝦夷琉球ノハテトモ日本ノ土地ニ生レシ人々ハ赤子ノ如ク」という言葉を使用していることからもそれが分かる。廃藩置県後の明治5年1月に大蔵大輔井上馨は、琉球について日本本土の諸藩と同様に版籍を収納し、その所属は日本にあることを内外に明示すべきことを正院に報告。同月、鹿児島県参事大山綱良は、琉球駐在県役人を通じて、王政維新以来、琉球国王がいまだに天皇への拝謁を行っていないので国王はただちに維新慶賀の使節団を東京へ送るよう琉球に命じた。
琉球国王尚泰は了承し、維新慶賀使を9月3日に東京へ送った。慶賀団は9月14日に天皇に拝謁。尚泰は使節団に持たせた書簡の中で遥南方の島にて伏して維新の盛事を聞き及んで喜びに堪えない旨を表明、これに対して天皇は長らく薩摩属国であった琉球が朝廷に忠誠を誓うことを満足に思うとの勅語を下賜するとともに、尚泰を琉球藩王および華族に任じる詔を与えた。日本本土では「藩」はこの前年の廃藩置県で解体されていたが、琉球でのみ藩を復活させたのは、ゆくゆくは廃藩置県と同じ過程で琉球を日本政府の統治下に収めるための暫定的な処置だったからといえる。

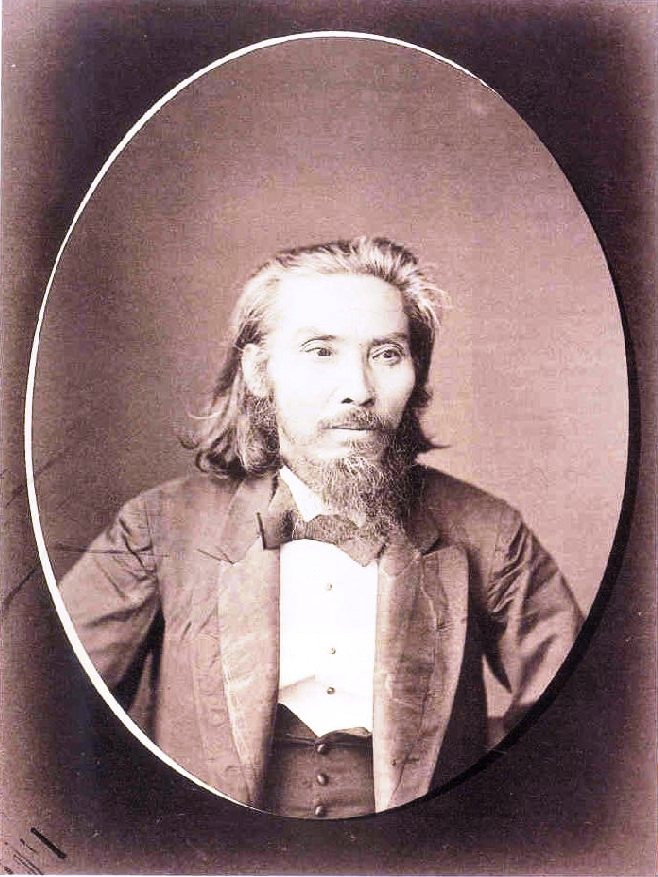
副島種臣(1828-1905)
幕末に佐賀藩の尊王攘夷志士として活躍、維新後参与・制度事務局判事・参議を経て、1871年に外務卿。征韓論論争で一時下野したが、宮中に入って宮中顧問官、枢密院副議長等歴任。1884年伯爵。1892年第1次松方内閣内相。

尚泰が天皇から琉球藩王に任じられたのを機に、外務卿副島種臣は東京駐在の外国公使に対して日本が琉球について全権限を有することを通達。しかし清に琉球の宗主権を手放す意思はなかった。
明治6年（1873年）3月9日に副島に対し、前年に起きた台湾に漂流した琉球の宮古島の島民54人が台湾原住民パイワン族に虐殺された事件「宮古島島民遭難事件」についてその罪を清に糾明すべきことを命じる上諭を出した。この意図は琉球島民が日本人であることを清に認めさすことにあった。また間接的には清が台湾全島を領有しているというなら「生蕃人」（清国は台湾原住民のうち漢族に同化した者を「熟蕃」、漢化していない者を「生蕃」に分類していた）を罰することによってのみそれが証明できるという、清の台湾領有権主張に対する異議申し立てでもあった。
北京に到着した副島は、清当局と各国公使が皇帝謁見の礼式で膠着状態になっていることを知った。各国公使は西洋の外交慣例に従って清国皇帝に立礼で公使を迎えることを要求したが、清側は皇帝は世界で最も尊い存在であるので立って出迎えなど以ての外であり、逆に各国公使に額を地に叩きつけて皇帝に跪礼する三跪九叩頭の礼を要求して対立していた。副島も清当局から三跪九叩頭を求められたが、副島は自分は天皇の代理であり、天皇の威信に関わる跪礼は応じられないと断った。中国古典に詳しい副島は終始中国の聖賢の教えを引用しては自己の見解の裏付けに使った。西洋の外交礼式を押し付けてくる西洋諸国の使節団に対して、中国の古典を引用して反論する副島は清皇族恭親王奕訢の関心を得たらしく、6月29日に至って副島は各国使節に先駆けて跪礼はしなくてよいとされて三拝の礼で皇帝の謁見を受けている。
6月21日に外務大丞柳原前光が総理衙門（清国外務省）で「生蕃」懲罰についての交渉に当たったが、その議論の中で清国は清の支配は台湾全島に及んでおらず「生蕃」は支配下にないと認めた。この発言は「生蕃」地域は無主地であり、「生蕃」の征伐軍を挙げても清は無関係である言質となった。
帰国した副島一行は、凱旋将軍のように日本各地で歓迎され、7月27日に天皇に拝謁して清皇帝の復書を捧呈、天皇は副島の労をいたわって酒饌を下賜した。

### 明治6年予算紛糾と征韓論論争
廃藩置県後に導入された太政官三院制の下で各省庁の権限が強化されたため、各省庁が自主的な政策運営に乗り出し省庁間の政策競合化の現象が生じた。特に明治6年（1873年）は留守政府の開明政策が多く展開された年だったためにそれが顕著となった。徴兵令を布告して近代国民軍の形成を目指す陸軍省、学制を発布して普通教育普及を目指す文部省、司法職務定制を定めて日本各地に裁判所を設置し司法権の地方官からの回収を目指す司法省などが、各々の政策の実行のために大蔵省に予算を要求した。
岩倉使節団に参加中の大蔵卿大久保利通の留守を預かる大蔵大輔井上馨や大蔵少輔事務取扱渋沢栄一ら大蔵省首脳部は緊縮財政方針だったため、多額の予算を要求する他省庁と衝突が絶えなかった。特に明治6年度予算をめぐる紛議は深刻化し、司法卿江藤新平が大蔵省の厳しい査定に反発して辞職を表明する騒ぎになり、本来各省庁の調整を行う正院は、三条実美と大隈重信を軸としていたこともあり、有効な仲裁者となりえず、5月には痺れを切らした井上や渋沢ら大蔵省首脳部が辞職した。この予算紛糾は留守政府の限界や太政官三院制の抱える矛盾などが一気に噴出したもので、そのしこりが直後に始まる征韓論論争の底流にあったといえる。
朝鮮国王高宗の父大院君が摂政として実権を掌握していた当時の朝鮮は、鎖国に固執し、交易・外交関係を求める日本に門戸を閉ざし、日朝関係は悪化を続けていた。そんな中の明治6年（1873年）7月に対馬人以外の日本人が朝鮮の倭館に出入りしていることが発覚したとして、朝鮮政府が倭館の前に日本を侮辱するような内容の「潜商禁止の令」を掲示する事件が起き、日朝関係が緊迫化。日本中で朝鮮に対する怒りの声が巻き起こり、朝鮮出兵の呼び声が高まった。
天皇は情勢を憂慮し、太政大臣三条実美に事件処理の勅命を下した。閣議を招集した三条は、朝鮮にいる日本人居留民保護のため陸海軍の小部隊の派遣を提案したが、西郷隆盛は今にわかに軍を派遣すれば朝鮮人民は日本に併呑されるのではないかという猜疑心を持つに違いなく、それは我が朝廷の意に反するところなので、まずは全権使節を派遣して朝鮮を説諭し、もし朝鮮が聞き容れず、使節に無礼を働くようなら、その罪を天下に鳴らし、朝鮮を討てばよい、その使節には自分がなると主張した。
閣議に出席した留守政府高官たちは、ことごとく西郷を支持したが、この時には岩倉使節団に参加している政府高官が不在だった。三条は岩倉に早期帰国して閣議に加わるよう求める電報を打ったが、8月3日に西郷が三条に書簡を送り、閣議の結果を断固実行に移すことを要求。三条から返信がないのに苛立った西郷は、8月16日に直接三条のもとを訪ねて次のように論じた。もし岩倉の帰国を待っていたら時機を逃がすことになる。使節を送れば朝鮮は必ず使節を殺す。それでこそ軍隊を派遣しその罪を鳴らす名目が立つ。昨今の国内情勢は内乱の発生を望むかのような兆しが満ち満ちている。この際国内に鬱積した怒りの切っ先を外へ転じて、以て国威を海外に発揚すべきである。西郷の熱弁を前に三条は、西郷を思いとどまらせるのは無理と判断し、8月17日にも閣議を招集して西郷の提案通り朝鮮への使節派遣を決定した。
一方天皇は8月5日に皇后とともに避暑のため神奈川県箱根宮ノ下へ移っていた。元来政務に熱心な天皇は私的な理由で東京を離れることを嫌ったが、明治6年夏の東京の酷暑は尋常ではなく、さすがの天皇も参ったようである。そのため政府閣僚らは裁可を仰ぎに箱根まで行かねばならなかった。8月19日に三条が宮ノ下を訪れ天皇の拝謁を受けた。天皇と三条のやり取りは不明だが、最終的に天皇は、西郷の朝鮮派遣の件は岩倉の帰国を待って閣議で十分な議論を尽くし、その上で朕に報告せよ、という聖断を三条に与えている。三条は使節派遣を閣議決定しながらも揺れ動いており、岩倉が早期帰国して意見を述べてくれることに期待していたから、聖断に胸をなでおろして東京へ帰り、西郷に勅命を伝えた。岩倉の帰国を待てという勅命が天皇自身の決断か、三条の説得の結果出されたものかは不明である。
9月13日に岩倉が帰国。それ以前に帰国した木戸孝允が9月上旬に三条と会談し、内政優先から使節派遣に反対していたが、当時木戸は体調を崩していたため、岩倉は木戸より大久保に期待し、彼を参議に引き立てようとした。大久保は当初参議就任を渋っていたが、副島も参議にすることを条件に承諾（西郷派に回る可能性が高かった副島を大久保が参議に推した理由は不明）。10月中旬に天皇は岩倉の奏請に応じて大久保と副島を参議に任じた。

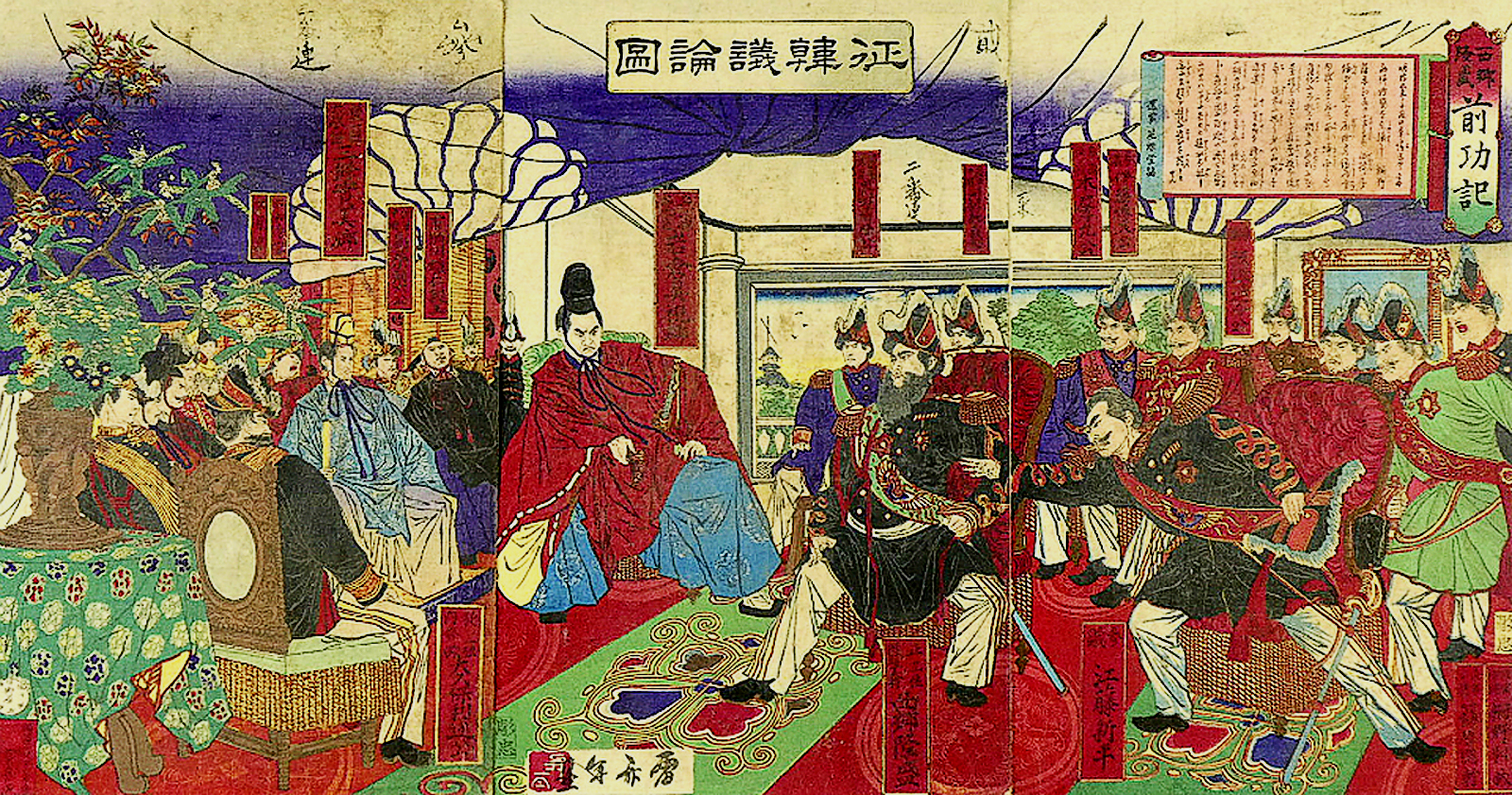
岩倉具視・大久保利通ら征韓反対派と西郷隆盛・江藤新平ら征韓派の論争を描いた絵画（鈴木年基筆）

顔ぶれがそろうと10月14日に閣議が開かれた。岩倉は外交上の3つの懸念事項として、樺太、台湾、朝鮮を挙げ、樺太問題が先決すべき外交問題と論じたが、西郷は朝鮮の事件が最重要と主張して対立。4人の参議（板垣退助、後藤象二郎、副島種臣、江藤新平）が西郷支持、3人の参議（大久保利通、大隈重信、大木喬任）が岩倉支持で政府が真っ二つに割れた。
論争中、三条が病気になったので天皇は医師団を三条邸に派遣するとともに、10月20日に自らも三条邸に行幸して見舞った。天皇は政治的空白を作るまいと、その足で岩倉邸にも行幸、岩倉を太政大臣代理に任じた。これにより岩倉が政局をリードするようになった。10月23日に岩倉は征韓論について「臣その不可を信ず」という意見書を奏上。その中で岩倉は次のように論じた。維新以来4、5年しかたっておらず、いまだ国の基盤は不安定である。軽々しく外国と紛争を起こしている場合ではない、朝鮮との戦争は使節の到着とともに勃発することが予期される。したがって使節派遣は国力が充実するまで待つべきである。さもなくば大惨事を招く。
10月24日に天皇は宸翰の勅書を発して親裁を下し、岩倉の意見に支持を与えた。これにより全ては決した。西郷ならびに西郷を支持した参議4人（板垣、後藤、副島、江藤）は病気を理由に辞任。天皇はこの論争に心を痛めたが、朝鮮をめぐる危機はひとまず収束した。
西郷と西郷支持の留守政府高官の多くが下野した結果、政府内では大久保の権勢が突出。大久保は明治6年に内務省を新設して内務卿に就任し、事実上の大久保政権が発足。大久保は、岩倉具視、伊藤博文、大隈重信の協力・補佐を受け、征韓論論争の余波をできる限り取り除くべく、行政改革に着手、参議と省卿を分離したことが各省の独走を招いて予算紛議のような事態を招いたことから、参議・省卿兼任制に変更した。
しかし西郷下野の影響は深刻だった。西郷支持派が多い近衛兵の脱走、帰郷に歯止めがかからず、その中には天皇の侍従を務めた島義勇や村田新八も含まれた。西郷辞職の翌日に天皇は篠原国幹以下佐官将校クラスを小御所代に召したが、篠原らは応じなかった。10月下旬に天皇は再び140余名の近衛将校を召したが、病気を理由に参内しない者が多かった。まばらに集合する近衛将校団を見た天皇は憂慮の念をもらしている（『明治天皇紀』）。天皇の権威の失墜は隠しようがないものだった。
明治6年には天皇はこれ以外にも様々な不幸に見舞われた。特に辛かったのは権典侍葉室光子が明治6年9月18日に明治天皇の第一皇子を儲けるも即日薨去し、光子も産後に容体を悪化させて4日後に死去したことであった。さらにその直後橋本夏子が第一皇女を儲けるも死産だったうえ、夏子も産後の容態悪化で死去した。天皇は悲しみのあまりしばらく酒にふけった。

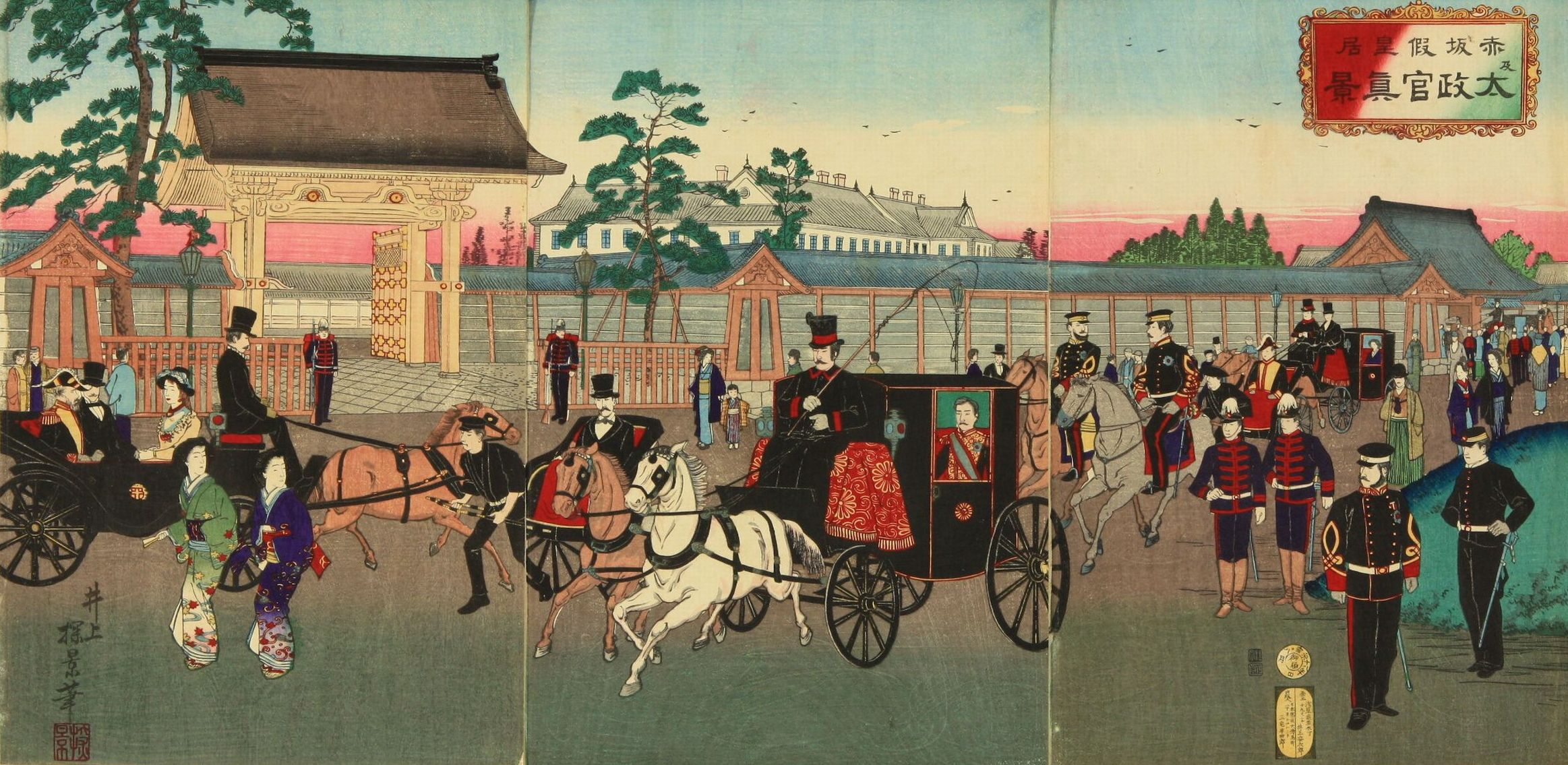
井上探景筆『赤坂仮皇居及太政官真景』。明治6年の皇居西丸焼失後、明治22年の明治宮殿建設まで天皇が居住した赤坂仮御所前の通りを描いた錦絵。

さらに同年5月5日には女官の火の不始末が原因で皇居が焼失する事件が起きた。皇居の前身である旧江戸城は安政6年(1859年)10月の火事で本丸、ついで文久3年(1863年)6月の火事で西丸が焼失。いずれも再建の普請が実施されるも、西丸普請中に本丸が再焼失し、本丸再建は断念されたため、慶応4年（1868年）に江戸城が皇居となった際には西丸が残るのみだった。この火事でその西丸も焼失したということである。幸い天皇皇后は無事であり、三種の神器も難を逃れたが、多くの官庁が被災するなど甚大な被害があった。西丸跡地に新皇居明治宮殿が完成したのは明治22年（1889年）であり、それまで天皇は赤坂離宮を仮御所として政務に臨んだ。仮とはいえ当面の天皇の住居、公務の場となる以上それに見合った修繕を施す必要があったが、質素を旨とする天皇はその経費として5万円を上限に定めた。天皇はそれを徹底するため三条太政大臣に勅を下し、仮御所修繕のことで民に負担をかけぬよう命じた。

### 地租改正

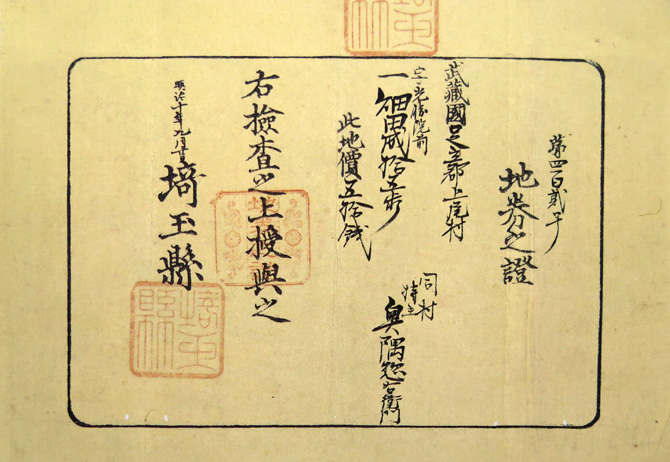
埼玉県が発行した地券

明治6年（1873年）7月28日、天皇は正院がまとめた地租改正法案を裁可し、自らの上諭を付して布告した。天皇の上諭部分の内容は以下のとおりである。「朕惟フニ（思うに）租税ハ國ノ大事、人民休戚ノ係ル所ナリ（人民の幸・不幸に関わるところである）。従前其法一ナラス（従来の制度は統一的でなく）、寛苛輕重率ネ其平ヲ得ス（軽重あって概ね不公正だった）。仍テ（よって）之ヲ改正セント欲シ 乃チ（すなわち）所司ノ群議ヲ採リ、地方官ノ衆論ヲ盡シ（つくし）、更ニ内閣諸臣ト辨論裁定シ、之ヲ公平畫一（画一）ニ歸（帰）セシメ 地租改正法をヲ頒布ス。庶幾クハ（こいねがわくは）賦ニ厚薄ノ弊ナク（租税に厚薄の弊害がなくなり）、民ニ労逸ノ偏ナカラシメン（民の負担に偏りがないようにしたい）。主者奉行セヨ。」。
当時法律には上諭（勅語）は付されないのが一般的であったが、地租改正法には上諭が付されており、地租改正がいかに重視されていたかを物語る。
地租改正の具体的内容の要旨は次の4点である。1、地券調査により「土地ノ代価」を確定し、地租の税率は「土地ノ代価」の100分の3とし、天災等の場合を除き豊凶によって増減はしない。2、地租の納付方法は金納。3、地租の課税単位は村全体ではなく土地所有者個人。4、地価の課税標準である「土地ノ原価」は、一定面積の耕地の収穫高から必要経費（種肥代）と、予定される新地租と村入費（村税）を控除して利益を求め、これを地方慣行の利子率で資本還元して地価を求める。
地租改正には非常に大きな意義があり、江戸時代の年貢制度と比較すると、以下の5点が改善された点である。
1. 納税義務者、課税標準、税率といった税に関する基本的事項が法定されているため、江戸時代のような為政者の恣意の余地はなく、租税法律主義による予測可能性と法的安定性が確保されている
2. 納税義務者は土地所有者個人なので、村全体が連帯して納税義務を負わされることはなく、自己の納税さえすればよく、責任の所在が明確になったこと。
3. 課税標準が地価であり、税率が3％に固定されているため、年貢より歳入として安定している。
4. 納付は金納であるため、米納のような納税者の輸送の負担がない。
5. 法律の適用は全国一律なので、各藩領や幕府領でバラバラだった江戸時代と違って特定の地域が異なる扱いを受けることはない。

他にも、地券調査により全国の土地が測量された結果、これまで把握されていなかった土地を含め土地の形状や境界が正確に把握されるようになったこと、地券発行に際して土地台帳が作成されたことで、土地私有化や土地取引自由化と相まって、土地管理や民間の土地取引が推進されたこともメリットとして挙げられる。
地租改正は江戸時代の年貢制度を抜本的に改革するものとなったが、導入への抵抗はほとんど見られず、比較的スムーズに移行された。すでに版籍奉還と廃藩置県によって藩主・藩士による土地支配体制が崩壊していたため、地租改正が行われやすい環境が整備されていたことが理由として挙げられる。

### ジェノヴァ公来日

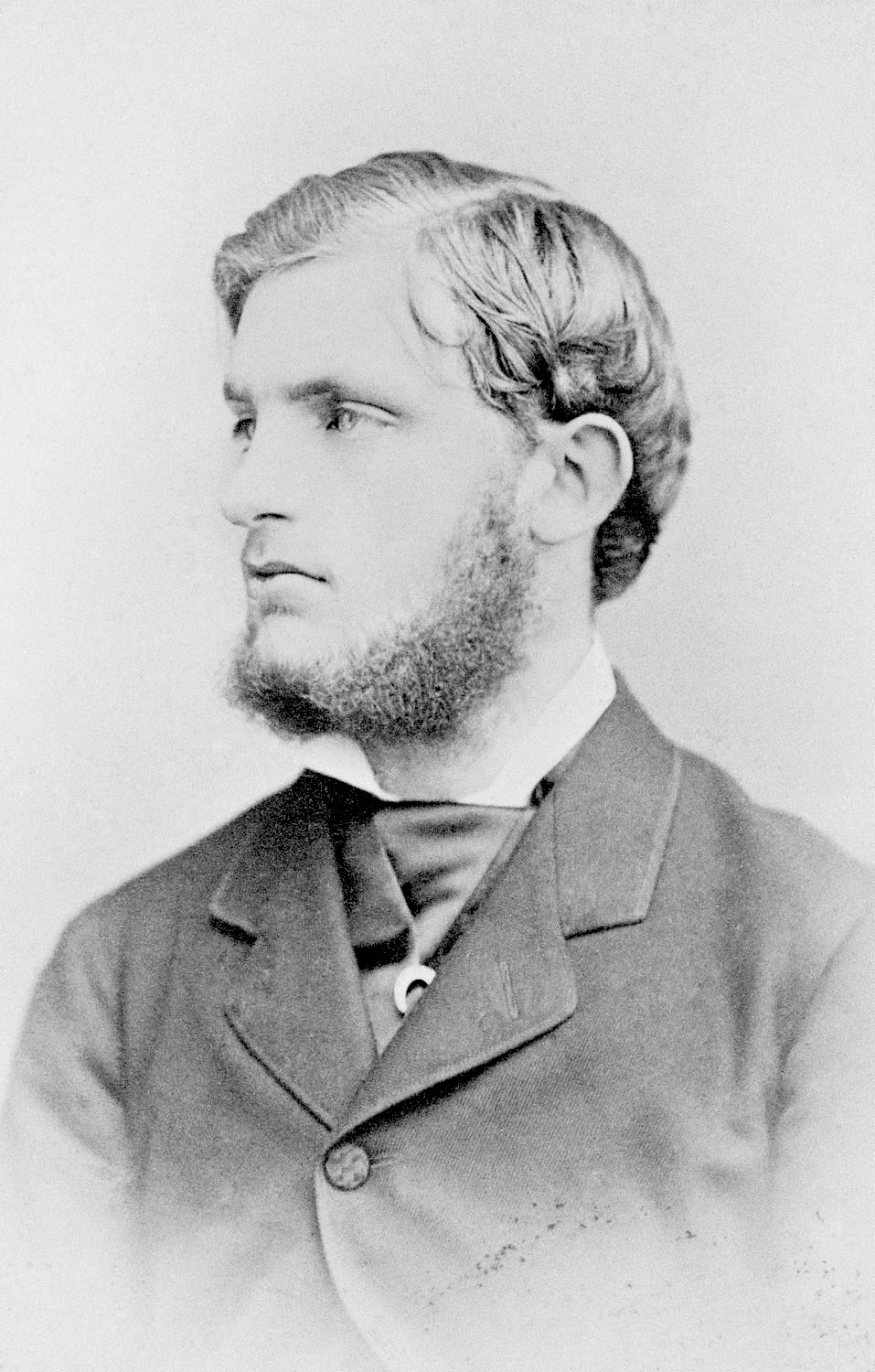
第2代ジェノヴァ公爵トンマーゾ・ディ・サヴォイア(1854-1931)
サルデーニャ王カルロ・アルベルトの第2王子初代ジェノヴァ公爵フェルディナンド・ディ・サヴォイアの長男。イタリア国王ウンベルト1世の王妃マルゲリータは姉。写真は1872年時。

日本の三人目の国賓となったのは、明治6年（1873年）8月、世界一周旅行中に来日したイタリア王室サヴォイア家の一員である第2代ジェノヴァ公爵トンマーゾ・ディ・サヴォイアである。
ジェノヴァ公が横浜に到着した明治6年8月23日、天皇は避暑のため箱根に移っていたが、東京還幸後の9月1日に赤坂離宮でジェノヴァ公を引見。ジェノヴァ公は天皇が洋装で迎えた最初の国賓である。9月8日に天皇とジェノヴァ公は日比谷陸軍操練所で飾隊式（後の観兵式）を閲兵した後、皇居・吹上御苑の瀧見御茶屋で午餐を取ったが、これは外国からの賓客に対して天皇が初めて行った宮中招宴である。振舞われたのは西洋料理であり、児玉定子はこの時以降宮中招宴は現代に至るまで全て西洋料理（フランス料理）となり、西洋礼式をもって行われるようになったと述べている。またこの午餐会の間、前庭では海軍軍楽隊が西洋音楽を演奏したが、これも宮中に西洋音楽が入るようになった端緒である。
イタリア代理駐日公使バルツァリーノ ･ リッタ伯爵は、本国の外務大臣エミリオ・ヴィスコンティ・ヴェノスタ侯爵に宛てた報告書の中で、「公式訪問最終日には、天皇陛下、ジェノヴァ公爵殿下、殿下の軍事系家臣らと、在日公使館の諸外国首脳部向けに朝食会が催されました。信任状を手にそこへ派遣された各国外交官がミカドと共に宴会場で座していたのは初めて」だったとして、日本政府は他の欧米列強よりむしろイタリア王国に共感を感じているという印象を書いている。公式訪問後のお忍び旅行も含めて約2カ月日本に滞在したジェノヴァ公は、天皇や岩倉具視らと親交を結んで離日した。

### 台湾出兵

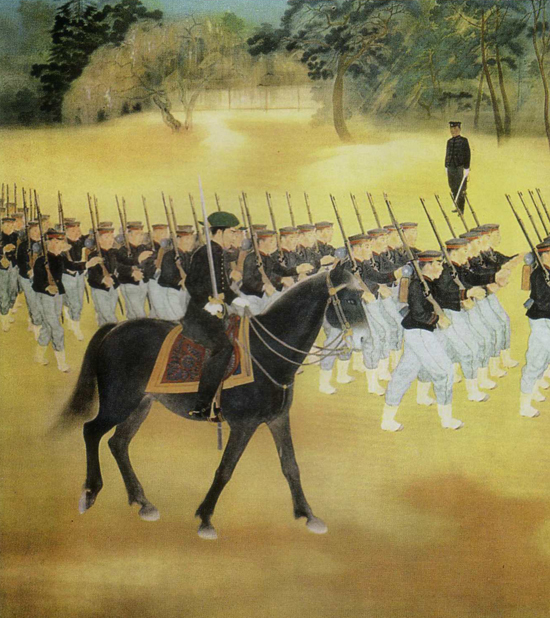
聖徳記念絵画館壁画『御練兵』（町田曲江筆、十五銀行奉納）。明治7年春の赤坂仮皇居内の広芝において馬上で抜剣して兵を指揮している明治天皇。右上は陸軍歩兵少佐大河内正質。

台湾「生蕃人」による琉球島民殺害事件をめぐり、明治7年（1874年）1月に大久保利通と大隈重信は生蛮問罪について調査した台湾蕃地処分要略をまとめ、その中で清国政府の声明によれば、台湾「生蕃」地域はどこの国にも所属していない、従って邦人が受けた暴行に対する報復は日本政府の義務であることを指摘した。3月には大隈、参議兼外務卿寺島宗則、駐清国公使柳原前光、陸軍大輔西郷従道が大隈邸に集まり、台湾出兵について具体的に立案された。
政府高官の中では木戸が台湾出兵に反対して辞職を表明したが、木戸以外に反対論はなく、天皇も台湾出兵に強い関心を示し、4月3日に大隈を召してこれまでの経緯を説明させるとともに、4日に従道を台湾蕃地事務都督、5日に大隈を正院の台湾蕃地事務局長官に任じ、6日には従道に対して台湾蕃地処分について「我国人ヲ暴殺セシ罪ヲ問ヒ相当ノ処分ヲ行フベキ事」を命じる勅書を出した。またこれと別の特諭十款の中で天皇は次の大要を論じた。生蕃人を自儘に放任すれば、その害極まるところを知らない。「今朕が膺懲（外敵討伐）を行ふの意は彼の野蛮を化して我が良民を安んずるに在り、汝此の旨を体し、事を為すに際しては恩威並び行ふべし、鎮定の後は土人を教導して開明に向はしめ、我が政府との間に有益なる事業を興さしむべし」。
従道は、長崎で出撃準備を整え、5月2日に4隻の軍艦に分乗した海陸諸兵千余人を台湾社寮港へ送り、5月17日に自身も台湾へ向かった。日本軍は台湾の酷暑のため熱病に苦しめられたが、生蕃討滅作戦は順調に進み、戦勝を収めた。
天皇は、台湾出兵の事後処理のため、8月1日に大久保を全権弁理大臣に任じて清国に派遣。交渉は難航したが、10月31日に日清間に条約が成立。その内容は、清国は日本の征蕃を義挙として認める。清国は日本人被害民に賠償金を支払う。清国は日本が台湾で修造した道路、建築した家屋の費用を報償する。両国間で交わした敵意ある公文書はことごとく破棄する。今後清国は台湾生蕃を取り締まり、航海の安全を確保する等であり、日本の要求をほぼ清国が受け入れる形となった。また清国は琉球人を「日本人」と表現するのを許したため、琉球を日本領と暗に認める形になった。条約締結を受けて日本の部隊は12月20日に台湾から撤収した。
天皇は12月9日に帰国した大久保と、台湾出兵で活躍した将官に謁を賜って一同の尽力を称え、13日には宮内卿代理・宮内大輔万里小路博房を通じて、大久保に御手許金から1万円を下賜した。大久保は清国との交渉が成功したのは、自分ひとりの功績ではなく、皇上の明威と廟堂の謨猷（計略）に因るものとして拝辞したが、天皇が受け取るよう強く求めたため、ついに大久保も拝受した。

### 立憲政体樹立の詔
明治8年（1875年）に毎月定められていた福羽美静、元田永孚の進講のほか、新たに出仕を命じられた西村茂樹等の進講も受けるようになり、天皇の学ぶ学問に『輿地誌略』など新たな学科が加わった。
同年1月21日には権典侍柳原愛子が第二皇女を出産。天皇は無事の出産に安堵し、皇女に薫子の名を与えた。住居が梅御殿であったことから梅宮と呼ばれたが、生後数か月で脳疾を患い、侍医たちの懸命な治療もむなしく、1年半足らずで薨去した。

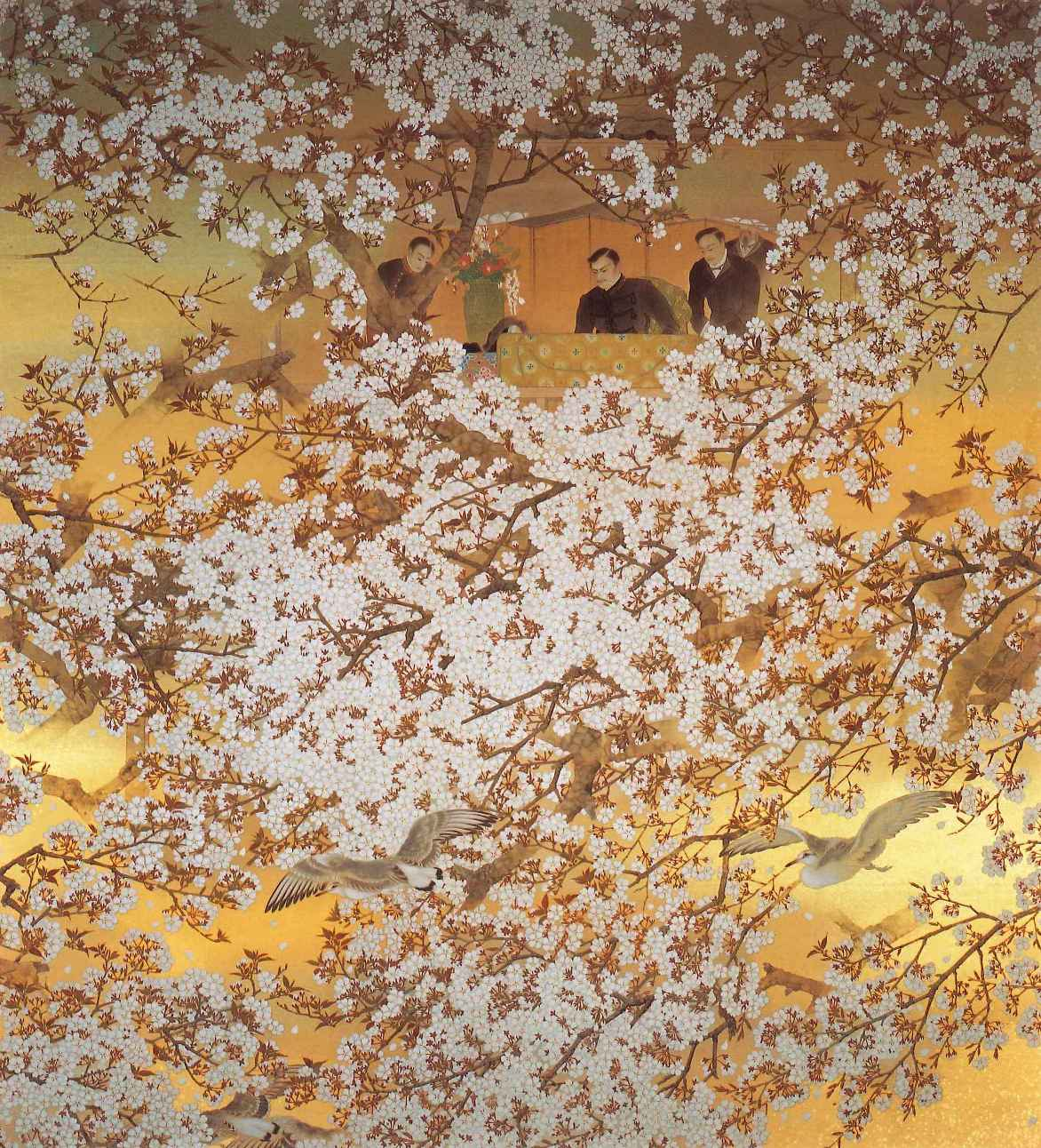
聖徳記念絵画館壁画『徳川邸行幸』（木村武山筆、徳川圀順公爵奉納）明治8年4月4日、水戸徳川邸を行幸し、当主徳川昭武（左）や宮内卿徳大寺実則（右）とともに桜を鑑賞する明治天皇。

同年4月4日東京隅田川沿い小梅村にあった徳川昭武の水戸徳川邸に行幸し、明治維新の原動力となった水戸学の発展に尽くした徳川光圀や徳川斉昭の遺文や絵画を天覧。昭武と親族たちも謁を賜り、その中には斉昭生母補子の姿もあった。天皇は光圀と斉昭の尊皇の功績を称え、その志を継ぐようにとの勅語を昭武に下した。水戸徳川邸の桜を天覧した際に天皇は「花ぐはしさくらもあれどこのやどの代代のこころをわれはとひけり」という、満開の桜以上に水戸徳川家の代々の尊皇の志に最も感銘を受けたという和歌を詠んだ。墨田川では60隻もの船が漁獲を競う投網漁を天覧して楽しんだ。同日に尾張徳川邸にも行幸し、徳川慶勝らにも謁を賜った。
大久保利通は、政府を立て直すため下野中の木戸孝允に復帰を働きかけ、明治8年3月の大阪会議で大久保が漸進的に立憲体制を作ることを承諾したため、木戸は同じく下野中だった板垣退助と共に政府に復帰。大久保、木戸、板垣、伊藤博文の四参議が政体取り調べとして立憲政体を目指す詔勅の起草にあたり、特に伊藤の信任厚き法務官僚井上毅が草案の調査・作成を主導。天皇はその草案に基づき、4月14日に正院において『立憲政体樹立の詔』（『漸次立憲政体樹立の詔』とも）を交付した。
「即位ノ初首トシテ群臣ヲ會シ五事ヲ以テ神明ニ誓ヒ國是ヲ定メ萬民保全ノ道ヲ求ム幸ニ祖宗ノ霊ト群臣ノカトニ頼り以テ今日ノ小康ヲ得タリ顧ニ中興日浅ク内 治ノ事更ニ振作更張スヘキ者少シトセス朕今誓文ノ意ヲ擴充シ茲ニ元老院ヲ設ケ以テ立法ノ源ヲ廣メ大審院ヲ置キ以テ審判ノ権ヲ鞏クシ又地方官ヲ召集シ以テ民 情ヲ通シ公益プ圓り漸次ニ國家立憲ノ政體ヲ立テ汝衆庶ト倶ニ其處ニ頼ント欲ス汝衆庶或ハ舊ニ泥ミ故ニ慣ルルコト莫ク又或ハ進ムニ軽ク爲スニ急ナルコト莫ク 其レ能ク朕カ旨ヲ髄シテ翼賛スル所アレ」という内容であり、五か条の御誓文の意を拡充して立法機関の元老院、司法機関の大審院を設置し、また地方官を召集して民情を通じ公益を図り、漸次に国家立憲の政体を立てるので、国民は守旧的もしくは急進的になりすぎぬよう戒めたものであった。

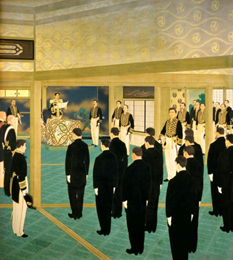
聖徳記念絵画館壁画『地方官会議臨御』（磯田長秋筆、木戸幸一侯爵奉納）明治8年6月20日に赤坂御所で開催された地方官会議に臨御する明治天皇。

この詔勅により太政官の行政機構の改革が行われ、左院・右院は廃止、正院のみ行政組織として存続し、五箇条の御誓文の精神に則り、立法機関として元老院、司法機関として大審院が創設された。さらに地方官（府知事と県令）を集めた地方官会議が開かれることになった。
明治8年6月20日に天皇は全国の府知事・県令・権令62名を赤坂仮御所に召集し、地方官会議の提唱者である木戸を議長に第一回地方官会議を開催した。第一回会議では、現状の人民の開化の実情を鑑みて、区戸長会と公選民会はどちらが適切なのかといった議論が、民権派・漸進派・守旧派の地方官の間で白熱した他（明治8年当時、各府県は地方民会について選挙で選ばれた議員による公選民会を置いているところ、府県下の大小区長や戸長が議員となる区戸長会を置いているところ、地方民会が存在しないところなど地方によって様々であり、統一されていなかった）、堤防法案をめぐって、初めての全国的な本格議論が行われ、また地方警察や道路附橋梁に関する議論などが行われている。
立憲政体樹立の詔により、具体的にどの国の憲法をモデルにするかの議論も本格化し、特にイギリス流の自由主義的憲法を志向する急進派、ドイツ流の君主大権の強い憲法を志向する漸進派という分裂が生じ、後に明治14年の政変へと繋がる。

### 江華島事件と日朝修好条規

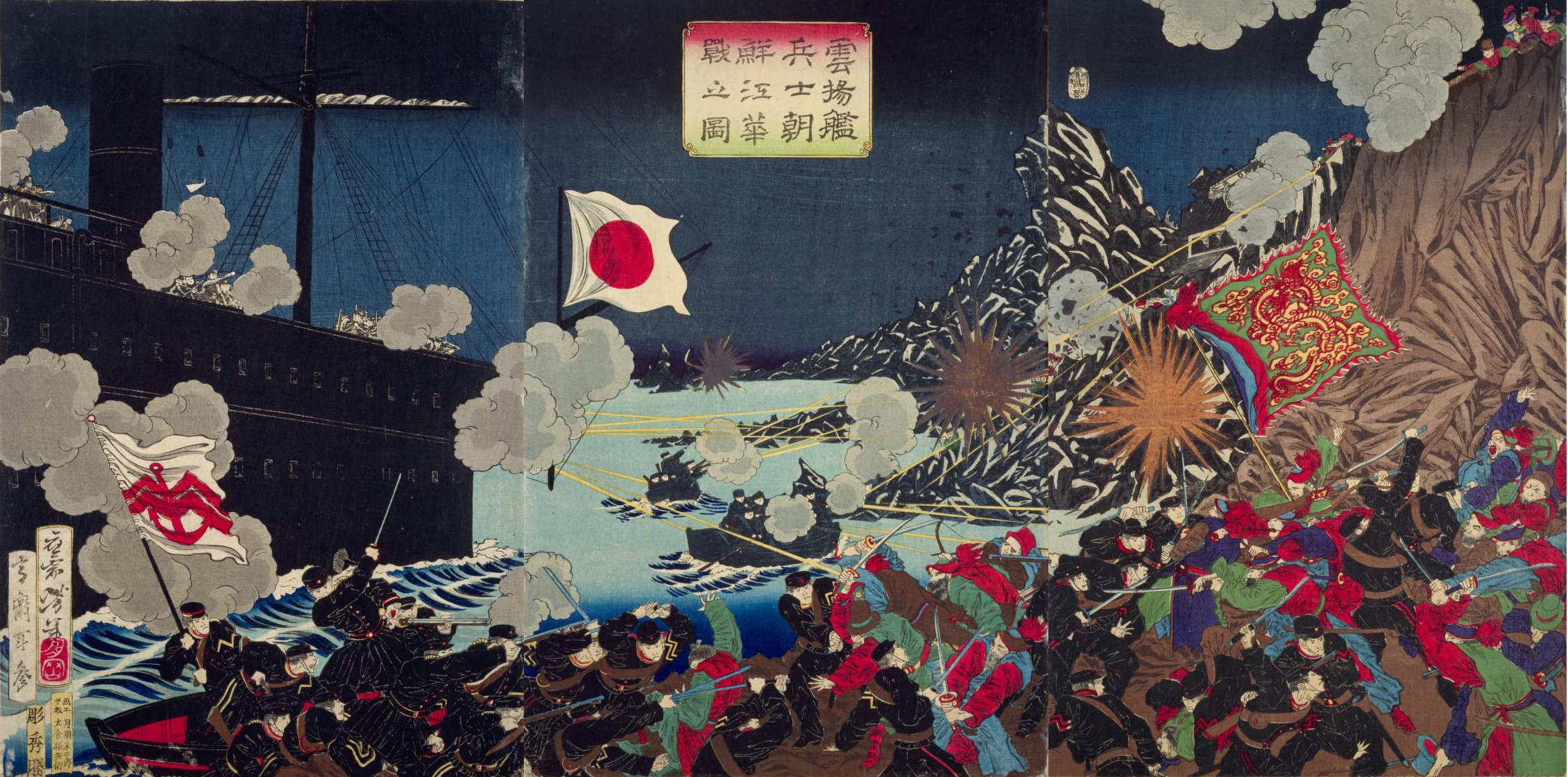
江華島事件で日本の雲揚艦と朝鮮軍が交戦する場面を描いた絵画

明治8年9月20日、対馬海峡測量を終えた日本軍艦の雲揚の短艦が淡水の探索をしていた際、江華島の朝鮮軍砲台から砲撃を受け、応戦した雲揚は砲台を破壊した。この戦闘で日本側死者1人、朝鮮側死者35人が出、朝鮮側16人が捕虜となった。その後雲揚は9月28日に長崎に帰還した（江華島事件）。
同報告が日本政府に届いた9月29日は、天皇の正院臨御の定日だったため、天皇御前で閣議が開かれた。閣議はまず日本人居留民保護のため軍艦1隻を釜山に派遣することを決定した。この事件をめぐって日本の世論は沸騰し、朝鮮出兵を求める声が高まった。事態を憂慮した天皇は、4月以来病気を理由に家に引きこもっていた岩倉具視を召して次の勅諭を下した。「朝鮮国に事あり。其の詳細は未だ汁べからずと雖も、思ふに是れ国家の重事、朕甚だ憂念す、汝四月以来病を以て家居すと雖も、勉めて其の職に就き、以て輔翼する所あるべし」。天皇は岩倉を内閣顧問に任じ、事件解決に尽力するよう命じた。
明治6年時に征韓論に反対した木戸も、朝鮮側が攻撃を加えてきた今回は立場を変え、三条に宛てた書簡の中で次のように指摘した。明治6年の政治的動乱と昨春の佐賀の乱はひとえに朝鮮と修好関係を樹立できなかったことから生じたものである。昨年琉球島民暴殺のことで台湾討伐があったが、今回の事件はさらに深刻である。日本の国旗が侮辱されただけではない、台湾と違って朝鮮には日本人居留民がいるからだ。事件を無視できないことは論を待たない。まず第一に朝鮮を統治しているはずの清国が朝鮮を懲罰する意思があるかを確認しなければならない。確認した結果、清に懲罰の意思がなく、事件の処理を日本に委ねるのであれば、我が国は朝鮮に事の真意を問いただし、妥当な処置を取らねばならない。もし朝鮮があくまで罪を認めないなら、我が国としても行動を起こさざるを得ない。朝廷がもし朝鮮との交渉の駆け引きを自分に一任するのなら、自分は非力ながら身命を賭して皇国の威光が損なわれることのないよう尽力するだろう。
天皇は木戸の考えに共感を寄せ、この問題をめぐっては大臣たちの中でも木戸に多く諮問している。
井上毅、伊藤博文、ボアソナードの三名から成る事件の調査委員会が設置され、同委員会が善後処理のための訓条・内諭の起草にあたった。木戸が使節に立候補したものの、病で認められず、11月9日に天皇は三条や委員会の進言に基づき、陸軍中将・参議の黒田清隆を使節に任じ、日本国旗が受けた汚辱に相当な賠償を要求するよう命じる一方、もし朝鮮が日本と友好関係を結び、貿易を促進しようという日本の考えに応じるなら、その条約をもって雲揚艦攻撃の賠償とみなし、承諾する権限を与えた。同時に、もし朝鮮政府が雲揚艦攻撃の責任を取らず、条約も結ばないなら「臨機ノ処分」を取る権限も与えた。
「臨機ノ処分」について黒田に与えられた内諭では、相当の防御をして一旦対馬に引き上げて、政府に状況を報告することであるとしており、即時開戦や軽々な軍事力行使は否定されている。井上案とボアソナード案では朝鮮が要求を受け入れない場合は京城に軍隊を駐留させるといった軍事力行使も否定されていなかったが、戦争回避・内治優先論の漸進主義者である伊藤博文がこの内容に変更させたと見られる。
明治9年（1876年）1月16日に江華府練武堂で黒田と朝鮮接見大官申櫶の会談が行われた。
交渉中、朝鮮側はなぜ日本の君主は清皇帝にしか許されない「皇」の字を勝手に使っているのか質してきた。朝鮮が「皇」の字にこだわるのは、朝鮮が日本の隷属的な地位に置かれると思っているからである。日本側は天皇は朝鮮に宗主権を主張する意図で「皇」を名乗っているのではないと否定したうえで、雲揚艦が江華島で砲撃を受けた理由を質した。朝鮮側は日本の海兵がヨーロッパ式の制服を着用していたため米仏兵と間違えたのだとし、地方官は日本船籍であることを知らなかったという弁を繰り返すのみで謝罪しなかった。日本側は、なぜ朝鮮政府は船籍に掲げた日本国旗について地方官に通達していなかったのか、これは謝罪して然るべきではないかと追及したが、申櫶は自分は国王の一使臣に過ぎず、勝手に謝罪を行う権限はないと返答した。

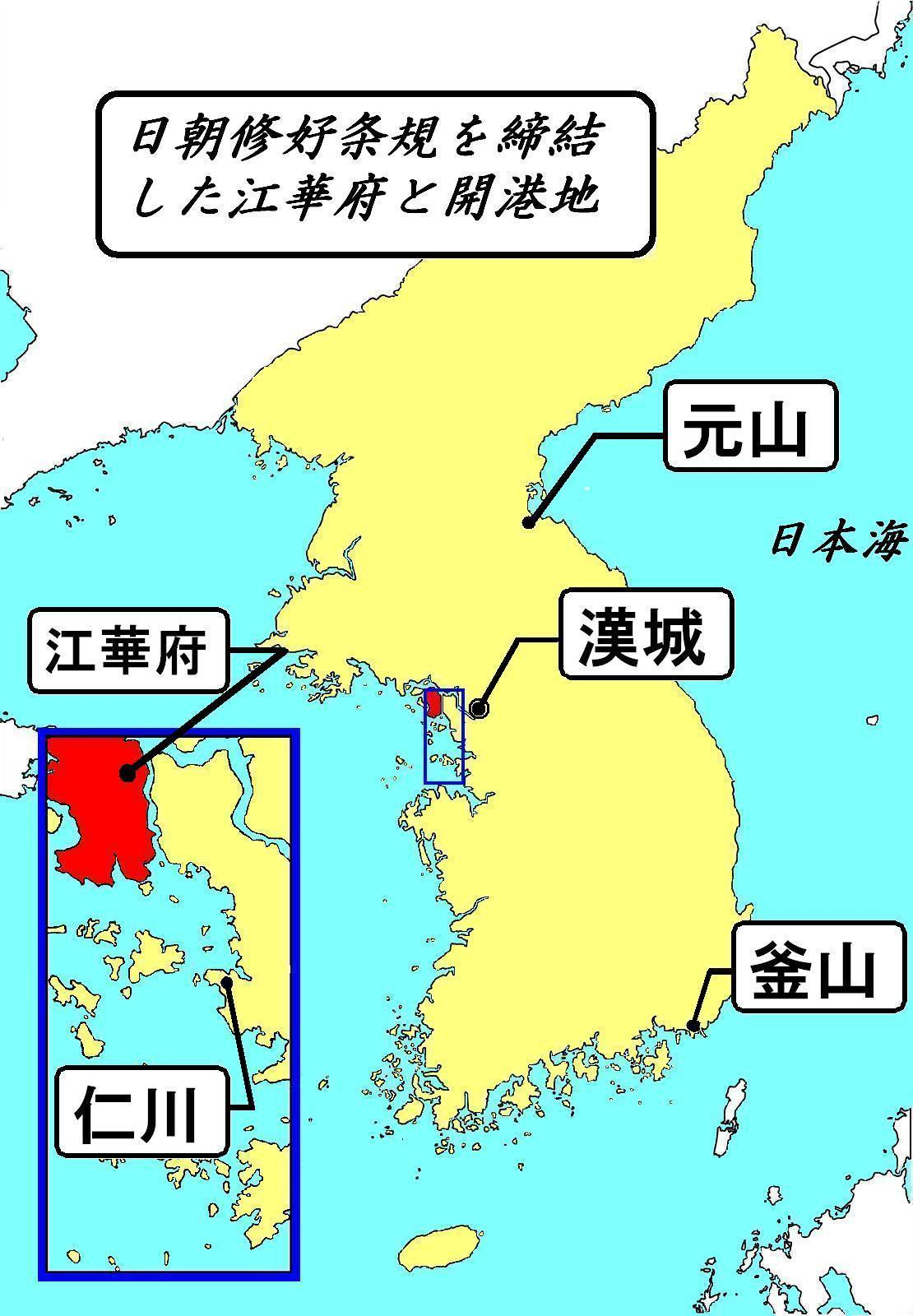
日朝修好条規の締結場所である江華府と同条約により朝鮮が開港した港

交渉は朝鮮側代表が数度にわたって政府と協議するとして中断させたため長引いたが、2月27日に妥結し、日朝修好条規が締結された。これにより朝鮮は開国し、日本との貿易において関税自主権を放棄し、朝鮮国内にいる日本人の治外法権を認めた。幕末以来列強諸国から不平等条約を結ばされていた日本が初めて外国に締結させた不平等条約となった。調印式後、天皇から高宗に宛てて、伝統的な絹織物のほか、回転砲一門、六連短銃一挺、神珍装金の懐中時計一個、晴雨計一個、磁針一個が贈られたが、これらは（絹織物を除いて）、アメリカが江戸幕府に不平等条約を結ばせた際に幕府に贈った物と全く同じだった。外国に不平等条約を結ばせる立場に昇格したという日本の満足感の表れだった。

### 不平士族の乱と西南戦争
急速な近代化は明治9年（1876年）後半になっても衰えることを知らなかった。9月4日には天皇の専用艦たる軍艦迅鯨の進水式が横須賀造船所で開かれた。翌5日には京都-神戸間を結ぶ鉄道が全通し、天皇は大阪・神戸・京都での開業式に行幸し、全区間に乗車している。9月7日には天皇は元老院に以下の勅語を与えて近代憲法制定に向けて始動させた。「朕爰（ここ）ニ建国ノ体ニ基キ広ク海外各国ノ成法ヲ斟酌シ以テ国憲ヲ定メントス汝等ソレ宜シク之ガ草按ヲ起創シ以テ聞セヨ朕将（まさ）ニ撰バントス」（朕は建国の体に基づき広く海外各国の成法を研究調査し、それを参考にして我が国の憲法を定めたい。汝等は憲法草案を起草して報告せよ。朕が選ぶであろう）。民間マスメディアも勃興し、それを後押しするため、9月9日から東京日日新聞と横浜毎日新聞の二紙を天覧するようになった。この二紙以外も天皇は郵便報知をはじめとする新聞各紙を天覧した。こうした交通網の発展、政治の進展、情報の普及は、いずれも近代日本の来るべき姿を暗示していた。
またこの頃から天皇は欧米元首とより緊密な交際を始めるようになった。10月1日にはアメリカ合衆国独立100周年を記念するフィラデルフィア万国博覧会を祝して米国大統領ユリシーズ・グラントに親書を贈った。2日後にはロシア皇帝アレクサンドル2世から贈呈されたサンクト・ペテルブルクの冬宮殿の写真と設計図を天覧。これはかねてから天皇が新皇居造営の参考にするために望んでいたもので、それを耳にしたロシア皇帝が天皇に贈呈したものだった。
しかし全ての者がこうした世の趨勢を喜んでいるわけではなかった。士族の間では今も攘夷思想を持つ者は少なくなく、日本を近代国家にするために政府が取った数々の措置に憤慨を覚えていた。士族の不満の背景として、彼らが江戸時代に有していた身分的特権が明治一桁のうちに（つまり10年もたたずして）ほぼすべて廃されたことがあった。たとえば、武士に不敬を働いた下位身分の者は斬り捨ててよい殺人権（切捨御免）は明治4年に禁止され、明治3年の平民苗字許容令や明治8年の平民苗字必称義務令によって苗字も士族の特権でなくなった。明治4年の断髪令による髪型自由化で髷の形というビジュアル面での士族の特権性も喪失。国民皆兵となると士族の軍事的優越性もなくなり、禄制改革から秩禄処分に至る家禄廃止で士族の多くが経済的苦境にも陥った。明治9年時にも未だ残された士族の特権といえば刀を指して町中を歩けるぐらいだったが、同年の廃刀令により制服着用時の軍人・警察官を除いた一般国民の帯刀は禁止された。これをもって平民と比しての士族の特権は（戸籍の族称欄に士族と表記される以外）何もなくなった。そのため士族の最後の特権を廃するものとなった廃刀令は士族の激しい反発を誘発した。
征韓論論争で征韓派の政府高官が多く下野した後、彼らを担いだ不平士族の反乱が西国各地で多発する。最初に起きたのは明治7年の佐賀の乱だが、特に多かったのは廃刀令があった明治9年である。熊本県の神風連の乱、福岡県の秋月の乱、山口県の萩の乱などが相次いで発生。いずれも鎮圧されたが、明治10年（1877年）2月には鹿児島県で西郷隆盛を担いだ最大規模となる不平士族の反乱の西南戦争が勃発する。
その直前の明治10年1月24日に天皇は皇后や皇太后を伴って京都府・奈良県への行幸に出発した。先帝十年式年祭が行われる後月輪東山陵の親拝のためで、他にも神武天皇の畝傍山東北陵はじめ、京都奈良に点在する歴代天皇御陵などへの親拝が予定されていた。
天皇が京都御所にあった同月29日に鹿児島県草牟田村では西郷の私学校で学ぶ士族たちが鹿児島県令大山綱良の黙認のもと陸軍火薬庫と海軍省造船所兵器局火薬庫を襲撃して弾薬を略奪し、西南戦争の口火が切られていた。
この「私学校」というのは征韓論論争で下野して鹿児島に帰郷した西郷隆盛が鹿児島市内城山の麓にある旧薩摩藩厩跡に作った士族の私学校で、市内にはじまり、鹿児島県中に分校ができていた。県令の大山からも密かに支持を得ており、大山は私学校生徒を県官、各地区長に任命していた。鹿児島士族の間では征韓論が退けられたことへの不満が特に強く、政府への不満が高まっていた。
反乱がおきる直前の明治9年12月に政府は私学校による破壊活動の実態を探るため、内務省警視局少警部中原尚雄率いる調査団を鹿児島に送ったが、鹿児島に到着するや私学校生徒たちにより政府の密偵として捕らえられ、拷問のすえ西郷隆盛暗殺を企んだとする供述書に署名を強要された（後に中原は供述の内容を否定した）。そのため鹿児島士族の間では東京政府が西郷隆盛の暗殺を企んでいるという噂が広がり、蜂起の口実にされる。
鹿児島の緊迫した情勢の報告が次々と京都に入ってきた明治10年2月6日、京都にいた政府高官の三条実美、木戸孝允、伊藤博文らは協議の末、内務少輔林友幸と海軍大輔川村純義の鹿児島派遣を決めた。天皇は事の大事に鑑み、2月21日の出航に間に合うよう船を神戸港に戻す条件で林と川村に高雄丸に乗船しての鹿児島行きを許した。
東京にいた大久保にも電報で知らされたが、大久保は今回の暴発は西郷の意思ではなく、桐野利秋や篠原国幹の計略であろうと考え、しばらくは東京に留まり、京都にいる伊藤と連絡を取り合っていたが、やがて自身も京都へ向かった。
2月7日に神戸港を発った高尾丸は2日後に鹿児島についたが、来船した県令の大山は、私学校の動揺は大警視川路利良が刺客を放って西郷暗殺を企んだことが原因であり、県下の人心は沸騰し、もはや制し難いと主張した。林は刺客が鹿児島に放たれたという事実は信じがたい、西郷と力を合わせて士族鎮撫に尽力すべきだと説諭したが、大山下船後に武装短艇数隻が高雄丸に乗船しようとする事件があったため、高尾丸は鹿児島を離れて12日に神戸港に帰還。
天皇はその間も予定通り宇治平等院、奈良東大寺、春日大社などに行幸。東大寺では普段勅封されて入ることができない正倉院を勅命で開封し御物を天覧した。かつて足利義政と織田信長が一片を切り取って己が権勢の証としたという「蘭奢待」に関心を持った天皇は、一片を所望し、博物局長町田久成が長さ2寸を切り取って天皇に献上した。天皇はそれを2片に切り、1片をその場で焚き、もう1片を東京へ持ち帰った。

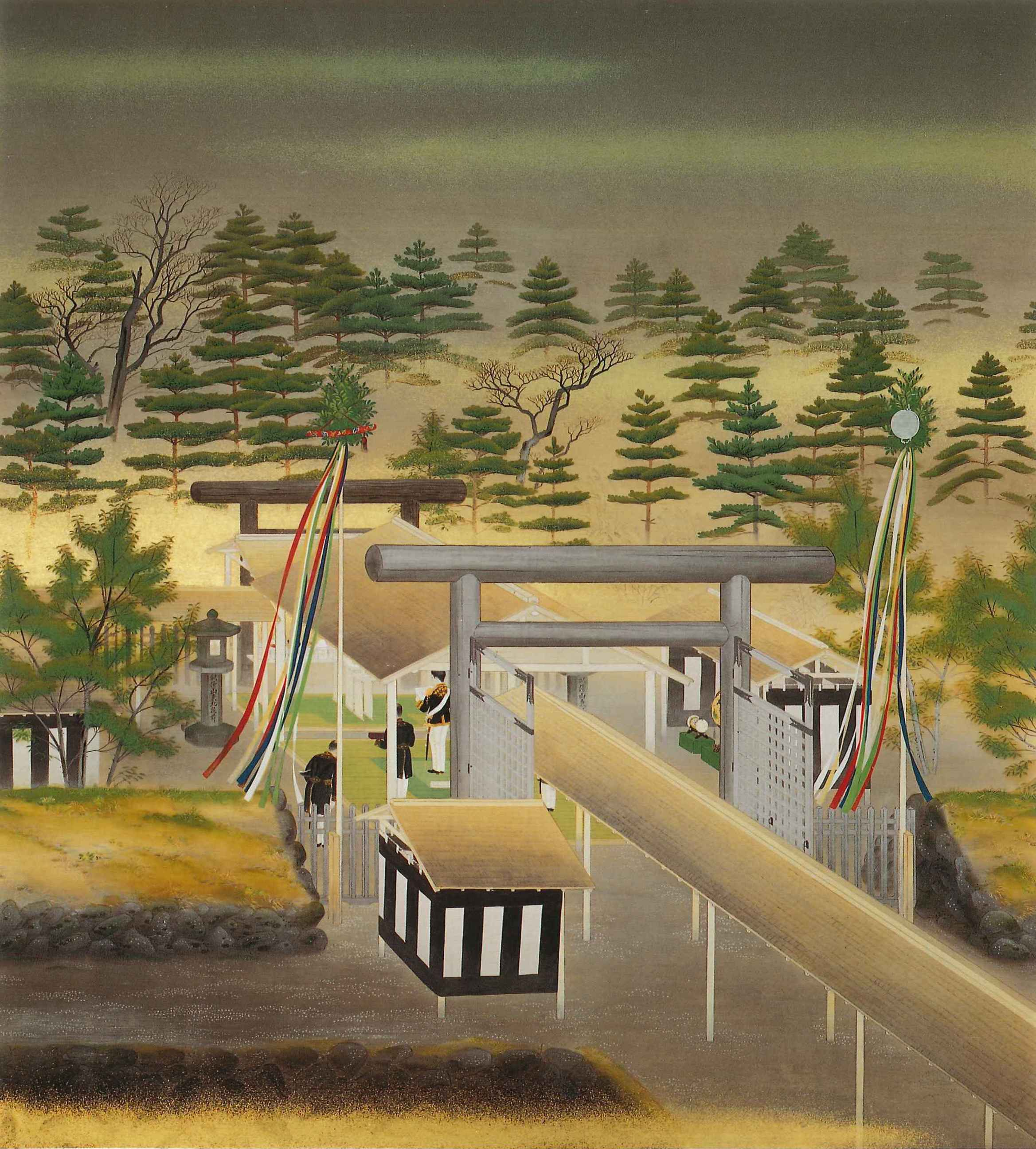
聖徳記念絵画館壁画『畝傍陵親謁』（吉田秋光筆）神武天皇の畝傍山東北陵に御告文を奏上する明治天皇。天皇の左右は侍従長東久世通禧と式部頭坊城俊政。

『日本書紀』に記される神武天皇即位日を太陽暦に換算した2月11日は、明治6年に「紀元節」（現・建国記念の日）として国民の祝日になっていたが、この日に合わせて畝傍山東北陵を親拝。
一方西郷は、西郷暗殺の噂などを理由に「今般政府へ尋問の筋これあり」（『大西郷全集』）として上京するための挙兵の決意を固め、2月14日に歩兵7大隊、砲兵2隊、輜重兵等からなる総勢1万5000人の西郷軍は九州南部の政府軍中枢である熊本城（熊本鎮台）に向かって進軍を開始。西郷が戦闘行為に入るのを望んでいなかったことはあらゆる資料の一致して語るところである。しかし激昂する鹿児島士族はもはや西郷にすら抑えが効かなくなっていた。
2月17日に京都に到着した大久保が天皇に拝謁。政府首脳が京都に集結した形となり、京都御所に仮太政官が設置された。2月18日に西郷軍が県境を越えて熊本県水俣に入ったが、なお天皇は京都で予定通りの日程をこなしており、同日木戸、宮内卿徳大寺実則、侍従長東久世通禧らを伴って京都嵐山の天竜寺村の漢詩人山中献の山荘対嵐山坊を訪問し、午後には大堰川で鯉の捕魚を天覧。さらに梅津製紙工場を視察している。巡幸には天皇と民衆を結びつける重要な意味があり、地元が入念に準備してきた予定を簡単に中止というわけにはいかなかった。
同日の廟議の結果、太政大臣三条実美が鹿児島私学校生徒たちの反乱の意図はもはや明白との結論を出し、翌19日にも天皇にその旨を奏上。この段階で天皇は暴徒征討の勅命を発し、有栖川宮熾仁親王を征討総督、陸軍卿山縣有朋、海軍大輔川村純義を征討参謀に任じた。熾仁親王は2月20日に京都を発ち、征討軍は東京鎮台、名古屋鎮台、大阪鎮台から物的人的補給を受けた。

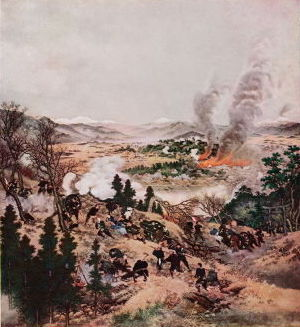
聖徳記念絵画館壁画『西南役熊本篭城』（近藤樵仙画、細川護立侯爵奉納）花岡山に陣を置く西郷軍が熊本城を砲撃する光景。

2月21日に西郷軍が熊本城下に進入し、熊本城から砲撃を受けたことで戦闘が開始された。熊本鎮台司令長官谷干城陸軍少将は開戦を告げる電報を大阪総督本営に送った。西郷軍は熊本城を包囲して猛攻を加え、同城攻防戦は実に2カ月弱にわたって続いた。4月中旬に包囲網が崩れ、西郷軍は敗走を始めたが、その後も5か月にわたって戦闘が続いた。
その激戦中天皇は西郷との直接対決を避けようと引きこもりがちになった。天皇は長く側近として自らに仕えた西郷を深く憐れんでいた。西郷下野の際には近衛兵の多くから離反されて著しい天皇の権威低下を招くといった辛酸を嘗めさせられはしたが、それでもなお天皇は西郷に信頼を寄せていた。その様子を見た木戸は功臣を思う天皇の憐憫の情に深く感銘を受け、感涙したという。
しかし西郷との直接対決を回避しようとするあまり、御学問所にもあまり姿を見せなくなったため、三条、岩倉、徳大寺、東久世らは折に触れて天皇に諫奏したが、徒労に終わることが多かったという（『明治天皇紀』）。乗馬好きだった天皇が御所内の馬場に出ることも減った。やがて木戸も天皇が「日々深宮を出でたまわず」という状態になったことを憂慮し、闘病の身ながら最後の力を振り絞って天皇に外出の諫奏を繰り返した。

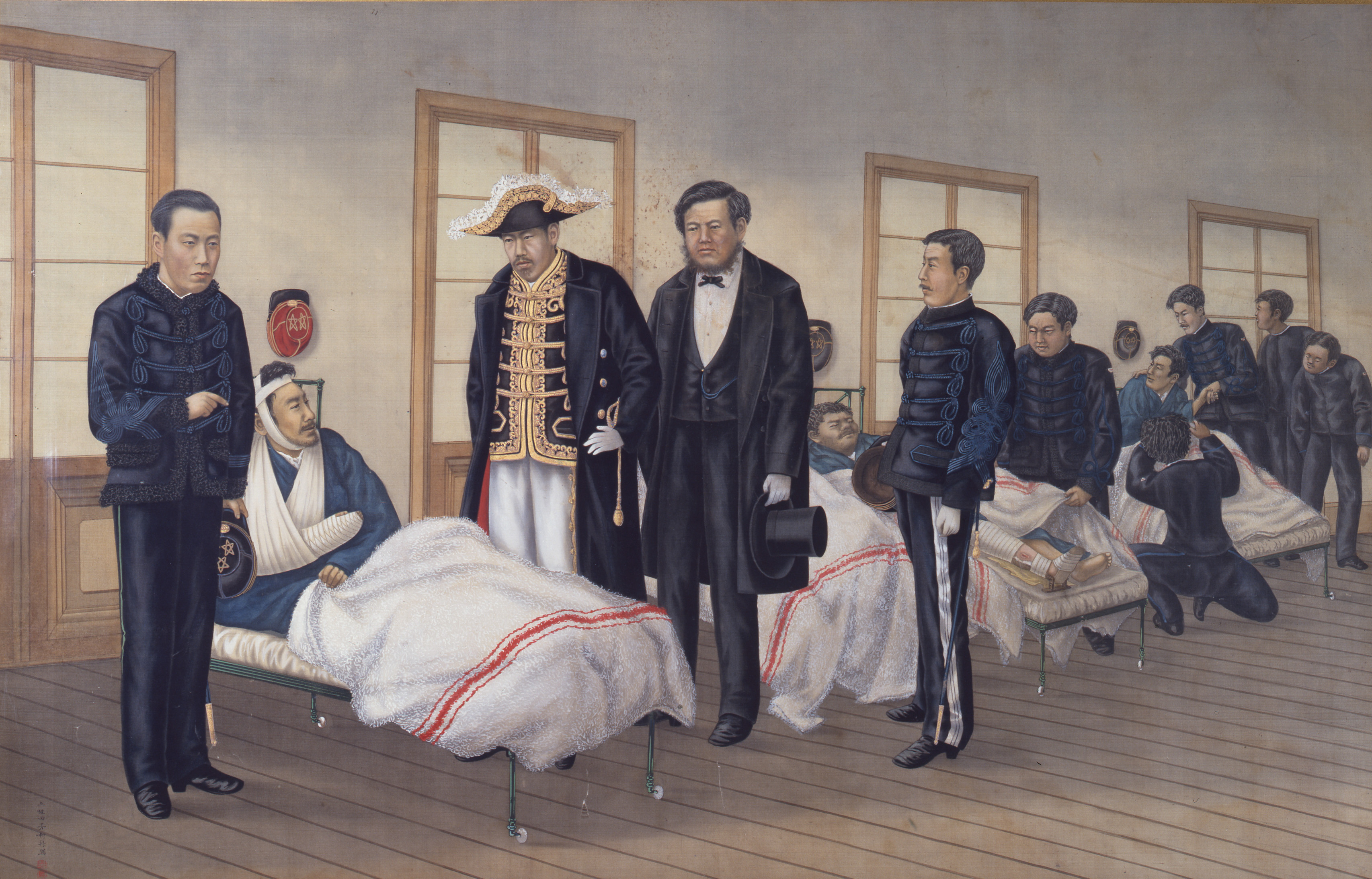
明治8年3月31日に大阪鎮台の病院に入院している西南戦争従軍者の負傷兵を見舞う明治天皇と木戸孝允を描いた絵画（五姓田芳柳画）

2月25日に天皇は木戸の進言を容れ、木戸、徳大寺、東久世らを従えて京都市内を騎乗で闊歩し、3月31日には大阪鎮台の病院に入院している負傷兵を見舞っている。しかしこれにより天皇の無気力が回復したわけではなかった。天皇は学問もおろそかになり、5月には侍講の元田永孚に東京へ戻るよう命じた。元田も天皇の無気力を懸念し、京都を去るにあたって君主の振る舞いについての10か条を書いて天皇に上奏し、その中で君徳について「徳有レバ人君ト為ル可ク徳無ケレバ人君ト為ル可カラズ」と諫めている。
5月16日に木戸が死去。天皇の衝撃は大きかったが、なお天皇を無気力から回復させるには到らなかった。木戸の死去で君徳培養の後退が懸念され、7月に三条は元田と福羽美静を京都に呼び寄せ、二人に輔導の任を与えたい旨を天皇に奏請した。天皇は三条の奏請を容れ、今後は勉学に励むとの勅語を述べたが、諸般の事情で開講に至らなかった。
一方政府軍は熊本県人吉、宮崎県都城、同延岡と順調に奪還を進めた。7月28日に天皇は京都を発ち東京への帰路に就いた。天皇が京都にとどまっていたのは熊本・鹿児島で戦う政府軍の士気を落とさないためだった。大勢が決した今、いつまでも政府機能が東京と京都に分断されているのは好ましくなかった。
西郷は9月に鹿児島まで撤退したが、鹿児島でも政府軍に敗北。西郷の最後の拠点となったのは鹿児島市内の城山だった。9月24日、西郷の傘下には40人だけが残り、西郷は負傷していた。西郷は皇居を遥拝して側近別府晋介の介錯で自害。ここに日本の最後の内戦は終結した。
公的には西郷は賊将としての罪を明治22年の赦免まで許されなかったが、天皇は当時からずっと西郷に同情の念を持っており、西郷の死の翌日に皇后に「西郷隆盛」という勅題を与え、皇后は「薩摩潟 しづみし波の 淺からぬ はじめの違ひ 末のあはれさ」という歌を詠んだ。
凱旋した将校、下士官、兵卒らが民から歓呼の声で迎えられて続々と帰還する中、天皇は軍功を挙げた将兵に勲章を与え、謁を賜った。天皇の謁見を受けた者の中には戦闘で腕や指を切断した者、眼を失った者もあり、天皇は彼らに負傷した場所や日時を尋ね「疼痛既に去れりや」と述べて自らの手で彼らの傷痕に触れた。負傷者はただ低頭して感泣した。その光景を見た山縣以下の将校らが全員起立して敬意を表し、皆で落涙した。

### 脚気を患う
天皇は明治9年から脚気を患った。天皇は医者嫌いで、侍医に病状を明かそうとしなかったので、侍医が気付いた時にはだいぶ病状が進んでいたという。侍医たちは天皇に伝統的な転地療養を勧めたが、天皇は受け入れなかった。
天皇の医者嫌いを心配した岩倉具視も空気のいい高操の地に離宮を造営してはどうかと勧めたが、天皇は次のように勅答している。「転地療養可なるべし（転地療養もいいだろう）。然れども脚気病は全国人民の疾患にして、朕一人の病にあらず。土地を移すの事、朕之を能くすべし（朕は転地もできよう）、然れども全国の民悉く地を転ずべからず（しかし全国民が転地できるわけではあるまい）。故に全国民のため別に予防を講ぜんことを欲す。且（かつ）東奥巡幸の際、彼の地の鎮台兵を視るに、皆高操の地に屯営すれども、脚疾に悩む者数十人ありたり。思ふに、土地を択ぶとも必ず是の患を免るべきにあらず（土地を選んでも必ずこの病から逃れられるわけではないのではないか）。該病は西洋各国には存せずして只本邦にのみ存すと聞く。果して然らば其の原因誠に米食にあるべし。朕聞く。漢医遠田澄庵なる者あり。其の療法米食を絶ちて、小豆、麦等を食せしむと。是れ（これ）必ず一理あるべし。漢医の固陋（ころう）として妄りに（みだりに）、斥くべきにあらず。洋医・漢医各々取る所あり。和法亦（また）棄つべからず」。岩倉はこの勅答に胸を打たれ「敬服して退く」と記録にある。
叔母の親子内親王も明治10年6月に脚気を患い、侍医たちから転地療養を勧められ、8月に箱根に移って湯治をするも病状は回復せず、9月2日に同地で31歳で薨去した。このことが天皇の医者不信を更に招いたようだった。天皇は概して自ら納得しないと物事を受け入れない性格で、侍医の拝診を拒否するようになった。侍医たちはこれでは職務を全うできないと天皇に諫奏を繰り返したが、天皇が聞き入れず、侍補の佐佐木高行が二時間にもわたって諫奏し、ようやく天皇は朝夕の拝診を受け入れた。
天皇は自分と同じく脚気に苦しむ国民のため、脚気専門病院の設立を命じる内勅を内務卿の大久保に与えた。これを受けて大久保は、明治11年（1878年）3月15日に東京府に対して脚気病院と癲狂院（精神病院）設立を命じた。同年4月23日に天皇は東京府立脚気病院の設立費として御手許金から2万円を東京府に下賜し、癲狂院の方にも御手元金から3000円を下賜した。
東京府立脚気病院は7月10日に神田神保町で開業したが、年末には向ヶ丘弥生町（現東京大学農学部）に移転。この種の病院はこれまでに無いものだった。脚気病院には遠田澄庵などの漢医、佐々木東洋などの洋医双方が勤務し、『東京医事新誌』明治14年6月4日号「脚気病院報告」に掲載される入院患者の治療成績表を見ると、漢医も洋医もあまり差異はなかったようである。同病院は脚気の治療法は発見できなかったが、明治15年7月に東京大学農学部に建物が引き渡されるまで続いた。上野公園で開業した癲狂院の方は後に巣鴨駕籠町を経て東京府巣鴨病院、さらに後に松沢村に移設されて都立松沢病院となった。

### 内国勧業博覧会行幸

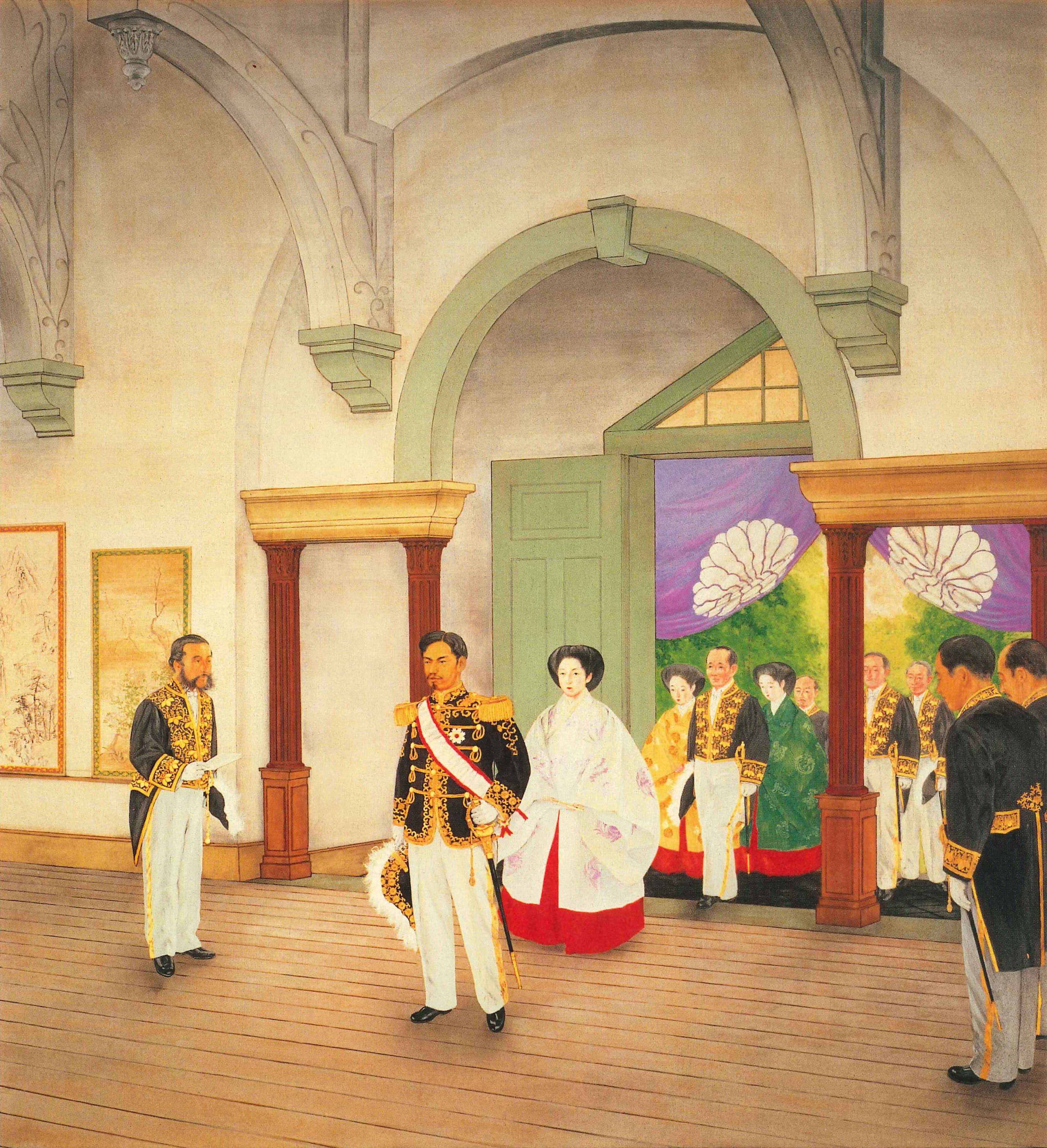
聖徳記念絵画館壁画『内国勧業博覧会行幸』（結城素明筆、大久保利和侯爵奉納）明治10年8月21日から開催された第1回内国勧業博覧会の美術館に行幸した明治天皇と美子皇后。出迎えるのは左側が内務卿大久保利通、右側は東京府知事楠本正隆と勧業局長河瀬秀治

明治10年（1877年）8月21日から11月30日にかけて上野公園において第1回内国勧業博覧会が開催された。約8万4000点以上が出品され、45万人が来場する一大イベントとなった。この博覧会は殖産興業政策を推進する大久保内務卿率いる内務省がウィーン万国博覧会とフィラデルフィア万国博覧会をモデルに準備したものである。岩倉使節団での万博訪問の経験から博覧会が国内産業の推奨に有効であると認識していた大久保は、博覧会への天皇の行幸があれば勧業は一層盛んになると考え、行幸願いを宮内省に提出した。
大久保の奏請を認めた天皇は、8月21日午前8時、皇后、宮内卿徳大寺実則、侍従長東久世通禧らを伴って内国勧業博覧会開場式に臨御。門前で陸海軍の軍楽隊の演奏と伶人の雅楽が奏でられた後、天皇は会場に入り、山階宮晃親王、伏見宮貞愛親王、太政大臣三条実美、右大臣岩倉具視、大久保以下の参議、勅奏任官、麝香間祗候、各国公使らの出迎えを受けた。
天皇は次の勅語により開場を宣言した。「爰ニ（ここに）内国勧業博覧会会場ノ日ニ方リ（あたり）朕親ラ（みずから）臨ミ開場ノ典ヲ行フ。朕惟フニ(思うに）会場ノ整備セル列品ノ良好ナルヤ以テ（もって）知識ノ日ニ開明ニ赴キ 工芸ノ月ニ精巧ニ進ムヲ徴スヘシ。而シテ（しこうして＝加えて）有司（諸官）勧奨ノ効モ亦（また）小ナリトセス。朕深ク之ヲ悦フ。朕更ニ臨ム。人民ノ益々奮励シ産業ノ益々繁盛シ 我全国ヲシテ永ク殷富ノ幸福ヲ享ケシメンコトヲ。」。
式後、天皇は美術館を巡覧。ついで10月26日にも天皇は皇后や皇太后を伴って再び博覧会に行幸し、養魚池、動物館、東西本館、機械館、園芸館、美術館、植物場、農業館などを巡覧。11月30日の閉場式にも皇后と共に臨御し、閉場宣言の勅語を述べるとともに出品者の努力と大久保内務卿以下関係者の労をねぎらった。開場式と閉場式には一般民衆は入場できなかったが、その時にも会場の周りには多数の民衆が集まっていたので、天皇の存在は強く意識された。
第1回内国勧業博覧会を盛況のうちに終えて産業振興に対する効果を確信した大久保は、太政大臣三条実美に上申し、内国博を5年に一度の開催とさせて次回を明治14年に予定した。第2回以降も天皇は内国博への行幸を続け、明治36年に大阪で第5回が開催されるまで計22回に及んで内国博に行幸した。

### 大久保利通受難
京都から東京に戻った後の天皇は西南戦争中の無気力から徐々に回復しはじめていた。午前10時から毎日30分内閣に臨御するようになり、また当番侍補二人を相手に行う内廷夜話も復活した。
天皇の乗馬熱も蘇った。明治11年（1878年）1月初頭の雨が降り続いた日々にも天皇は御苑内の馬場に出ることを欠かさず、馬場が雨で泥沼になっていても意に介さなかった。宮内省御厩課の馭者、馬丁は焦燥し、厳しい寒さで病む馬も多くなった。連日の乗馬で天皇の落馬も懸念され、1月12日に至って当番侍補の土方久元と高崎正風が意を決して天皇に行き過ぎた乗馬について諫奏を行った。天皇は穏やかな顔でこれを聞き届け、「善くこそ申したれ、以来馬場の事は馭者の意見に一任すべし」と述べたという。土方らは天皇のお言葉を聞いて感泣して退下したという。

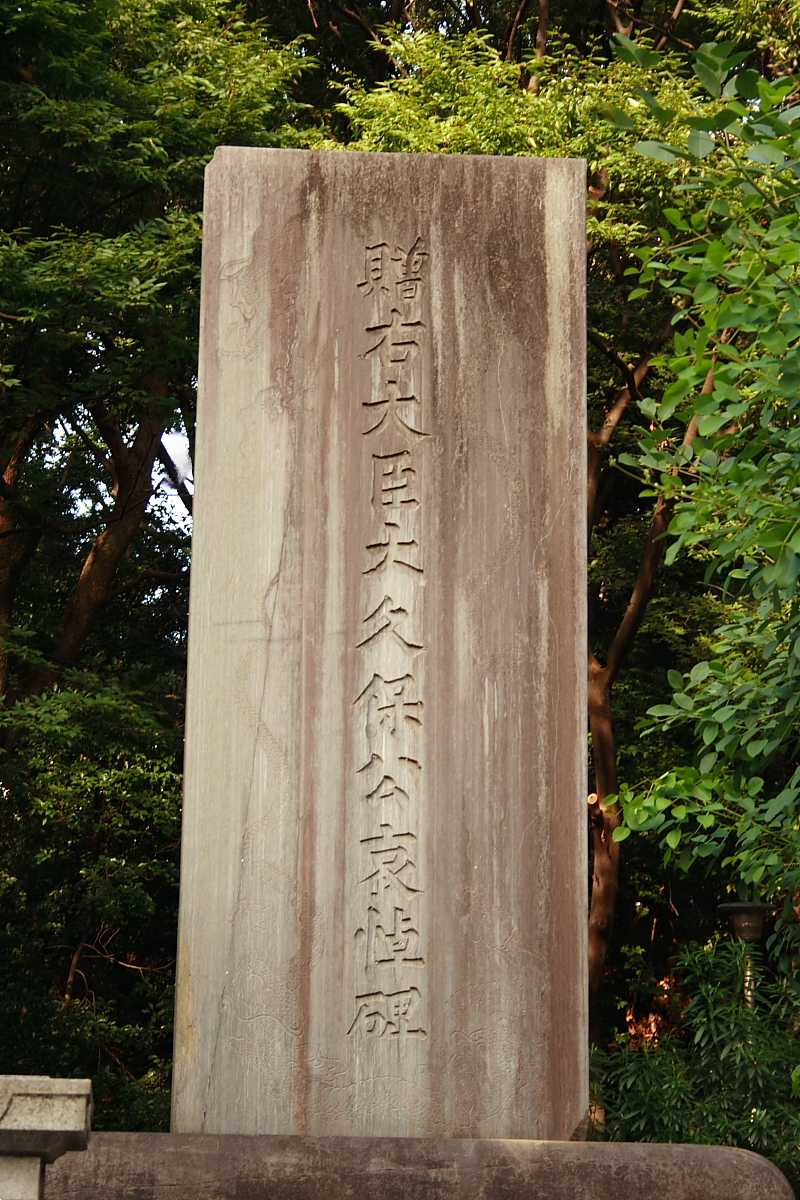
贈右大臣大久保公哀悼碑（紀尾井坂付近の清水谷公園）

5月14日夕刻、明治6年の征韓論論争以来事実上政権を掌握していた内務卿大久保利通が馬車で赤坂仮御所へ向かう途中の紀尾井坂において西郷隆盛の征韓論に共鳴する石川県不平士族に襲撃されて暗殺され、犯人らは天皇のいる赤坂仮御所に自首した。
この時天皇は赤坂仮御所で元田永孚から『論語』の進講を受けているところだった。書記官が駆けつけ元田に大久保遭難を報告。驚いた元田は進講を打ち切り、天皇に事の次第を奏上した。その時の天皇の様子について元田は手記の中で「皇上容ヲ動シテ驚嘆シ玉フ」と記している。
天皇はただちに侍従を大久保邸に派遣し、事の成り行きを質し、戻った侍従は大久保がすでに死去していることを天皇に奏上した。天皇は大久保の死を深く悼み、宮内卿徳大寺実則を勅使として大久保邸に派遣。皇后と皇太后もそれぞれ皇后使、皇太后使を大久保邸に派遣した。翌日天皇は大久保の偉勲を表彰して正二位右大臣を追贈するとともに祭祀料として金5000円を遺族に下賜し、同日午後には在京中の地方官を召して「朕深ク股肱（ここう）ノ良臣ヲ失フヲ悼ム 国家ノ不幸之レニ過ルナシ」という勅語を述べた。
大久保暗殺の波紋は海外にも広がり、海外各紙が事件を報道し大久保の死を悼み、東京在住の各国公使館は半旗を掲げ、横浜港の軍艦は21発の弔砲を撃った。
犯人らは自首の際に提出した『斬姦書』という供述書の中で大久保殺害の動機について「凡そ政令法度、上天皇陛下の聖旨に出づるに非ず。下衆庶人民の公議に由るに非ず、独り要路官吏数人の臆断専決する所に在り」と記していた。そのため事件は天皇の成長と共に高まっていた天皇親政派の動きを刺激した。特に侍補の佐佐木高行は大久保の死で政治的空白が生じた今こそ、天皇親政の好機と捉え、他の侍補に天皇への直訴を働きかけ、5月16日にも侍補一同で拝謁を受けた。佐佐木は今日天皇親政は整っているかにみえるが、実際には政治は内閣に委任されており、そのことが凶徒を生み出したとして、天皇がより能動的な君主となって実質的な親政を開始するよう奏請した。ついで吉井友実、土方久元、高崎正風が大久保の天皇輔導の熱意を引いて、大久保の遺志を継ぐべきことを涙ながらに言上すると、天皇も感極まって涙を流した。米田虎雄も天皇に馬術に向ける熱意を政治に向けるよう促した。天皇は「一同が申出でたる事は至極尤もなり、是より屹度注意致すべし、猶気付きたる事あらば遠慮なく申出で呉れよ」と応じた。
佐佐木ら侍補はこの勅答に勇気づけられ政治的行動をエスカレートさせた。佐佐木は5月18日に大臣、参議らに一層の天皇輔導を迫ると共に、天皇親政の実質化のため、第一に天皇の日々の内閣への親臨、第二に親臨の際に侍補が陪侍すること、第三に侍補が行政上の機密を与かり聞くことを政府に要求した。太政大臣三条実美と大久保の後継として内務卿に就任した伊藤博文は、第一の要求は受け入れたが、第二と第三は宮中と府中（政府）の区別が曖昧になるとして退けた。佐佐木は、天皇を十分に補佐するためには侍補も一般政務に通じているべきと反論したが、侍補の政治化が懸念されて認められなかった。だがこれ以降侍補の政治化は進み、政府の人事にも政策面にも侍補が介入するようになり、政府高官と侍補の衝突が増え、最終的には侍補制度は廃止となるに至った。

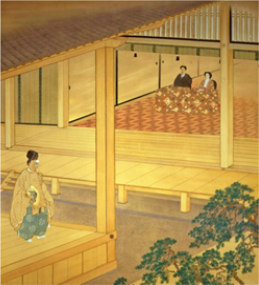
聖徳記念絵画館壁画『能楽御覧』（木島桜谷筆、藤田平太郎奉納）。明治11年7月5日に嫡母英照皇太后の住まいである青山御所において天皇が皇太后とともに金剛唯一が演じる「翁」を天覧する光景。

7月5日に天皇は嫡母英照皇太后の住居青山御所（現・東宮御所）に行幸した。皇太后は能が好きで、天皇は嫡母のため青山御所に能舞台を仮設するよう指示しており、この日はその舞台開きだった。皇后行啓も予定されていたが、病のため天皇と皇太后だけで演能を天覧し、他の皇族や政府高官にも拝観が許された。当時能楽は能役者の主な雇い主だった大名家が廃藩置県で消滅したことで衰退していたが、この時の演能が皇室の保護を受けて能楽が再興するきっかけとなった。この後も皇太后在世中しばしば能演が催され、天皇も付き合ったが、能は朝廷ではなく武家の文化なので天皇自身はさほど関心がなく、明治30年（1897年）の皇太后崩御後は能を天覧することはほとんどなくなった。

### 琉球藩から沖縄県へ

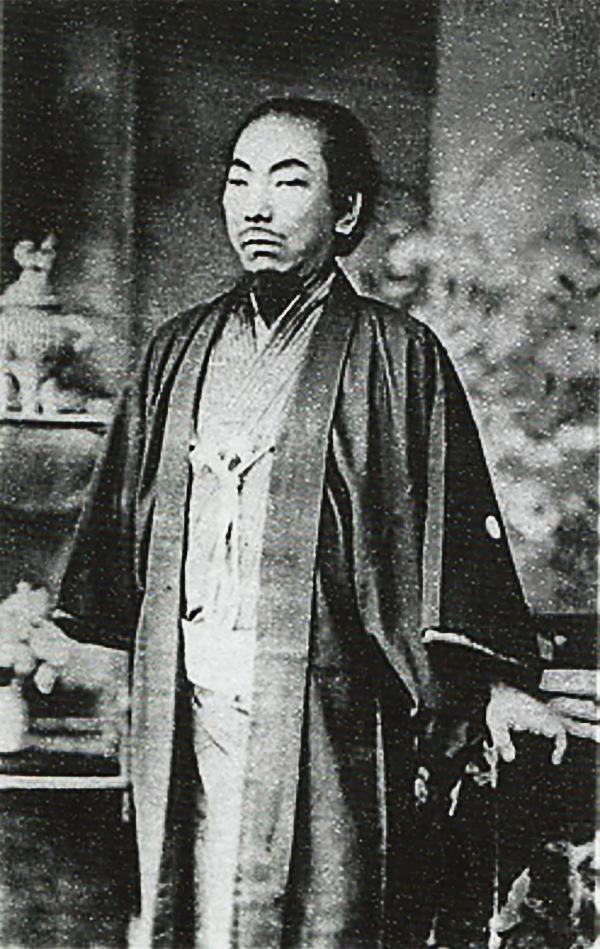
尚泰（1843年-1901年）
1848年に第二尚氏19代琉球国王に即位。1872年に初代琉球藩王及び華族に任命されるも、清との冊封関係を止めなかったため、1878年に藩王解任。廃藩後、東京に移住し侯爵位を与えられて貴族院議員。

日本政府は琉球藩に再三にわたり清国との冊封関係をやめること（清皇帝から冊封を受けないこと、隔年朝貢使の派遣を止めること、清皇帝即位の際に慶賀使を送らないこと、清の年号ではなく日本の明治の年号を使用することなど）を命じたが、琉球藩はこれを無視し続け、明治10年（1877年）4月には藩王尚泰は幸地親方向徳宏を秘密裏に清へ派遣し、日本に対抗する助力を仰ぎはじめた。のみならず、琉球藩東京藩邸在番の池城親方安規が、日本に駐在する清国、アメリカ、フランス、オランダ各公使館に斡旋を依頼しはじめた。池城親方は日本政府に対して、しきりに「父皇母清」（天皇は琉球の父、清皇帝は琉球の母）を唱え、冊封関係を認めるよう要求したが、日本政府は「一国が二帝に奉仕することは、一婦が両夫に相まみえるに等しい」としてその要求を拒否した。
のらりくらりと駆け引きを続ける琉球藩の狙いが、外国の介入を促すための時間稼ぎにあることを悟った内務卿伊藤博文は、その前に琉球藩を廃して第二尚氏の統治体制を終わらせ、日本政府が県令を送って直接統治する沖縄県に変えることを決意した。伊藤は部下の内務大書記官松田道之に命じ、琉球藩廃藩の処分案を作らせ、太政大臣三条実美と朝議の承認を得た。
那覇へ派遣されていた松田が東京に戻った後の明治12年（1879年）3月11日、天皇は琉球藩を廃して沖縄県を設置すること、また藩王の尚泰、王族の尚健、尚弼は東京に移住させることを勅命した。25日に那覇に到着した松田は勅命を布告し琉球藩を廃藩、尚泰を藩王から解任して首里城から退去させた。
天皇は4月4日にも旧鹿島藩知事鍋島直彬を初代沖縄県令に任じ、5日には尚泰の慰問のために侍従富小路敬直を勅使として那覇に派遣し、早期に尚泰を東京へ連れてくるよう命じた。また尚泰の航海の安全のため官船の明治丸を回航させた。4月13日に那覇に到着した富小路から聖諭を遵奉するか問われた尚泰は翌日奉答すると答えた。翌14日に松田が旧琉球藩重臣を招集して奉答を督促したが、重臣らは尚泰の病気を理由に上京の延期を請願。松田は尚泰の疾患は慢性のため完全な快癒は期待できない、また尚泰の航海は政府の特別な保護下で行われるので憂慮には及ばないとして退けた。日本政府が尚泰の上京を急いでいたのは、清の介入の懸念があったからである。
その後重臣等は、旧藩士が動揺しているので王自ら説諭する必要があると称し、尚泰の上京延期と、嫡子尚典の代わりの上京を願い出た。この請願は富小路により認められ、4月19日にも尚典は富小路とともに明治丸に乗船して那覇を出港。5月1日に横浜に到着し、3日に尚典と随行の旧藩臣5名が天皇の拝謁を受けた。尚泰も5月27日に那覇を出港し、6月8日に横浜港に到着。6月17日に尚泰は嫡子尚典、次男尚寅ほか旧藩臣十余名を伴って参内し、天皇の拝謁を受けた。天皇は尚泰を従三位、尚典を従五位に叙すことで自らの臣下であることを内外に示した。
その間の5月10日に清国総理衙門の恭親王が日本政府に抗議を開始したが、清が抗議をする上で弱い立場にあったのは先述の台湾出兵の際の日清の条約で琉球島民を「日本人」と認めて賠償金を支払っていることだった。外務卿寺島宗則は沖縄は歴史的に日本領であり、琉球藩廃藩は日本の内政上の処分なので、他国は介入すべきではないとして清の関与を拒絶した。
清はこの後も沖縄を日本領と認めない立場を堅持するが、清にとって海を隔てた琉球は大して価値のない属国であり、琉球のために武力行使する意思はなく、事実上は捨て置くことになった。清にとって武力行使してでも守らねばならない重要な属国は、（後に清仏戦争や日清戦争を遂行したことからわかるように）陸続きの朝鮮やベトナムだった。それでも清がわざわざ抗議してきたのは、清の駐日公使何如璋や李鴻章の書簡から見るに、この件が前例となって朝鮮を喪失する事態を恐れていたからのようである。

### ハインリヒ皇孫来日と勲章外交の本格化

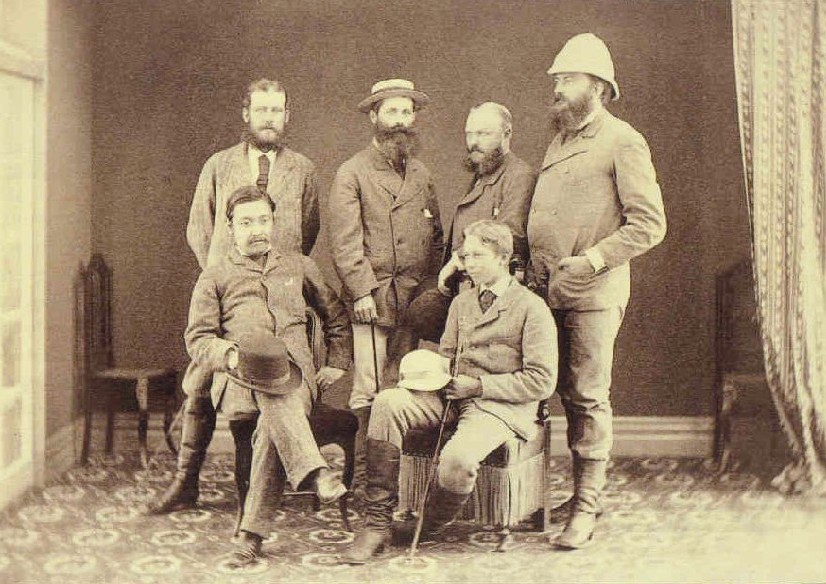
前列右がドイツ皇帝ヴィルヘルム1世の皇太子フリードリヒ（ドイツ皇帝フリードリヒ3世）の第二皇子であるハインリヒ（明治12年の訪日中の写真）

明治12年（1879年）5月23日にはドイツ皇帝ヴィルヘルム1世皇太子フリードリヒ（後のドイツ皇帝フリードリヒ3世）の第二皇子ハインリヒが、コルベット艦「プリンツ・アーダルベルト」で横浜に寄港して来日。国賓待遇で迎えられた。
これに先立つ4月8日に天皇はヴィルヘルム1世に金婚式祝賀として日本の最高勲章大勲位菊花大綬章および大勲位菊花章（以降両者合わせて菊花章と略）を贈呈しており、ヴィルヘルム1世はその返礼でプロイセン最高勲章黒鷲勲章を天皇に贈るため、それをハインリヒ皇孫に持たせていた。

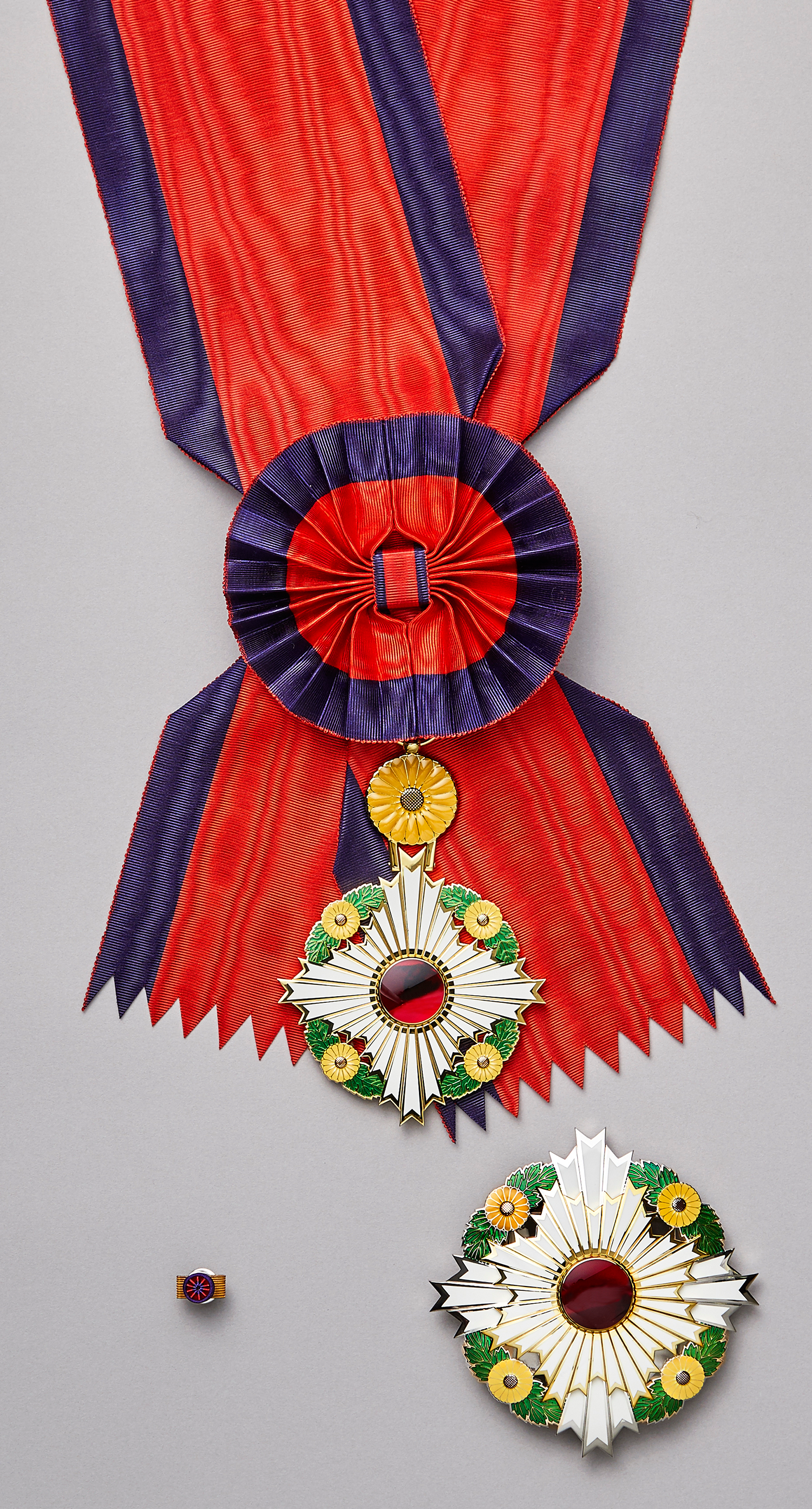
明治9年12月に日本の最高勲章として制定された大勲位菊花大綬章（明治21年にさらに上位の最高勲章として大勲位菊花章頸飾が新設される）

西洋の王室・皇室は互いの国の勲章を贈りあう勲章外交を盛んに行っており、ハインリヒ訪日は日本皇室が本格的に勲章外交に参入する嚆矢となったが、天皇が外国勲章を受けるのはこれが初めてではない。天皇は明治7年10月31日にザクセン・コーブルク・ゴータ公国から最高勲章エルンスト勲章を贈呈されており、それが天皇が受けた最初の外国勲章だが、この時にはまだ日本に勲章制度がなかったため、日本側からすぐに返礼の勲章を贈ることができなかった。日本の勲章制度の創始となったのは、明治8年4月に創設された旭日章であり、まず宮内省のお雇い外国人に授与され、同年10月にマリア・ルース号事件仲裁や千島樺太交換条約締結に尽力したロシア人官吏に返礼としてそれぞれの格に応じた等級の物が贈られたが、ロシア皇帝アレクサンドル2世に臣下と同じ勲章を送るわけにはいかず、明治9年12月に最高勲章の菊花章が制定され、明治10年4月27日にロシア皇帝に贈呈された（当時皇帝は外遊中だったため、翌11年1月19日に駐ロシア公使榎本武揚より皇帝に贈呈）。ドイツ皇帝に贈呈された菊花章はロシア皇帝に続く授与であり、前年に駐ドイツ公使青木周蔵が外務卿寺島宗則に宛てて日本が最高勲章をドイツ皇帝に贈ればドイツ側も最高勲章の黒鷲勲章を天皇に贈るのではないかという進言を行っており、その影響で授与が決定されたものである。
5月29日に参内したハインリヒは、小御所代にて天皇の引見を受け、祖父から預かった黒鷲勲章を天皇に贈呈し、天皇は御礼に旭日大綬章をハインリヒに贈呈した。また6月10日にハインリヒが離日の挨拶に小御所代に参内した際に天皇は菊花章を贈呈。この際にハインリヒの随伴者にもそれぞれの格に応じた旭日章が贈られた。これ以降、勲章を送り届けに来た王族・皇族のみならず、随行者にも勲章が与えられるのが慣例となった。
同年11月にイタリア王族ジェノヴァ公の再来日があった。天皇は明治5年の来日時と同様に接遇したが、イタリア側はジェノヴァ公がドイツ皇子より格下に扱われるのを恐れ、同国最高勲章聖アヌンツィアータ勲章を天皇に贈呈すべくジェノヴァ公に持たせていた。宮中顧問官吉田要作によれば、この勲章の贈呈をめぐって次のようなエピソードがあったという。イタリア最高勲章にはイタリア王の従兄弟になるという規定があるため、奉呈の際に家族として「キッスの礼」があり、吉田がその儀礼の詳細をイタリア公使館に尋ねると「キッスとはいっても、ただ形をするだけ」という説明だった。「ともかく前以て陛下にお伺いしておかなければというので、係りの者からお伺いすると、さしつかえ無いという仰せ、ホッと安心して、さてその奉呈の儀式になった。が、侍臣をはじめ接伴員一同も慣れない儀式なので、ひそかに気づかい申上げていたが、明治天皇の御態度はまことに立派にあらせられた」という。イタリア公使ラッファエーレ・ウリッセ・バルボラーニ伯爵の記述によれば、ジェノヴァ公は勲章贈呈後天皇に抱擁する前に「もはや天皇とは兄弟同然の関係になったので抱擁してもよろしいか」と天皇に尋ねて許可をもらってから抱擁したという。12月8日に天皇は返礼としてジェノヴァ公に菊花章を贈呈した。
一方シベリア訪問後に再来日したハインリヒは西日本をお忍び旅行したが、明治13年2月7日に大阪府吹田付近で猟を行った際、村民と警察官がドイツ皇族と知らず、禁猟地だとして制止して尋問。禁猟地で発砲していないと反論したハインリヒは、大阪府知事に抗議するため府庁を訪れたが、知事はその時不在で担当者が普通の外国人と思って接して外交問題になった。事件は天皇の耳にも入り、結局礼を失したとして村民は謝罪、警察官は罷免、警察幹部も処分を受け、大阪府知事も謝罪して事件は落着した。4月2日にハインリヒは離日の挨拶のため参内したが、天皇は事件について熱心に遺憾の意を表し、色々あったとしても日本に良い思い出を抱いて帰られるよう願われた。
ハインリヒ来日以降、日本皇室の勲章外交は本格化し、天皇は、スペイン国王アルフォンソ12世（明治12年9月11日）、ベルギー国王レオポルト2世（明治13年5月7日）、オーストリア皇帝フランツ・ヨーゼフ1世（同日）、イタリア国王ウンベルト1世（同日）、オランダ国王ウィレム3世（同日）などに日本の最高勲章である菊花章を贈呈。天皇は彼らに宛てた親書の中で、日本と相手国の交際が親密になってきたことを喜び、その友情の証として菊花章を贈るので佩用してほしいことを希望した。

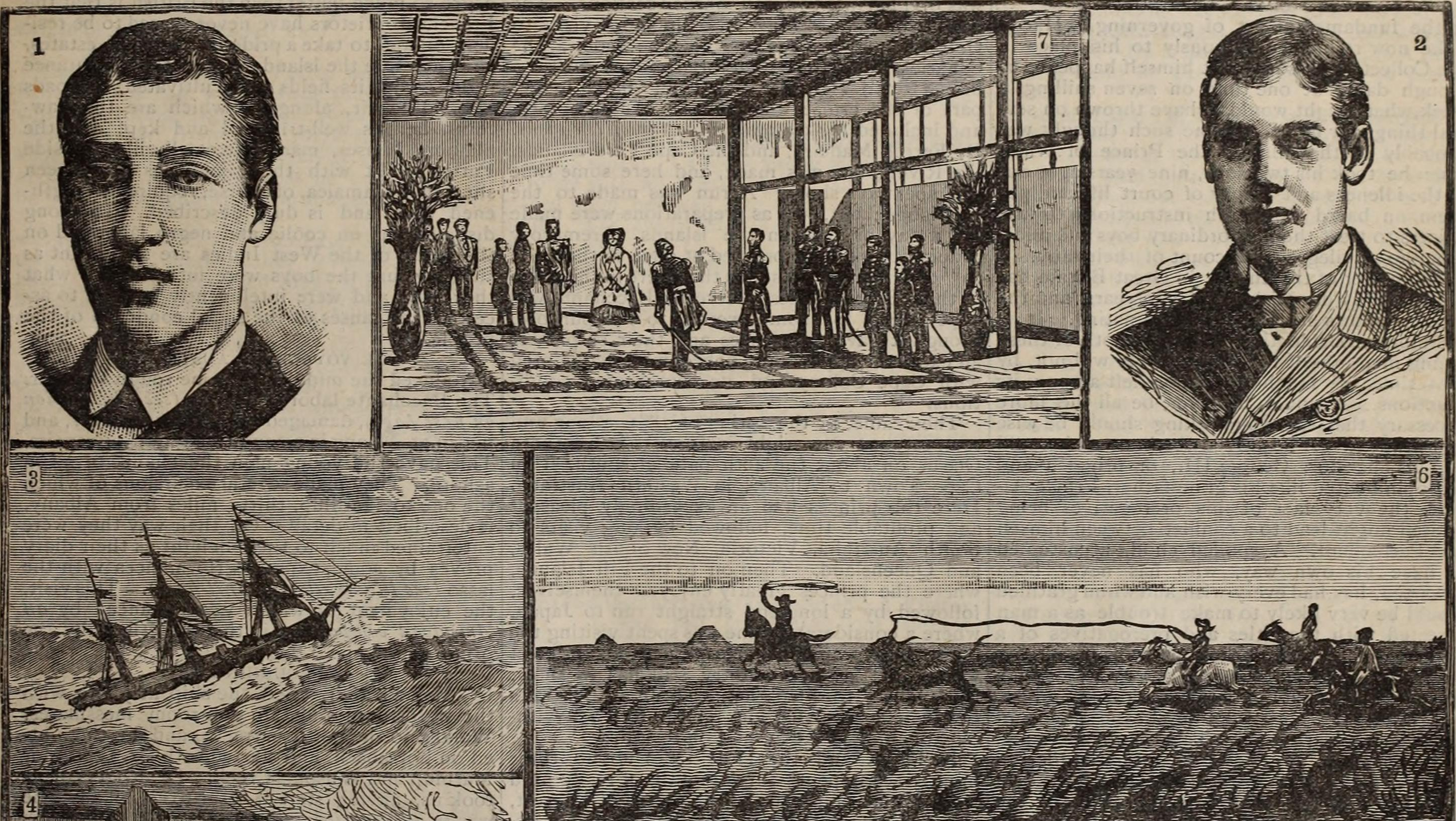
英国王孫アルバート・ヴィクター（後のクラレンス公爵、上段左）とジョージ（後の英国王ジョージ5世、上段右）兄弟の世界旅行を描いたアメリカ週刊紙『クリスチャン・ヘラルド』の挿絵。上段中央の挿絵が明治天皇と美子皇后の引見を受ける訪日中の両王孫。

天皇も各国から次々と勲章を授与されていくが、イギリス最高勲章ガーター勲章だけはなかなか授与されなかった。明治14年10月21日には英女王ヴィクトリアの皇太子ウェールズ大公アルバート・エドワード（後の英国王エドワード7世）の長男アルバート・ヴィクター（後のクラレンス公爵）と次男ジョージ（後の英国王ジョージ5世）が非公式来日を行ったが、それに先立ち、外務卿井上馨と宮内省四等掌典長崎省吾は、ガーター勲章を両王孫に持たせて天皇に贈呈するようイギリスに要求。しかしイギリス側は、日本はキリスト教国でないこと、またキリスト教徒でない外国君主にガーター勲章を贈った先例にトルコ皇帝アブデュルメジト1世があるものの、天皇はトルコ皇帝と違って直接訪英していないことから贈呈は難しいとして断り、インドの星勲章なら贈呈可能と返答したが、最高勲章以外は受け取れないと日本側が拒否。その後の明治19年に天皇は、英皇太子アルバート・エドワード（後の英国王エドワード7世）に菊花章を贈っている（当時の菊花章は男性専用の勲章であり、イギリスは君主が女王なので代わりに皇太子に送った）。返礼にガーター勲章が贈られることを期待しての贈呈だったと思われるが、この時にも返礼はなかった。結局、天皇にガーター勲章が贈られたのは明治39年になってのことである。
日本の勲章外交の本格化に伴い、明治13年3月には勲章佩用法があらためられ、天皇は陸軍正服を着用するときには上部に菊花章・無綬章、下部には各国無綬章を佩用するが、勲章を捧呈する国の王族皇族や高官を引見する場合には、その国の大綬章・無綬章と菊花無綬章を正服につけ、略服の場合は大綬章を除いた他国の無綬章を佩用することもある旨を定めている。

### グラント将軍の来日

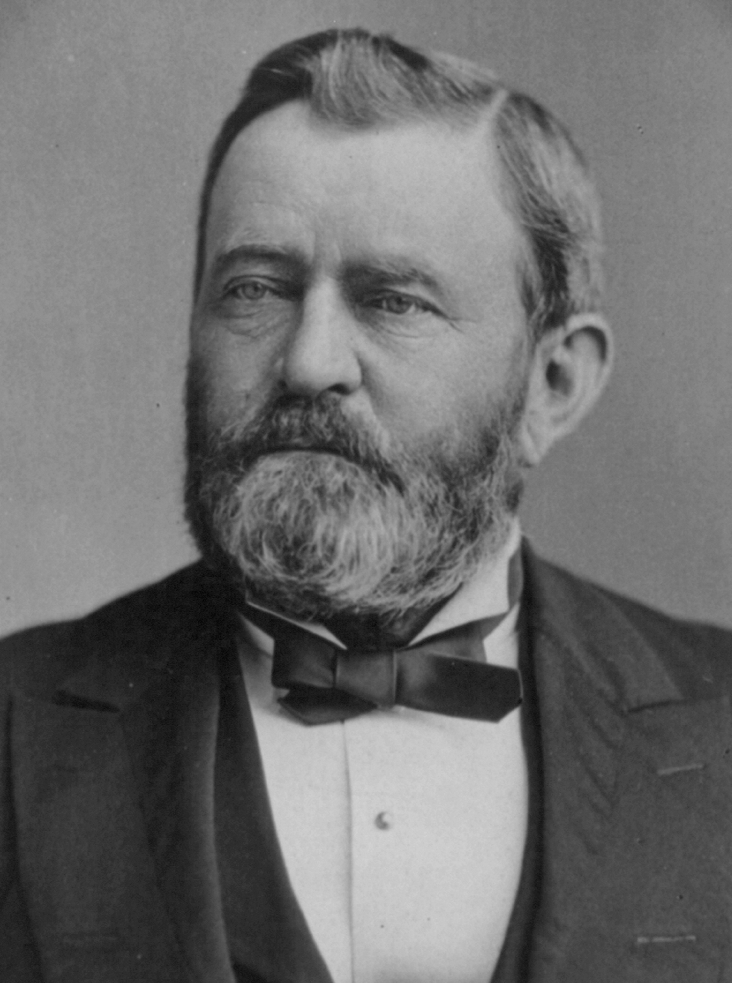
ユリシーズ・グラント(1822-1885)
南北戦争中に北軍司令官を務めて英雄となり、1869年から1877年まで18代アメリカ大統領（共和党）。在職中クレディ・モビリエ事件など汚職事件を頻発させて名声を落とす。

18代アメリカ大統領ユリシーズ・グラントは1877年の大統領退任後、汚職事件の鎮静化まで世界周遊旅行を始め、日本にも訪問。グラントは訪日直前の北京滞在中に恭親王から日清間の琉球をめぐる紛争に決着をつけてほしいと依頼されていた。
明治12年（1879年）6月21日にグラントが軍艦リッチモンドで長崎に寄港。接待役伊達宗城と駐米特命全権公使吉田清成が出迎えた。グラントに同行した作家ジョン・ラッセル・ヤングによれば、吉田は米国でグラントと面識があったため、本国に呼び戻されて接待役に任じられたという。
7月3日に横浜港に到着すると岩倉具視以下政府高官が出迎え、岩倉は握手という日本人がいまだ慣れない挨拶をグラントと交わした。天皇は翌4日にグラントを引見。当時天皇は26歳、グラントは57歳だった。天皇も自ら前に進み出て手を伸ばし、グラントと握手したが、堅い感じの握手だったらしく、ヤングはその挙動について「こわばっており、ぎこちなかった」と記している。一方で「日本の歴代皇帝の歴史で、このようなこと（握手）は未だかつてなかったことだった」「ミカドは、これまで訪問を受けた王族の皇太子に対して常に礼儀にかなった対応をした。ミカドにとって英国、ロシア、ドイツの皇太子は、あくまで皇太子だった。しかしグラント将軍は友人として遇された」と記している。
その日はアメリカ独立記念日だったことから、天皇は「今日ハ貴国独立ノ期日ニ当リ候ヨシ此日ニ於テ初面会ヲ遂ゲ右ノ歓ヲ申候ハ別テ目出度事二存候」と述べた（『明治天皇紀』）。またヤングによれば天皇は「貴殿が日本について大臣たちに語った意見を色々と耳にした。貴殿はすでにこの国と国民を見た。朕はそのことで貴殿と話したい思いしきりである。もっと早く機会を持てなかったことは残念である」と述べ、グラントは「自分は天皇の為なら何でもする。陛下にお会いできて嬉しい。日本で受けたあらゆる親切に感謝する。日本人以外で自分ほど日本に関心を持っている者はいないし、また自分ほど日本国民に真摯な友情を持っている者はいないといっていいほどだ」と応じたという。
ヤングは天皇の印象について次のように書き留めている。「皇帝は若く、すらりとした体つきで日本人の標準より背が高い。我々から見れば平均的な背の高さである。印象的な顔で、口と唇はどこかハプスブルク家の血統を思わせるものがある。額はふっくらと狭く、頭髪と薄い口髭、顎鬚はすべて漆黒である。髪の色はアメリカであれば浅黒いと言える顔貌を、さらに黒くしているように見える。顔の表情からは感情が一切消され、将軍に注がれている黒く輝く瞳がなければ、彫刻の立像かと見間違えるほどである。傍らの皇后は、高貴で地味な日本の衣装を身に着けていた。顔は実に白く、ほっそりした身体つきで、さながら子供のようである。髪はきれいに梳かれ、金色の矢で束ねられていた。皇帝、皇后ともに実に感じの良い顔で、特に皇帝の顔には確信と優しさが張っていた」。
7月7日朝、天皇はグラントと陸軍飾隊式に臨んだ後、芝離宮で歓迎の午餐を催した。グラントは熾仁親王御息所（夫人）をエスコートし、三条実美がグラント夫人をエスコートして食卓に着いた。文久遣欧使節が国の公式行事に女性が列席しているのを見てカルチャーショックを受けた時代もまだそれほど昔ではなかった。食事中には陸海軍の軍楽隊が交互に曲を演奏したが、このわずか二十年前に日本人は「胡楽（夷狄の音楽）」に仰天していたものだった。
午餐後グラント夫妻は別殿に誘われ、天皇とコーヒーを飲みながら吉田の通訳で会談。天皇はグラントの世界周遊旅行についていくつかの質問をしているが、その質問を見る限りこの頃には天皇は諸外国の知識をある程度身に着けていたことがうかがえる。これ以前の天皇は外国の知識に乏しいために外国の賓客と会話を交わすのが苦手だったが、すでに紋切り型の社交辞令以外の言葉も操れるようになっていた。
避暑のため日光に滞在した後、7月末に東京へ戻ったグラントは天皇との再会談を希望。会談は8月10日に浜離宮で行われた。天皇は三条や通訳の吉田を伴って会談に臨み、グラントは息子と書記を伴っていた。会談は二時間以上に及んだ。この際にグラントは日本の国政について様々な助言を行った。議会開設は急ぐべきではなく、慎重に国民を教育しながら漸進的に議会開設を目指すべきであることや、議会の権限について制限を付すべきであること、外国からの借金は危険なので新たな外債募集は避けるべきであること、教科書にのみ依拠した教育法は避けるべきことなどを忠告した。
グラントは琉球問題を持ち出したが、天皇は「琉球問題については、伊藤に命じて貴殿に話すよう言っておいた。近日中にその機会があるだろう」と応じてかわした。後にグラントは日本の岩倉具視と清国の恭親王双方に宛てて書簡を送り、琉球の帰属をめぐる日清会談を促し、アメリカ大統領ラザフォード・ヘイズからも同じ仲介があった。その会談は明治13年（1880年）に開かれたが、平行線のまま進展はなく、清国の心変わりで琉球問題が日清両国間で再び交渉の議題に上がることはなかった。

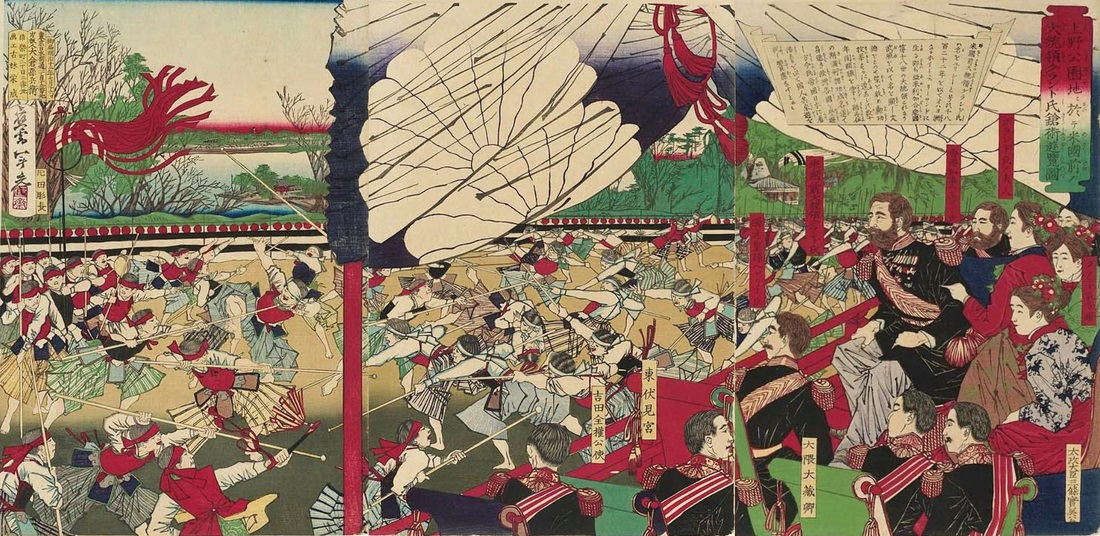
上野公園で槍術を見物するグラント将軍

8月25日には東京奠都12周年を記念する東京府民の祭典が上野公園で開催され、天皇が臨御、グラントも招待されて出席。天皇が到着すると軍楽隊の演奏が奏でられ、槍術、剣術、流鏑馬などが天覧に供され、花火も打ち上げられた。グラントは天皇とともにお祭り気分を楽しんだ。
8月30日に帰国の途に就くグラントが参内して天皇に別れの挨拶を告げた。この時ヤングは最初に天皇から受けた堅い印象とは別の印象を受け「最後の謁見で見た皇帝は、以前我々が見た時よりも、くつろいだ様子で、いかにも自然だった。」と書いている。

### 園遊会の創始と朝拝の儀の改革

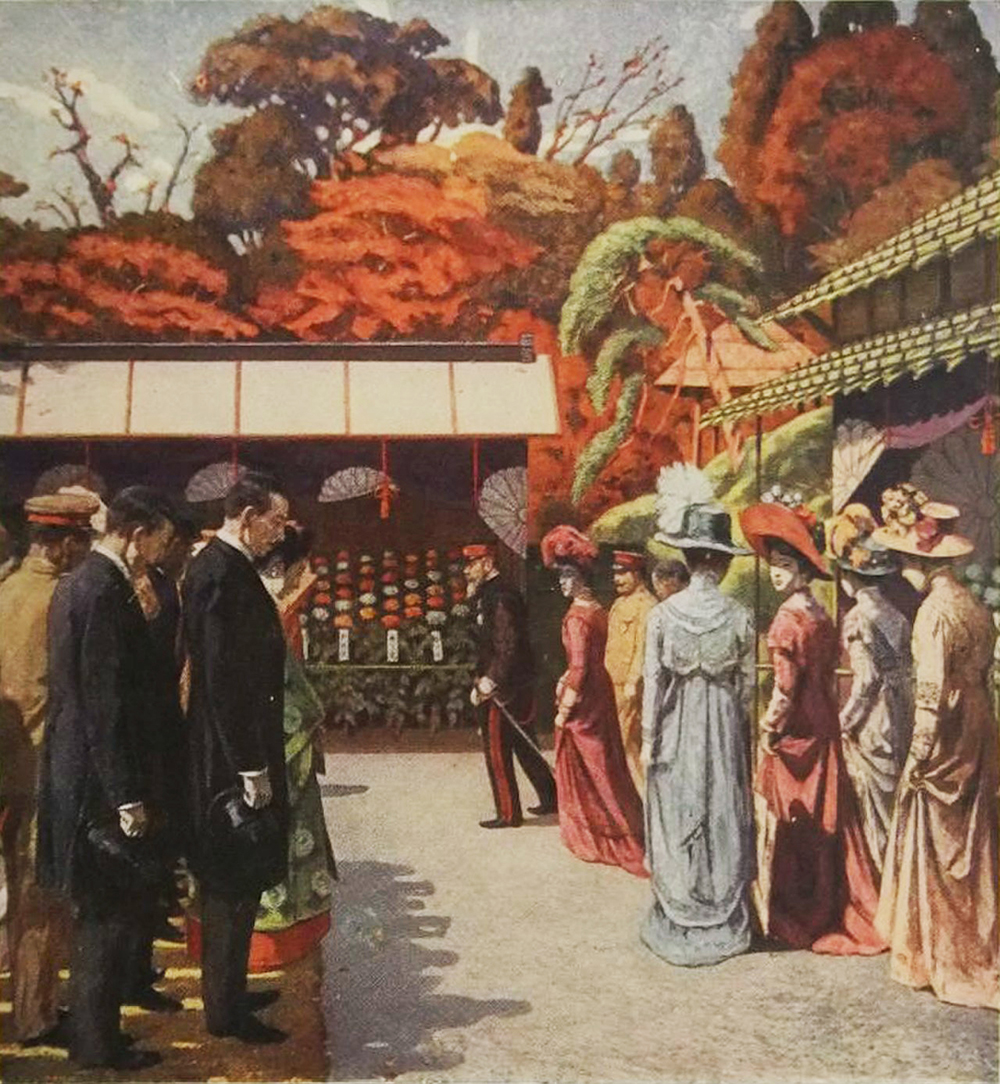
聖徳記念絵画館壁画『観菊会』（中沢弘光筆、徳川頼倫侯爵奉納）明治天皇の晩年の明治42年11月19日に赤坂離宮御苑で催された観菊会（秋の園遊会）の光景。中央は明治天皇と美子皇后。後に続くのは梨本宮と閑院宮・梨本宮・竹田宮各妃。参列している手前の人物は徳川頼倫侯爵と後の東京市長阪谷芳郎。

明治12年（1879年）に外務卿に就任し、欧米諸国との条約改正に努力していた井上馨は、欧州では王室が外交の中心となっていることから、日本でも皇室外交を盛んにさせたいと考え、春と秋に2回園遊会を開いて諸外国の外交官を招待することを建言した。
天皇は井上の建言を受け入れ、明治13年（1880年）11月18日に赤坂仮皇居の御苑において最初の親菊会（秋の園遊会）を催した。天皇は軍服姿で皇后と共に臨御し、招待された親王、政府高官、麝香間祗候、各国公使・書記官、彼らの家族ら総計170人を接見した。天皇はこの際にアメリカ、ロシア、イタリア、ドイツ各国の公使とその夫人と握手している。大広間から御苑へ移って菊の鑑賞を行い、午後3時に仮設の立食場で食事が供され、その後天皇皇后を先頭に円山の菊を鑑賞して天皇皇后は午後4時30分に宮廷へ戻った。
観桜会（春の園遊会）が初めて開催されたのは明治14年（1881年）4月26日に皇居の吹上御苑においてである（明治19年から会場は浜離宮に移された）。以降春と秋の園遊会は現代にいたるまで皇室行事として続けられている。
明治14年（1881年）元旦の新年朝拝の儀は、参列者の夫人の同伴が初めて許された。これに伴って各国公使は夫人を伴って天皇に拝謁するようになった。旧習が改められた理由について公式の説明はなかったが、恐らくヨーロッパ宮廷の慣習に倣ったものと思われる。
朝拝の儀に夫人の同伴が許されるのは歴史上初めてなので、夫人の礼遇については様々な議論を惹起した。妻が着用する衣装は和装の袿袴とされたが、各国公使夫人に限り袿袴がない場合には洋服着用が許された。また夫妻が玉座に進む際の妻の場所も問題となった。日本の伝統では妻は夫の後ろに従って歩くものだが、それは否定され、西洋に倣って右に夫、左に妻が並んで一緒に進むことになった。
天皇はこれらの変更には承諾を与えたが、他の件は退けた。たとえば井上は各国公使夫妻は賓客にあたるので、臣下に過ぎない日本人参列者より先に朝拝の礼が認められるべきと進言したが、天皇は、次のように述べてこれを却下している。新年の拝賀は本来、年の初めにあたって君臣の礼を正すためのものである。したがって外国の賓客より、まず朕の臣僚を第一としなければならない。これは平時の交際とは自ずと別のことである。

### カラカウア王の来日

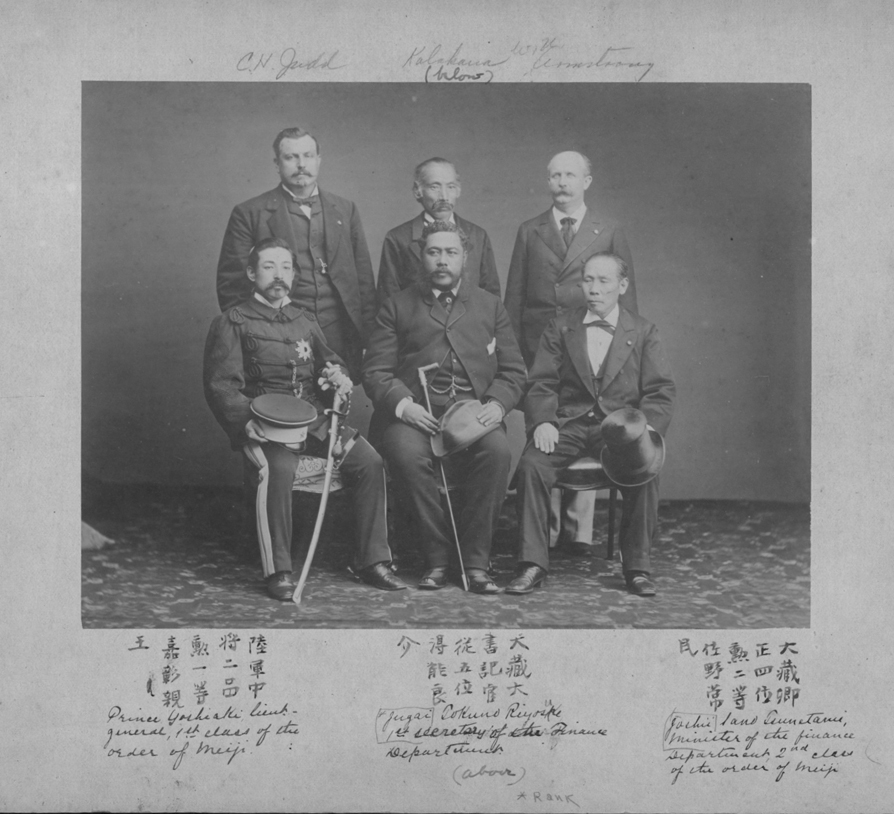
訪日中のカラカウア王（前列中央）。前列左は東伏見宮嘉彰親王、前列右は佐野常民、後列左からチャールズ・ヘイスティングス・ジャッド、得能良介、ウィリアム・ネヴィンズ・アームストロング

明治14年（1881年）2月にハワイ国王カラカウアが世界一周旅行の途中に非公式に来日予定であることが伝わり、天皇は同王を国賓待遇で迎えることを決め、東伏見宮嘉彰親王を御用係に任命した。外国元首の訪日は初めてとなる。
カラカウア王は、英国ホワイト・スター・ライン社の客船オセアニック号に乗って、3月4日に横浜港に到着。下船した王は、日本の軍楽隊がハワイ国歌を弾いたり、宿泊先の離宮までの沿道の家々に日本とハワイの国旗が交差して飾られていたり、拝観する群衆もたくさんいて、中には王の馬車に向かって土下座している者もおり、その暖かな歓迎ぶりに驚いたという。帝国主義時代にあって軽んじられ続けた小国ハワイの王カラカウアは外国でかつてない持て成しを受けたことに感激して涙を流したという。
翌日皇居に参内した王を、天皇は君主を迎えるヨーロッパ宮廷の外交儀礼に則って宮殿の玄関近くの部屋で出迎えた。天皇と王は握手と挨拶を交わした後、並んで謁見の間に入った。これについて、王の随行員の一人ウィリアム・ネヴィンズ・アームストロングは、「天皇は神の子孫であるため、何人たりとも横に並んで歩くことは許されなかった。皇后でさえ、天皇の後ろに随って歩いた。しかし天皇の治世、いや歴代天皇の治世において初めて、天皇は彼の賓客である王と肩を並べて歩いたのだ」と記している。
外務卿井上馨の娘で英語に堪能な井上末子が通訳となり、20分の会談の後、天皇と王は再び肩を並べて謁見の間を出、玄関に近い一室で握手して別れた。同日中に天皇は返礼として王の滞在先である延遼館を訪問し、王と再び会談。3月8日に天皇と王は、日比谷陸軍操練所の観兵式に臨み、騎乗中も二人は並び立った。
内密の話がしたいという王の要請により、3月11日に天皇と王の私的会談の席が設けられた。天皇が井上馨のみを通訳として残して他の臣下を下がらせた後、王は次の話を切り出した。「今アジア諸国は西洋列強の圧政に苦しめられている。アジア諸国は西洋列強に対抗するために連盟を結ぶ必要があり、最も進歩が著しい日本がその盟主となるべきである。アジア諸国が結ばされている不平等条約の撤廃のためには、まず日本が万博を開き、そこにアジア諸国・ヨーロッパ諸国の君主を一堂に招待し、天皇を盟主にアジア諸国君主が団結し、不平等条約の撤廃を西洋君主たちに迫るべきである。」という趣旨の話だった。これに対して、天皇は、西洋列強とアジアの大勢の認識、および東洋諸国の連盟については同感であると答えながらも、その時機が到来しているのかについては疑問を呈し、特に「清国が如きは大国にして、かつ傲慢不遜の風がある。招待したとしても、まず来会することはないだろう」と述べた。王は「確かにアジア諸国の君主が全員顔をそろえて来会することは期待できない。しかし、シャム王、ペルシャ王、インド国諸王等の来会は間違いない。これだけ揃えば連盟の発端を形成するには十分である。ただしこの種の企画が成功するには1回、2回の会合では不十分である。ヨーロッパ諸国の君主を貴国の博覧会に招待するのは、あくまで彼らの嫌疑を避けるためである。大事を語る相手はアジア諸国の君主に限ることは申すまでもない。もし陛下が幸いにも私の言葉を了承してくださるのなら、なにとぞ陛下の指輪を賜りたい」と述べた。天皇は少し考えた後に「貴説は傾聴した。しかし我が国の進歩は外見とは異なる。問題は山積みし、特に清国とは葛藤を生じることが多い。清国は常に我が国の侵略を企てていると考えている。清国との平和的関係を維持するのは非常に困難なことである。まして貴説を遂行することは、さらに難事に属する。内閣と相談し、返答したい」と述べ、王も承知した。
天皇にとって明らかなのは仮にアジア諸国連盟なるものを作っても、清国が日本を盟主と認めるはずがないことであり、またインド諸国、シャム、ペルシャも言葉・習慣等に何の共通点もなく、西洋列強への憤慨だけで結束させるのはまず困難なことであった。
会談で王は、日本とハワイを海底電線で結ぶことや、王位継承者と考えていた姪のカイウラニと当時海軍兵学校に在学していた日本の皇族山階宮定麿王の結婚も提案した。おそらく王としてはこの結婚がハワイが米国に併合される危機から守ってくれると考えており、逆に日本側としてはハワイ併合を狙うアメリカの反感を買う恐れがある縁組だった。天皇の反応についてアームストロングは「天皇は王の提案に上機嫌かつ丁重に耳を傾けた。しかし天皇は、それは熟慮を要することだと言った。日本の伝統から大きく逸脱することになる、と」と記している。結局、明治15年（1882年）1月14日に山階宮本人、ついで2月に外務卿井上馨がカラカウア王に書簡を送ってこの縁組に断りを入れている。断りの理由は山階宮には幼少の頃から決められた許嫁があり、王女との結婚を考える自由がないというものだった。
3月14日に王は東京を発つにあたり、天皇への別れの挨拶のため参内した。天皇は謁見の間で菊花章を王に贈った。この贈呈をめぐっては賞勲局副総裁大給恒が、西洋4国がカラカウア王に送った勲章は最高勲章ではなく「第二位」の勲章であること、またすでに菊花章を贈った西洋君主たちが小国君主と同列にされることを嫌悪する可能性を指摘し、菊花章ではなく旭一が妥当と主張したが、井上馨がカラカウア王は一国の君主であり、最高勲章を贈るべきと大給を説諭した経緯があった。
その後、天皇と王は天皇主催の午餐会に出席。外の芝生の軍楽隊は日本国歌とハワイ国歌を演奏した。不平等にならぬよう天皇と王両方の後ろにそれぞれ給仕が控え、サービスを行った。午餐会の後には、天皇と王は謁見の間に戻り、皇后が迎えてコーヒーと葉巻を共にした。そこへ井上馨が入ってきてロシア皇帝アレクサンドル2世が暗殺されたことを報告。驚いた天皇と王は、それぞれ元首として対応を取るべく散会し、服喪のためカラカウア王のため予定されていた同日の舞踏会も中止となった。代わりに翌日に天皇は返礼のため王の滞在する延遼館を訪れ、王主催の午餐会に出席。天皇は七宝焼きの花瓶、絹、漆の箱、青銅の飾り物、刺繍した布などの高級品を王に贈呈し、随行員たちにもそれぞれ贈り物を送った。

### 明治14年の政変と国会開設の勅諭

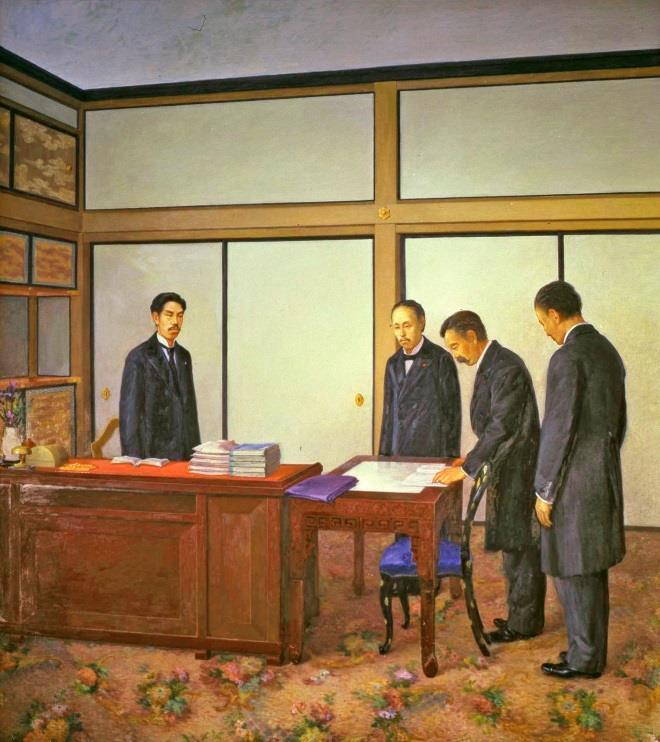
聖徳記念絵画館壁画『兌換制度御治定』（松岡寿筆。日本銀行奉納）明治天皇（左）に兌換制度実施が急務であることを説明する大蔵卿松方正義（右から2人目）。松方の左は太政大臣三条実美、右は右大臣岩倉具視。

明治14年の政変に至る遠因の一つは、明治13年（1880年）に大蔵卿大隈重信の提案した外債発行案が閣議で否決されたことだった。西南戦争の際の銀行券（紙幣）増刷で当時インフレが急速に進んでいた（明治13年3月の段階で銀貨1円に対して紙幣は1円43銭5厘の割合）。紙幣価値回復の手段として主張されたのが正貨に兌換できない不換紙幣を償却し、兌換紙幣と交換することだった。兌換とは発行紙幣が金もしくは銀の正貨と交換可能なシステムのことである。大隈は国営工場の民間への売却を進めつつ、25年償還の5000円の外債発行することで不換紙幣7800円を償却できるという見積もりを立てた。しかし外債発行の是非をめぐって閣議で意見が割れ、岩倉具視と伊藤博文が外債発行に強く反対。侍補制度が廃止された後も天皇に大きな影響力を持っていた佐々木高行や元田永孚も外債に反対したため、天皇も反対派だった。
天皇はこの論争が征韓論争のような事態に至るのを恐れていたが、最終的には外債募集案を不可とする親裁を下し、明治13年6月3日の詔勅の中で、先のグラントの外債発行への警告も引用して大隈の外債募集案を退け、財政危機克服は勤倹を基本とするよう命じた。親裁が下った後は大隈を含めて異論を唱える者はなかった。この一件は閣議で意見対立が起きた場合、最終的決定権は天皇にあることを改めて示した形となった。
更にその後、一部の政府閣僚（岩倉具視や黒田清隆など）から財政危機は米の売買がすべて農民の手にゆだねられていることに起因するとして、地租の一部に米納を復活させる案が出され、その件をめぐっても閣議で意見が割れ、8月10日に三条、熾仁親王らが参内して天皇に親裁を奏請。天皇は御前で両意見を開陳させてから親裁を下すことを決め、8月31日にそれを行わせた後、9月18日に内勅を下し、地租米納論を「頗（すこぶる）不穏」として退け、財政危機打開の唯一の方法は朕が繰り返し述べてきた通り、経費節減にある。大臣らは朕の望むところを断行せよ、との聖断を下した。天皇はこの内勅を出す以前から地租米納復活論には明確に反対しており、佐佐木高行に次のように述べていた。地租を旧制に復して米納とすることは必ずや農民の不平を呼び、全国いたるところで農民蜂起が発生するだろう。特に本年は明治18年まで地租は地租改正当初に定めた地価によって徴収することを布告したばかりである。もしこれを放棄し、旧制の米納に戻せば、民衆の信義を失うことになる。
一方外債案否決で指導力を問われていた大隈は、民権運動の高揚で政治的焦点となっていた憲法制定問題に熱心に取り組むようになった。大隈は、君主大権の強いドイツ流憲法を志向する伊藤や岩倉らの漸進主義に対抗し、君主権力が大きく制限され議会権力が強いイギリス流憲法を目指す急進主義の立場を取った。明治14年3月に大隈は左大臣熾仁親王を通じて天皇に意見書を提出し、国会の過半数を得た政党の党首が国を率いるイギリス型議院内閣制の導入を訴えている。また国会開設時期をわずか2年後の明治16年と非常に早くに設定した。大隈はこの案を出すときに他見を差し控えられるよう熾仁親王に要求したが、内容が急進的すぎることに警戒した親王は、三条と岩倉に意見書を内示。6月27日には漸進派の中心の伊藤もこの動きを知るところとなった。
明治14年7月1日に伊藤は、三条に書簡を送り、大隈と自分の意見がここまで相反している以上、もはや閣議同席は無理であるとして、辞職を願い出た。岩倉が留任の説得に当たるも伊藤は翻意しなかったので、岩倉は大隈のもとを訪ねたが、大隈も自説は曲げなかった。後に岩倉の仲裁で大隈と伊藤は会談して一応和解し、伊藤は再び閣議に出席するようになったものの、二人の憲法観の隔たりは大きく、対立が収まらなかった。伊藤は、大久保の後継者的立場にあり、天皇および三大臣（三条、熾仁親王、岩倉）の信任が最も厚い参議であったが、明治14年時点では大久保ほどの権威はまだなかったことが閣内分裂の背景にあった。
7月30日に天皇は山形県・秋田県・北海道巡幸に出発したが、巡幸中に開拓使官有物払下げ事件が発生。この払い下げ自体は、前年の閣議決定に基づき、巡幸に出た7月30日に天皇が裁可していた案件だが、開拓使長官の黒田清隆が開拓使在勤官吏に官有物を払い下げ、それを五代友厚ら関西貿易商会が後援する案を閣議に提案した件をめぐって、300万円の実価があるものが、無利子30年38万7000余円で払い下げられるものとして、新聞各紙や民権論者から非難が起きた。黒田と五代がともに元薩摩藩士だったことが疑惑に火をつけたようだった。この案は閣議決定されたわけではなく、間近に迫る北海道巡幸で陛下自らが現地視察後にその可否を決すべきことが閣議決定されたが、事実無根のことで閣議決定されないのは不当と黒田や元薩摩藩士の参議らは、閣内で批判を主導している大隈と対立を深め、憲法問題で大隈と対立する伊藤と連携するようになった。この動きを新聞各紙は、薩長出身の政治家が団結して大隈を排除しようとしていると批判していた。この事態は巡幸中の天皇にも報告されたが、天皇は巡幸中も新聞を読んでいたのですでに事態を知っていたようである。この一件も明治14年の政変の原因となった。
10月11日に東京へ還幸した天皇は、大隈罷免について新聞各紙の批判が多いことから、大隈罷免にためらいを示しつつも、最終的には三大臣の進言を容れ、大隈を辞職させる決意を固めた。天皇の聖断を得、10月12日にも伊藤博文と西郷従道が代表で大隈と会見し、辞官を説き、大隈は直ちに承諾した。その一方で同日に天皇は、大隈の顔を立てるかのように、三条に開拓使官有物払い下げの許可を撤回するよう勅命した。また大隈派参議への配慮から、天皇は同日に国会開設の勅諭を下し、国会開設時期を明治23年（1890年）に正式決定している。伊藤ら漸進派にとってはかなり時期が早められたものとなった。
勅諭の内容は以下の通りである。「朕祖宗二千五百有余年の鴻緒を嗣き、中古紐を解くの乾綱を振張し、大政の統一を総攬し、又夙に立憲の政体を建て、後世子孫継くへきの業を為さんことを期す。嚮に明治八年に元老院を設け十一年に府県会を開かしむ。此れ皆漸次基を創め序に楯て歩を進るの道に由るに非さるは莫し。爾有衆亦朕か心を涼とせん。顧るに立国の体、国各宜きを殊にす、非常の事業実に軽挙に便ならず。我祖我宗照臨して上に在り。還烈を揚け洪謨を弘め、古今を変通し断して之を行ふ責朕か躬に在り。将に明治二十三年を期し、議員を召し国会を開き、朕か初志を成さんとす。今在廷臣僚に命し、仮すに時日を以てし、経画の責に当らしむ。其組織権限に至ては、朕親ら衷を裁し時に及て公布する所あらんとす。朕惟ふに人心進むに偏して、時会速なるを競ふ。浮言相動かし竟に大計を遺る。是れ宜しく今に及て謨訓を明徴し、以て朝野臣民に公示するへし。若し仍ほさらに躁急を争ひ、事変を煽し、国安を害する者あらは処するに国典を以てすへし。特に茲に言明し、爾有衆に諭す。」。国会開設とその期日、憲法制定の方法などを示したものであり、かつ国民に過激な民権論を主張して狂騒し建国の精神を忘れることがないようにという天皇の思し召しであった。

### 軍人勅諭

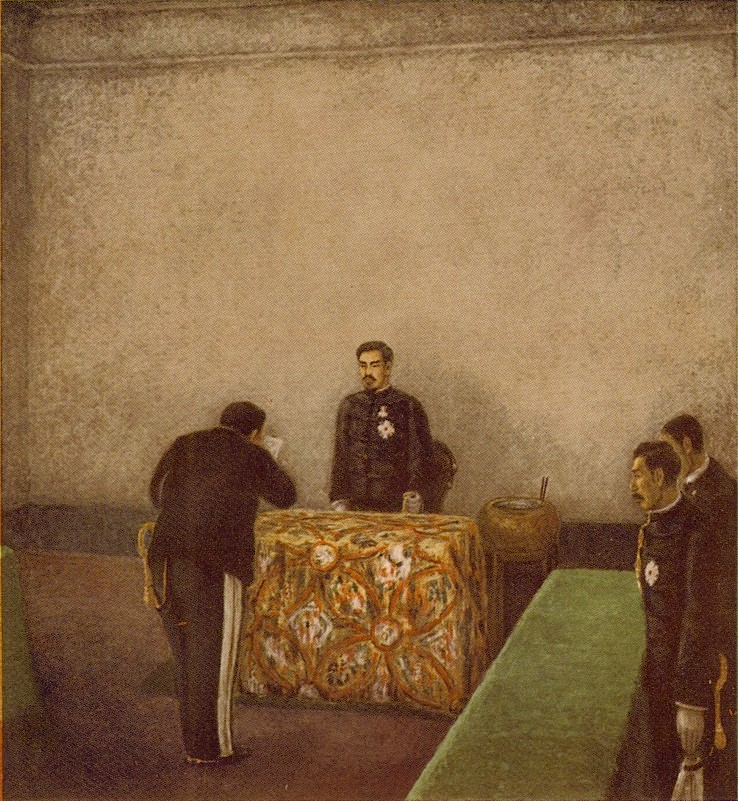
聖徳記念絵画館壁画『軍人勅諭下賜』（寺崎武男筆、山縣伊三郎公爵奉納）陸軍卿大山巌が明治天皇から軍人勅諭を下賜される場面。右側に控えるのは参謀本部長山縣有朋（手前）と右大臣岩倉具視（奥）。

明治15年（1882年）1月4日に太政官に出御した天皇は、陸軍卿大山巌に対し、「軍人に賜りたる勅諭」（軍人勅諭）を下した。陸海軍共通の軍人規範であるが、当時海軍卿川村純義は出張中で不在だったため、大山が陸海軍双方を代表して拝受している。
徴兵令発布後、華族・士族・平民と様々な階級出身の男性国民が軍人になったが、特に平民出身の軍人にあっては軍人的教養と訓練を与えるには少なからぬ精神的訓練を必要とした。また士族出身の軍人であっても（藩の気風にもよるが）概して長き泰平の世で士風が緩みきっており、精神訓練が必要な者が多かった。統一された近代国家の軍隊たるためには様々な階層出身者から成る軍人に共通の教訓と訓練を与えることが重要だった。そうした観点からこれまでも軍人規範はたびたび出されていた。明治元年の陸軍局法度、明治4年の御親兵創設で制定された御親兵御規則、陸軍読本、海軍読本、明治11年に徴兵制度に適するように陸軍卿山縣有朋が寄稿した軍人訓戒などであるが、これらは結局禁制を明らかにしただけの消極的なものだったので、天皇は満足しておらず、改めて建国の古制に基づく歴史の成果を述べ、天地の公道、人倫の常道に基づく軍人規範を定める必要があると考えていた。そのために出されたのが軍人勅諭である。
勅諭は「我国の軍隊は世々天皇の統率し給ふ所にぞある」という出だしで日本の軍事史の概略から始まる。その内容の概要は次のとおりである。我が国の軍隊は古代より天皇が統率するところだった。古代において皇后・皇太子に代行させたことはあるが、天皇が兵権を臣下に委ねたことはなかった。中世には唐の制度を参考に兵制が整えられたが、その後朝廷の衰えで約700年にわたって兵馬の権が武士どもの棟梁の手に帰し、朕の祖先が定めた制度に背き、武士どもが勝手に国を支配するという浅ましい事態となった。しかし列強諸国の脅威が高まる中、幕府は衰退し、朕が若くして皇位を継承した後、文武に有能な忠臣たちが朕を補佐したことにより、古代の天皇統治の制度に復帰させることができた。その時に兵制を改め、この15年ほどで陸海軍を打ち立てた。その兵馬の大権は朕が統率するところであるので、日常業務は臣下に任すといえども、その大綱は朕自らがまとめるべきものであり、臣下に委ねるつもりはない。子々孫々までこの勅諭を伝え、天子が文武の大権を掌握する原則を守り、再び中世以降のごとき失体がないことを望む。朕は汝ら軍人の大元帥である。したがって朕は汝ら軍人を臣下の中でも最も頼りにし、汝らは朕を頭首と仰ぎ、この親愛関係は特に深くあるべきである。朕が国家を護持し、天帝の恵みに応じ、先祖の恩に報いることができるかどうかは、汝ら軍人がその職務を果たすかどうかにかかっている。
前文の後に続いて、天皇が具体的に軍人に何を期待しているかが五項目の訓令によって列挙される。第一の訓令は「軍人は忠節を尽すを本分とすべし」である。軍人の職務は国家に忠誠を捧げることにあるので、軍人は単に技術に優れ、学識があるだけでは十分ではなく、報国の心こそが大事と説く。軍人は政治に関わらず、世論に惑わされず、ただ一途に軍人の本分たる忠節を守るよう命じている。第二の訓令は「軍人は礼儀を正くすべし」である。下級の軍人にあっては、上官の命令を朕の命令と心得るよう命じるとともに、上級の軍人においては下級の軍人に対し「軽侮驕傲の振舞」があってはならず、親切と慈愛の精神をもって接することを命じている。そのうえで「上下一致して王事に勤労せよ」と命じる。第三の訓令は「軍人は武勇を尚ぶべし」である。軍人には武勇が大事であるが、真の武勇とは血気にはやって粗暴の振舞をすることではなく「軍人たらむ者は常に能く（よく）義理を弁へ、能く胆力を練り、思慮を殫して事を謀るべし」。他人と接する場合には温和を第一とし、一般国民の愛敬を得るよう心掛けねばならないと説く。第四の訓令は「軍人は信義を重んずべし」。信とは自分が言ったことを実行し、義とは自分の分を尽くすことを言う。したがって、信義を尽くそうと思うなら、はじめからその事が可能か不可能か慎重に検討せよと説く。第五の訓令は「軍人は質素を旨とすべし」。質素を旨としなければ、文弱に流れて軽薄に走り、豪奢華美を好むようになり、ついには汚職に走って志もなくなり、節操も武勇も甲斐なく、人々に爪はじきにされる人生になるであろうと警告する。
以上を主旨とする軍人勅諭は天皇自らが訓戒したものであるため、他の詔勅と異なり、三条の奉勅も、副署もなく、直接に陸海軍卿を宮中に召し下賜したものである。勅諭を賜った大山はただちに全軍伝達の手続きをとり、勅諭写4600部が陸海軍省、警視総監、府県知事、各省長官、大臣、参議、宮中各部署に配布された。ついで内閣が謹書校写のうえ、天皇の親署を仰いで、順次陸海軍に伝達され、2月頃までには陸軍の近衛鎮台諸部隊、戸山学校、士官学校、教導団の各隊、海軍の鎮守府・兵学校・機関学校・東海水兵分営・艦船に下賜された。拝受した各部隊ではこれを奉誦銘記して軍人各人に徹底し、また海軍では海軍教官近藤真琴が上下二巻からなる軍人勅諭の解説本『勅諭衍義』を著し、兵学校や各艦長がこれを教材に毎週1回は生徒や乗組員に講義した。陸軍も毎日曜日の武装検査前とか、雨天の日などに中隊長や小隊長が軍人勅諭の講義を行い、軍人手帳にも軍人勅諭が書かれており、日夜奉誦させた。その後も勅諭の奉戴は陸海軍共に怠らず、軍隊教育の基本となった。

### 条約改正予備会をめぐって

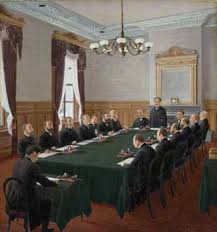
聖徳記念絵画館壁画『条約改正会議』（上野広一筆、井上勝之助侯爵奉納）。明治15年4月5日の第7回条約改正予備会議。起立しているのは議長の井上馨、テーブル左奥からパークス（英）、アイゼンデッヒャー（独）、ホッフェンフェルス（墺）、カスティリョ・イ・トリゲローズ（スペイン）、ローゼン（露）、コント（仏、第8回からフランス全権）、右奥からビンガム（米）、ロケット（仏）、ファン・デル・ポット（蘭）、ランシアレス（伊）、スクライブ（ベルギー）、ザッペ（ドイツ公使館書記官）。井上の左隣は通訳シーボルト、右隣は外務少輔塩田三郎、左手前は外務省書記官栗野慎一郎。パークスの背後に見えるのは英国公使館書記官サトウ。

明治15年（1882年）1月25日に外務省において外務卿井上馨が列強諸国の外交官を集めて第1回条約改正予備会を開催し、以降同年中を通じて繰り返し会議が行われたことで条約改正の機運が高まった。日本側からは井上と外務少輔塩田三郎が代表として出席し、それぞれ会議の議長、副議長となった。またアレクサンダー・フォン・シーボルトも外務省書記官として日本側で出席。井上は改正実現に向けて交渉を重ねて当事国の大半から承諾を漕ぎつけたが、イギリスが強硬に反対。
井上は条約改正によって治外法権を手放すことになる列強諸国に何の益のないのでは所期の目的は達成できないとして、譲歩案作成を政府に求めた。政府内の議論は紛糾したが、数回にわたる閣議を経て、甲乙案の二つを基礎とすることで一致した。甲案は参議山田顕義が主に主張したもので、外国人が日本の国法に従うことを承諾するなら、内国人と等しく居住・営業及び通商を許すべきというものである。これに対して乙案は伊藤博文が主に主張したもので、甲案より条件を狭め、外国人に対する行政規則・警察違警罪にかかる裁判、また民事裁判の全部が回復されるなら、外国人の内地の通商を許すべしとしていた。
明治15年3月5日に太政大臣三条実美は天皇に甲乙案を提出し、これを議論の基礎としたい旨の勅許を求めた。天皇はそれを裁可しつつ、次の3つの助言を与えた。「大臣・参議等小異を去り、大同に就き、一致して此の大業を全うすべし」「閣議機密を貴ぶ、改正の議未だ成らざるに。忽ち（たちまち）漏洩して世の紛議を醸すこと、前年開拓使払下事件に於けるが如くなるなかれ」「我が国民の智識未だ彼（外国）に及ばず、財力亦頗る（またすこぶる）劣る、若し彼に居住・営業の権を与へ、通商を許すに於ては、其の結果頗る（すこぶる）憂ふべきものなしとせず、卿等宜しく深く謀り遠く慮り（おもんばかり）、以てその備を為すべし」。
イギリスの反対と閣議の紛糾に苦しみ、井上は一度は辞職を表明したが、三大臣が慰留し、最終的にはドイツ人内閣顧問ヘルマン・レースレルが甲乙二案を書き直し、甲案は新たに外国人の不動産所有権を許し、代わりに民事・刑事裁判権を回復するものとし、乙案は民事上の裁判権の回復だけに限定し、以前と同じく「内地の通商」だけを許すものとした。三条は新たな甲乙案を持参して再び参内して天皇の聖断を仰いだ。天皇はまず甲案に基づき外国使節と交渉を行い、もし成功しなければ乙案を試み、双方とも成功しなければ、さらに衆議を尽くして朕の裁可を仰ぐよう命じた。
6月1日の第11回予備会で井上は条約改正案の細目を提出。もし裁判権の回復を許す条約改正が認められるなら、その日から5年後に外国人は日本国内の自由な旅行、居住、動産・不動産の所有、貿易その他の職業を営む権利が日本人と同様に認められる。日本政府は日本の法律に対する外国人の信頼確保に向けてあらゆる努力を払う。あらゆる法律・規則は少なくとも一つのヨーロッパ言語に翻訳して配布する。外国人が被告となる裁判においては、外国人判事が日本人判事と同席し、陪審制度が採用される場合は陪審員の一部を外国人とする。同案に対してドイツ公使が最初に賛同を表明。ついでベルギー、ポルトガル、オーストリア、オランダ、スペイン、イタリア、ロシア、アメリカの各公使も賛同したが、英国公使パークスのみ賛同の合唱に加わらず、持ち帰って精査するとして回答を留保した。
7月17日の第15回予備会においてパークスは英国政府は同案に反対すると表明した。この改正案が採択された場合、日本はただちに領事裁判権を撤廃できるが、外国人は5年間もの準備期間をおいて、その間は従来の通商のために内地を旅行する自由があるのみであり、その地に居住することも、不動産を所有することも、資金を商売に使うことは許されない。日本政府が示した裁判制度も依然として不十分であり、外国人の権利保障が確実とはいえない。日本は民法と商法をいまだ完備しておらず、刑法と治罪法（刑事訴訟法）については施行されてまだ1年なので、今の段階で判断するのは早計である。それらの法が有効に機能しているかどうか確認のための時間をおくべきだ。このたびの提案では英国人民の信頼を獲得できないであろうし、日本国将来の隆盛に必要な外国資本の移入も招致することはできないだろうと論じた。この英国の反対により条約改正予備会は結局流産して終わった。

### 壬午軍乱をめぐって
日本で条約改正予備会が行われていた明治15年（1882年）6月から7月にかけて、朝鮮では閔氏政権の打倒を目指す兵士の反乱が起きていた（壬午軍乱）。
閔氏政権とは、高宗の王妃閔妃およびその出身氏族閔氏の者が実権を掌握していた政権のことであり、1873年末にそれまで実権を握っていた高宗の父大院君を失脚させて成立した。鎖国に固執して日本や欧米との条約締結を拒絶した大院君政権と比べると、閔氏政権は日本や欧米にやや融和的で、彼らが1876年に日朝修好条規を締結し、欧米列強とも続々と条約を締結して朝鮮を開国した。開国後の朝鮮では西洋の制度や技術を導入する内政改革を行うべきと主張する「開化派」（金玉均、朴泳孝、徐光範、洪英植など）と呼ばれる勢力が強まった。開化派は明治維新を成し遂げた日本をモデルケースにしていたため、親日派が多かった。
開化派の影響力が増したことで当時の閔氏政権は日本に倣った近代化改革を志向するようになり、日本公使館付武官堀本礼造陸軍少尉を軍事顧問に迎え、貴族階級両班の子弟のみが入隊できる近代部隊「別技軍」を創設し、堀本少尉の指導のもと軍事訓練を受けた。別技軍は一般兵より装備・食料など様々な面で優遇されていたが、一般兵は俸禄米を13カ月も止められているような惨状にあったため、別技軍だけが優れた装備・環境で近代的な訓練を受けることに不満を抱いていた。
1882年6月に久しぶりに一般兵に俸禄米が支給されたが、それは雑穀に砂と家畜飼料を混ぜた物であり、激怒した兵たちは俸禄米を搾取した張本人と疑った宣恵庁（軍需担当官庁）の責任者で、閔氏一族の閔謙鎬の私邸を襲撃。ついで反乱兵たちは兵器庫を襲撃して武器弾薬を奪い、監獄を襲撃し、閔氏政権に捕らえられた仲間の兵士や政治犯を釈放した。王宮にいた閔謙鎬は、暴徒鎮圧を軍に命じたが、町の貧民や不平分子も続々と反乱軍に加わったことで鎮圧不可能な規模の反乱に発展した。

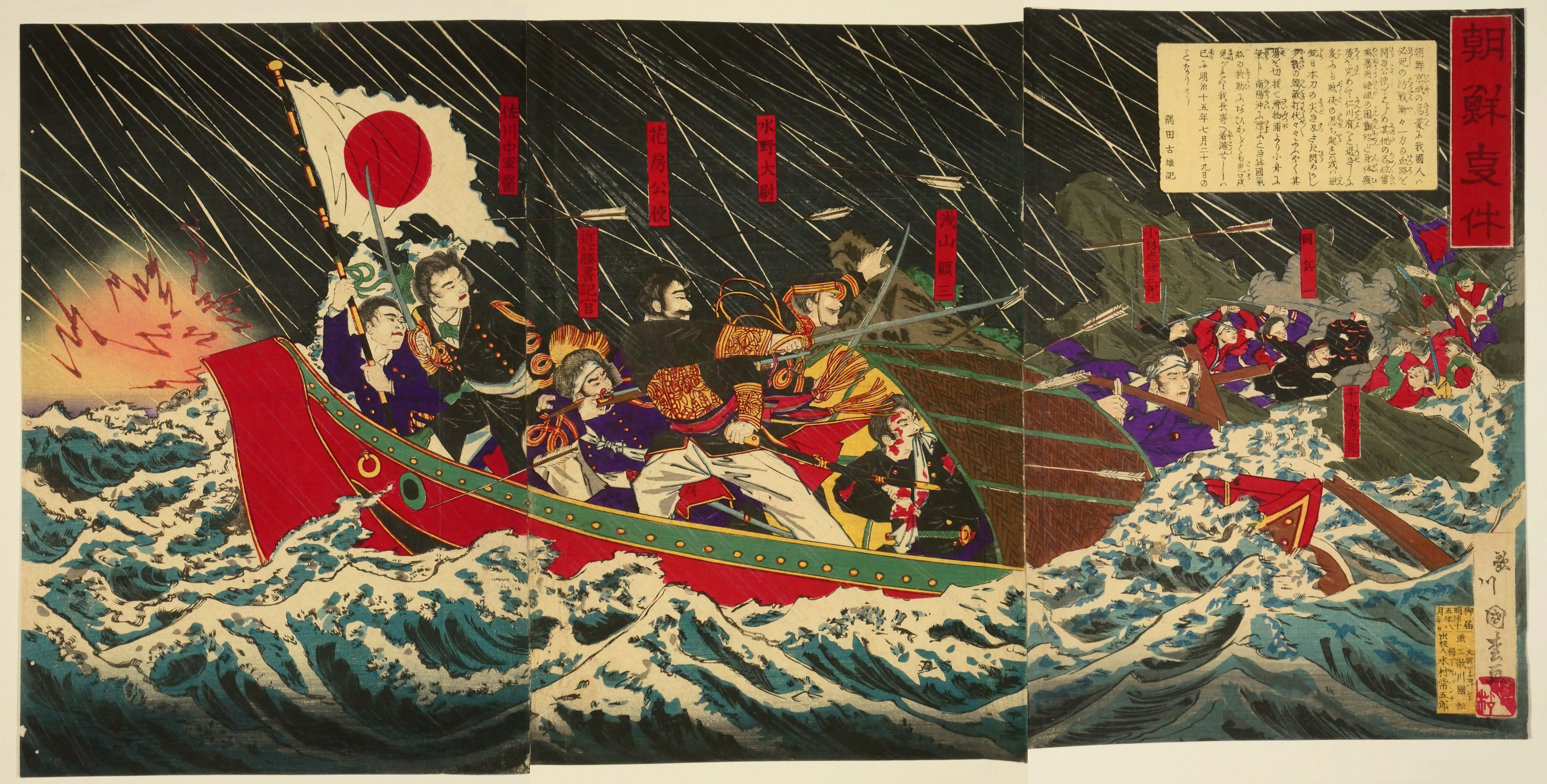
『朝鮮事件』（歌川国松筆）。壬午軍乱で日本公使館が朝鮮暴徒に襲撃された後、花房義質公使以下公使館員たちが小船で脱出する光景を描いている。

反乱兵の一団は日本の堀本少尉が滞在している官舎も襲撃し、堀本を刺殺。さらに反乱兵の別の一団は日本公使館襲撃に向かった。その時日本公使館には花房義質公使以下館員17人、警察官10人の計27人の日本人が勤務していた。まもなく反乱兵たちは日本公使館を取り囲み、口々に「日本人は皆殺し」と叫んだ。花房は公使館を焼いて混乱に乗じて公使館から脱出。その後、舟で漢江を下って仁川の仁川府使まで逃れたが、ソウルでの事変の報が届くと仁川府兵士の態度が急変した。危険を感じた花房ら日本公使館一行は仁川府からも脱出したが、仁川府兵士の追撃を受け、日本人6名が殺害され、5人が重傷を負った。花房を含む生き延びた日本人は、負傷者を抱きかかえながら、浜で見つけた小舟に乗り込み、3日後に英国測量船フライング・フィッシュ号に救助され、日本に生還した。
日本公使館襲撃後の7月24日に反乱兵たちは、高宗と閔妃と閔謙鎬がいる王宮昌徳宮の襲撃を開始。まず閔謙鎬が発見されて殺害された。ついで反乱兵は閔妃の捜索を行ったが、閔妃は女官に変装して王宮を脱出して難を逃れた。
| 朝鮮国王高宗の父大院君と高宗の王妃閔妃。 |  | 朝鮮国王高宗の父大院君と高宗の王妃閔妃。 |
| 朝鮮国王高宗の父大院君と高宗の王妃閔妃。 |  |                                          |

反乱兵を支援・扇動していたのは国王高宗の父大院君であった。大院君は9年前に自分を権力の座から追い落した閔氏一族を恨んでおり、閔氏政権を失脚させて復権するチャンスを虎視眈々と窺っていたのである。身の危険を感じた高宗は、父に王宮に入って反乱兵を押さえるよう懇願し、父を執政に任じた。こうして大院君は復権を果たした。大院君は生死不明の閔妃は王宮襲撃の際に死んだということにして国葬を命じ、日本式に訓練された別技軍も廃止を命じた。
一方日本へ逃れた花房公使以下日本公使館一行は、外務卿井上馨にソウルで起きた事変を報告。天皇は事態を憂慮し、同日に太政官に臨御し、井上に下関に赴き危機の処理にあたるよう命じるとともに、海軍少将仁礼景範と陸軍少将高島鞆之助にそれぞれ軍艦四隻と歩兵一大隊を率いて帰任する花房たちの護衛にあたるよう命じた。また侍従長山口正定を朝鮮に特派しソウルの事変と事変後の状況を報告するよう命じた。
8月2日に花房は下関で井上から次の指示を受けた。「朝鮮凶徒の行動はすこぶる残虐を極め、隣国間にあるべき情宜を重んじないものである。にも拘わらず、日本政府は朝鮮の国情を考慮し、ただちに懲罰軍を送ることは時期尚早であると判断した。花房公使はソウルへ帰任することになるが、公使には陸海軍兵を護衛に付ける。これは未だに暴徒の勢いが収まらず、先の見通しが立たないためで他意はない」「もし朝鮮政府が犯人を匿って処罰しない様子を見せたり、日本が要求する談判の席に出席するのを拒否した場合、それは和平を破る意図ありと見なす。その場合は使臣（花房）は直ちに朝鮮政府に最後通牒を突きつけて、その罪状を明らかにしなければならない。即刻、陸海軍が仁川に軍を進め、港を占領する。仁川へ到着したら使臣は直ちに東京へ詳細の報告を送り、次の命令を待て。もし清国その他の国が仲裁を申し出てきても拒絶せよ」「日本政府は、朝鮮政府が意図的に和平の関係を損傷したとは見なしていない。使臣は両国の伝統的な修好関係を保全できるよう鋭意努力すること。むしろこの事件をきっかけに永遠の和平を獲得する手段とするよう尽力せよ」。
8月初旬にも天皇は予備役召集を裁可して備えた。8月20日、花房は二個中隊に護衛されながらソウルの王宮を訪問し、今回の事変について、日本人殺害犯の処罰、謝罪のため大官を日本に特派すること、賠償金50万円などの要求を提示。大院君が復権した朝鮮政府は、これが法外（50万円は当時の朝鮮政府の全歳入の約6分の1に相当）だとして強く反発。朝鮮政府に応じる気配がないと判断した花房は、井上からの指示通り最後通牒を朝鮮政府に突きつけた。
日朝開戦の危機が高まる中、山中に身を隠していた閔妃が国王に書簡を送り、宗主国の清国に反乱鎮圧の部隊を送るよう要請すべきだと高宗に迫り、高宗は北京に使者を出して清の李鴻章に部隊派遣を要請。当時、衰退の一途をたどっていた清国は、朝鮮支配権を回復するチャンスと見、軍艦3隻と商船6隻から成る総勢4000人の艦隊の朝鮮派遣を決定。派遣された清国艦隊はまず仁川港を占領する予定だったが、李が不必要に日本と事を構えないよう指示していたため、仁川港で日本の軍艦の金剛を発見すると清国艦隊はひとまず撤退したが、8月23日には清国艦隊から200人の部隊が仁川に上陸した。
花房公使が仁川に到着すると清は彼と接触を図り、自分たちは属国で起きた反乱鎮圧のため出動したことを告げたが、花房は朝鮮は独立国であり（日本政府は、日朝修好条規第1条「朝鮮国は自主の邦にして日本国と平等の権を保有せり」に基づき、清と朝鮮の宗属関係を認めることを拒否していた）、日朝間の問題に清国は無関係と主張した。ついで清は日清両軍が共同して反乱鎮圧にあたることを提案したが、花房は自分は今朝鮮政府に最後通牒を突きつけ、その返答を待っているところであり、他国が介入すべきことではないと述べて拒否した。
共同出兵案が拒否されると清は、対日強硬派の大院君を朝鮮政府から排除することで、朝鮮政府に日本の要求を呑ませ、開戦を回避させる以外に朝鮮支配権を維持できる見込みはないと判断した。そのために強引な手段に打って出た。8月26日、大院君が清国艦隊を率いる馬建忠に招かれて幕舎に入った際、合図（大院君の万寿を祝する乾杯）とともに清兵が幕舎になだれ込み、大院君を取り押さえ、そのまま清国軍艦に運び込んで拉致したのである。その後大院君は3年にもわたって清国で拘禁された。
大院君が拉致されたことで、朝鮮政府は再び閔妃と閔氏一族の主導するところとなり、8月30日にも日朝両国間で済物浦条約が締結された。その主な内容は「朝鮮政府は日本人を殺害した暴徒を二十日以内に逮捕・処罰する。」「朝鮮政府は日本人犠牲者に対して相応の葬儀を執り行う」「朝鮮政府は日本人犠牲者とその遺族と負傷者に総額5万円の補償金を支払う」「朝鮮政府は日本公使館に加えらえた暴徒による損傷、および遠征にかかった費用の補償として50万円を日本政府に支払う。支払いは毎年10万円ずつ五ヶ年にわたるものとする」「日本公使館は今後『若干名』の日本兵によって警護される」「朝鮮政府は大官を特派し、国書を以て日本国政府に謝罪する」であり、日本政府の要求を朝鮮政府がほぼ丸吞みする形となった。また合わせて日朝修好条規も改正され、開港場から20キロ以内（2年後には更に40キロに拡大）の日本人の旅行・通商が認められた。
この事変中、日本人の愛国心はかつてないほど燃え上がり、従軍を希望する者、軍資金の献納を申し出る者が全国で殺到していた。9月5日に天皇は府県知事を通じて彼らの忠誠心を褒め称えた。また花房が9月28日に東京へ戻ると天皇は労を労って勲二等旭日重光章を与えた。また11月2日には朝鮮で殉職した堀本中尉（死後に昇進）以下12人が靖国神社に合祀された。
高宗は、特命全権大臣朴泳孝ら3人の大官に国書を持たせて日本に特派し、天皇は10月19日にこれを引見。高宗は国書の中で、この度の不幸な事件については誠に遺憾であり、日本に謝罪すると表明し、また、天皇の輝かしい業績を礼賛し、両国の和平と末永い友好を願うと結んでいた。天皇は朝鮮国王に懇親の意を伝えるよう朴らに告げるとともに、小銃500丁を賜った。恐らく再度同じような反乱があった時に鎮圧に役立てることを期待してのことと思われる。朴は「小銃は朝鮮国にとって最も緊要のものであり、国王の喜悦は計り知れない」と述べて深く感謝の意を示した。
しかしこの事変以降、清国が朝鮮駐留軍を通じて朝鮮への強圧支配を強めるようになったため、それをめぐって朝鮮国内は閔氏一族を中心とした清国をあくまで宗主国と仰ぐ親清派の事大党と、朴泳孝や金玉均らを中心とした清の支配から脱して独立国になろうという親日派の独立党に分裂し、2年後の甲申政変に繋がっていく。

### 岩倉具視の薨去

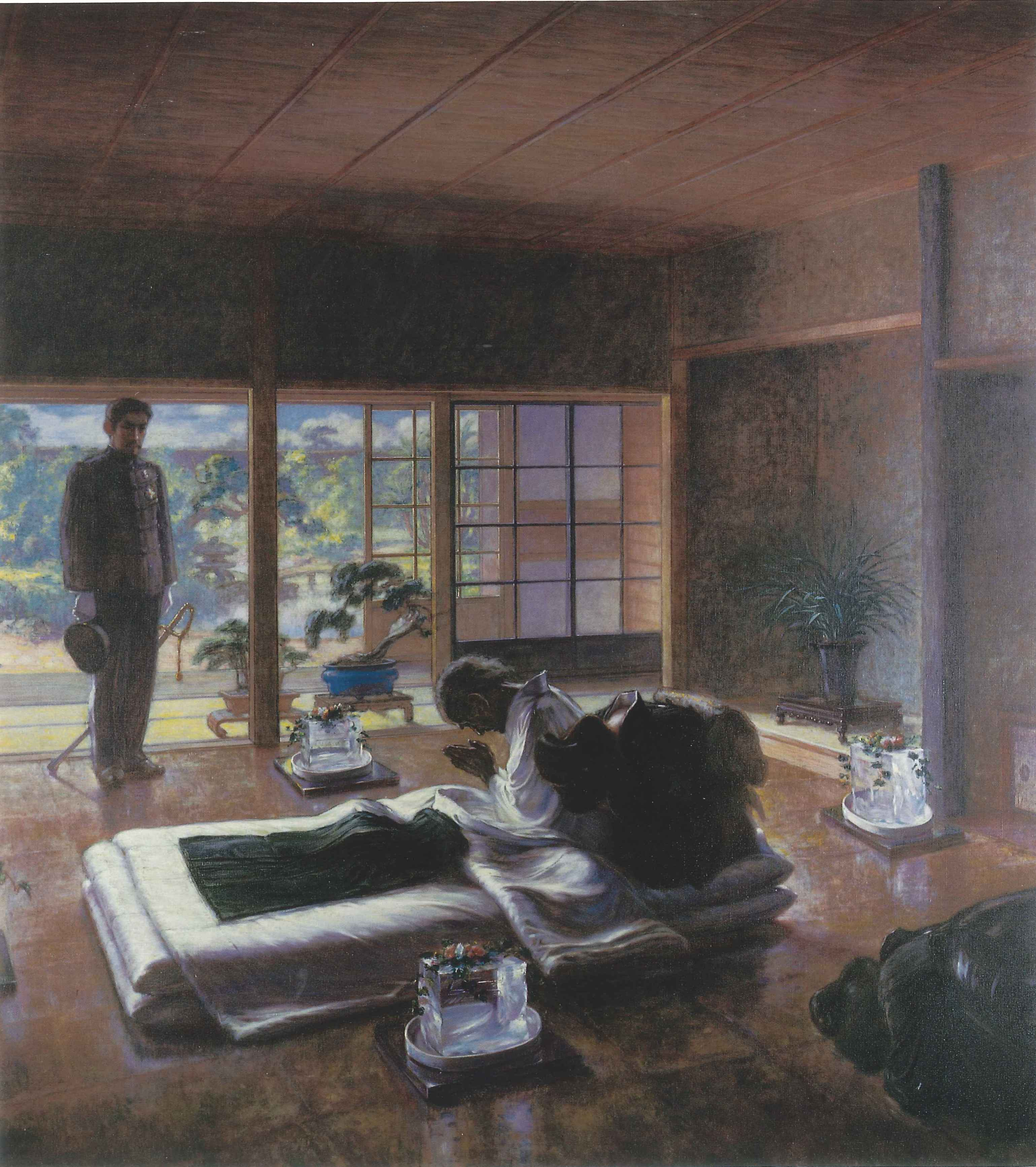
聖徳記念絵画館壁画『岩倉邸行幸』（北蓮蔵筆、東京商業会議所奉納）明治16年7月19日に明治天皇（左）が病床の岩倉具視（中央）を見舞う場面。病床から起き上がれなくなっていた岩倉具視は、布団の上に袴をおいて礼服代わりにし、合掌して天皇をお迎えしている。背後で具視を支えているのは長男具綱の夫人増子。右手前で平伏しているのは具視夫人槇子。酷暑の日だったため、周囲四か所に氷が置かれている。

明治16年（1883年）5月、右大臣岩倉具視は、事実上の東京遷都で衰微する京都の再興のため、京都御所修復を含む京都保存計画を天皇に建言。天皇はこれを裁可し、同計画を取り仕切らせるため岩倉を京都に派遣した。この京都保存計画により、御所、御苑、離宮、陵墓など皇室関連施設を管理する宮内省支庁が設置され、関西所在の社寺を管理する社寺分局も設置され、賀茂の祭礼などが再興し、御苑内には平安京の建設者である桓武天皇を奉祀する祠殿が建設された。かつて公家町だった御苑には通路が区画され、樹木が植林され、溝を改造して清水を疎通させ、不要な建物は除去し、修学院離宮も修復し、二条城と桂宮別荘は正式に離宮と位置付けられた。また御苑内と鴨川近辺には外国人向けの旅館として新たに洋館を建設することになった。これらは逐次実行されて京都の衰微を食い止める手助けとなった。
この計画にかける岩倉の情熱は、病で食事が喉を通らなくなった後も衰えず、仕事をやめなかった。天皇は岩倉の発病を聞いて深く憂慮し、侍医の伊東方成やエルヴィン・フォン・ベルツを岩倉のもとへ派遣して診察にあたらせた。岩倉の体調は東京に帰れる程度には回復したが、東京に帰京した後に再び病状が悪化。岩倉を案じた天皇は、7月5日に岩倉邸を行幸して岩倉を見舞っている。岩倉は二人の息子に支えられながら病床を離れて天皇の御前に進み、親問の恩に浴した。岩倉の衰弱した様子を見た天皇は涙を流した。
一週間後、美子皇后も岩倉を見舞うため岩倉邸へ行啓を決めたが、皇后として行啓すれば、礼を重んじる岩倉は、無理して病床を離れて送迎しようとするだろうから、「一条忠香の女（娘）」という臣籍の肩書で訪問し、送迎不要なので病床に就いたままでいるよう念を押してから訪問した。
7月19日、岩倉が危篤に陥ったとの報告を受けた天皇は、宮内卿徳大寺実則を召して「朕親しく右大臣と永訣（今生の別れ）せんと欲す」と述べ、すぐに鳳駕を命じ、儀衛が整うのも待たず岩倉邸へ向かった。宮内少輔香川敬三が先に岩倉邸に入り、天皇陛下がお見えになると岩倉に告げると、岩倉は寵眷の厚きに感泣して落涙した。
天皇が岩倉の病床に到着すると、岩倉は身を起こして拝礼しようとしたが、もはや身体が動かせず、ただ合掌して感謝を示した。その様子を見た天皇は落涙した。天皇は体調のことを岩倉に尋ね、岩倉は奉答しようとするも、もはや声を発することすら叶わなかった。その後数刻、天皇と岩倉は無言のまま見つめあうことで最期の別れを告げ、天皇は岩倉邸を跡にした。同日岩倉の辞表を受理し、翌20日に岩倉は薨去した。
天皇は岩倉の死を悼み、3日の廃朝（服喪のため天皇が政務を取らないこと）を決定し、国葬に付すよう勅命した。そして天皇の臣下として最高位である正一位太政大臣を追贈した。位記に付けられた勅語には「朕幼沖ニシテ阼ニ登リ、一ニ匡輔ニ頼ル、啓沃誨ヲ納ル、誼師父ニ均シ、天憖遺セズ、曷ゾ痛悼ニ勝ヘン」（朕は幼少にして皇位を継ぎ、岩倉の補導を頼りにし、その啓沃（思うことを主君に隠さず申し上げること）の教えを納めてきた。朕にとって師にも父にも等しい存在だった。天は岩倉を残しておいてはくれなかった。この悲しみにどうして堪えられようか。）とある。一般に天皇の勅語は大半が常套句から成り立っており、このような感傷的な勅語は極めて珍しい。そこには恩師を失った天皇の本当の悲しみが強く表現されている。

### 欧化政策と鹿鳴館文化

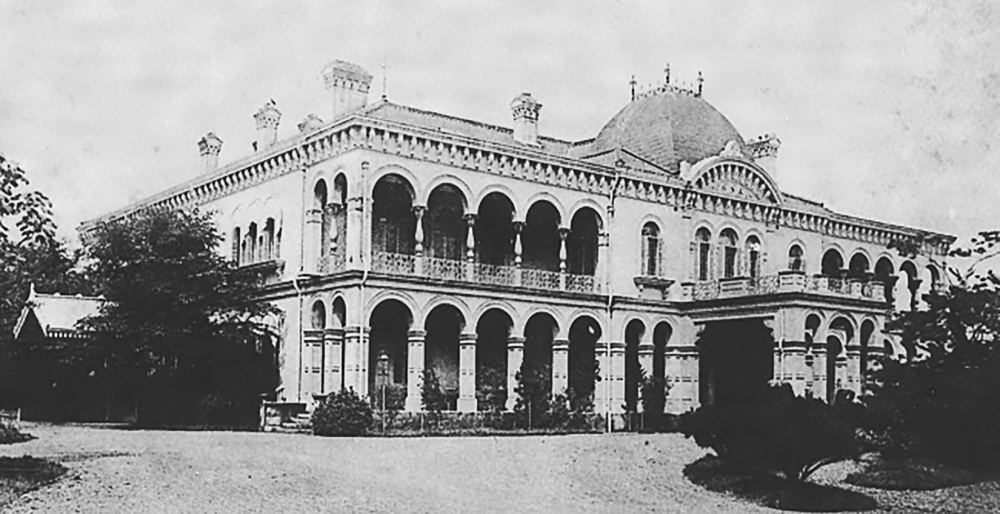
鹿鳴館

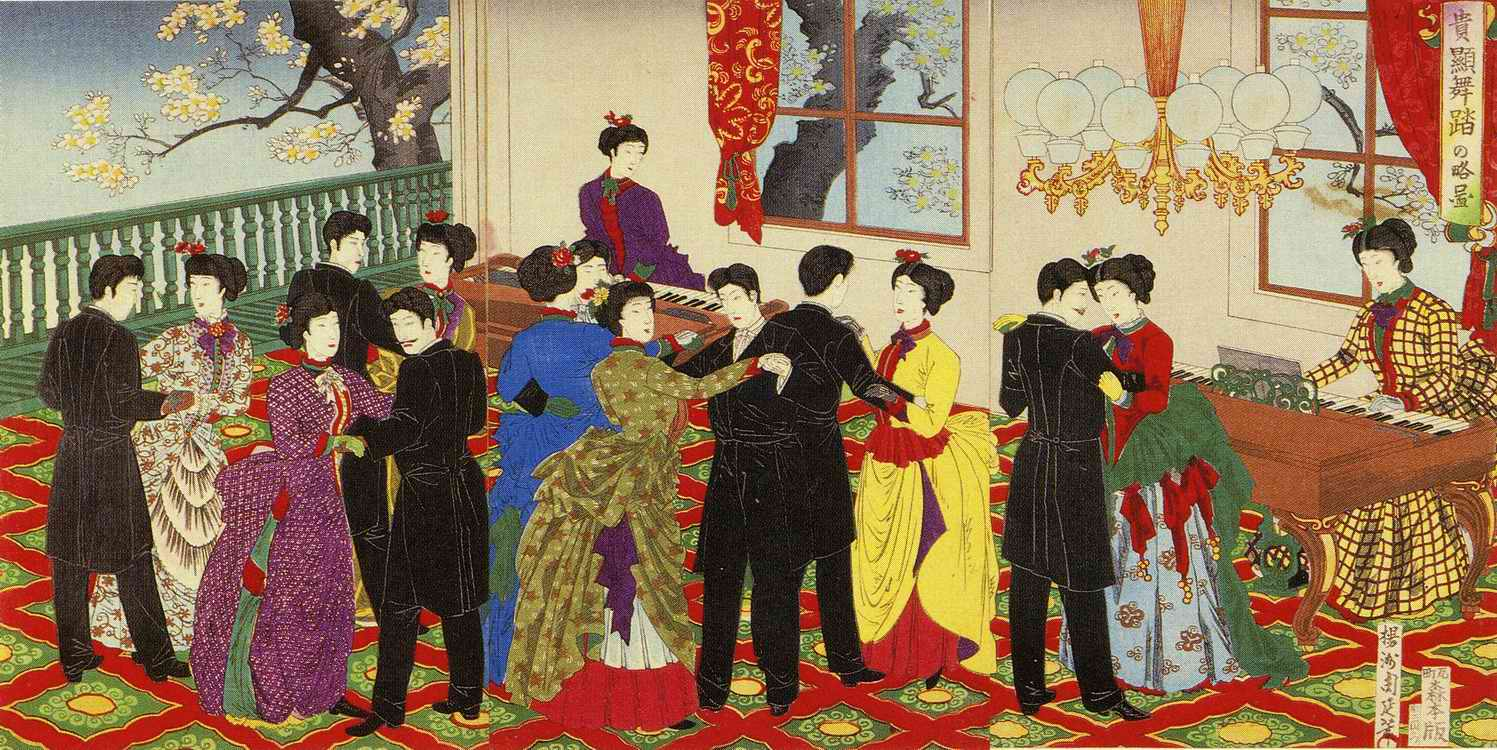
楊洲周延筆『貴顕舞踏の略図』、鹿鳴館の舞踏会を描いている。

浜離宮延遼館の老朽化により新たな外国賓客の接待施設として、麹町区内山下町（現千代田区内幸町）の旧薩摩藩装束屋敷（中屋敷）跡地に総工費18万円（当時の外務省庁舎の総工費は4万円）をかけた豪勢な洋館鹿鳴館が建設され、明治16年（1883年）11月28日に外務卿井上馨・武子夫妻がその落成式を主催した。英国人建築家ジョサイア・コンドル設計の2階建て洋館で、マンサード屋根から「フランス式ルネサンス様式」と呼ばれたが、柱や柱廊などにムーア風やインドの様式も取り入れていた。和風なのは庭園のみだった。式典を夫妻で主催するというのも日本の伝統では考えられないことで、欧州の女性尊重に倣ったものだった。
鹿鳴館は単なる外国賓客の接待施設というだけではなく、今や日本人は西洋の食事マナー、舞踏会の礼儀作法などを自由に駆使できるようになったことを西洋外交官たちに示し、不平等条約の改正交渉を少しでも有利に運ぼうという狙いがあった。そのため鹿鳴館では連日のように西洋式の祝宴会や舞踏会が催された。鹿鳴館に出入りするにはダンスと洋楽は必須教養であった。
明治16年（1883年）の鹿鳴館開会式の夜会において日本人女性で舞踏に加われたのは、アメリカ滞在経験がある大山巌夫人の捨松、津田梅子、永井繁子、洋行経験のある井上馨夫人武子と娘末子、イタリアから帰国した鍋島直大夫人栄子、ロシアから帰国した柳原前光夫人初子ぐらいだったが、明治17年（1884年）10月27日に華族夫人向けの舞踏会練習会が催され、以降毎週日曜日の夜には舞踏会の練習会が開催された。華族令制定で侯爵になったばかりの鍋島直大がその練習会の幹事長をやっていた。鹿鳴館で踊られたダンスはカドリール、ワルツ、ポルカ、カレドニアン、マズルカ、ギャロップなど多種多様であり、習得は大変だったと思われるが、華族や外務省・宮内省官僚たちの間でダンス熱は盛んになった。特に天長節（天皇誕生日）の夜会は盛会を極めた。
鹿鳴館は井上馨の欧化政策を象徴する建物となり、煌びやかな舞踏会が世の関心を呼ぶ一方、守旧派からは公衆の面前で男女が抱き合うなど不道徳極まりないなどの批判も多く、何かと物議をかもす施設でもあった。天皇も儒教的な思想の君主なので、西洋の文物を好むハイカラ趣味は嫌うところが多く、鹿鳴館に行幸することはついになかった（美子皇后と英照皇太后は明治18年11月19日に鹿鳴館に行啓しているが、舞踏会出席のためではなく、ここで婦人慈善会のバザーが催されたためであり、物品をいくつか購入している）。もちろん天皇は西洋の物をなんでも否定する排外主義者ではない。広く世界の長所を取り入れて日本に同化せよとの大御心は、五箇条の御誓文に始まって、これまでも繰り返し勅語で述べてきたところである。しかし行き過ぎた欧化主義は、虚飾を嫌う質実剛健な天皇の好みではなかった。
天皇は特にダンスを嫌い、絶対にやろうとはしなかった。見ることすら嫌悪した。後の事になるが、明治21年（1888年）1月に小松宮彰仁親王邸を行幸した際に余興として舞踏が行われたが、彰仁親王、同妃、参会者らの洋風舞踏を見た天皇は席を立っている。天皇がダンスを踊るなどということは威厳にかかわることであり論外であった。
鹿鳴館文化が最高潮に達したのは、明治20年（1887年）4月に内閣総理大臣伊藤博文が首相官邸で催した仮面舞踏会であった。各国外交官、政府高官、華族など400人もの招待客がそれぞれ高価な仮装を凝らして参集した。伊藤博文と妻梅子はヴェネツィア貴族、娘はイタリア田舎娘の仮装をしていた。天皇にとってはダンスだけでも威厳に関わるのに、仮装などは全くの論外であり、当然のごとく天皇の臨御はなかった。こうした鹿鳴館文化は、様々な批判を招きながらも人々の興味をかきたてる題材であり、鹿鳴館を好んで取り上げた作家に芥川龍之介や三島由紀夫などがある。しかし明治20年には欧化政策への国粋主義者の批判と風当たりが強くなる中、井上馨の外務大臣辞職により、鹿鳴館文化も幕を下ろすこととなった。
欧化政策の中で女性の洋装化が進んだ。天皇はじめ男性の洋装化は、欧化政策が始まる前から、各行事の西洋化などに伴って急速に進行したが、女性の洋装化は遅れた。皇后は洋装化に前向きだったが、天皇は皇后の洋装化に当初反対の立場だった。しかし明治19年（1886年）6月23日に天皇の許可があって皇后の洋服着用が決定した。これ以降女官も洋装が進んだ。当時の宮中はファッションリーダーでもあったので、宮中の女性たちが洋装化することで日本人女性の洋装化が進んでいった（昭憲皇太后#皇后の洋装化参照）。

### 清仏戦争と甲申事変をめぐって
明治17年（1884年）3月14日には曽祖父光格天皇の実父閑院宮典仁親王に90年忌を期して慶光天皇の諡を追号した。寛政元年(1789年)に光格天皇が実父に太上天皇の尊号を宣下しようとした時、江戸幕府の妨害で阻止された事件が起きており（尊号一件）、その旧江戸幕府による不敬の罪を正す意味があった。
他に同年の天皇の活動として特筆されるのは、6月25日に上野・高崎間の鉄道が開通した際に試乗したことや、7月28日にドイツ留学から帰国した軍医の森林太郎（森鴎外）に謁を賜ったこと、同日に陸軍士官学校生徒卒業証書授与式に臨御し、優等生に賞品を賜ったこと、8月30日に来日したスウェーデン王オスカル2世の第二王子ゴトランド公爵オスカー・カール・アウグストを歓待したことなどがある。
この1884年は、国際的・外交的には、清仏戦争と甲申事変があった年である。
壬午軍乱後、清は約3000の兵を漢城に送り込み、済物浦条約に基づき日本公使館防衛のため漢城に駐留していた日本の二個中隊を圧倒し、朝鮮軍事支配を強めていた。朝鮮駐留清軍は横暴を極め、兵士が朝鮮民衆に殺人や略奪を行っても、清はまるで処罰しようとしなかったので、朝鮮民衆の不満が高まっていた。憤慨する親日派の独立党は、事大党（親清派）の閔氏政権と対決姿勢を強め、清の支配を覆す助力を日本に求めたが、外務卿井上馨は、過度に独立党を支援して清と完全な対決関係に入ることには慎重姿勢を崩さず、駐朝鮮公使竹添進一郎も、独立党を疎外して事大党に接近を図ったり、二個中隊のうち約半数を帰国させたりと、約1年半にわたり対清宥和路線を取った。

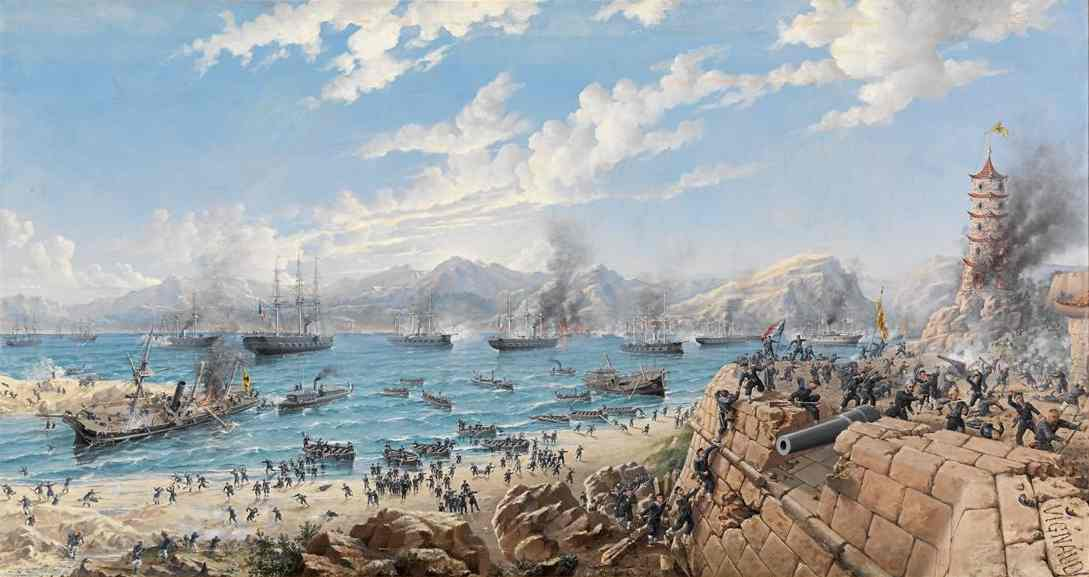
清仏戦争の馬江海戦

しかし1884年6月、清とフランスがベトナム支配権をめぐって清仏戦争で開戦。同戦争への動員のため、朝鮮駐留清軍は約半分が朝鮮から撤退。後ろ盾の弱体化に焦った閔氏政権は、対日姿勢を軟化させるどころか、独立党弾圧を開始するなど強硬姿勢をとって朝鮮情勢が緊迫化した。
これに警戒した竹添公使は一転して独立党と接近。竹添の支援と駐在清軍の半減を好機として独立党の金玉均や朴泳孝らは、12月4日にクーデタを起こし、高宗のいる景祐宮を掌握すると、高宗の名で竹添に王宮警護を要請。これに応じて竹添は一個中隊を率いて景祐宮に入城し、独立党が親日反清政権を発足させるのを支援した。激怒した駐在清軍は景祐宮に攻撃を開始、数に劣る竹添以下日本の守備隊は本国への撤退を余儀なくされた（甲申事変）。その後復権した閔氏政権により独立党とその一族郎党は皆殺しにされ、日本人居留民も29名が殺害され、日本公使館は焼き払われた。

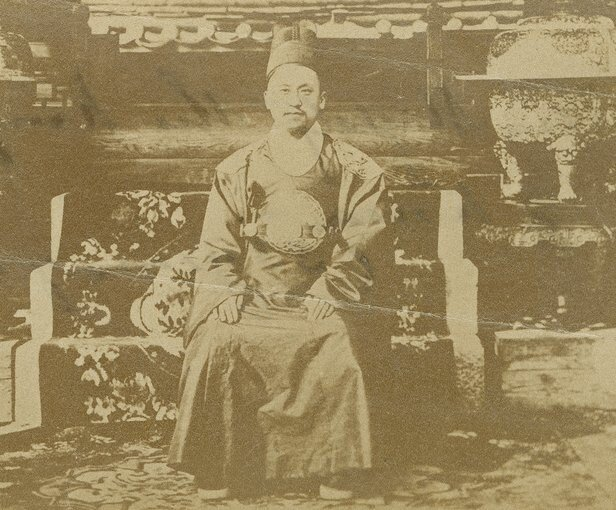
高宗（1852-1919）
朝鮮王室の傍系王族興宣大院君第2子。1863年に26代国王に即位。治世当初は父が摂政として実権を握り、1873年以降親政を宣言するも王妃閔妃とその一族閔氏が実権を掌握。日清戦争後の1897年に清から独立して大韓帝国初代皇帝となるも、1905年のハーグ密使事件を契機に退位。日韓併合後日本の王公族となり、徳寿宮李太王と称す。写真は1884年3月13日時

竹添の帰国で甲申事変の詳細が日本政府に判明すると、12月19日の閣議で井上を特命全権大使として朝鮮に特派することが決まった。天皇は12月21日に井上を召して、特派全権大使に任じ、次の内訓状を与えた。朝鮮と談判して日本公使館や邦人が受けた損害の賠償を求めなければならない。朝鮮国王から日本公使に対して護衛依頼があったというのが事実ならば、朝鮮国王は日本国天皇に謝罪の書を呈しなければならない。また清国に対しては将来の平和維持のため、日本と共に朝鮮駐在軍を同時撤兵させることを約束させねばならない。
当初朝鮮側は、日本の竹添公使のクーデター関与を非難する強硬姿勢に出ており、交渉決裂の空気が漂っていた。朝鮮の強硬姿勢は、甲申事変で清軍を指揮した袁世凱によって推進された。袁は、この事変に乗じて朝鮮に監国（総督）を置いて朝鮮の内外政を代行し、朝鮮属国化の一挙実現を目指す構想を持っており、日本に先んじて大軍を朝鮮に送り込む必要性を主張していた。しかし対仏戦争の最中にある清本国としては、日本との間に新たな戦線を開くわけにいかず、対日戦争に至る可能性が高い袁の強硬路線は取りうるものではなかった。
そのため清本国から朝鮮に派遣された呉大澂は、1885年（明治18年）1月1日に高宗の謁見を受けると、対日譲歩を要求。清に従順な閔氏政権は、これを受けて「1.竹添公使の責任は不問、2.国書で日本に謝罪することは認める、3.日本公使館焼失の賠償や日本人被害者への恤給（見舞金）の如何は交渉次第、4.日本の駐兵権の拡大は拒否する」という新たな対日交渉4方針を立てた。呉が恐れていたのは日本の駐兵権拡大であり、日本側の要求が謝罪・賠償・恤給など事件後始末の範囲に留まるなら受諾して問題ないという判断だった。この朝鮮側の交渉方針の転換は1月4日には日本側の知るところとなり、井上も方針を最終的に固めることができた。
日朝会談が始まる前から日本側の要求と朝鮮側の譲歩許容範囲はほぼ一致していたわけだが、1月7日から始まった井上と金弘集の会談では、金が「日本の竹添公使が今回の事変の原因」と批判し、井上は交渉における原因問題の一切排除を主張したが、金は原因論も議論すべきと主張して譲らず、交渉が進まなかった。井上は交渉決裂を匂わせる強硬姿勢を取りつつ「（条約では）敢て償金の多きを望まず、 又（国書の）文辞の卑きを欲せず、唯今回の変乱曲は日本に在りと云ふことなくんば可なり」と宥和的な意を内々に伝えるなど、硬軟併用して交渉。 その結果、8日以降の交渉は円滑に進み、9日に漢城条約が締結された。その主な内容は「一、朝鮮政府は国書により日本政府に謝罪」「二、朝鮮政府は日本人被害者遺族への恤給および商民の物質的被害への填補として11万円を支払う」「三、朝鮮政府は磯村大尉殺害（事件中朝鮮民衆に殺害された日本軍人で日清両軍衝突の死者ではない）の犯人を逮捕・処罰する」「四、日本公使館及び兵舎は朝鮮側負担により再建」。
これに基づき、2月に高宗の使節団が訪日・参内し、日本人殺害に対する謝罪の国書が天皇に奉呈された。
朝鮮側との事後処理はこれで片付いたが、清側との事後処理が残っていた。そちらの交渉で最も重要なのは漢城を制圧した清軍の撤兵だった。そのために、井上が伴った二大隊のうち一大隊は井上帰国後も漢城に駐屯。このまま両軍がにらみ合えば、遠からず全面衝突するので、日清両軍は同時に朝鮮から撤兵すべきと要求することでこの実現を狙った。
また事変で日本軍を攻撃した清軍指揮官の処罰も要求に入れられたが、こちらは事変の際の清軍の行動の正当性に関わる問題であるため、同時撤兵より清が受諾する可能性が低く、井上や伊藤博文は要求にするのを躊躇ったが、対外強硬派が多い陸海軍内薩閥を中心とした主戦論者（高島鞆之助陸軍中将や樺山資紀海軍少将など）が井上の主和論に反対していたことから、彼らへの配慮で入れられた要求とみられる。しかし2月7日の決定までには井上が主戦派を説得し、同時撤兵を清側が受諾するなら、この要求は放棄してもよいことが決められたため、交渉の余地を残した。
2月の廟議で伊藤を特派全権大使として清国に派遣することが決定。伊藤は2月28日に清国皇帝宛ての天皇の国書をもって横浜を出港。天皇は和平協定を結ぶにあたり、伊藤の交渉力に全幅の信頼を置くことを表明している。しかし国民の間では清国への憤慨が高まっており、膺懲を求める世論が圧倒的だった。その勢いはかつての征韓論の時に近いものがあった。憂慮した三条実美は各省卿以下の政府高官たちに対し、和平を願う天皇の大御心を強調し、人心を鎮静させ、軽挙に出ないよう手配するよう命じる内諭を出している。

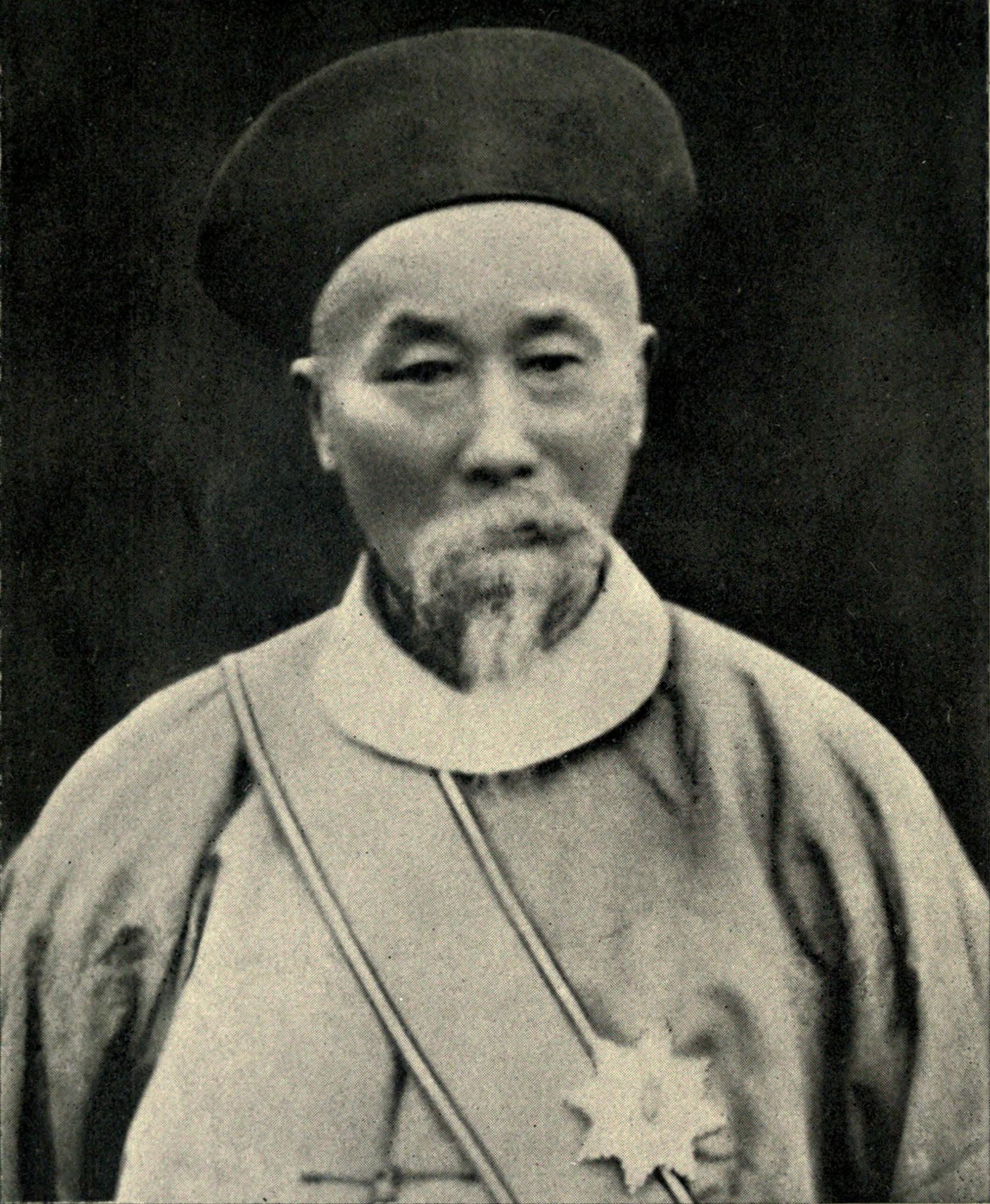
李鴻章(1823-1901)
曾国藩の幕僚として郷勇の編成の功で出世し、1870年に直隷総督・北洋大臣に就任して以降25年にわたり西太后の信任と「督撫重権」のもと清の外政・軍事を主導。洋務派として近代化に尽力したが、内外の条件に制約され、日本の明治政府ほど成果を上げられなかった。

3月14日に天津に到着した日本全権の伊藤は、清国全権の李鴻章と日清会談に入った。李は朝鮮に対する清と日本の立場の差、朝鮮内乱の際に派兵し朝鮮国王を保護する清の義務を強調し、清の派兵権の明文化を要求したが、伊藤は清にのみ派兵権が認められるのは相互均一でないとして、その要求を拒否。伊藤は東洋の平和を保ち、開明を期するには日清の和親協力が不可欠だが、この和協のためには朝鮮の独立を図り、日清双方が朝鮮に干渉しないことが重要と主張した。
伊藤も李も簡単に譲らず、交渉は長引いたが、4月15日に妥結し、18日に天津条約を締結。その内容は、現在朝鮮にいる日清両軍は同時撤兵、将来朝鮮で変乱が発生して日清両国、あるいはどちらか一国が再び朝鮮に派兵する必要が生じた場合は相互に通知し、かつ事態が収束した後は直ちに朝鮮から撤退する、また両国とも軍事教官を朝鮮に送らないことなどを定めていた。同条約により清は属邦保護権、日本は済物浦条約に基づく日本公使館防衛権に基づき、朝鮮に出兵する権利をそれぞれ有することが確認され、朝鮮に対する清の独占的立場は多少後退したものとなった。
4月28日に帰国した伊藤は直ちに参内復命。天皇は伊藤が使命を果たしたことを喜び、労をねぎらった。天皇は三条に、台湾征討の際に清と談判した大久保利通に報奨金1万円を下賜した先例にならうべきか下問し、三条は報奨金下賜を勧めたようだが、現金の下賜は当時も評判が悪かったため、これを避け、馬一頭を下賜するとともに伊藤邸に行幸するという名誉を与えることで伊藤の働きに報いた。
天津条約に基づき、日清両軍が朝鮮から同時撤兵すると、朝鮮半島は軍事的空白状態となった。しかし清は朝鮮について「属国」と「保護」を不可分なものとみなす対外アピールを欠かさなかった。事変後清代表として漢城に常駐した袁世凱はことあるごとに朝鮮は清の「属国」であることを強調し、宗主国代表の自分を他国の公使より格上の扱いにするよう朝鮮政府に要求し、尊大にふるまって朝鮮政府を威圧。しかし朝鮮政府も、日本も欧米各国もその言動に必ずしも賛同しなかった。この状況が軍事的空白と相まって、相互牽制の作用が働いて、朝鮮半島は緩衝地帯の様相を呈し、10年ほど半島情勢の小康が続いた。

### 内閣総理大臣の誕生

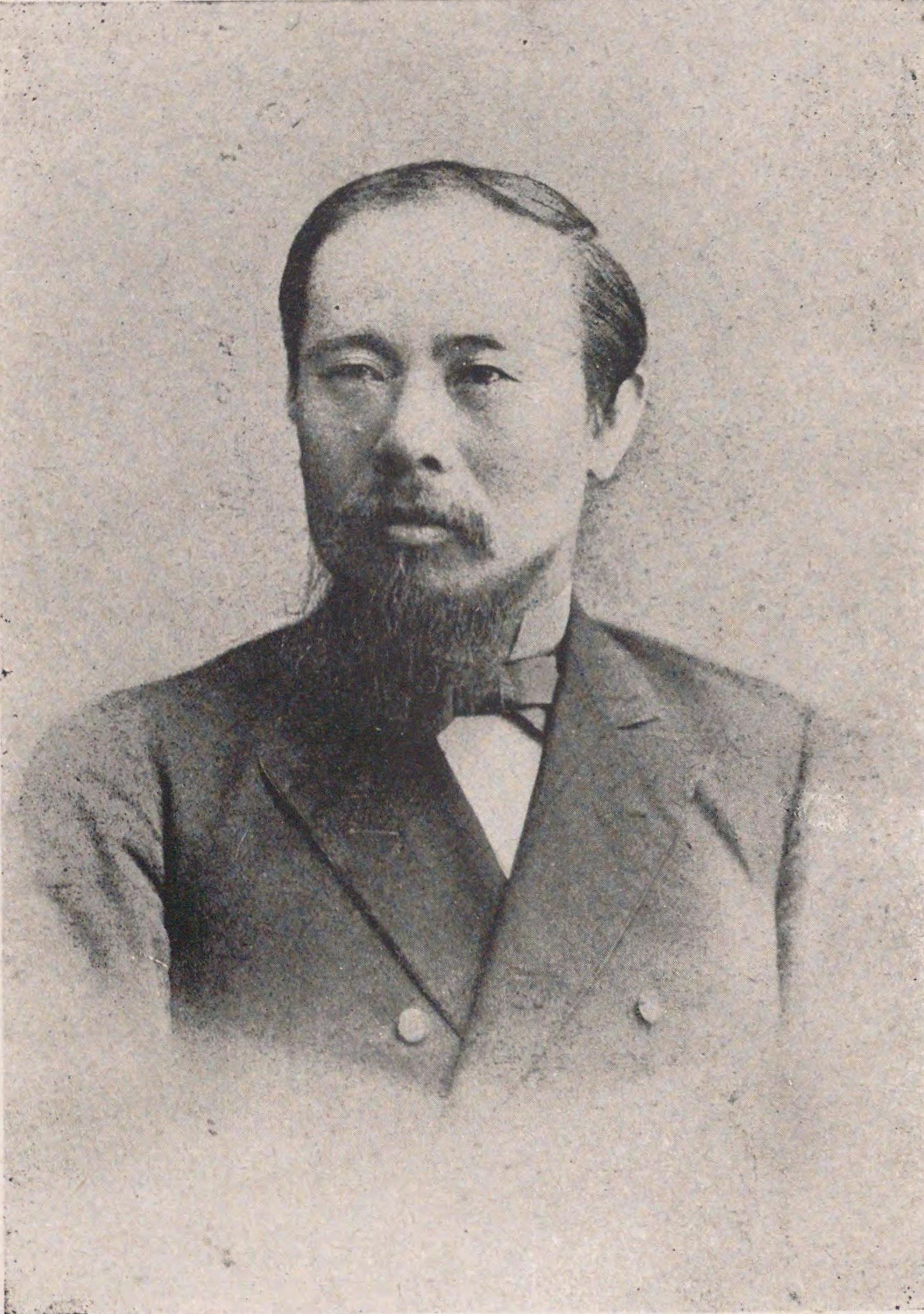
伊藤博文(1841年-1909年)
周防国の百姓として生まれ、長州藩足軽伊藤家に養子入りし、倒幕運動尽力を経て、維新後開明派官僚として活躍。1878年の大久保利通の死後に政府を主導。1885年に内閣制度を創設し初代内閣総理大臣に就任。4度にわたって組閣。写真は明治18年

憲法調査のための欧州歴訪から帰国した伊藤博文は、憲法制定作業を前にして、再び明治14年の政変のような事態に至らぬよう、閣内分裂に至りがちな現在の太政官制度、参議・省卿兼任制を、自らが内閣総理大臣として閣僚を強力に指導する内閣制度に変えることを模索するようになった。
明治18年（1885年）11月に太政大臣三条実美は、岩倉の薨去以来空席となっていた右大臣の職位に内閣顧問の黒田清隆を任命する人事案を提案した。三条は伊藤が政体再編を図ろうとしていることを察知していたから、それを牽制する意図があり、伊藤も三条が現在の政体を変革する事に乗り気でないのに気づいていたので、三条の警戒を解くためにも黒田を右大臣とすることに賛同した。そのため三条が11月に閣議を招集して黒田の右大臣就任について諮った時、異論は出なかった。
三条から右大臣就任要請を受けた黒田は伊藤に意見を質した。伊藤は黒田が適任だと思うし、自分は微力ながら支える覚悟だと答えた。それを聞いて黒田は右大臣就任の決意を固めたが、三条が参内して黒田の右大臣任命を奏請した際、天皇は「右大臣の職は極めて重い。誰もがその徳識名望を推す人物でなければならない。黒田は適任とはいいがたい」「仮に黒田が右大臣に就任したとしても、実際の権力は伊藤に握られていることを覚えれば、不平を鳴らすことになるのではないか」と述べて難色を示した。
これを受けて三条は、伊藤に右大臣就任を求めたが、伊藤は自分が右大臣に就任すれば、かえって太政官制度を強化してしまうので辞退し、あくまで黒田の右大臣就任を推した。やむなく三条は再び参内して黒田の右大臣任命を奏請。天皇は黒田の右大臣就任は参議全員一致の考えか、と質すことで参議の全員一致を要求した。天皇の信頼厚き工部卿佐佐木高行が酒癖が悪い黒田を嫌って黒田の右大臣就任に反対していた。三条は佐佐木の説得にあたり、なんとか同意を取り付けたものの、直後に黒田が右大臣就任を辞退。黒田はその理由について、西郷隆盛や大久保利通でさえなれなかった地位に自分が就任するのは心苦しい、伊藤参議の上座を占めるのも気が進まないと述べたが、恐らく天皇と佐佐木が自分の右大臣就任に反対であることを耳にしたのだと思われる。
この間にも伊藤は太政官制廃止と内閣制度創設の準備に動いていた。三条は今にも自分の太政大臣の地位が失われようとしていることに狼狽しつつも、天皇から政体組織の再編の検討を命じられた際に内閣制度に反対しなかった。12月22日に三条は天皇に政体再編の必要性について論じるとともに、自分はその任に堪えないので太政大臣を辞したいと願い出、天皇はその辞表を受理した。同日、太政大臣、左大臣、右大臣、参議、各省卿の職位は廃止され、内閣総理大臣を首席とし、九省を率いる各大臣（外務大臣、内務大臣、大蔵大臣、陸軍大臣、海軍大臣、司法大臣、文部大臣、農商務大臣、逓信大臣）から構成される内閣制度が発足することとなり、初代内閣総理大臣には宮内大臣兼務で伊藤博文が任命された。ここに華族階級（旧公家・旧大名）出身者による支配の時代は名実ともに終わりをつげ、元百姓・元足軽の士族出身者が政府首位を占める時代が到来した。

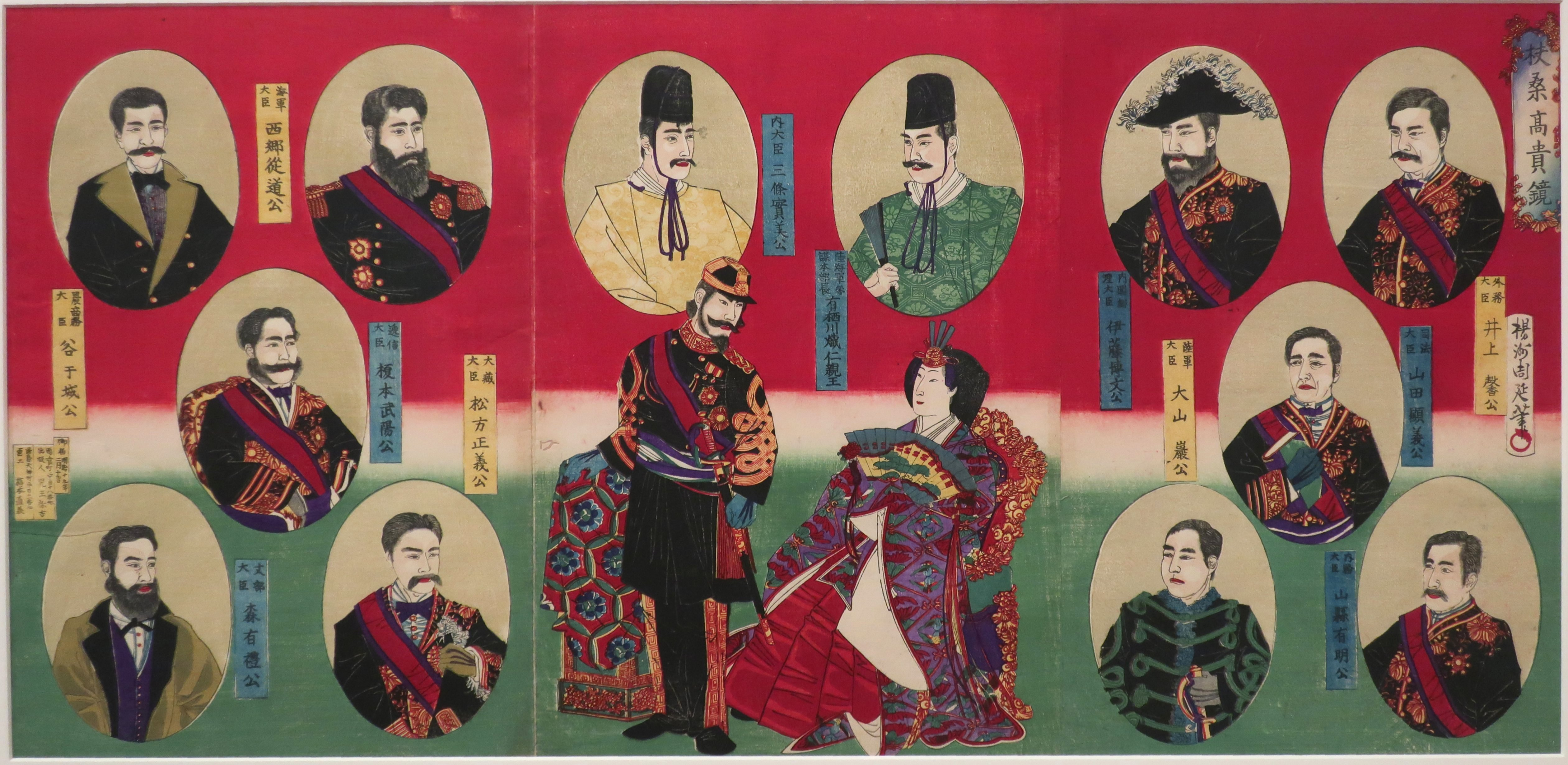
『扶桑高貴鏡』（揚州周延作）
中央は、明治天皇と美子皇后、陸海軍参謀本部長有栖川宮熾仁親王、内大臣三条実美。左右は第1次伊藤内閣の閣僚たち。右側は内閣総理大臣伊藤博文、外務大臣井上馨、司法大臣山田顕義、陸軍大臣大山巌、内務大臣山縣有朋。左側は海軍大臣西郷従道、農商務大臣谷干城、逓信大臣榎本武揚、大蔵大臣松方正義、文部大臣森有礼

第1次伊藤内閣の閣僚人事について天皇は伊藤が奏請した人事案をほぼ認めているが、唯一文部大臣森有礼のみ難色を示した。森はキリスト教に偏り、とかく物議を醸すというのがその理由だったが、伊藤は森を擁護し「臣が総理の任に在るの間は、決して聖慮を煩はしたてまつるが如きことなきを保す」と請け負うので、天皇は、伊藤に組閣の大命を下した以上は、伊藤の自由に組閣させてやることにし、森を文部大臣に任じた。
内閣制度発足と同時に「内閣職権」が定められた。これは、プロイセンの1810年10月27日の勅令、すなわちハルデンベルク官制を模範とした大宰相主義を取っており、内閣総理大臣に「各大臣ノ首班トシテ機務ヲ奏宣シ旨ヲ承テ大政ノ方向ヲ指示シ行政各部ヲ統督ス」という各省大臣に対する大きな監督権を付与しているのが特徴である。
しかし法務官僚の井上毅は、内閣総理大臣の権限が巨大すぎると、天皇親政の原則が侵される恐れがあるとして大宰相主義に反対した。この危険は憲法制定作業の中でも議論され、結局4年後には「内閣職権」は「内閣官制」に改正され、内閣総理大臣の権限は縮小され、各大臣は単独で天皇を輔弼する責任制となり、いわば「大宰相主義」から「小宰相主義」へ移行していった。

### 井上馨の条約改正案をめぐって

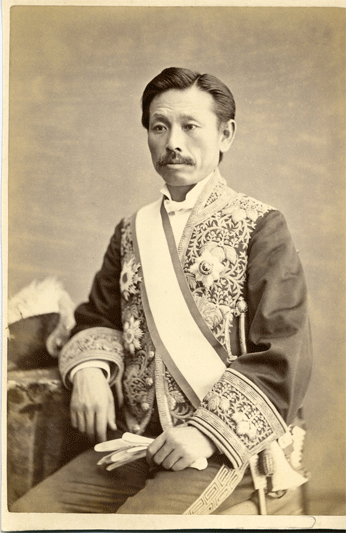
井上馨(1836-1915)
安芸井上氏末裔。幕末に尊王攘夷運動に尽力、維新後大蔵官僚となり、1873年に一時下野するも、1875年の大阪会議で政府復帰、工部卿を経て1879年に外務卿、内閣制度後第1次伊藤内閣外務大臣、黒田内閣農商務大臣、第2次伊藤内閣内務大臣、第3次伊藤内閣大蔵大臣など閣僚職歴任。1907年侯爵

明治19年（1886年）10月24日にノルマントン号事件が起き、治外法権への怒りが日本中で高まった。外務卿井上馨は条約改正を急ぎ、明治20年（1887年）4月の条約改正会議において、治外法権撤廃のための大幅譲歩案を提出することで、欧米列強諸国の支持を取り付けることに成功した。同案は、改正条約批准後2年以内に日本国民が享受する権利・特権はすべて外国人居住者にも等しく認められ、日本の司法制度は批准後2年以内に全ての点で西洋の慣例に従って改め、刑法その他の法律はすべて英訳してそれを正本と為し、領事裁判権は批准後3年間は存続させ、外国人が関与する訴訟の審判に当たる裁判官の多数は外国人とするものだった。
しかしこの譲歩案は朝野問わず激しい反発を巻き起こし、政府内では農商務大臣谷干城、フランス人内閣雇法律顧問ボアソナード、法務官僚井上毅などが反対の論陣を張った。井上馨は外国が吞める案でなければ条約改正は不可能であり、まずは改正にこぎつけることが治外法権撤廃のための第一歩であると反対派に説いたが、谷は、同案は外国に内政干渉を許すもので「一時の名を貧りて百年の害を顧り見ざるもの」と難じ、そもそもこのような重大問題を外務当局は自分たちだけで処理しようとし、各省大臣に広く意見を問わないのは論外と批判した。井上は万事に渡って日本が欧米文明国を模範としている今日にあって、法律の制定改廃もまたそれに倣うのは理の当然と反論し、伊藤首相もその意見に賛同した。谷は自分の意見が閣内に受け入れられないと見ると、天皇から直接支持を得るべく、7月20日にも天皇に拝謁し、同案を中止すべき理由を述べたうえで、その可否は宮中顧問官等に諮問するよう奏請、特に欧州から帰国したばかりの黒田清隆に意見を質すよう求めた。天皇は谷の熱弁を静聴していたが、意見は何も述べなかった。天皇の支持が得られないと悟った谷は辞表を提出した（後任の農商相は土方久元）。
しかし谷辞職後も譲歩案批判は収まらず、佐佐木高行、土方久元、元田永孚などの枢密顧問官たち、内閣顧問の黒田清隆をはじめ閣内有力者も続々と同案反対派に転じた。ついに井上も断念せざるをえなくなり、7月18日の改正会議で各国全権委員に対し、先の改正案は変更せざるを得ないことを表明、8月2日に井上は天皇に拝謁し、改正会議中止の顛末を報告した。
9月17日には伊藤首相が兼職している宮内大臣の辞職を奏請し、後任として黒田を推挙した。天皇は当初これを却下した。皇室典範はいまだ定まっておらず、皇室財産はいまだ制度化されていなかった。天皇の考えるところ、これらの問題を有効に対処できる者は伊藤以外になかった。また天皇は黒田を好んでおらず、長時間宮中にいる役職に彼を就かせるのを嫌がった。その後天皇は元田永孚の助言に従って、しぶしぶ伊藤の辞表を受理するも、後任に黒田は認めず、土方久元を後任の宮内大臣に任じ、黒田は土方の後任として農商相とした。また元田の助言を容れ、条約改正案をめぐって批判が高まっていた井上外相を辞職させ、暫定的に伊藤に外相を兼務させた。元田の助言とはいえ、天皇は大規模な人事異動に憂慮を感じていたという。
後任の外相には井上も伊藤も大隈重信を推挙したが、大隈は、自由党ほど過激ではないものの、在野にあって伊藤内閣が嫌う変革を主唱する政党立憲改進党のリーダーだったため、自分の入閣が改進党に逆効果になることを躊躇していた。大隈は自身の入閣条件として国会開設後、7、8年以内にイギリス型議院内閣制を導入するなどの要求を示し、この条件に渋った伊藤は、やむなく臨時として自ら外相を兼務したが、後に大隈との間に妥協が成立したため、大隈が外相として入閣した。

### 枢密院憲法会議

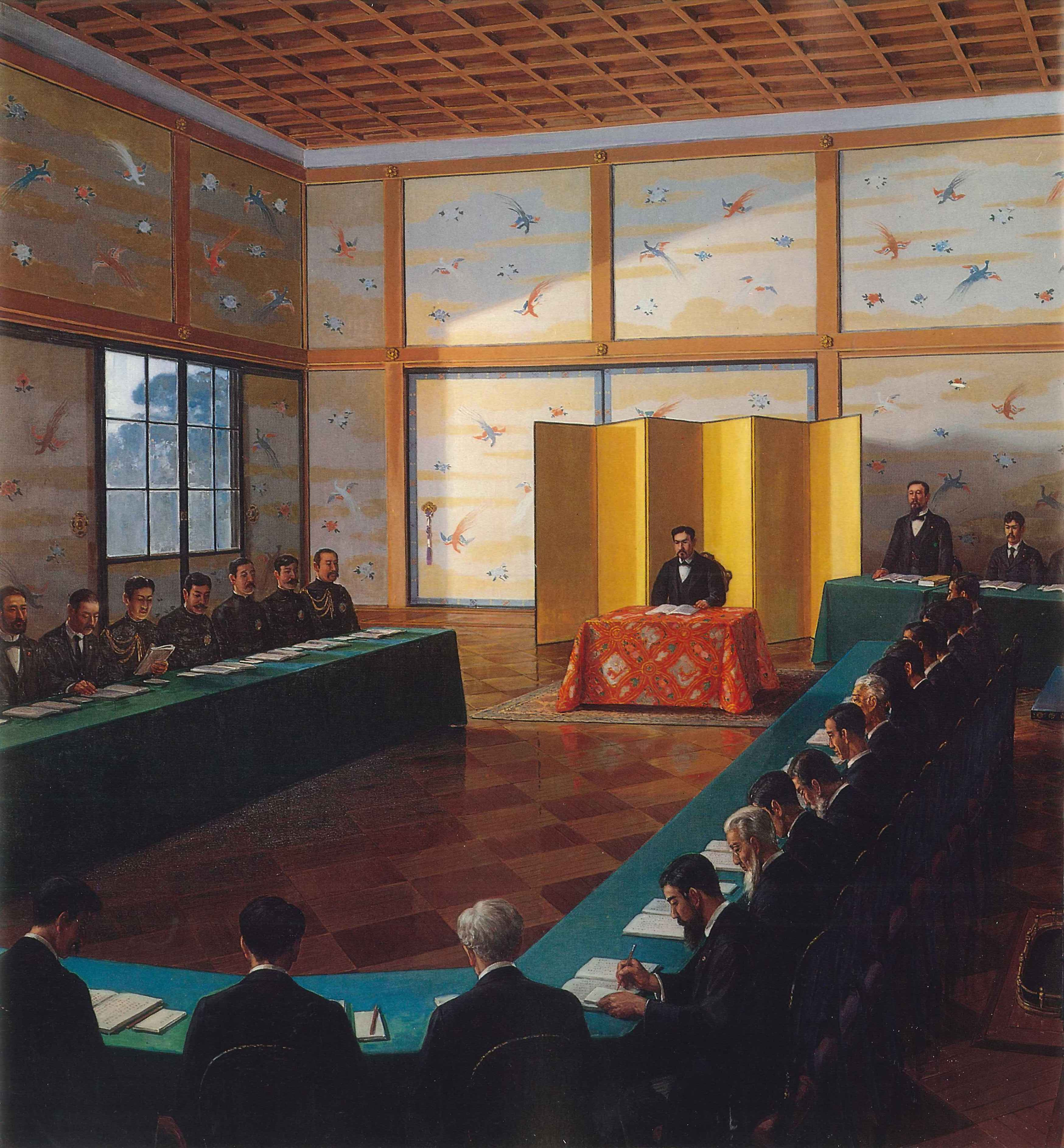
聖徳記念絵画館壁画『枢密院憲法会議』（五姓田芳柳筆、伊藤博邦公爵奉納）赤坂仮御所で開かれた枢密院憲法会議に臨御する明治天皇（中央）。右側の机で起立している人物は憲法草案の趣旨を説明する枢密院議長伊藤博文。左側の机は奥から順に有栖川宮熾仁親王、小松宮彰仁親王、伏見宮貞愛親王、北白川宮能久親王、有栖川宮威仁親王、内大臣三条実美、内閣総理大臣黒田清隆。

伊藤博文が欧州での憲法調査の任を終えて帰国した後の明治17年3月に宮内省内に伊藤を長官とする制度取調局が創設され、同局が憲法制度の調査を担当することになった。伊藤は立憲政治の開始を前提として、立憲体制に対応できる行政府に改革することから着手し、太政官を廃して内閣制度を作り、明治19年から憲法草案の制定作業が本格化させた。同年に来日したドイツ人法学者ルドルフ・フォン・グナイスト（伊藤は憲法調査の訪独で彼の講義を受けた）の弟子アルベルト・モッセ、レースレルなどお雇い外国人の法学者たちの助言を得ながら、憲法草案は何度も加筆修正され、伊藤の別荘がある神奈川県夏島に井上毅、伊東巳代治、金子堅太郎ら伊藤側近の官僚が集まって集中討議を行い、所謂「夏島憲法草案」がまとめられた。「夏島憲法草案」はその後も何回も改正が加えられ、最終的に天皇に上奏される成案が完成したのは明治21年（1888年）のことだった。
また憲法と別建てで皇室典範の起草も進められた。明治18年（1885年）に宮内省制度取調局は「皇室制規」と名付けられた最初の草案を起草。この「皇室制規」は、女帝のみならず、母系からしか天皇に繋がらない女系天皇をも容認し、嫡系皇族を優先しているのが最大の特徴である。しかし法務官僚の井上毅が「謹具意見」と題した反論を提出して女帝論に反対した。井上は島田三郎や沼間守一ら民権派にも女帝反対論が根強いことを紹介、島田は、我が国には古来女帝の先例があるという主張に対して、即位事情の当時と今日の状態の違いを挙げて反論しており、また男女平等という時代の要請については女帝に一生独身を貫かせることは条理に反し、皇婿（女帝配偶者）の存在は我が国の夫婦観になじみにくいことを挙げて反論していた。井上は島田の論に加え我が国にかつて在位した女帝は欧州の女王と異なり、「摂位」（男性天皇不在のために代わりに皇位について政治を行うこと）だったこと、また皇婿の政治介入の恐れを指摘した。この井上の建言により伊藤ら政府首脳は意見を変え、皇男子孫による継承、女帝否定に舵を切るようになり、この次の草案の「帝室典則」からは女帝即位の可能性は完全にないものとなった。柳原前光もこの頃から審議に加わるようになり（彼の妹の愛子が天皇に入内して明宮嘉仁親王（大正天皇）を儲けており、宮中に影響力があった）、井上毅はレースレルにも知恵を借りて起草作業を勧めた。その後、伊藤、井上、柳原らを中心に最終草案「皇室典範」がまとめられ、夏島会議において憲法草案と並行して議論と修正が行われ、天皇に上奏する成案としてまとめられた。
伊藤の奉呈した憲法と皇室典範草案を嘉納した天皇は、明治21年4月28日に新たに枢密院を設置し、ここに皇族、大臣、元勲と熟練の人物、当代の一流の人物をすべて集め、草案を諮詢し、自らその審議を聞召して各条ごとに欽定することとした。当代の衆知を集めることで完璧な憲法を作ろうという天皇の思し召しであった。伊藤が首相を辞して枢密院議長に就任することを希望したため、天皇は辞表を受理し、後任の総理には伊藤の推挙で黒田清隆を任じた。天皇は総理としての伊藤を失うことに気は進まなかったが、幅広い人材から成る枢密院を宰領しうる人物が伊藤以外になかったため、この転任を許した。
明治21年（1888年）5月8日に天皇は赤坂仮御所で開かれた枢密院の開会式に臨御し、次の勅語を賜った。「朕前ニ閣臣ニ命シテ起草セシムル所ノ皇室典範及憲法ノ案ヲ以テ樞密院ニ下シ詢議ニ付ス 惟フニ立憲ノ大事ハ朕カ祖宗ニ對スルノ重責ニシテ經營創始　朕自ラ之ヲ斷スルノ任ヲ取ラントス  而シテ帷幄ノ中勵精研思卿等ト之ヲ倶ニシ獻替啓沃一ニ卿等ノ忠悃糸眞密ニ倚籍セスンハアラス其他重要ノ法律勅令ニシテ憲法ト關係ヲ有スル者更ニ相續キテ院議ニ下サントス　朕卿等ノ勞劬ヲ勉メ機務ヲ愼ミ日ヲ期シテ功ヲ終エ以夙夜ノ憂ヲ分タンコトヲ望ム」。なおこの勅語を前日に渡された天皇は勅語のような重要な文章を事前の内奏もなく直前になってできあがった文章をただ渡すだけとは何事かと激怒し、翌日の枢密院開会式には出ないと主張した。この件は7日夜に天皇がやはり出席の意向を示し解決したが、開院式終了後、伊藤はこの件を直接、天皇に謝罪した。
枢密院における憲法会議は毎週1日、または隔週1日に午前と午後の二回行われ、合計76回の会議が、12月17日までに及んで行われた。天皇はそのほとんどに臨御している（唯一10月12日午前中1回のみ病欠している。午後は病を押して臨御した）。憲法会議における天皇の精勤さは枢密院議長の伊藤、宮内大臣の土方久元、書記官の金子堅太郎などが一致して証言しているところである。土方は次のように回想している。「枢密院では暑くても寒くても毎日会議を開き、憲法・議院法・皇室典範等重要な議事を論議したが、陛下にはその開院の都度必ず出御あそばされ、皇族方も丁年以上の御方は皆残らず御出席になり、各大臣は無論の事、枢密顧問官は皆大抵若い人が多かったから、少々の病気ぐらいは推して出るというような有様で、何れも心血を注いで討議し、時には熱烈火を発するごときの激論数刻に亙ることもあり、凡そ御前に於て、あれだけの大臣その他高官の人々が集って、大激論をやったことは前後あるまいと思う。大議論があってから、一週間も二週間も経って、後に何かの折の御話に、陛下には先達の何々の会議の時、何々の箇条に就いて、何某の述べた論は、あれは余程名論であった、何某の趣旨は善かったが、弁舌が十分に行届かぬので残念に思うというふうに種々御批評あそばされ、我々はもう疾くに記憶を去ってしまったことをも、よく御記憶があって、その御批評の的確なる、その判断の明白なる、御記憶の強く、御才徳の秀でたもうことに、感服したてまつったのである」。
天皇は会議中、議事進行に注意深く耳を傾け、一言も発しなかったが、会議後に議長の伊藤を召して疑義を質すことがあった。草案の一字一句でも十分に納得いかなければ、何度も伊藤に下問し、その意味が徹底するまで研究した。
11月12日に会計法の審議をしていた際、明治天皇の第4皇子昭宮猷仁親王が薨去したことが報告され、伊藤は審議を止めようとしたが、天皇はそれを認めず、審議の続行を命じている。

### 明治宮殿の完成と憲法発布式

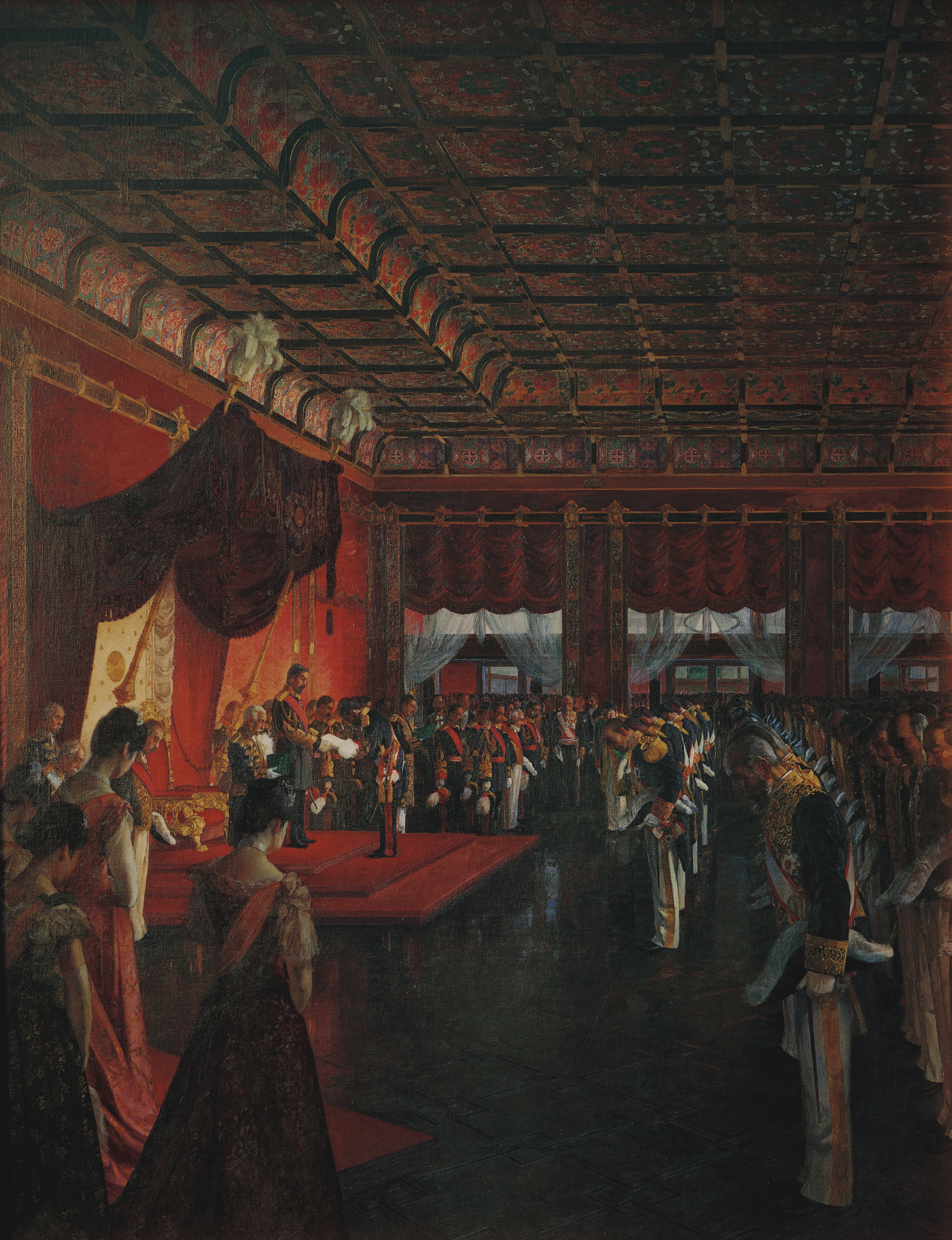
聖徳記念絵画館壁画『憲法発布式』（和田英作筆、島津忠重公爵奉納）明治宮殿正殿において第2代内閣総理大臣黒田清隆に憲法原文を下賜する明治天皇。手前の壇上に立つのは美子皇后。最前列手前は枢密院議長の伊藤博文（前内閣総理大臣）。

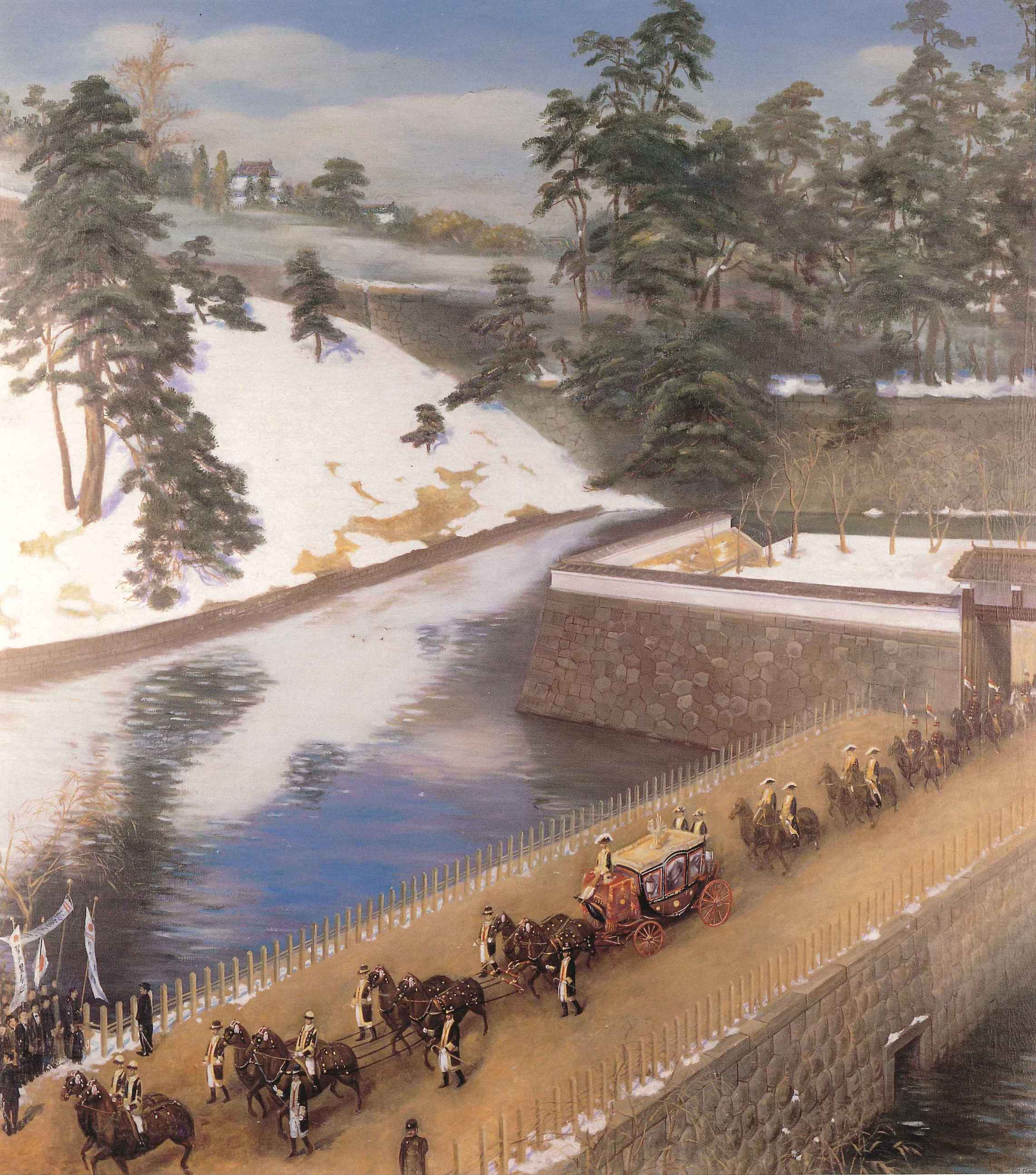
聖徳記念絵画館壁画『憲法発布観兵式行幸啓』（片多徳郎筆、日本興業銀行奉納）憲法発布式終了後、青山練兵場の観兵式に行幸啓するため桜田門から皇居を出る明治天皇と美子皇后を乗せた馬車。左下には行列を拝観する市民の姿も見える。

明治21年10月に皇居の旧西丸跡地とその周辺地に明治宮殿が完成。明治22年（1889年）1月11日に天皇皇后は、赤坂仮御所から新皇居に移った。その沿道には諸学校の生徒らが列をなし、国歌の君が代が歌われた。新宮殿正門外では軍楽隊が演奏して出迎え、行列が二重橋に入ると、昼間の花火が打ち上げられ、あたりいっぱいに集まった奉迎の市民たちが万歳を唱えた。
新宮殿の造営をめぐっては天皇の浪費嫌いのために当初は造営さえ危ぶまれたが、君主の宮殿がみすぼらしいのは日本の国威に関わると説得され、ついに天皇も巨額を投じた宮殿の造営を承認したという経緯があった。宮殿造営の中心人物は、代々にわたって内裏の作事に携わってきた大工の家である木子家の当主木子清敬であった。また伊藤も宮内卿として関わり、宮中夜会などが行われる近代の宮殿にふさわしいよう一層壮麗化させる計画変更をたびたび推進した。
宮殿の床面積は5,855.805坪に及び、天皇の公務の場となる東翼の表宮殿と、天皇の私生活の場となる西翼の奥宮殿に分かれており（境界線は御学問所と聖上常御殿の間と考えられている）、構造形式は一部を除き木造平屋建て、外観は入母屋屋根を主とした和風意匠だった。内部意匠は表宮殿と奥宮殿で異なっており、表宮殿は正殿（建築中は謁見所と呼ばれた）や表御座所（同饗宴所）などの主要建物が大空間に作られており、和風の軸組や格天井に、床の寄木張りやガラス扉、緞帳といった洋風の要素を加えた独特の和洋折衷の建築になっていた。これに対して奥宮殿は、基本的には床の間や明障子などを備える和風建築だった（聖上常御殿や皇后宮常御殿など一部の部屋は、暖炉や絨毯といった西洋的要素も取り入れられている）。宮殿の総工費は415万3067円6銭4厘に及んだ。
『明治天皇紀』から検討すると、表宮殿で行われた宮中儀礼の内容は、年中行事たる「朝儀」と不定期に行われる「大典」で、内容が大きく異なった。「朝儀」である新年宴会（1月5日）、紀元節賜宴（2月11日）、天長節賜宴 （11月3日）の三大節賜宴は、皇后以下婦人は不参加で、その賜宴は和食昼餐で行われたが、「大典」として行われる儀式、たとえば憲法発布式（明治22年2月11日）、皇紀2550年紀元節（明治23年2月11日）、天皇皇后の大婚25年祝典（明治27年3月9日）、皇太子御成婚の礼（明治33年5月10日）、ガーター勲章捧呈式（明治39年2月20日）などは、皇后以下夫人同伴で行われ、賜宴は大規模な洋風の夜会形式で開かれた。
「大典」として最初に行われた儀式は明治22年2月11日に正殿で行われた憲法発布式である。神武天皇の即位を記念する紀元節御親祭が行われる同日、天皇は賢所で皇室典範および憲法制定の告文を奏し、この日の大事が達成できたのはひとえに皇祖皇宗の導きのおかげであると感謝し、憲法遵守を誓った。ついで皇霊殿に拝礼し、ここでも告文を奏した。その後、皇族、黒田清隆首相以下の閣僚、各府県知事、各国家機関の総代、その他さまざまな貴賓、各国公使などが一堂に会した正殿において憲法発布式に臨んだ。
明治憲法は、ドイツ憲法型の君主大権の強い憲法だったが、ヨーロッパ諸国のいくつかの憲法よりも自由主義的な憲法で、アジアにおいてはもちろん最も進歩的だった。日本はアジア初の本格的な立憲国家としてスタートを切ることになった。国内の評判も概ねよく、これまで政府批判の言動をしていた識者からも「聞きしに勝る良憲法」（高田早苗『帝国憲法を読む』『憲法雑誌』第1号）「大体に於いては実に称賛すべきの憲法」（『毎日新聞』明治22年2月19日号）といった評価が多かった。
また、天皇は同日に上諭も公布し、憲法に定められた帝国議会を明治23年（1890年）に召集し、その議会開会を以て憲法が有効となると宣言した。それは日本における代議制議会政体の始まりを告げるものとなった。
憲法発布式が終わると、天皇皇后は、青山練兵場で行われる陸海軍の観兵式に臨御するため、六頭立ての儀装馬車に乗って皇居を出た。その沿道は歓喜の市民たちで奉迎された。東京の街も日本が近代立憲国家となったことへの祝賀ムードに包まれており、街には華やかな装飾が施され、山車や仮装行列が繰り出していた。万歳の声がこだまして街は興奮の坩堝にあった。ベルツは観兵式から帰る少女たちについて、雪解けの中で数時間も立っていたはずだが、いささかも疲れを覚えていないかのように楽しげな顔で帰路に就いていたと回顧している。
また同日に天皇は、憲法制定を祝して古傷を癒すべく、過去に処罰された人々の赦免を行い、その叙勲を行った。この際に西郷隆盛に正三位、吉田松陰に正四位が贈られた。
翌日12日も天皇皇后は上野公園で開催された東京市民奉祝会に行幸啓し、沿道や会場で多くの市民から奉迎された。
明治宮殿
- 正殿の天皇・皇后の玉座
- 豊明殿
- 東溜の間
- 西溜の間
- 千種の間
- 明治宮殿中庭
- 宮殿の上空写真

### 大隈重信の条約改正案をめぐって

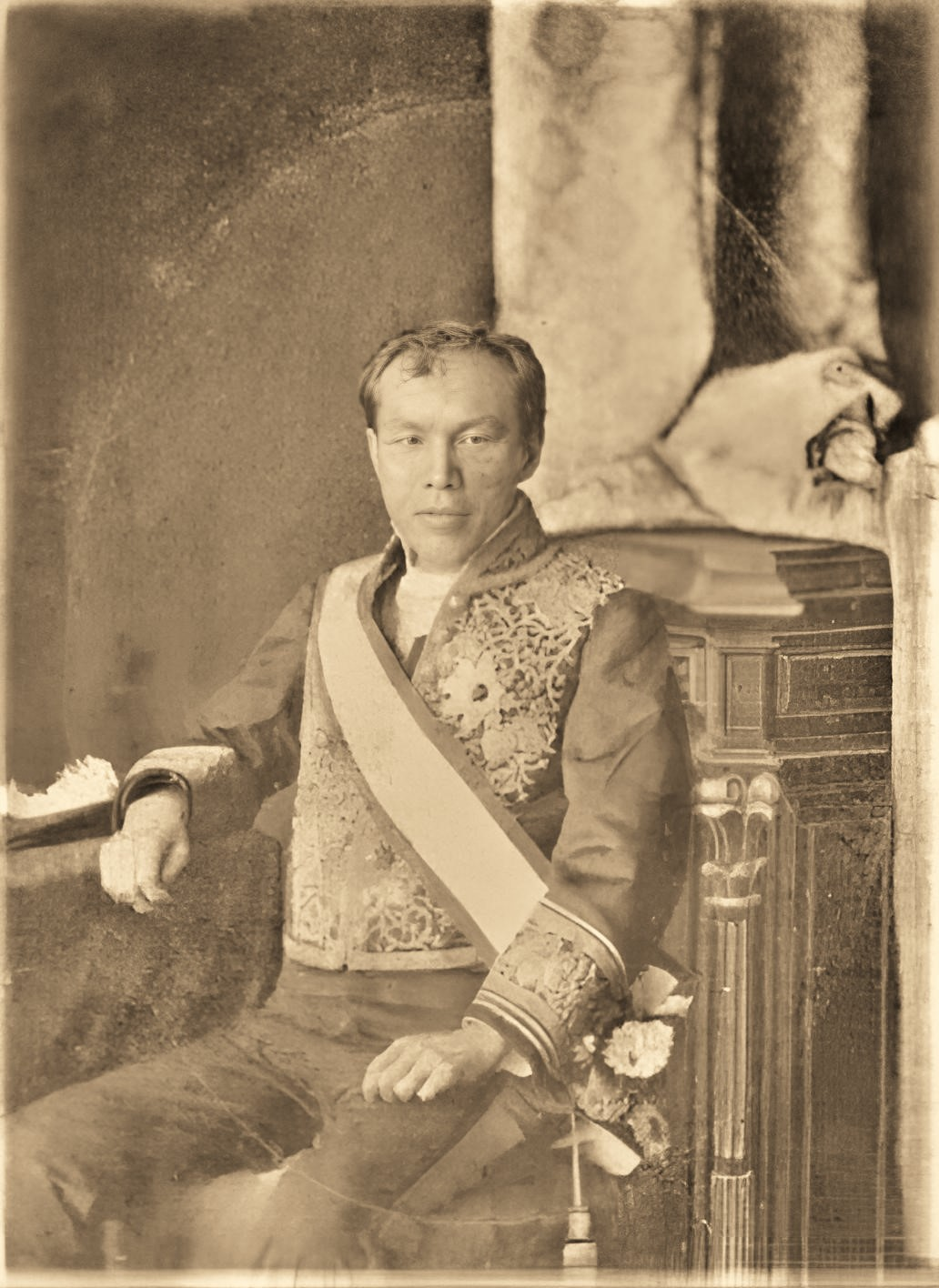
大隈重信(1838-1922)
幕末に佐賀藩士として尊王攘夷運動に尽力、維新後政府に出仕し、大蔵卿に長期在任。明治14年の政変で下野し立憲改進党を結成するも、第1次伊藤内閣・黒田内閣で外相。進歩党を結成し、第2次松方内閣外相・農商相を経て、1898年に日本初の政党内閣第1次大隈内閣(隈板内閣)を組閣し、第8代総理大臣。進歩党分裂で総辞職後、憲政本党を指導したが、1907年に一時政界引退し、同年侯爵。第一次憲政擁護運動で政界復帰し、1914年に第2次大隈内閣を組閣、1916年まで第17代総理大臣。早稲田大学創立者としても知られる。

条約改正案への批判の高まりで辞職した井上馨の後任の外務大臣大隈重信も治外法権廃止に取り組む決意を固めていた。大隈は先の井上の譲歩案のうち、外国人の内地旅行、居住、土地購入などについてはそのままとしつつ、外国人裁判官の役割は限定させ、新しい民法の原本も日本語とした。ただこの大隈の新譲歩案も、政府内外の譲歩案反対派を懐柔するには不十分だった。明治21年から明治22年にかけて激しい批判に晒されることになる。
特に明治22年は憲法制定があったので、改正案の外国人裁判官任用の規定は違憲という批判が朝野に巻き起こるようになった。明治22年8月1日に開かれた黒田内閣の閣議は、この批判に対応して外国人法官は帰化して日本国籍を有する外国人に限るとしたが、現実的にはその実行は困難と考えられ、天皇もそれを案じていた。
天皇は条約改正中止を命じる気はなかったが、違憲の指摘については深く憂慮し、9月23日に侍従長徳大寺実則を通じて黒田首相に注意を出し、枢密顧問官中にも条約改正案は憲法19条に抵触し、構成法にも関係が少なくないとして反対する者があるとして、閣議において討議を十分尽くして違算なきようにと命じるとともに、伊藤は外交に通じているので、伊藤と能く相談せよと命じている。また大隈を召して、英国との商議の経過、条約調印後のロシアとの関係について質した。大隈は英国との交渉は極めて困難であるが、ほどなく調印される見込みであると請け負った。
9月23日に伊藤が秋季皇霊祭のため参朝した際、天皇は侍従長を通して伊藤に改正条約の議を枢密院に諮詢すべきか下問した。佐佐木高行の日記によれば、伊藤は「今日御諮詢あらせられては、議論が沸騰して、時期に破裂するから、内閣で猶も熟議させたらよろしうございましょう」と奉答し、それを聞いた天皇は、枢密院に諮詢しない方向を固めた。
しかし、同日に佐佐木が参内し、改正条約案の不都合を論じたうえで、今般の改正案は将来の国体にも関係することで、憂国の人々も日夜苦心しているので、速やかに閣議で定めて、枢密院へ御下問あそばされ、将来の方針を確定されるよう奏請した。それに対して天皇は「成る程、今日は甚だ切迫の模様なれども、大隈は目下英国と談判中である。これさへ成功すれば、他に方策もあるといっている。しかし、外交のことは伊藤には十分の見込みもある筈だから、伊藤と黒田・大隈等が篤と熟議したなら、なんとか方法もあらうからと黒田に告げ、また伊藤にも申し聞かせてある。伊藤・黒田・大隈の三人で相談がまとまらねば、何事もできないが、困ったことには伊藤は辞職々々といい、黒田は怒ってしまうので困る」と述べた。
この時の黒田首相は条約改正案を断固通すべきという立場であり、条約改正案は違憲なる批判については、外国判事の帰化により避けることが決定しているので、新たな閣議も枢密院会議も必要ないとしていた。また伊藤について、これまで改正案に賛成しながら、今日世論の攻撃が甚しくなったとて、今更ためらうとは何事なのか、大隈一人を見殺しにするつもりかと憤慨していた。黒田は伊藤の態度に怒り、伊藤と面会するのを好まず、ついには門を閉じて一切の外客を謝絶し、批判に耳を傾けなくなった。黒田の態度に盟友の西郷従道や吉井友実らも憂慮し、そのような態度は聖旨に反するとして黒田の説得にあたり、また伊藤の説得にもあたった。
10月3日に天皇は、宮内省次官の吉井を通じて黒田に、速やかに伊藤と協議し、条約改正の断行か中止の可否を定めよと命じた。黒田も伊藤と会見する気になったが、実現する前の10月11日に伊藤は枢密院議長職の辞表を宮中に提出することで、条約改正問題から手を引いた。伊藤は辞表提出にあたって元田に書簡を送り、聖上に拝謁して辞職理由を説明したいと乞うたが、元田は伊藤の辞職を認めることで条約改正を中止させたい考えを持っていたので、12日朝にも天皇に拝謁して伊藤辞職の件を奏聞するとともに、伊藤には「陛下に奏聞したので、黒田や大隈との間でいい加減な調停に応じないように」と励ました。天皇は伊藤の辞職を望んでおらず、伊藤の辞表提出を知った大隈も、12日横浜富貴楼で伊藤と会談して留任するよう説得に当たったが、伊藤は頷かなかった。
伊藤の辞職の意思は固いと見た天皇は、26日にも元田を勅使として小田原に派遣して次の叡慮を伝えた。卿の辞職はやむをえないが、条件があり、第一に官を辞しても宮廷を離れぬこと、第二に重要事件があれば諮問するから直に奉答すること、第三に国家有事の日には必ず出て救済の任に当たること。伊藤がこれを承ったので、帰京した元田から復命を受けた天皇は、31日にも伊藤を枢密院議長から解任し、代わりに宮中顧問官に任じた。
10月15日には天皇臨御のもと閣議が開かれ、大隈が条約改正断行を主張したが、逓信相の後藤象二郎が反対して中止を要求。朝野問わず条約改正中止を求める声が高まる中の10月18日、大隈が条約改正反対派の凶徒に爆弾を投げられ片足切断の重傷を負う事件が発生した。事件に驚いた天皇は、ただちに侍従長徳大寺実則を大隈のもとに差遣して見舞わせ、金3000円を大隈に下賜した。条約改正中止論のあまりの強さに終始大隈をかばってきた黒田も腰砕けになり、まもなく黒田は条約改正交渉を断念し、その失敗の責任をとるとして天皇に総辞職を奏請した。大隈も外務大臣を辞することとなった。
黒田は後継の首相として山縣有朋を推挙したが、山縣内閣の組閣準備が整うまで、天皇の裁定により内大臣三条実美が兼務で臨時内閣総理大臣に就任。すでに大隈は米国、ドイツ、ロシアとの間で条約改正案を調印していたため、三条は、まずその取り消しを三国に伝え、ついで内閣官制を成立させた後に辞職。
その後を受けて山縣有朋が組閣し、内閣官制下の最初の内閣第1次山縣内閣が成立した。同内閣は明治憲法に定められた帝国議会開設の準備のための内閣だった。世伝御料（天皇の世襲財産）や内閣機密費など議会開設後だと削られる可能性がある予算案をあらかじめ組んでおいたのもそれであった。

### 愛知県の第1回陸海軍連合大演習に臨御

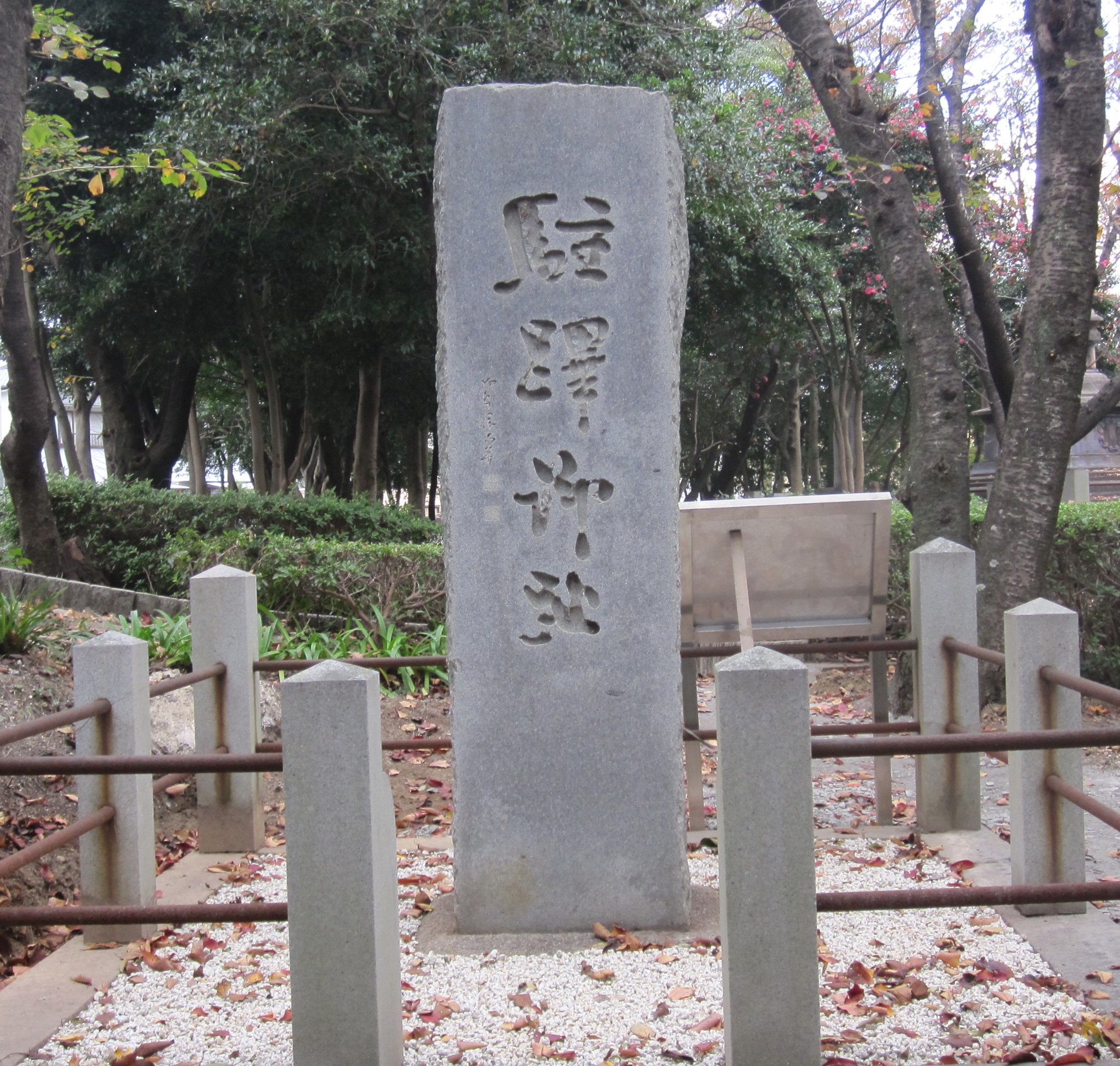
愛知県半田市乙川源内林町白山公園にある駐蹕御趾（勝海舟筆）。同地で明治天皇が陸海軍連合演習を天覧したことを記念する石碑

明治23年（1890年）1月8日にはドイツ皇后アウグスタの崩御で天皇は21日間の喪に服し、ついで1月20日にはイタリア王弟アオスタ公アメデーオ（元スペイン王アマデオ1世）の薨去で再び6日間服喪。交際国の王族・皇族の相次ぐ訃報で天皇の服喪が長引く中、服喪期間について内規を定める必要性が生じ、交際国のうち大国（ロシア、英国、ドイツ、オーストリア、イタリア）と小国（オランダ、スペイン、ベルギー、ハワイ、スウェーデン、ポルトガル等）の皇室王室で対応を分け、後者の場合は天皇の服喪は3日にとどまる場合もありえるようになった。
天皇は3月27日に長年準備が進められていた民法を公布。民法制定作業は、不平等条約改正のためにも不可欠であり、早くも明治3年（1870年）からナポレオン法典の翻訳という形で着手が始まり、明治9年には民法編纂委員が指名され、最初の草案が完成したのは明治11年だったが、政府はそれに不満足で、明治12年に司法省雇のボアソナードに新たな草案の起草が命じられ、ボアソナードの草案に修正が加えられる形で、元老院と枢密院の承認を得られる民法典が完成したのであった。民法と同時に商法と民事訴訟法も公布した。これらは日本社会の根幹を為す重要法案となったが、公布した天皇自身は間近に迫った陸海軍合同演習の方が関心事で、民法にはあまり関心がなかったらしく、天皇の反応は記録されていない。
3月28日、天皇は愛知県で行われる第1回陸海軍連合演習に臨御するため、午前7時30分に東京新橋駅を発ち、途中何度かの休憩を経て、午後5時に名古屋笹島駅に到着。この前年の明治22年に東京・名古屋・京都・大阪・神戸を結ぶ鉄道の幹線が竣工していたので、天皇の地方行幸は以前より素早くなっていた。
名古屋市民から盛大な奉迎を受け、行幸祝いに花火が打ち上げられ、紅灯が街路に輝き、奉迎の意を示す緑門が建設された。今回の行幸はあくまで演習臨御が目的であり、国民に天皇を親しませる目的ではなかったから「巡幸」の一つには数えられていないものの、六大巡幸に劣らず天皇の人気を高めるのに貢献した。

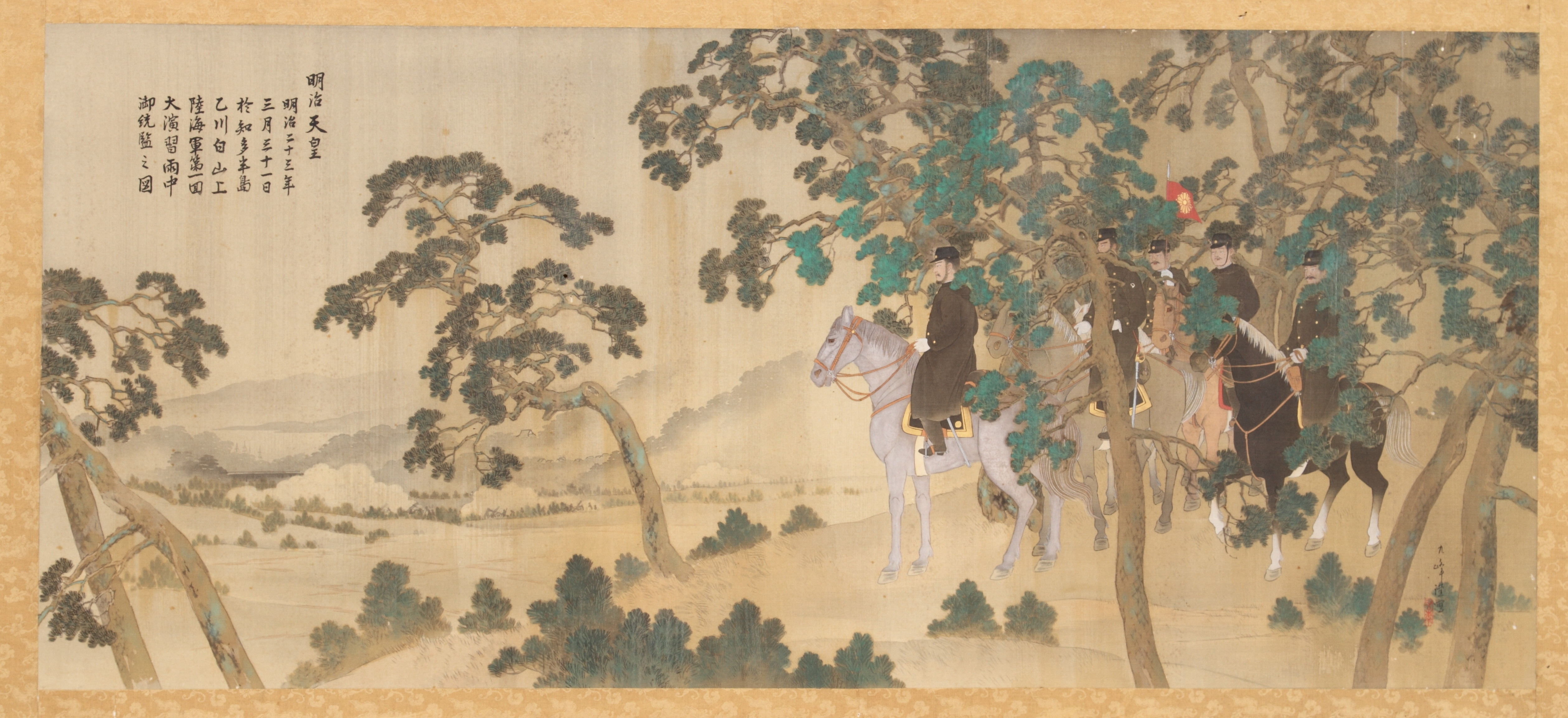
『明治天皇統監図』　(石井九峯画)乙川村での演習を観戦する明治天皇を描いている

3月30日に鳥羽港付近での海軍演習を統率後、31日午前8時半から乙川村での演習を観戦。同日は豪雨に見舞われたため、演習は難渋したが、天皇は風雨も泥濘も意に返さず、騎乗して視察にあたった。
4月2日に演習を終えた天皇は、名古屋へ還御し、同日夜、来客した各国公使を接待する晩さん会を秋琴楼で催した。3日には名古屋城内の練兵場で開かれた観兵式に臨御。その夜には二千余名を大本営の東別院本堂や対面所に招いての大夜会が催された。4日には愛知県会議事堂に行幸し、愛知県知事、県会議長、県内各市の市長、市会議長らの奉迎を受けた。
その後、皇后も名古屋に行啓して天皇と合流、4月5日に二人は名古屋から鉄道で京都に向かった。同日に久しぶりに京都御所に戻った天皇は、満開の御所の桜を愛でながら、「ふるさとの 花のさかりを きて見れば なく鶯の こゑもなつかし」という懐旧の情の歌を詠んだ。9日には京都府知事と滋賀県知事の請願を入れ、最近竣工したばかりの琵琶湖疏水に臨幸することを決めたが、そこへはトンネルを通らねばならなかったことから、久邇宮朝彦親王が宮内大臣の土方久元を呼び出し、もしトンネル通御中に何か落ちてきて玉体に万が一があったらどうするつもりかと叱責し、恐縮した土方は疏水視察は名代を派遣するよう天皇に奏請し、天皇はそれを受け入れ、名代を疏水に送っている間、皇后と共に水力発電の水車を天覧した。
天皇が東京還幸してまもない頃、山縣総理が内閣改造を行った。西国四雄藩出身者以外からの新たな閣僚として陸奥宗光を農商務大臣、芳川顕正を文部大臣として初入閣させる人事案が奏請されたが、天皇は、陸奥は通謀事件に関与して服役した過去があること、芳川は人望なきを理由に難色を示した。
山縣は、陸奥の前罪は服役で償われており、もし今日陸奥に才幹にふさわしい地位を与えなければ、陸奥は反政府活動を行う在野の政治結社に加わるかもしれない、もし陸奥が背信することあらば、自分が責任を取るので、宸慮を煩わすようなことは決してないと請け負い、また芳川については、芳川に内務省を託すのはいまだ無理だが、文部省を託す能力は十分備えているとして、自分が責任をもって芳川を指導することを請け負った。また、教育は国家の大事であり、再々にわたり榎本文相に将来の教育基準を定めるよう指示したが、榎本は優柔不断で何も達成できなかった、芳川を文相に任命すれば、必ずや文相が更迭されても変更する必要がない教育原則が確立できると論じた。説得を受け入れた天皇は、陸奥と芳川を閣僚に任命した。また山縣の手腕に感心し、6月に山縣を陸軍大将に昇進させた。
しかし天皇は、陸奥の入閣こそ認めたものの、その後もこれを「失策」と呼んで厳しく批判していた。天皇の陸奥嫌いはこの後もしばらく続き、翌年の第一次松方内閣の組閣時にも陸奥入閣に難色を示している。

### 議会政治の始まり

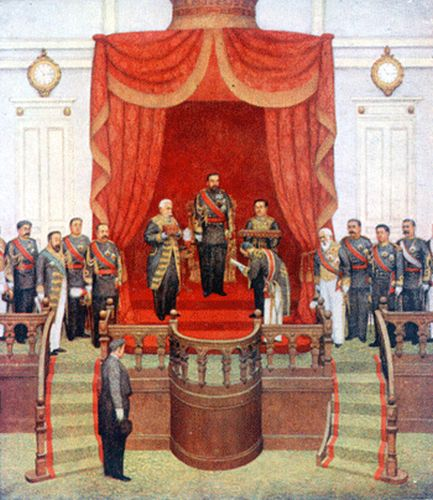
聖徳記念絵画館壁画『帝国議会開院式臨御』（小杉未醒筆、貴族院・衆議院奉納）貴族院本会議場において天皇が初代貴族院議長伊藤博文に開院式の勅語を授ける場面。天皇左側に並ぶのは左から順番に侍従西四辻公業、有栖川宮熾仁親王、伏見宮貞愛親王、式部長官鍋島直大、右側に並ぶのは左から順に侍従米田虎雄、山階宮晃親王、小松宮彰仁親王、有栖川宮威仁親王、内閣総理大臣山縣有朋。階下に立つのは初代衆議院議長中島信行。

明治23年7月1日には第1回衆議院議員総選挙が実施された。アジアの歴史において初めての議会選挙だった。前年の明治22年2月11日に天皇が公布した衆議院議員選挙法の規定に基づき、25歳以上で当該府県に一年以上在住し、直接国税15円以上を支払っている男子国民を有権者とし、小選挙区制度による選挙により、北海道、沖縄、小笠原諸島を除く日本全国で計300議席が争われた。
当時の選挙権は有産者に限定されていたが、当時は有産者でさえ、未だ文字の読み書きができない者がいたため、そういう者の代筆票をめぐって不正疑惑が持ち上がった選挙区が一部にあったものの、大半の選挙区では大きな問題は起きず、日本最初の選挙の投票・開票は順調に進んだ。開票の結果立憲自由党が130議席、立憲改進党が41議席を獲得。これら「民党」と呼ばれる反政府派の政党が過半数を占め、政府支持政党は少数派にとどまった。
政府は、議会政治の開始に備え、これまで容認してきた以上に集会・結社の自由を拡大し、7月25日には政治集会の開催と結社届け出の手続きを簡略化した。また解散を命じられた集会の演説者に1年間の政治演説を禁止する現行法の条項も削除し、治安上警察が解散を命じることができる集会の範囲についても制限が加えられ、警察が職権濫用できないようにした。
最初の衆議院議長および副議長は、衆議院が選んだ三人の候補の中から天皇が任命することになり、立憲自由党の中島信行を最初の衆議院議長に任じた。一方貴族院議長には、明治17年に勲功により華族の伯爵に列していた伊藤博文を任じた。こちらの人事をめぐっては、山縣首相がもともと伊藤に内相就任を打診していたところ、伊藤は枢密院議長を辞して間もないとしてこれを固辞したので、やむなく貴族院議長就任を打診し、伊藤は最初の議会のみという条件で、これを引き受けた経緯があった。
天皇はまもなく招集される議会に深い関心を寄せ、貴族院議長となる伊藤博文を召して議会開設後の諸問題について下問している。たとえば、天皇が「内閣が提出した議案で行政上緊急を要する物であるにもかかわらず、議会が協賛しなかった場合はどうするか」と質すと、伊藤は議会の協賛なしには何事も進まないので、そのような場合には内閣は議会の協賛を得るために最大限の努力をしなければならない旨を奉答している。また「貴族院と衆議院が互いに見解を異にし、また内閣と議会の所見が食い違った場合はどうするか」と質すと、伊藤はそのような場合は枢密院が重要な役割を果たさねばならない旨を奉答している。

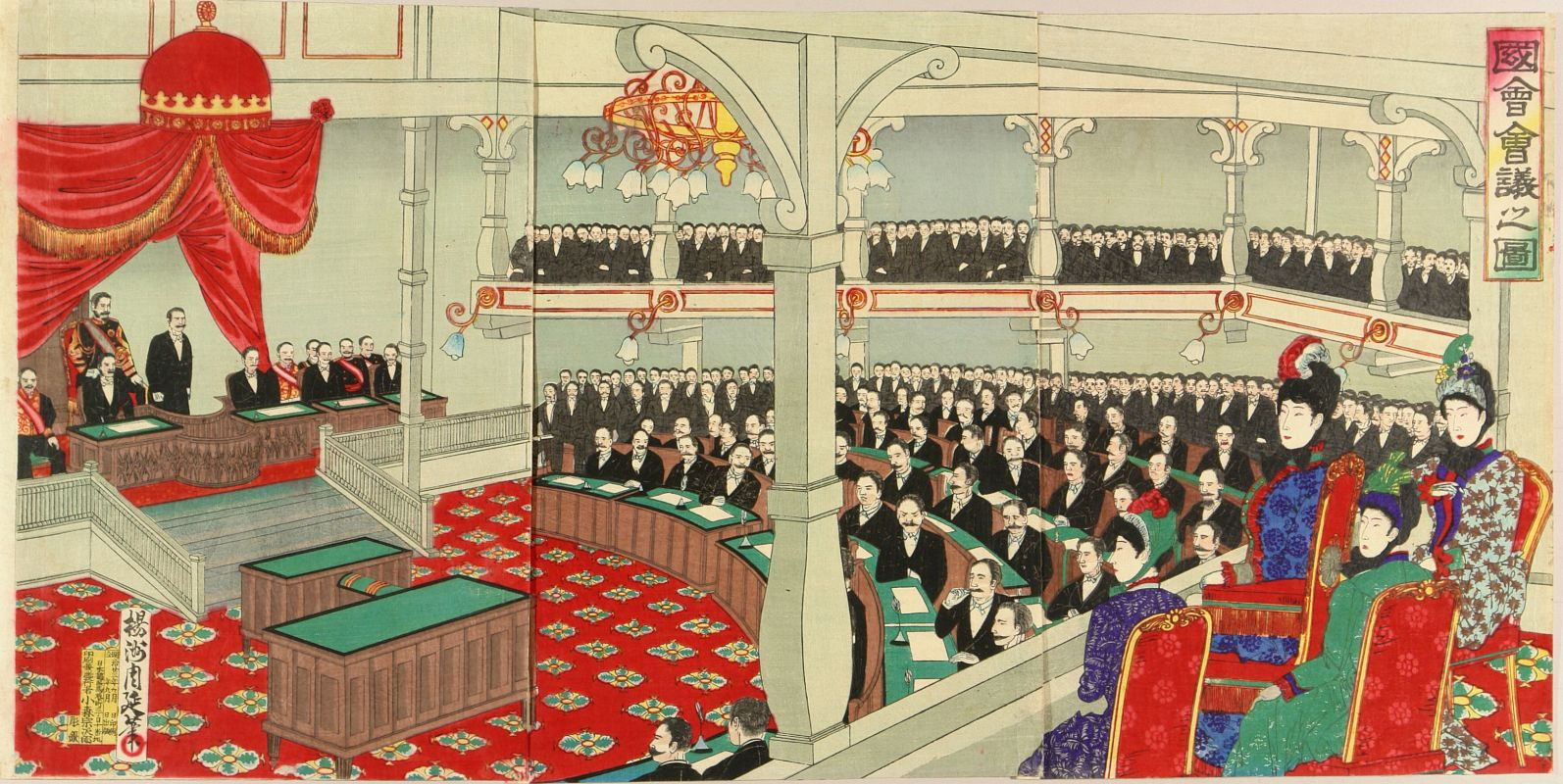
『国会会議之図』（楊洲周延筆）明治天皇が臨御した第1回議会の貴族院議場を描いた浮世絵。

11月29日の帝国議会開院式の日を迎え、天皇は午前10時30分に皇居を出、有栖川宮熾仁親王、内大臣三条実美、内閣総理大臣山縣有朋、枢密院議長大木喬任らを引き連れて、国会議事堂へ向かい、議員門前では貴族院議長の伊藤博文と衆議院議長の中島信行らが出迎えに立った。両院議員はすでに式場に整列しており、各国公使も着席していた。式部長官鍋島直大の先導で議場に入った天皇は玉座に就き、列席者から最敬礼を受けた後に勅語を述べ、内治諸般の制度が大方達成されたことへの満足、その発展により我が臣民たちの忠良と勇進なる気性が内外に知れ渡ることを希望することや、諸外国との交際も益々親厚を加えている成果への喜びを表明した。
しかし衆議院の議席は、民党と呼ばれた反政府派が過半数を占めたことから、議会開設後早々に政府は議会対策に苦心することになった。民党は、政府の富国強兵、殖産興業政策に対抗して、政費削減・民力休養を主張したので、第一回議会で早くも民党から緊縮財政と地租軽減が要求された。民党が主張する予算削減案は、公務員の給料や官庁の運営費の削減が主であり、それだけで800万円規模の予算を削減し、以て地租軽減を行おうという無理のある提案であり、現実性より政府圧迫を狙った政治的攻勢であったといえる。
明治23年12月20日に終わった日本最初の衆議院予算委員会は、8332万4254円の歳出予算に対し、888万635円の削減を決議し、本会議が査定案を可決し、明治24年2月16日に歳出経常部の議事を終えた。その間に憲法67条に基づく歳出削減の議が、政府と議会の間で行われたが、合意に達しなかった。明治24年1月1日の国民新聞の報道によれば、天皇も予算案をめぐる政府と議会の対立に宸襟を悩まされたといい、大臣らを召して「予算案の事は朕が思を悩ます所なり。かかる事につきては、多くは事情の通ぜざるより生ずる行違あるべければ、十分行違のなき様に説明すべし」と命じたという。
衆院がどうあっても譲歩しないなら衆院解散しかないと考えていた山縣首相も、天皇の大御心を知って考え直した。また、アジアにおける史上初の議会ということで世界の注目を集めていた日本の第1回議会を何とか平穏に終わらせて日本人の面目を立てたい思いもあり、同じ思いは民党側の領袖板垣退助にもあった。山縣首相は後藤象二郎逓信相や陸奥宗光農相を板垣のもとに送って説得にあたり、ついに妥協案を案ずることになり、その結果、2月20日、衆議院議員天野若円が提出した緊急動議が成立し、政府と議会の妥協点が見いだされ、650万円の削減をもって予算案は成立した。第1回議会が平穏に終わることができたのは聖旨を呈して、忍び難きを忍んで民党に多大な譲歩を行った山縣の功績といわれ、3月4日には井上毅も山縣に称賛と労いの書簡を送っている。

### 教育勅語

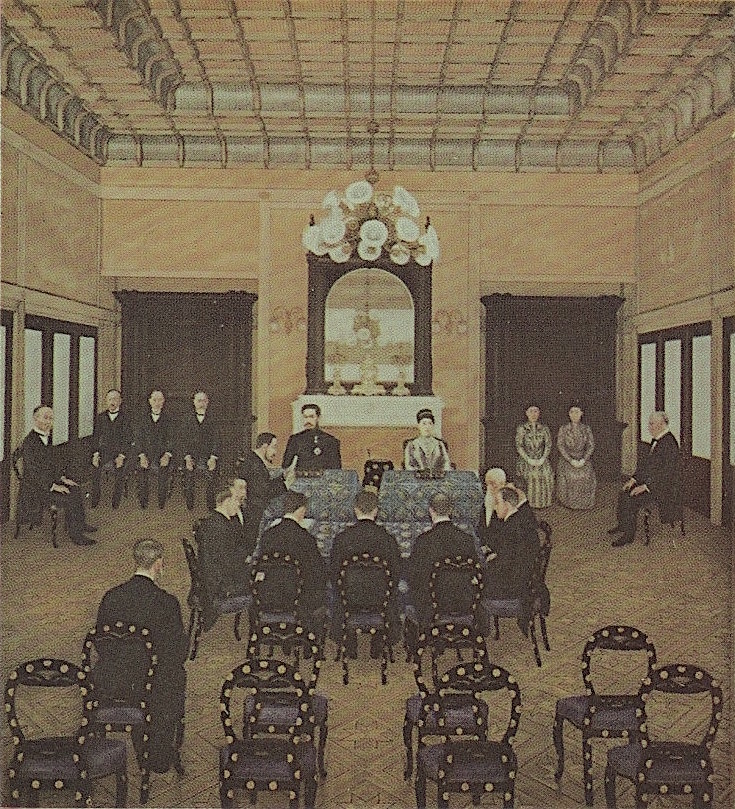
聖徳記念絵画館壁画『歌御会初』（山下新太郎筆、宮内省高等官一同奉納）明治23年1月18日、宮中の鳳凰の間で天皇皇后臨席のもと開かれた歌御会始。明治23年のお題は「寄国祝」であり、天皇は「あらたまの としを迎へて 万民（よろずたみ） ひとつ心に 国いはふらし」という御製を詠んだ。天皇の斜め左前は進行役の読師鍋島直大、中央背中の人物は歌を披露している購師北小路随光。

日本は、憲法制定や議会開設で近代立憲国家の形こそ整えたが、国民的統一に必要な道徳基準はいまだもっていなかった。それは江戸時代の武士階級の儒教道徳だけで済むものではなく、福沢諭吉の『帝室論』、憲法制定時の伊藤博文の演説、西村茂樹の『日本道徳論』などが指摘するように、国民の心を皇室に帰向させるものである必要があった。
明治23年2月の地方長官会議では、道徳教育論が議論され、現行の教育は知育に偏りすぎ、徳育が欠けていることを憂慮する建議が文部大臣榎本武揚に提出された。これを機に、かねてより行幸先の各学校視察などで教育に一家言あった天皇は、臨御した閣議において榎本文相に教育の基礎となる要領の勅諭の起草を命じた。天皇はこれを「箴言」と呼んで重視した。榎本文相は畏んで大命に従事すると誓い、山縣首相も、宸襟を重く受け止め、この問題を内閣の最重要課題に位置付けた。
特にこの件を熱心に督励したのが、天皇の儒学の師である漢学者元田永孚だった。彼はすでに明治17年に当時宮内卿であった伊藤博文に対し、『国教を確立し、教育を拡張するの議』を論じている。元田のいう国教とは教育原則のことであり、その要旨は皇祖皇宗（歴代天皇）の遺訓を明微にして教育目標とし、天皇・皇族・大臣がそれを率先遵奉して、出自、生活する土地、信仰する宗教などバラバラである日本国民に共通の道徳を与えることで、国民をひとつに結び付けるというものである。伊藤はこの議に耳を傾けなかったが、元田は日々天皇の左右に侍して、天皇の諸事の下問に奉答する立場にあったから、天皇もこの件に熱心であった。
にもかかわらず、榎本文相は小学校令などの審議に手間取って、天皇から「箴言」の起草を命じられた後、2カ月もこの件を放置していた。元田はこの状況を憂慮し「箴言」起草の進捗状況について榎本を質したが、5月初旬に榎本は「種々制度上ノ商議」が多いことを理由にすげない返事をよこしたため、しびれを切らした元田は天皇への上奏に及んだ。徳育を重んじる天皇も元田のその進言によく耳を傾けた。前述のとおり、この後の5月の山縣内閣の内閣改造で文相は榎本から芳川顕正に交代しているが、天皇が元田からの進言を受け、山縣首相を呼びだした可能性はある。
天皇は文相任命には概して慎重であり、芳川の任用も前述のように人望なきを理由に一度難色を示したが、山縣首相の説得を受け入れて芳川を文相に任じ、改めて「箴言」起草を命じた。その後も元田は、天皇の意向を体して、たびたび山縣首相に詰め寄って「箴言」起草を急ぐよう促した。
芳川文相のもと「箴言」（教育勅語）の草案起草が進んだ。当初文部省は草案作りを東京大学教授を経て元老院議官となっていた中村正直に嘱託した。中村は明六社で活躍した啓蒙思想家のクリスチャンであり、『西国立志編』や『自由之理』などを著して青年層に影響力があり、漢学にも洋学にも通じた識者だったためである。中村が作成した文部省案は、忠孝をもって人倫の基本と為し、皇室に対する忠愛の心をもって、その職分とし、良心に愧じざることを務めるべしとしたうえで、忠孝の根源は敬天・敬神の心にありとする。忠孝のため不利益を被ることあれども、その美名は万古に伝わるものであり、この忠孝が社会に向けばそれは仁愛となり、信愛となる。すなわち万善の源なり、と説いた。一方で「善ニ服シ、淫ニ禍スルハ天道ノ常ナリ、サレバ勧善懲悪ノ教規ニ服シ、身ノ為、禍ヲ避ケ、福ヲ求ムルハ人々忘レルベカラザル務メナリ」というように、いくらか宗教的・功利的な部分があった。

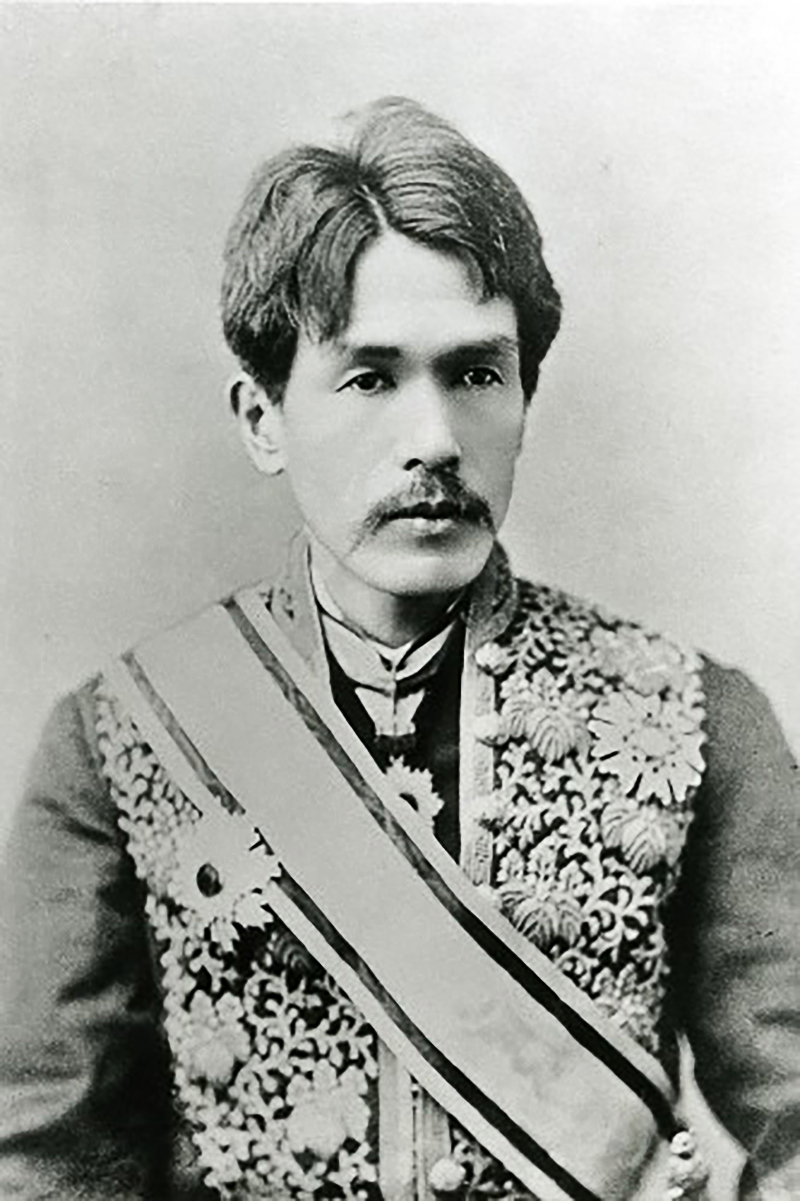
井上毅(1843-1895)
熊本藩陪臣家の出で、維新後司法省に入省。法務官僚として頭角を現し、太政官大書記官、参事院議官、内閣書記官長などを歴任。伊藤博文の側近として憲法起草にあたり、元田永孚とともに教育勅語の起草にもあたった。1893年第2次伊藤内閣文相。

この草案を読んだ法務官僚井上毅は、こんな宗教家の説教のようなことを論じても国民は聖勅と信じないだろうとして同案に反対した。教育勅語には難解な哲学的要素や、宗教的・政治的な意味づけは必要ない、宗教論争を招くような性格のものであってはならないというのが井上の考えだった。井上毅は開明派官僚として西洋学に通じ、伊藤博文のもとで憲法草案の起草にあたった人物だが、熊本藩時代には木下犀潭の門人として漢学にも通じていた。山縣首相はもともと彼に草案作りを依頼していたが、彼は伊藤と同様に勅語によって教育道徳を立てることに反対していたので、一度は辞退したものの、結局彼が元田の意見を加味しながら、次稿の起草にあたることになり、7月23日には山縣首相に草案を提出。その井上案の出来に満足した山縣首相や芳川文相は、文部省案を破棄して同案を天皇に奏上することとした。
こうした経緯を天皇は承知し、また元田に内命を下す形で自らも方向付けを行っていたとみられる。草案を熟読した天皇は、元田を召し、同案について前後の首尾は差し支えないが、忠孝仁義等の徳目の項目に不備があるとして再度熟考せよとして一度差し戻している。恐縮した元田は叡慮を体して、井上案の修正にあたり、8月26日に井上に送付。井上は天皇に指摘された部分に再検討を加えて、修正稿を完成させ、これが内閣の最終稿となった。10月24日に上奏されたこの最終稿を天皇は裁可し、ここに教育勅語が完成した。
その全文は「朕惟フニ我カ皇祖皇宗國ヲ肇ムルコト宏遠ニ 徳ヲ樹ツルコト深厚ナリ我カ臣民克ク忠ニ 克ク孝ニ億兆心ヲ一ニシテ世世厥ノ美ヲ濟セルハ 此レ我カ國體ノ精華ニシテ教育ノ淵源亦實ニ此ニ存ス 爾臣民父母ニ孝ニ兄弟ニ友ニ夫婦相和シ朋友相信シ 恭倹己レヲ持シ博愛衆ニ及ホシ學ヲ修メ業ヲ習ヒ 以テ智能ヲ啓發シ徳器ヲ成就シ進テ公益ヲ廣メ 世務ヲ開キ常ニ國憲ヲ重シ國法ニ遵ヒ 一旦緩急アレハ義勇公ニ奉シ以テ天壌無窮ノ皇運ヲ扶翼スヘシ 是ノ如キハ獨リ朕カ忠良ノ臣民タルノミナラス 又以テ爾祖先ノ遺風ヲ顕彰スルニ足ラン 斯ノ道ハ實ニ我カ皇祖皇宗ノ遺訓ニシテ子孫臣民ノ 倶ニ遵守スヘキ所之ヲ古今ニ通シテ謬ラス 之ヲ中外ニ施シテ悖ラス朕爾臣民ト倶ニ拳拳服膺シテ 咸其徳ヲ一ニセンコトヲ庶幾フ」という全315字の短いものである。
日本の道徳の基礎は、皇祖皇宗が国づくりをしていく長い歴史の中にあることを説き起こし、特に忠孝を大切にしてきた国民性こそが、最も純美な所であり、国民教育の根本とすべきはここにあることを説き、父母孝行、兄弟愛、夫婦愛、友人間の人倫、謙遜、博愛、修学、憲法や法律の遵奉、有事の際の義勇奉公などをその具体的な道徳として例示し、これらは皇祖皇宗の遺訓であり、代々の国民が守ってきた道であり、外国において実行しても道理に背くことのない道であると説き、天皇自ら国民と共に謹んでこれらの道徳を身につけたいと思うので、皆でこの道徳心を一つにすることを願うという祈願で結んだものである。
通常の勅語は内閣各大臣の副署があるが、教育勅語にはそれがなく、天皇の署名たる御名御璽しかない。これは他の政治上の命令としての勅語と区別されており、天皇個人の著作という位置づけだったためである。

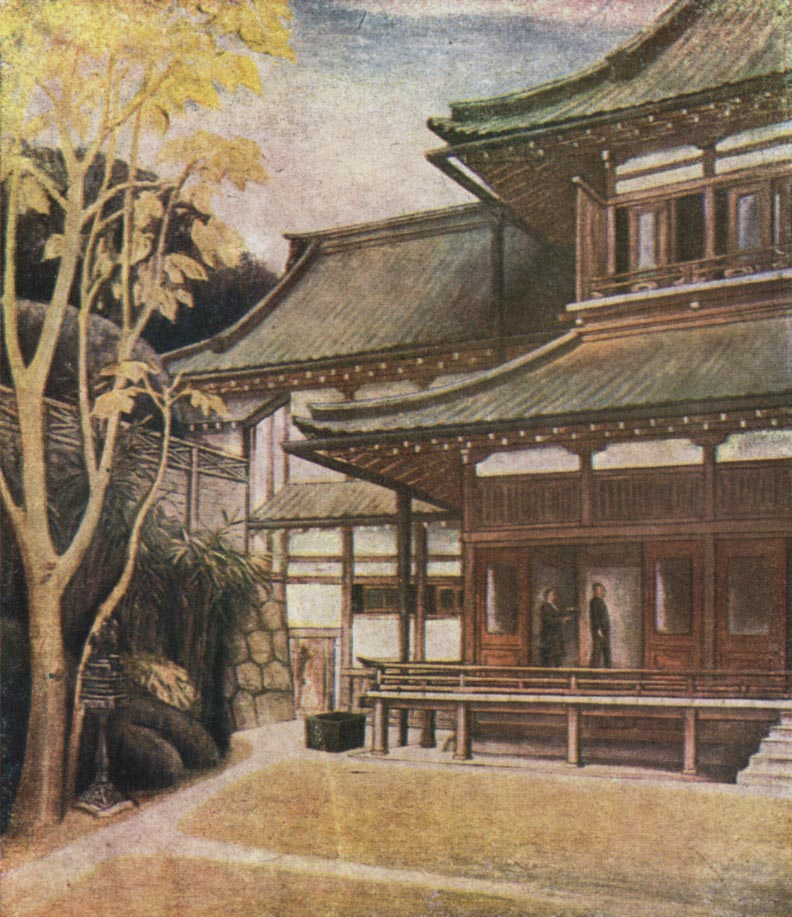
聖徳記念絵画館壁画『教育勅語下賜』（安宅安五郎筆、茗渓会奉納）明治23年10月30日、明治天皇より教育勅語を賜って表御座所の南廊下を退出する山縣有朋首相と芳川顕正文相。芳川文相が持つ墨塗御紋付箱の中に入っているのが教育勅語。

教育勅語の渙発の形式をめぐって内閣は、教師育成学校たる高等師範学校に天皇が行幸し、芳川文相に授けて公衆に発表する形式にしたいと考えていたが、天皇はこれを退け、10月30日に山縣首相と芳川文相を宮中に召して下賜する形式をとった。その理由は言明されているわけではないが、おそらく天皇が勅語渙発を急いでいたためと考えられる。天皇は水戸での軍事演習から戻った直後の10月30日に風邪を召して病床に付いていたが、勅語下賜を延期させず、同日午前に病床を推して山縣首相と芳川文相を宮中に召し出し、墨塗御紋付箱に入れられた金罫紙に謹書された勅語を芳川に下賜している。天皇がこれほど勅語渙発を急いだのは、憲法の実施、帝国議会開会式が近づいていたためで、その前に教育方針を確立したいという叡慮があった。完備した教育制度の上にしか立憲政治は完成しないと考えられていたためである。
芳川文相は10月31日にも官報で教育勅語を公表した後、各学校に勅語謄本を配布し、各学校ではそれぞれ勅語奉戴の儀が執り行われた。勅語は祝祭日など学校行事で奉読が行われたり、小学校の修身科の教科書にも勅語が掲載されるなど、学校教育において身近なものとなり、国民道徳教育の基礎となった。また日清日露後、欧米では、大方の予想に反して日本が勝利した理由として、日本の国民教育、特に教育勅語が注目を集めるようになり、教育勅語の英訳、中国語訳、フランス語訳、ドイツ語訳などが行われた結果、教育勅語は世界的にも有名になった。
しかし教育勅語は内容が簡潔すぎたため、広く国民にその意味が十分理解されているのか慮った天皇は、芳川文相に教育勅語の衍義（解説本）を作成するよう命じた。ちょうどこの頃、哲学者井上哲次郎が7年にわたる欧州留学から帰国。彼は西洋の学問に通じながら、その心酔者ではなく、東洋の学問にも通じた識者として名高かったから、芳川文相は彼と会談して国体について問答を試みたのち、衍義の作成を任せられると判断し、彼に嘱託。井上は、衍義の草稿を中村敬宇や西村茂樹など著名な学者たちにも回付して意見を求めながら、それを取捨修正して作り上げ、天皇の叡覧を仰いで裁可を得て公刊されることになったのが『教育勅語衍義』であった。

### 元田永孚と三条実美の薨去
明治24年（1891年）元旦に天皇は例年の新年の儀式を執り行ったが、この直後に当時全国で流行していた流行性感冒を患った。まず宮中の女官たちが患い、それが皇后、ついで天皇にうつったと見られ、天皇は40日ほど病床に臥せり、公務に復帰したのは2月16日だった。しかしこの間も天皇は重要問題については常に報告を受けて差配していた。
流行性感冒は、天皇の大事な側近たちの命も奪った。1月22日には天皇の儒学の師である元田永孚が発症後一週間ほどで他界した。天皇は元田の発症を聞いた際にベルツを元田のもとに派遣して診察にあたらせ、再三にわたり元田の病状を尋ねている。21日に元田が危篤状態となったとの報告を受けた天皇は、侍講、修学顧問として二十余年にもわたって天皇に仕えてきた元田に感謝し、彼を華族の男爵に列するとともに、従二位の位階を与え、井上毅を勅使として元田邸に派遣して元田に勅語を伝えた。「永孚感泣し、合掌稽顙（頭を長く地につけて礼をすること）して天恩の厚きを謝したてまつる」と『明治天皇紀』にある。翌日に元田は薨去。元田の薨去は天皇にとって痛切なものだった。元田が天皇に残したものは、教育の重要性と、天子たる者は天賦の職務を忠実に果たすべきという儒学の教えである。天皇の職務に対する忠実さ、虚飾や華美を嫌う質実剛健さ、国民と苦楽を共にする君徳は元田の教えに多くを負っている。
流行性感冒は2月中も収まらず、ついで元太政大臣で現内大臣である三条実美が罹患、2月17日には肺水腫を併発させて重篤に陥った。同日未明に三条が危篤になったとの報告を受けた天皇は、岩倉薨去の時と同様に三条と直接会って永別することを希望して三条邸に向かった。三条の病床に案内された天皇は、三条に病状を尋ねたが、三条は自身の病状については答えず、積年の天皇の大恩に感銘措くあたわず、今また親しく天皇の訪問を受け、感謝の言葉を知らず、病床のまま天皇をお迎えする非礼をお許しくださるよう奉答した。天皇はその場で自ら正一位の位階を三条に与えてその偉勲を讃え（正一位の生前授与は源方子が久安2年（1146年）に叙されて以来745年ぶり、男性では藤原永手が宝亀元年（770年）が叙されて以来1121年ぶりのこと）、宮内大臣の土方久元にその位記を示させた。三条は病床に伏したままこれを拝受した。三条の体を無理に動かして病状が悪化することを恐れた天皇がそれを許したようである。翌18日に三条が薨去すると、天皇は国葬を命じた。三条の国葬では埋葬される護国寺まで多くの群衆が列をなし、人々は泣きながら三条の葬列を見送ったという。
通常は新年早々に催される新年歌会始は天皇皇后の病のため、2月28日に延期された。この年のお題は「社頭祈世」であり、天皇は「とこしへに 民やすかれと いのるなる わが世をまもれ 伊勢のおほかみ」という御製を詠んだ。流行性感冒で身近な人物を2人も失って始まった年に不吉を感じた天皇の危惧の御製だったのではないかとドナルド・キーンは推測している。

### ニコライ皇太子訪日と大津事件

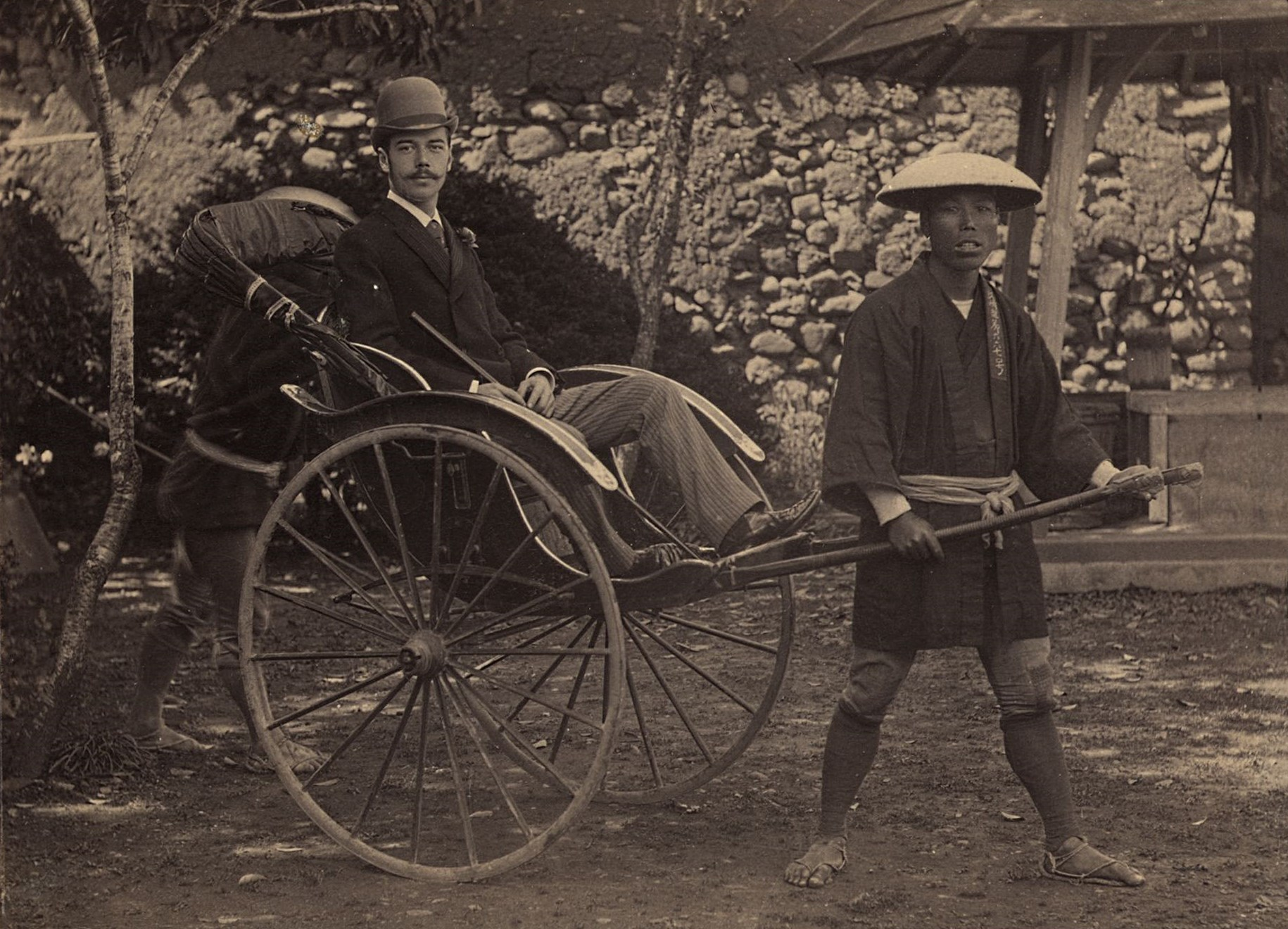
1891年の訪日時に長崎で人力車に乗るロシア皇太子ニコライ（後のロシア皇帝ニコライ2世）

天皇が流行性感冒で臥せっていた明治24年1月9日、ロシア皇帝アレクサンドル3世の第一皇子ニコライ皇太子（後のロシア皇帝ニコライ2世）が日本訪問を計画しているとの知らせが届いた。ニコライは、この前年11月にサンクトペテルブルクを出発し、オーストリア＝ハンガリー帝国の主要港であるトリエステから装甲巡洋艦パーミャチ・アゾーヴァに乗船して極東旅行に出ていた。アレクサンドル3世が未来の皇帝たるニコライに極東旅行させたのはロシアの東アジアに対する関心の高まりが背景にあった。
ロシアは欧州列強の中でも君主大権が最も巨大な国で、日本とは国境を接して緊張関係になることも多く、その未来の皇帝たるニコライは、日本にとって最も重要な国賓であり、至れり尽くせりの接待を行う必要があった。日本政府はニコライ一行の接待のため、周到な準備を行った。霞が関にある有栖川宮熾仁親王の洋館がニコライ一行の東京訪問時の滞在先に決められ、天皇はそのための邸宅修繕費として有栖川宮家に2万円を下賜した。ニコライの滞在先の各休憩所で出される菓子の吟味に至るまで細心の注意が払われた。警備体制も万全を期すべく、ニコライ訪問予定地には他県からも応援の警察官が派遣されることになった。
4月27日にニコライ一行が軍艦7隻を率いて長崎に入港。有栖川宮熾仁親王の弟威仁親王が歓迎団を率い、ニコライ滞在中の接待役を務めた。
ニコライは復活祭で5月3日まで祈りを捧げた後、5月4日から長崎観光を始め、その後鹿児島、神戸、京都などを観光した後、5月11日朝に大津を訪問、三井寺観光後、三保ヶ崎から汽船で琵琶湖を渡って唐崎神社を観光した後、大津へ戻り滋賀県庁で午餐をとった。

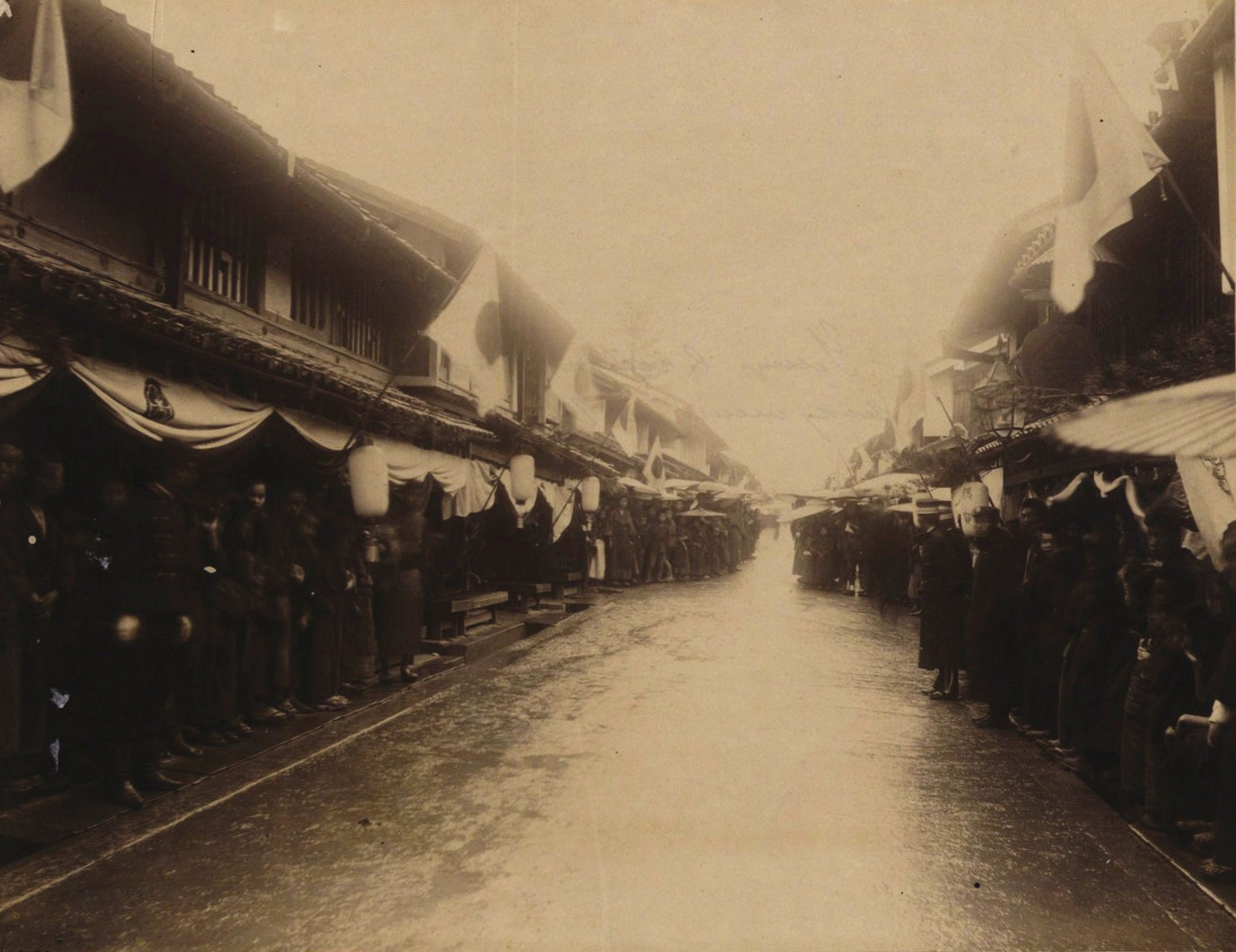
ニコライ皇太子謀殺未遂事件（大津事件）が起きた大津の通り。

午後1時50分、ニコライが県庁を退出して人力車に乗って7、8町ほど塗装道路を進んだ時のことだった。沿道の警備をしていた滋賀県警警察官津田三蔵巡査が道路に飛び出し、ニコライにサーベルで斬りかかって右耳上部を負傷させる事件が発生した（大津事件）。ニコライは人力車から飛び降りて走って逃げて難を逃れ、その間に津田は取り押さえられた。
東京の天皇が事件を知ったのは、事件から十分後に送られた威仁親王の電報によってであった。電報はロシア皇太子が重傷を負ったことを告げるとともに、直ちに陸軍軍医総監橋本綱常を派遣するよう要請していた。さらにこの1時間後に威仁親王が再度電報を送ってきて、ニコライが滞在している京都に天皇の緊急行幸を求めた。天皇は北白川宮能久親王と、橋本軍医総監、侍医局長など数名の医師たちを京都に急派し、自身も翌早朝にも京都に向かうことを威仁親王に伝えた。またニコライ本人に宛てて電報を打ち「朕ガ親友ナル皇太子」への襲撃に憤懣憂慮の念を表明し、速やかな回復を祈る気持ちを伝えた。ニコライは天皇の心配りに感謝する返信を送り、天皇を痛嘆させたのは遺憾、自分は思いのほか元気である旨述べている。天皇はロシア皇帝アレクサンドル3世に事件を知らせる親電を送り、美子皇后もロシア皇后マリア・フョードロヴナに対して親電を送った。
翌12日午前6時30分にも天皇は新橋駅から汽車に乗り、同日夜に京都に到着すると、ニコライが滞在している常盤ホテルに赴き、ニコライのお見舞いを希望したが、ロシア公使ドミトリー・シェーヴィチに「深夜の訪問はかえって患者によくない」として断られたため、その日のお見舞いは断念し、翌13日朝に天皇は常盤ホテルでニコライをお見舞いした。天皇は、事件について深い遺憾の意と、心配しているに違いないニコライの両親への同情を表明し、犯人は早急に処罰されることを告げ、回復後には東京訪問と日本各地の名所の観光を続けることを希望した。ニコライは自分は一狂人のために負傷したが、陛下をはじめ日本国民が自分に示してくれた厚誼に感謝の意を有することは、負傷前と何ら変わらないと述べた。東京訪問については本国の指示を待たねばならないとして確約はしなかった。
13日午後にニコライは本国の母后の命令で京都から神戸に移ってパーミャチ・アゾーヴァ艦上で養生することになった。これはニコライの緊急帰国が決まったことを意味した。天皇は伊藤博文をロシア公使シェーヴィチのもとに派遣し、日本に留まることを慫慂したが、シェーヴィチはロシア国内では皇太子の安全に対する大きな危惧があり、特に母后が深く憂慮していることを緊急帰国の理由に挙げた。また天皇陛下におかれてはニコライ皇太子を我が子と思われ、皇太子の身の安全の確保のため、神戸まで付き添っていただけないだろうかと求めた。伊藤はその要請を天皇に奏上することを約束するとともに、もとより天皇陛下は慈仁の心でそれを聴許されるだろうと請け負った。
天皇はニコライ帰国を残念がったが、ロシアの要請通り、神戸までニコライに付き添うことにした。天皇は、常盤ホテルまで馬車でニコライを迎えに行き、同乗したニコライとともに駅まで向かい、お召列車で三宮駅まで移動し、神戸埠頭港までニコライを見送り、握手でニコライと別れた。
5月16日にニコライは天皇に電報を送り、父帝の命で19日に日本を辞去せざるをえなくなったと告げた。天皇は神戸御用邸での19日の午餐にニコライを招待したが、ニコライは拝辞し、代わりにパーミャチ・アゾーヴァ艦の午餐に天皇を招待した。天皇は承知したが、大臣たちはそれに驚き、壬申軍乱のとき清国が朝鮮の大院君を軍艦で拉致したことを天皇に思い起こさせ、外国軍艦に搭乗することの危険性を諫奏したが、天皇は「朕応（まさ）に行くべし、露国は先進文明国なり、豈（あに）敢（あ）へて汝等の憂慮するが如き蛮行を為さん」と述べてロシア艦の午餐出席の意思を変えなかった。
19日に天皇は、有栖川宮熾仁親王、北白川宮能久親王とともにロシア軍艦に行幸し、ニコライの午餐に出席。天皇とニコライは食事中に煙草を吸うロシアの伝統に倣い、互いの煙草を勧めあった。ロシア公使は天皇があれほど声高に談笑するのを聞いたのは初めてだったと証言している。天皇は席上改めてニコライに謝罪し、それに対してニコライは「狂人はどこの国にもいる。いずれにしても傷は浅い、陛下が憂慮されるにはあたらない」と述べた。天皇は午後2時に退艦し、午後4時40分にロシア艦は出港してウラジオストクへ向かった。
5月20日には京都府庁前で畠山勇子という27歳の女性がニコライへの謝罪のために喉をついて自殺する事件が起きた。遺体から見つかった複数の遺書のうちの一つには「何の価値もない若い命が罪の償いに捧げられたことを知って、天子様が悲しむのをやめてくださることをお祈りする」手紙だったという。のちにここに勇子を偲んだ碑が建てられた。
事件後、大津警察署へ連行された津田三蔵は、警察の尋問では動機について「警衛に立ち合い逆上した」「目が眩み覚えていない」など曖昧な供述を繰り返していたが、大津地方裁判所から派遣されてきた検事からの尋問では「露国皇太子は大逆無礼」「天皇陛下に挨拶もなく各地を巡歴した」「露国皇太子が我が国を横領する野心を有し、近江等の地理を観察している」「皇太子を生かして返せば、他日必ず我が国を横領に来る」「我が国のためやむを得ず、露国皇太子の生命を戴かざるを得ざる次第なり」と供述している。
供述通りの動機とすれば、当時日本で広まっていた「恐露思想」が背景にあった可能性がある。当時、ロシアは対朝鮮侵略を視野に入れており、いずれその脅威は日本に及ぶとみられていた。今回のニコライの来日も軍艦7隻を率いてやってきており、示威行動ととれなくもない。そのため、この訪日は将来を見越した軍事偵察という噂がもっぱらだった。さらに西南戦争で死んだ西郷隆盛が実はロシアに亡命して生存しており、ニコライ来日に随行して帰国し、再び元勲に返り咲くという風説が当時大手新聞の紙上をにぎわせていたといい、これを知った津田がひどく落胆して事に及んだという説もあった。津田は西南戦争に従軍して戦功をあげて勲章を授与されていたが、その勲章を剥奪されると思いこんでいた節があるという。大津地方裁判所の請求で精神鑑定にもかけられたが、異常は判明しなかった。
10月に天皇はロシアに帰国していたニコライに鎧一具、太刀一振、短刀一口、弓一対、天皇の写真一葉を書簡を添えて贈った。恐らく大津事件への重ねての謝罪の意味があった。

### 大津事件をめぐる司法権独立問題
大津事件の事件処理をめぐって日露両政府は外交交渉に入っており、ロシア政府は、天皇の勅令によって新規の法律を定めて津田を裁くことを求めたが、日本政府は既存の刑法116条「天皇、三后（太皇太后、皇太后、皇后）、皇太子に対し、危害を加え、または加えようとしたものは死刑に処す」の「皇太子」に外国皇太子も含まれるという解釈によって裁きたい意向を持っていた。

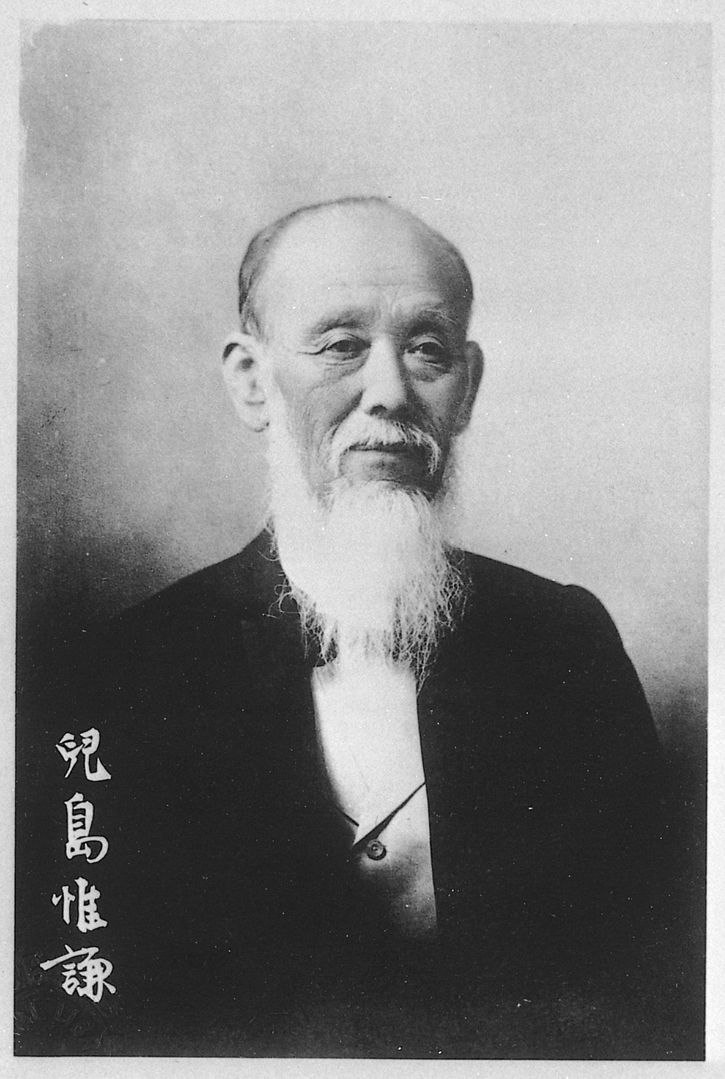
児島惟謙
(1837-1908)
幕末に宇和島藩士として尊皇倒幕運動に尽力。1871年司法省に出仕して以降司法畑を歩み、名古屋裁判所長、大審院民事乙局長、長崎控訴裁判所長、大阪控訴裁判所長を経て、1891年から1892年大審院院長。1892年の大津事件で司法権独立を擁護。1894年貴族院勅選議員。1898年第6回総選挙で衆議院議員（自由党）。1905年貴族院議員復帰。

これは日露関係悪化を避けるため津田を死刑にする必要があるという政治判断から、刑法116条の拡大解釈を図ろうというものだった。5月12日に松方正義首相と陸奥宗光農商相は、大審院院長児島惟謙を首相官邸に招き、ロシアとの外交交渉の報告や、ロシアの感情を害する危険性について説いたうえで、津田を刑法116条により死刑に処す必要があると論じた。しかし児島は「（司法の）任は大審院にあり、内閣如何に議決するも、法律の精神に反する解釈には断じて応ずることを得ず」と述べて司法権の独立を主張するとともに、裁判官の職務は独立して行われるべきであるので、下級審の判断には大審院院長といえども干渉できないことを主張した。また刑法116条の「皇太子」とは日本の皇太子に限定されるもので、外国皇太子に適用される根拠は何もないと反論した。
翌13日に児島は大審院に判事たちを集め、刑法116条の解釈を質したが、全員一致で116条の「天皇」とは日本の天皇のみを指し、外国君主は含まれない見解を示した。同日、大津地方裁判所長からも、津田の行為は一般人（天皇、三后、皇太子を除く全ての者）に対する謀殺未遂に該当し、刑法292条および112条が適用されるべきことが報告された。しかし、その条文で裁く場合には最高刑でも無期懲役であり、死刑にできないため、内閣は116条適用にこだわり、大審院の判事一人一人への働きかけを強めた。
5月20日に児島院長をはじめとする大審院判事たちは京都御所を参内して天皇に拝謁し、天皇より次の勅語を賜った。「今般露国皇太子ニ関スル事件ハ国家ノ大事ナリ、注意シテ速ヤカニ処分スベシ」。この謎めいた勅語の解釈は人によって著しく異なった。ある者は「注意シテ」というのをロシアを挑発するなという意味に理解し、ある者は憲法をみだりに変更してはいけないという意味に理解した。児島は、法律を曲げてまで116条に外国皇族を含めようとする内閣の横暴にあくまで反対せよという天皇の命令と理解した。
検事総長三好退蔵は大津地裁に打電し、本件を大審院の特別権限に属する事件とし、児島に予審判事を命じるよう請求した。山田顕義法相は裁判所構成法51条に基づき大津裁判所に大審院法廷を開き、津田の裁判を行うことを告知した。
裁判を前にして松方首相は再び児島を首相官邸に招き、外交関係や物事の重量を説いて、116条適用を改めて要請したが、児島は頑として受け入れず、その後、松方首相と山田法相に宛てて送った書簡の中で、津田の断罪を116条適用で行うは「国家百年ノ大計ヲ誤ルモノ」と批判した。帝国大学法科大学教授らからも116条適用は非なりとの見解が示された。ついには政府内からも法務官僚井上毅などが116条適用に反対する声明を出すようになり、司法権の独立を擁護しようという運動は朝野問わず広まっていった。
津田の裁判が始まる前日の5月24日、児島は山田法相に116条適用の可能性はないことを通知した。山田法相は驚き、西郷従道内相は激怒した。西郷内相は、児島にその決定に至った詳細説明を求めたが、児島は「裁判官はひとえに天皇陛下の命令を尊重しただけである。116条適用は刑法の成文を破り、憲法を侵犯するものであり、日本の歴史に千年にわたって消すことのできない汚点を残すことになる」と答えている。
政府の判事たちへの働きかけもむなしく、5月25日から始まった津田の裁判では、津田に刑法116条は適用されなかった。刑法292条および112条に基づき、一般人に対する謀殺未遂で有罪となり、その最高刑である無期懲役が言い渡されている。事件がもたらした最も重要な成果は日本の司法が強化されたことであった。

### 第2次伊藤内閣の成立
明治24年11月に開かれた第二回議会は、予算削減をめぐって政府と衆院を支配する民党の対立が激化し、松方内閣は早々に解散を考えるようになり、12月25日にも衆院解散となり総選挙へ突入した。
この頃、天皇は松方内閣とやや距離をおいていた伊藤博文に繰り返し善後策を下問した。明治25年（1892年）1月に伊藤は政府側も政党を結成してはどうかという考えを天皇に奏上したが、天皇は、これまで伊藤は松方や大臣たちに批判的なことを言っていたのに、その内閣を伊藤の政党が助けられるのかと疑問に思い、松方総理に知らせることで伊藤の政党結成の動きに歯止めをかけた。当時の政府は反政党の機運が強かったので、伊藤の提案は、閣内からは農商務相の陸奥宗光以外に積極的な支持を得られず断念せざるをえなかった。
明治25年2月15日に第2回衆議院議員総選挙が行われたが、先立って天皇は、政府と衆院の対立が次の議会でも繰り返されることを憂慮し、松方首相に次のことを告げた。選挙に際して、もし同一議員の多くが再選されるならば、何度も解散の憂き目を見ることになるだろう。地方長官に訓戒して心して地区の良民が議員となるよう務めさせるべきである。
この勅語を最も肝に銘じたのは品川弥二郎内相だった。品川内相は地方長官に厳正中立、不偏不党の名士が選出されるよう訓戒し、警察には収賄行為を厳重に取り締まるよう指示した（品川は民党の候補に収賄が多いと考えていた）。そのため、第二回衆議院選は第一回と打って変わって騒動が多発した。1月下旬頃から全国各地で民党（反政府派）と吏党（政府支持派）の衝突が起き、死傷者が多数出る事態となった。新聞は連日のようにその衝突の模様を報じた。高地2区では暴漢に投票箱が盗まれた事件が起きて再選挙となり、佐賀3区では当日の投票が不可能になったりした。こうした激しい衝突をめぐって、民党は品川内相の「選挙干渉」と批判し、品川は「不忠の徒」による「選挙違反」と批判した。しかし結局、選挙の結果は民党163議席、吏党137議席となり、反政府派が多数を占める情勢に変化はなかった。
選挙をめぐる事件の多発を憂慮した天皇は、選挙後まもなく、違法行為が最も多く報告された石川県、福岡県、佐賀県、高知県に侍従を派遣している。
民党による選挙干渉批判は選挙後も収まらず、政府内においても枢密院議長の伊藤博文、閣内では陸奥宗光と後藤象二郎が品川内相を非難するようになった。特に伊藤は枢密院議長職の辞職を表明したが、天皇は伊藤のもとに侍従長徳大寺実則を派遣して「朕卿ガ陳情極メテ切ナルヲ知ル、但ダ（ただ）朕ハ常ニ相咫尺（あいしせき、距離が近いこと）シテ卿ガ啓沃ニ依ランコトヲ望ム。卿其ノ餐ヲ加ヘテ静養シ以テ朕ガ懐ヲ慰メヨ、枢詢ノ職ヲ解クハ朕ガ允サザル（ゆるさざる）所ナリ」との勅語を伝え、感泣した伊藤は参内して辞意を撤回した。
一方品川は、忠誠のためと思ってやったことに対する同僚の閣僚たちの冷たい反応を不満に思い辞意を固めた。松方首相は山縣に品川の慰留を依頼したが、品川は留任を断り、3月11日に病気と称して辞表を提出、どちらにしても品川が留任するのは無理だろうと考えていた天皇は即日辞表を受理した。品川の後任については副島種臣が有力視されたが、天皇は高齢の副島では激務に耐えないと考えて難色を示し、前改進党員で枢密顧問官河野敏鎌を後任にしたがったが、松方首相は副島の名望は河野を上回っており、河野は地方官に信用が薄いとして、あくまで副島を後任に推挙した。天皇は不本意ながらも聴許し、副島を内相に任じた。
5月6日に第3回議会が召集されたが、衆議院は政府の選挙干渉批判一色であり、5月15日には自由・改進両党の領袖の主導で「本年2月、衆議院議員選挙において、官吏が職権を乱用して選挙権を侵犯した。」「内閣大臣は反省して責任を負い、自ら処決すべきで、さもなくば立憲政治の大綱は失墜するであろう」とする非難決議を可決させた。貴族院もこれに先立つ5月11日に、政府はこの問題を省慮して適切な処置を取るよう求める決議を可決させている。
天皇の予想通り、高齢の副島では議会の批判や内相の激務に耐えかね、6月に辞職。河野敏鎌が後任の内相となったが、やはり議会との軋轢を収められぬまま、7月末には松方内閣自体が倒閣した。
このような状況下で総理が務まる者は伊藤博文以外には存在しなかったが、伊藤はこれまでも繰り返し総理再任を断り続けてきた。この時も伊藤は、松方内閣総辞職とともに病気を理由に小田原へ帰っていった。天皇は宮内大臣土方久元を伊藤のもとに派遣し、東京へ戻るよう要求。伊藤も総理再任の期が熟したと判断していたようだったが、いくつか条件を示している。その一つは「臣不肖と雖も（いえども）重任を拝するあらば、万事御委任あらせられたし、大事件は固より（もとより）悉く（ことごとく）叡慮を候するに怠らざるも、他は総て自ら其の責に任じん」というもので、天皇は「卿の言善し、朕敢へて（あえて）何事も干渉するの意なし、唯（ただ）奏聞あれば意見を告ぐべし」と応えて聴許した。また元老全員が自分の内閣に加わって自分を支える保証を求め、この願いも聴許された。
かくして伊藤が第5代内閣総理大臣に再任した。第2次伊藤内閣は、「元勲内閣」と呼ばれた大物揃いの内閣となった。外務大臣に陸奥宗光、内務大臣に井上馨、大蔵大臣に渡辺国武、陸軍大臣に大山巌、海軍大臣に仁礼景範、司法大臣に山縣有朋、逓信大臣に黒田清隆、農商務大臣に後藤象二郎、文部大臣に河野敏鎌という、これ以上に有能な顔ぶれは想像しがたい構成となり、前政権より効果を上げ、長期に政権を保つことができた。

### 衆議院の製艦費削減要求をめぐって
しかし衆議院を支配する民党連合による政府批判は、第2次伊藤内閣になっても収まらなかった。明治26年（1893年）1月12日、衆議院は官吏俸給と軍艦製造費も含んで、11％もの予算を削減する予算査定案を可決。これまでも政府は衆院の圧力で経費削減が求められてきたが、この二分野だけは削減を拒否し続けた経緯があった。衆議院予算委員会の見解によれば、官吏俸給削減は妥当な範囲であり、業務の能率低下にはつながらない、また国防の大方針を定めずして海軍拡張は時期尚早とのことだった。
渡辺国武蔵相は官吏俸給削減は行政機関の機能に支障をきたすと反論したが、衆院は譲らず、1月23日には衆議院議長星亨以下衆議院議員146名が連署で、内閣弾劾の上奏文を議院に提出。憲法により保障された議会の予算削減の権利を守るため、陛下に調停していただきたいという内容だった。伊藤首相は、陛下の御心を煩わせるような決議は止めるよう訴え、衆院に再考を促すも、衆院はこれを無視し、2月7日にも181対103の賛成多数で上奏案を可決成立させた。
事態ここに至っては、対立を収束できるのは天皇ただ一人だった。天皇の聖断こそが国内の誰もが尊重する唯一の決定であることは議会創設後であっても変わらなかった。
天皇は2月10日にも『在廷ノ臣僚及帝国議会ノ各員ニ告ク』という詔勅を発した。その中で天皇は、列強諸国の脅威が一日一日と増している今、日本の国防力を増強しなければならないことを強調したうえで、宮廷の出費を節約して6年間にわたって年額30万円を下賜し、また文武官の俸給のうち十分の一を納付させるので、それらを軍艦製造費に充てるよう命じた。そして、朕は内閣と議会が和衷の道を進み、有終の美を成すことを望むと結んだ。
詔勅は効果てきめんだった。天皇の突然の宮廷費削減宣言に驚いた衆院は大変恐縮し、政府と妥協を図ることを約束した。貴族院議員たちも14日に議員俸給の十分の一を製艦費に充てることで合意した。
当時の皇室費は250万円から300万円の間を往来するぐらいだったので、30万円の削減とは1割以上である。天皇御躬からの費用、宮殿の装飾費、御内宴の費用などが主な削減対象となった。ただし、儒教の教えを貴び、先祖と尊属を大事にする天皇は、皇祖皇宗に関連する祭典費や山稜費、皇太后にかかる諸費の削減は許可しなかった。天皇は当初皇后諸費も除外させていたが、皇后自身の請願で皇后諸費については、向こう6年間で5％削減することになった。皇太后も10％削減を申し出ているが、天皇は皇太后にかかる諸費の削減は最後まで許可しなかった。

### 陸奥宗光の条約改正案と日英通商航海条約
大隈重信外相の条約改正案が国内の激しい反対を招いて流産した後、青木周蔵外相のもと日本政府は、妥協案ではなく、完全な法権回復を目指すという最もハードルの高い路線に回帰した。列強諸国が応じる可能性は皆無に思われたが、同時期シベリア鉄道建設をめぐる英露の対立から、英国が日本との関係改善の必要性を感じて条約改正交渉に前向きになった。
また明治23年から日本において議会政治が開始されたことも英国の心変わりの一因となった。日本の衆院の過半数は、かつて井上・大隈の譲歩的な条約改正案に反対した対外硬派であるため、英国としては、日本の衆院、及びその影響を受けるようになった日本の行政府により制定される法律や行政規則から、居留自国民を保護せねばならず、衆院の敵愾心を煽りそうな、外国人判事の任用や法典の編纂などの要求は放棄・緩和する方向に動いたのである。青木外相も議会や憲法の存在を援用して条約改正交渉にあたっていた。
同時に日本政府内部の意見も一層強硬になり、穏健派の青木外相は政府内部において十分な支持を得られぬまま、明治24年（1891年）5月に大津事件により引責辞任。青木の後任の榎本武揚外相は、明治25年（1892年）に寺島宗則枢密顧問官など強硬派を含んで「条約改正委員会」を政府内で開催することで政府内の意見調整を図ろうとしたが、実を結ぶ前に松方内閣の内閣総辞職で辞任。

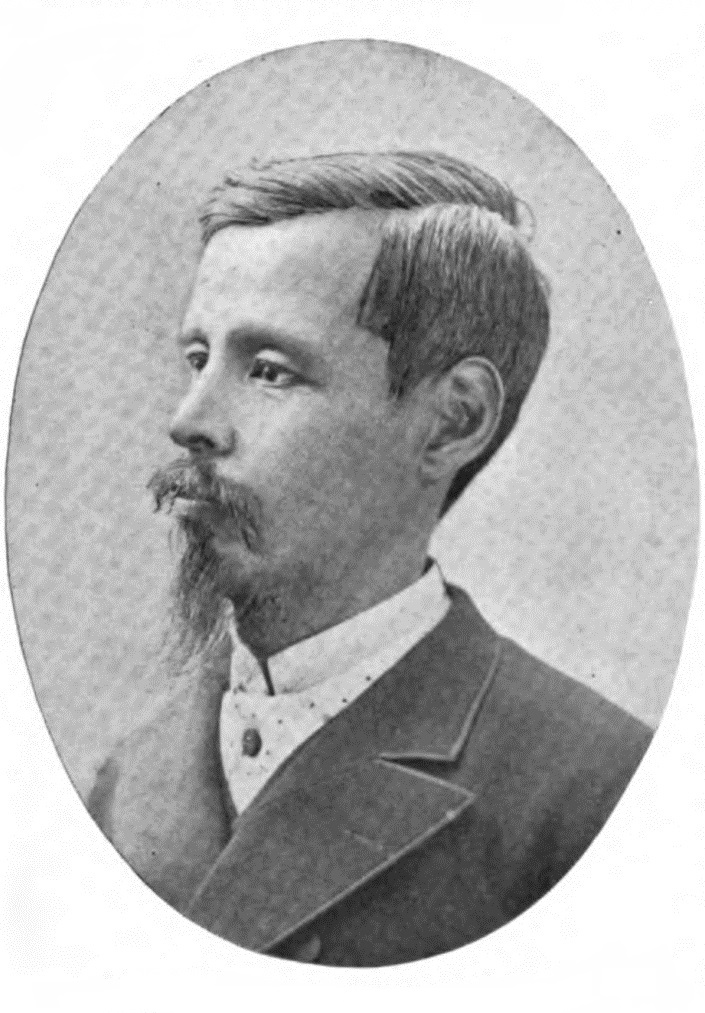
第2次伊藤内閣外務大臣陸奥宗光。

その後を受けたのが「カミソリ大臣」の異名を持つ第2次伊藤内閣外務大臣陸奥宗光である。第2次伊藤内閣は元勲を網羅した内閣で、外交分野も陸奥をトップに、前外相で駐ドイツ公使の青木周蔵に対英交渉をゆだねるという強力布陣で臨んだ。
明治26年7月に天皇は陸奥外相が起草し、閣議決定された条約改正案を裁可した。陸奥の条約改正案はおおむね青木のそれを引き継いだものだが、英米独仏の主要産品の輸入税率を協定するほかは関税自主権を回復するという、より体裁のいいものであった。しかし陸奥案が強力だった何よりの理由は、伊藤首相の政治力に助けられて事前に枢密院において了解が得られており、少なくとも政府内から攻撃される恐れはなかったことである。
一方、衆議院の多数を占める民党連合は「条約励行」というスローガンを叫んで政府批判をしていた。これは、不平等条約体制は不平等条約よりさらに不当な運用がされており、こうした既得権を回収することで列国を追い詰め、より有利に改正交渉を行うべきとする対外強硬論だった。この背景には外国人居留民に対する政府の寛大な処置への不満が背景にあった。やがて外国人内地雑居の許可にすら反対する最強硬派もこの条約励行論に合流し、これによって対外強硬派の強力なブロックが衆議院に形成された。民党が各地で「条約励行」論を煽った結果、外国人に対する嫌がらせや暴力事件が頻発し、イギリス政府は強い危惧を表明し、ロンドンで始まった青木と駐日英国公使ヒュー・フレイザー（当時ロンドンに帰国していた）の条約改正交渉も一時中断を余儀なくされた。
12月19日に衆議院で条約励行建議が可決され、同29日に陸奥が建議に反対する次の趣旨の演説を行ったが、衆院は建議を撤回しなかったので、同日中に天皇より14日間の停会の詔勅が下り、翌30日にも伊藤総理と枢密院議長山縣有朋が参内して天皇に拝謁し、衆院解散を上奏した。天皇も「幾たび停会するも、議会の情勢は変ぜざるべきを以て、解散するの外方法なかるべし」と理解を示し、同日中にも衆院を解散した。
天皇は衆議院があまりに急進的なのにうんざりするようになり、年を越して間もなくの頃、佐佐木高行に対して「斯かる（かかる）衝突は要するに是れ急進の弊より起る。国会開設は早きに失したるの感あり」という後悔の念を漏らしている。
明治27年（1894年）3月1日に行われた解散総選挙の結果、自由党が躍進する一方、対外硬派の中でも外国人内地雑居にすら反対する最強硬派議員たちは多くが落選した。そのため、政府支持勢力と対外強硬派は拮抗するようになった。
しかしその後に召集された第6回議会では、対外硬派の巧みな議事戦術に自由党が巻きこまれる形で政府の弱腰外交を批判する決議案が可決された。これを受けて政府は6月2日の閣議で再度の衆院解散を決定せざるをえなくなった。もしこの解散総選挙で敗北した場合、伊藤内閣は窮地に陥るところだったが、ちょうどこの時期に起きたのが、後述する日清戦争であり、これが伊藤内閣の立場を好転させることになった。
この頃、ロンドンでは青木が英国外務次官フランシス・バーティ（後のテイムの初代バーティ子爵）と条約改正交渉を行っており、居留外国人には原則として日本人と同様の待遇を与えるが、必要に応じて外国人の権利を制限する法律・行政規則を制定する権利を確保しようと交渉し、イギリス政府内にはそれに強い抵抗もあったが、フレイザー駐日公使らの口添えもあって、日本の要求は基本的に認められた。一方関税については、香港の精糖業に配慮するイギリス政府が精糖を協定関税に含めることを強硬に主張し、日清戦争を目前に控え調印を急いでいた日本は、これを認めたが、日本の租税政策が制約されることがないよう、国内での関税引き上げの際には同じく輸入税の引き上げも認めるという条件を付けた。
7月16日に日英両国間で日英通商航海条約が締結された。これによりイギリスとの間では治外法権・領事裁判は撤廃された。これを嚆矢として、1899年までに全ての列強諸国との間で治外法権・領事裁判を撤廃する条約を締結することに成功した。幕末以来日本人の悲願だった治外法権撤廃はここに実現された。
9月1日に第4回衆議院議員総選挙が実施されたが、自由党がわずかに議席を減らす一方、対外硬派の反政府派が議席を維持したため、衆議院の構成に大きな変動はなかった。しかし、日清戦争の勃発により対外硬派は政府批判の糸口を失った。また条約改正に際して伊藤内閣が自由党から支援を受けたことは戦後に伊藤内閣と自由党が連立を組む下地となった。

### 大婚二十五年祝典

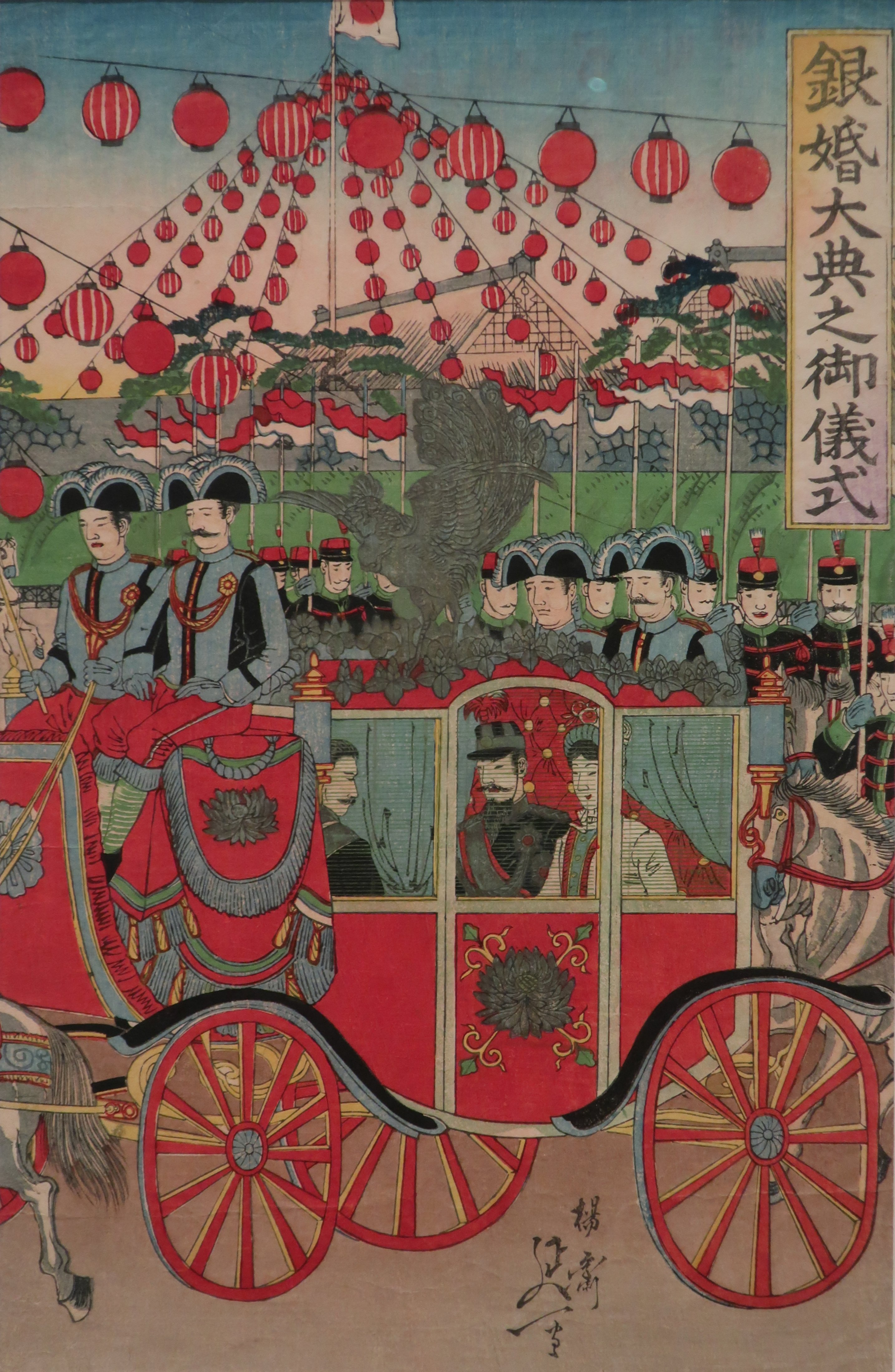
『銀婚式大典之御儀式』（楊斎延一筆）

明治27年（1894年）3月9日には明治天皇と美子皇后の結婚25周年を記念して「大婚二十五年祝典」が催された。日本の君主の結婚記念日が国民の祝賀対象となるのは未だかつてない事だったが、ヨーロッパの王室・皇室には結婚二十五周年を祝う銀婚式（silver wedding）の文化があり、日本でも天皇皇后結婚二十五周年の祝典を開きたいという建議があり、天皇は喜んで受け入れた。
祝典委員会が組織されてヨーロッパ諸国の例を参考に準備が進められたが、「銀婚式」ではなく「大婚二十五年祝典」の名称で行われることになり、日程は3月9日と定められた。祝典当日に参内した者を受章対象者とする大婚二十五年祝典章（金章と銀章がある）が制定され、また祝典を記念して1500万枚もの郵便切手が発行されている。日本の郵便記念切手はこれをもって嚆矢としている。
祝典当日、宮中三殿から祭典が始まったが、その祭典には天皇皇后の出御はなく、皇太子、親王、閣僚らが拝礼した。近衛砲兵連隊や海軍各軍艦が礼砲を発射した後、午前11時に天皇皇后が鳳凰の間に出御し、皇族・閣僚をはじめ200余名の参列者から祝賀を受けた。天皇は正装で菊花大綬章をはじめとする様々な勲章を佩用していた。皇后は白い中礼服に勲一等宝冠章を佩用し、王冠を被っていた。フランス、イギリス、ドイツ、ロシア、アメリカ、ベルギー、オーストリア、朝鮮などの公使たちが自国の君主や大統領からのお祝いの親書を奉呈、天皇は公使らに勅語を賜った。
午後2時、天皇皇后は馬車で皇居を出、2時45分に青山練兵場に到着して観兵式に臨御。この際、天皇は皇后の手を取るという異例のヨーロッパ・スタイルで入場している。小松宮彰仁親王以下の出迎えを受け、諸隊が捧剣捧銃する中、軍楽隊が国歌の君が代を吹奏した。その後、天皇皇后は、幌を開いた馬車に乗って場内を一周して閲兵式を行い、さらに分列式を天覧した。
その後皇居に戻り、夜には豊明殿で祝宴が開かれ、祝宴後には正殿で舞楽が上演された。また二十五周年の数字に因む皇族、大臣以下の男女25名、および月次歌御会詠進者が「鶯花契万春」をお題とした和歌を奉呈した。祝典出席者の贈答も行われ、菓子器、置物、花瓶など銀製の物が多く献上された。祝典に招かれなかった者も献上品を捧げることが許されていたため、全国の国民から詩歌や酒、醬油、スルメ、鰹節、刀剣、絵画、陶器、漆器、盆栽など様々な物が贈られてきた。
祝典は丸一日中続き、天皇皇后が就寝したのは深夜1時50分だった。

### 日清戦争

#### 東学党の乱をめぐって
朝鮮では1880年代後半から経済状況がますます悪化し、困窮する民衆による反乱が多発、社会は荒廃していた。民衆は平等を説く東学に救いを求めた。東学とは没落両班の崔済愚が1860年に創始した民衆宗教であり、キリスト教（西学）に対してこう称した。朝鮮政府は東学を危険視し、1864年に崔済愚を禁制のキリシタンとして処刑したが、運動は消えず、2代教主崔時亨のもとで東学は朝鮮南部に急速に広まり、東学党強硬派である異端派による反政府運動が激化した。
1894年2月に全羅道古阜において古阜郡守趙秉甲の苛酷な年貢取り立てに反発する東学異端派の農民が、接主（地方組織指導者）全琫準を指導者に反乱を起こした。目的を達した反乱軍は一度解散したが、朝鮮政府が安覈使（調査隊）を派遣し、反乱関与者の捜索を行い、家屋を焼き払ったり、妻子を虐殺したため、4月末には全羅道や忠清道の異端派による反乱軍が再結成された。

東学党の乱で全州を占領した東学農民軍を描いた絵画

事態を危険視した高宗や閔氏政権は、征伐軍を派遣するも敗北。東学軍は勢いに乗って5月31日に全州を占領した。
朝鮮政府内では反乱発生当初より清への出兵要請が検討されたが、清が出兵すれば日本の対抗出兵も確実なため決断できずにいたが、全州が占領されるに及んで出兵要請方針を固めた。同日、閔氏政権の有力者である兵曹判書（軍部大臣）閔泳徽（閔泳駿）が漢城に駐在する清国代表袁世凱と会見して派兵を要請、袁は了承した。
日本側が清の出兵意思を知ったのは、6月1日に日本公使館書記生鄭永邦と袁の間で行われた、時局と両国の出兵について話し合った会談である。会談を終えた袁は、本国の李鴻章に宛てて「日本側は今回の朝鮮内乱を利用して積極策を採る意向はない。公使館・居留民の保護を目的とする日本側の出兵の規模は歩兵一中隊を超えないと思われる。出兵しても日清衝突の可能性は低いので、出兵に踏み切るべきだ」という、見当外れの電報を送っている。
朝鮮出兵の決意を固めた李は、配下の北洋軍閥陸海軍に出動準備を開始させた。属邦保護の名目で出兵して反乱鎮圧すれば、朝鮮に対する清の支配的地位は確固たるものとなるため、清は是が非でも派兵したかった。日本と衝突の恐れが低いなら、なおさらだった。
清側が日本は動けまいと思ったのは、日本で議会政治が始まった後の政府批判の激しさを見ていたからだった。こうした光景は議会政治が存在しない専制国家の清においては見られなかったため、清は単純に日本は内紛状態にあり、国民あげての戦争など遂行できない状況だろうと思い込んでいた。いったん国が危機に晒されれば見解の相違など吹き飛ばす当時の日本人の愛国心の強さを見くびったものだった。実際には宣戦の大詔が下ったあとには、日本国内のすべての政党党派がことごとく政府攻撃の矛を収め、政府を全力で支えた。これが清の最大の計算違いだった。
鄭から袁との会談の報告を受けた代理公使杉村濬（駐朝鮮公使大鳥圭介はこの時休暇帰国中で公使館不在だった）は「全州が昨日反乱軍の手に落ちた。朝鮮政府が清政府に援軍を求めたと袁世凱が語った」という電報を6月1日に発信し、翌2日に電報を受け取った陸奥外相は、同日の閣議で取り上げた。陸奥の自伝『蹇々録』によれば、陸奥は閣議の最初に電報を示したうえで「清が派兵した場合には日本も相当の軍隊を派遣して朝鮮に対する権力の平均を維持する必要がある」と論じ、閣僚全員がこの議に賛同したという。つづいて陸軍参謀総長有栖川宮熾仁親王と参謀次長川上操六に閣議臨席を求め、内閣と軍の間で協議が行われた結果、清が派兵した場合には日本も済物浦条約に基づく日本公使館および在留邦人保護のための派兵を行う方針が閣議決定された。また前述の通り、衆議院が政府の弱腰外交を批判する決議をしたのに伴い、この日の閣議で解散総選挙も決定している。日本は日清戦争前後の時期に総選挙をやっていたのであり、その選挙戦の中で民党により対外強硬論が煽られていた。このことは日本政府が安易な撤兵はできなかったことと関係している。
閣議決定を受けて、川上操六参謀次長が混成一個旅団（海運基地宇品に近い歩兵第9旅団（第5師団隷下、旅団長大島義昌少将）を基幹に騎兵1中隊、砲兵1大隊、工兵1中隊、輜重兵隊、衛生部、野戦病院、兵站部で構成）の編成を決定した。

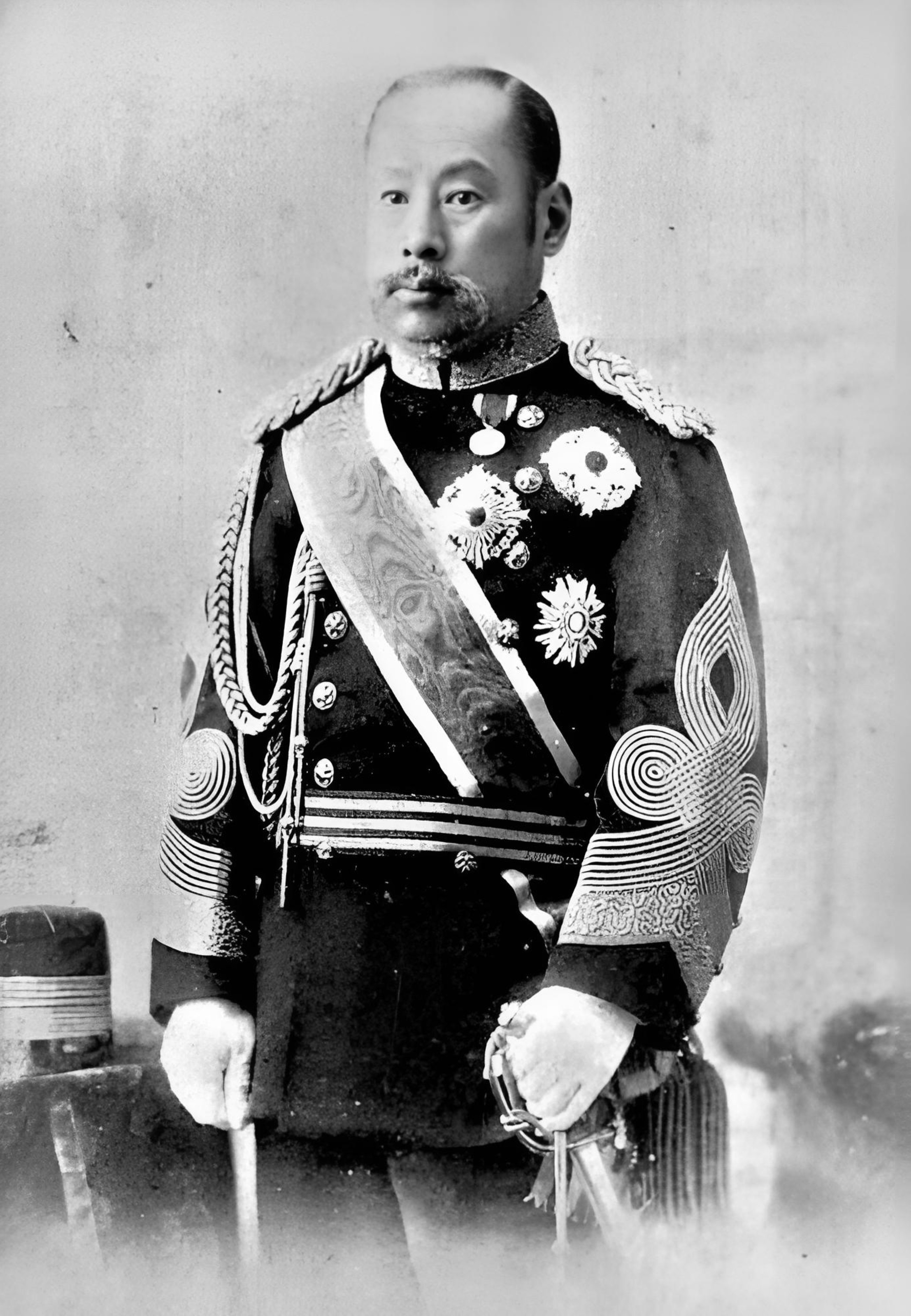
有栖川宮熾仁親王(1835-1895)
幕末に尊王攘夷派の皇族として新政府総裁・東征大総督を務めて倒幕に貢献。維新後元老院議長、左大臣、陸軍大将、参謀総長など政軍の要職を歴任。皇族としてセクショナリズムがなく、政軍協調、政略への軍略の従属を後押しし、軍の指揮系統と直接関係ない文官の伊藤総理が軍事に介入しても反発しなかった。政軍関係の潤滑油のポストに皇族が就くのは明治国家における知恵の一つだった。

6月5日に大本営が設置され、戦時大本営条例に基づき、有栖川宮熾仁親王が陸海両軍を統括。熾仁親王のもと陸軍は川上参謀次長、海軍は中牟田倉之助軍令長官が責任者を務め、川上は兵站総監も兼務し陸軍の作戦全般を掌握した。
天津条約は日清両国に朝鮮出兵の際に通知する義務を定めていた。後に予定される混成一個旅団の派遣とは規模が違うものの、軍人を護衛に付ける大鳥公使の帰任も出兵に該当する可能性があった。陸奥外相は、清側が主動者で、日本側は被動者であることを印象付けるためにも、日本の出兵通知が先行する形は避けたいと考えていたが、清側も同じことを考えており、なかなか出兵通知を日本によこさなかった。条約違反になることを恐れた伊藤は6日に陸奥に清側の出兵通知を待たず、日本側から先に出兵通知を行うべきであると促したが、同日に清が出兵通知を行うとの情報が入ったため、結局それを待って7日に日清双方が出兵通知を行った。
清は、1894年6月5日にも北洋海軍軍艦2艦を仁川に送り、陸軍部隊も続々と忠清道・牙山に派兵。6月末までに牙山の清軍は直隷提督葉志超を指揮官として2800人に達した。その一部は公州へ進軍し東学軍と戦闘を開始したが、まもなく東学軍が解散したため、牙山に戻って駐屯を続けた。
日本も中牟田倉之助海軍軍令長官の命により、6月9日にも仁川に到着した常備艦隊（伊東祐亨司令長官）の五艦が偵察を開始。また諸艦から陸戦隊を編成し、6月10日に軍艦八重山に乗って漢城に帰任した大鳥公使の護衛として一緒に漢城に入った。続いて歩兵第11連隊第1大隊（大隊長一戸兵衛少佐）が先発部隊として6月12日に仁川に上陸（後に大鳥公使護衛の任を海兵と交代）。さらにその後第9旅団長大島義昌少将率いる第一次輸送部隊も6月16日に仁川に上陸した。
日清両国の同時出兵がただちに軍事衝突に結び付くわけではない。かつて壬午軍乱の後2年ほど日清両軍が漢城に駐屯したことがあるが、その時も戦争には到らなかった。この段階における日本側の公式の出兵目的はあくまで日本公使館および在留邦人保護である（もちろん陸奥外相が閣議で示したように、真の目的は朝鮮における日清の勢力均衡の維持にあるが）。清が漢城より南の牙山に兵を集めたのに対し、日本は漢城や仁川に兵を集めたのも、その派兵目的の違いのためである。今回は両軍の駐屯地が離れているので衝突の恐れは低いと考えられた。
一方、全州では東学軍が城外に布陣する朝鮮政府軍に二度にわたって攻撃を加えるも多大な犠牲を出して失敗に終わっていた。この後朝鮮政府と東学軍の間で休戦交渉が行われ、6月11日には27箇条の弊政改革請願を国王に上達することを条件に東学党は全州から撤退した。東学軍の士気も衰え始めていたこと、日清両軍の派兵により、戦争の危機が高まっていたことが背景にあった。

#### 開戦の経緯
東学党の乱が突然収束に向かったことは、日本にとって計算外だった。もしこのまま、日清双方が実際に反乱鎮圧にあたることもなく同時撤兵になった場合、清が朝鮮のため出兵した事実のみが残る。清はその事実のみで朝鮮に見返りを求める立場を得、朝鮮支配を強めることができようが、日本側の出兵は済物浦条約の自国公使館・在留邦人保護の権利に基づくものなので、それだけでは朝鮮に見返りを要求できる立場にない。したがってこのままの同時撤兵は事実上清の勝利だった。日本国内においては、野党の民党を中心に、清に対抗する朝鮮政策の遂行を求める世論が強く、ジャーナリズムの多数派もそれに同調していた。9月の第4回衆議院議員総選挙を前に政党各派は伊藤内閣の弱腰外交を批判して対外強硬論を競い合っている状況にあった。そうした中で派兵にかけた政治的・外交的・経済的コストの回収なくしての撤兵の決定など事実上不可能であり、陸奥外相もそのあたりの機微は心得ていた。陸奥が11日付けの大島公使宛の書簡の中で「今回の如き大兵を挙けたる結果として何の利益もなく退兵するは甚だ不妙」であり、「空しく帰国」させるわけにはいかないことが記されているのがそれを端的に示す。
そのため日本が次に提起するようになったのが、朝鮮で反乱が頻発する原因たる朝鮮の封建主義体制の除去、すなわち日清が共同で朝鮮を近代化させる内政改革を行うべきという議論だった。この立場から6月13日の閣議で伊藤総理は、日清両軍が協力して反乱の鎮圧にあたり、鎮圧後は日清共同で朝鮮内政改革を行うことを提起している。清を尊重する姿勢を取りつつ、同時に朝鮮に対する日本のプレゼンスを高めることを狙った提案だった。しかし、陸奥外相が検討のため一両日の猶予を求めたため、その日には閣議決定されなかった。
同日中に伊藤は駐日清国公使汪鳳藻と私的に会談し、自らの案について協議し、内乱終結後に日清両軍は撤収し、その後朝鮮内政改革について両国で議論することで合意。しかし、6月15日の閣議では、陸奥が朝鮮内政改革の終局までは留兵すること、清が賛同しない場合は日本単独でも内政改革を行うという文言を付け加えた修正案を提起し、伊藤を含めて閣僚全員の賛同を得てその修正案が閣議決定された。この後には陸奥が朝鮮内政改革案について汪と交渉を行うことになったので、以降開戦までの日本外交は陸奥のもとに一元化されて展開されていく。
6月15日の閣議決定後、陸奥が朝鮮内政改革案を上奏したが、天皇は陸奥が開戦に前のめりになりすぎているという疑念を持っており、すぐには裁可せず、様々な下問を行っている。陸奥は委細説明したものの、天皇がなかなか納得しないので、陸奥は伊藤に助力を求め、伊藤から天皇の説得にあたってもらった。前述の通り、天皇は明治10年の土佐立志社事件で政府転覆の陰謀に加担した陸奥のことを対立や分裂を煽ることで台頭していく人物と見なし、信頼していなかったことが背景にあると思われる。しかし結局、天皇は朝鮮内政改革案を裁可している。
6月16日に陸奥から汪駐日公使に朝鮮内政改革案が伝達されたが、22日に出された清の回答は、反乱はすでに平定されており共同鎮圧の必要はなく、また内政改革は朝鮮自らが行うべきもので日本が干渉するのは認められないこと、事変が解決した今、天津条約に基づき両軍は撤兵すべきことなどをあげて日本の提案を全面的に拒否した。これに対して陸奥は朝鮮の反乱の根底に蟠る禍因を除去せねば、根本的に解決したとは言えず、そのための共同内政改革であり、それが実現されるまでは撤兵はできないと反論した。陸奥は『蹇々録』の中でこれを「第一次絶交書」と呼んでいる。
さらに6月21日未明には天津にいる神尾光臣公使館付武官から清の李鴻章が朝鮮に5500の兵を追加で送り込もうとしているという情報が東京にもたらされた。その後、天津の荒川巳次領事からも同様の情報が上がった。陸奥はこれを事実と確信し、天皇にも上奏したが、天皇は朝鮮は平穏で日本側に撤兵を求めているというのに李が多数の兵を出すのは理解し難く、そのようなふれこみだけで実行されないのではないかと疑問を表した。
天皇の予想通り、これは誤報だったが、日本のさらなる派兵を目指す陸奥にとっては強い論拠となり、22日に開かれた御前会議で第二次輸送部隊の派遣が決定された。第二次輸送部隊は24日にも宇品を発ち、27日に仁川に到着し、29日には漢城郊外龍山に到着、漢城城内には一戸少佐率いる1個大隊1000人、漢城郊外には大島旅団長率いる7000人の日本軍が駐屯している状態になった。
一方清国の李は列強諸国に介入を促そうとする外交工作を展開中だったため、イギリスとロシアの調停活動が活発になった。同じ調停申し入れでもイギリスとロシアではニュアンスが異なった。ロシアが日清両国の朝鮮からの即時撤兵を要求するのに対し、イギリスは日清直接交渉の中で撤兵問題を議論するよう促すものだった。当然日本にとって好ましいのはイギリス案である。7月2日に日本は、朝鮮の変乱およびその根源は未だ収まっていないので即時撤兵は拒否することをロシアに伝えつつ、清が共同朝鮮内政改革を受け入れれば、その協議の第一議題として撤兵問題を扱う用意があることをイギリスに伝達した。
しかし清側はイギリスの仲介を受けても頑なに立場を変えず、7月9日に清は小村寿太郎駐清公使に対して、即時撤兵なしでの朝鮮内政改革協議には応じないという強硬な回答を行った。これを受けて日本は7月12日の閣議でイギリスの調停を拒否した清に今後起きる事態の責任があるとする清側の照会を決定した。陸奥が『蹇々録』の中で「第二次絶交書」と名付けているものである。
清側はこの間、日本との開戦に備えて威海衛や旅順その他の海岸と奉天の防備を固めるとともに、全国の兵勇等の動員を進め、7月14日にも文武官を集めて日本と開戦する議を確定した。

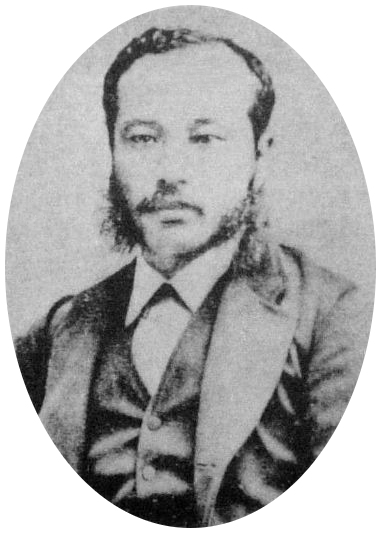
駐朝鮮日本公使の大鳥圭介

一方朝鮮政府に対しては、大鳥公使が交渉にあたっていた。6月26日に高宗の謁見を受けた大鳥は、朝鮮内政改革が必要であると説き、28日には清国勢力を打破しないと改革は望めないことを告げたうえで、果たして朝鮮は独立国か、清の属邦か問うた。朝鮮政府は即答できなかったが、大鳥に回答を強く迫られ、6月30日には「独立国」と回答した。独立国という言質を得た大鳥は、7月3日にも行政、財政、法律、軍事、教育の内政改革案を朝鮮政府に提示した。それは朝鮮の自立強化策を講じることで清との宗属関係を弱めつつ、改革過程で顧問採用や借款、技術導入などを通じて日本の影響力を高めるものだった。しかし7月16日に朝鮮政府は内政改革は日本軍が撤兵後に自力で行うとしてこの案を拒否した。
大鳥は7月18日にも東京外務省に対し、日本軍に王宮を包囲させる強硬策実行の許可を求めた。19日に陸奥外相はその策は得策ではなく、決行しないよう望むとしつつも、他国との関係に注意して大鳥自身が正当と考える方法を取ることを許可した。陸奥も事態打開のためには朝鮮で何らかのアクションを起こす必要があると考えていたものの、具体的にいつ、いかなる方策をとるかは決められておらず、事実上出先の大鳥に一任される形となった。
7月20日に大鳥は、朝鮮が清の属邦でないなら、属邦保護権の名目で朝鮮に駐留している清軍に撤退を要求するよう求め、その回答期限を22日までと定めた。朝鮮政府は清軍にはすでに撤退を要求していると回答したが、大鳥は回答不十分と断じ、7月23日未明にも日本軍に景福宮を包囲させたが、この際に朝鮮王宮守備兵が日本軍に対して発砲したため、結局王宮占領となった。
王宮を占領されると、日和見主義者の高宗は、日本への態度を一変させ、7月24日にも大鳥を引見し、日本が要求する内政改革案を全て受け入れると表明。また大鳥の求めに応じて、蟄居中の大院君を再び執政の座に付けるとともに、閔氏政権の要人は解任した。大院君はかつて反日派だったが、清での幽閉経験を経て親日派に転換していた。復権した大院君はさっそく大鳥と会見し、今後はいかなる措置を取るにあたっても事前に大鳥と協議を行うと約束した。
日清戦争に至る直前の時期、天皇は、開戦に一貫して消極姿勢だった。内閣や大臣からの上奏を退けることこそしなかったが、下問を繰り返しては疑念を表明している。たとえば大鳥公使が王宮包囲を提案してきた際には、大鳥が十分に交渉を尽くしているように思えないが、外務大臣の見解如何と質し、清が袁世凱を朝鮮から天津に呼び戻したことについても、策を授けて朝鮮に派遣するためか、日清で取り組む朝鮮政治改革委員のひとりにするためか探ってはどうかと述べたりしている。ことあるごとに自分に疑念を抱く天皇に対して陸奥が取った対策は、天皇を避けるということだった。いつまでも膠着状態が続くよりは多少強引な手を使ってでも対清軍事行動に持ち込みたい陸奥としては、天皇に下問されると答えにくい部分もあったので、伊藤とは緊密に連絡を取り合う一方、天皇への説明や報告は限定的に行った。その結果、不信と不満を募らせた天皇が、後述する「今回の戦争は朕素より不本意なり」などと言い出すことになったとする説もある。
この時期、天皇は政府からの報告や説明に不信感を強めていたこともあって、参謀総長の熾仁親王を通じて軍からの情報収集を盛んに行っていた。熾仁親王は常に天皇の意向にそった行動をとるし、天皇の下問には何でも答えようとしたので、熾仁親王を通じて軍の情報が天皇に吸い上げられるようになった。政軍協調、特に経費の問題に注意を払っていた天皇はその軍事情報を伊藤総理と共有することを望み、7月27日から伊藤に大本営御前会議への出席を命じた。伊藤自身も外交政略上首相は軍の動作を知っておく必要があると主張しており、天皇はその主張に理解を示していた。
| 左は清朝第11代皇帝光緒帝（1871年-1908年）、右は第9代皇帝咸豊帝の妃で「垂簾聴政」により清国の事実上の最高権力者だった西太后（1835年-1908年） |  | 左は清朝第11代皇帝光緒帝（1871年-1908年）、右は第9代皇帝咸豊帝の妃で「垂簾聴政」により清国の事実上の最高権力者だった西太后（1835年-1908年） |
| 左は清朝第11代皇帝光緒帝（1871年-1908年）、右は第9代皇帝咸豊帝の妃で「垂簾聴政」により清国の事実上の最高権力者だった西太后（1835年-1908年） |  | |

一方清側の内情はどうなっていたか。清には議会政治は存在しないので、世論を気にする必要はなかったものの、代わりに后党（西太后派）と帝党（光緒帝派）の宮廷闘争が存在した。「垂簾聴政」「督撫重権」のもと清国の実権を掌握してきた西太后と李鴻章は開戦に消極的だった。西太后はその年の暮れに60歳の還暦を控えていたから、その祝賀会を平穏に迎えたがっていたし、李は、配下の北洋陸海軍の拙劣さを知り尽くしており、この戦力では近代化をすすめる日本軍に勝てないと理解していたためである。西太后や李は日本と開戦するぐらいなら、先の清仏戦争で放棄したベトナムと同様に朝鮮も放棄した方がマシとすら考えていた。
これに対し、清の皇帝光緒帝、および翁同龢や李鴻藻ら皇帝側近グループは開戦に積極的だった。光緒帝は1889年に19歳を迎えて親政を宣言して以降、西太后から独裁権力を回収する機会を狙っていたし、西太后や李の政治に不満を抱く勢力はこの若き皇帝のもとに結集し、本来皇帝が持つ独裁権力を利用することで現状を変更しようとしていた。
これまで帝党は后党に押さえつけられてきた経緯があったが、「反日愛国」という錦旗を手に入れた帝党は、后党への反抗を開始した。さすがの西太后も「反日愛国」の錦旗には公然とは抵抗できなかった。また帝党は開戦に消極的な李への批判を強め、その尻を蹴り上げて開戦へ誘導していた。
7月9日に清がイギリスの調停を拒否するという強固姿勢に出たのも、こうした清政府内の力学によるところであった。7月9日以降清政府内では朝鮮問題について盛んに議論されたが、結局意見統一はできなかった。その結果、李鴻章は一挙に大軍を送って日本を圧倒することも、あるいは完全に朝鮮から撤兵して戦争回避するという決断もできず、小出しに増援部隊を送り続けるという政治的にも戦略的にも拙劣な方法を取らざるを得なかった。

#### 緒戦と宣戦布告の詔書

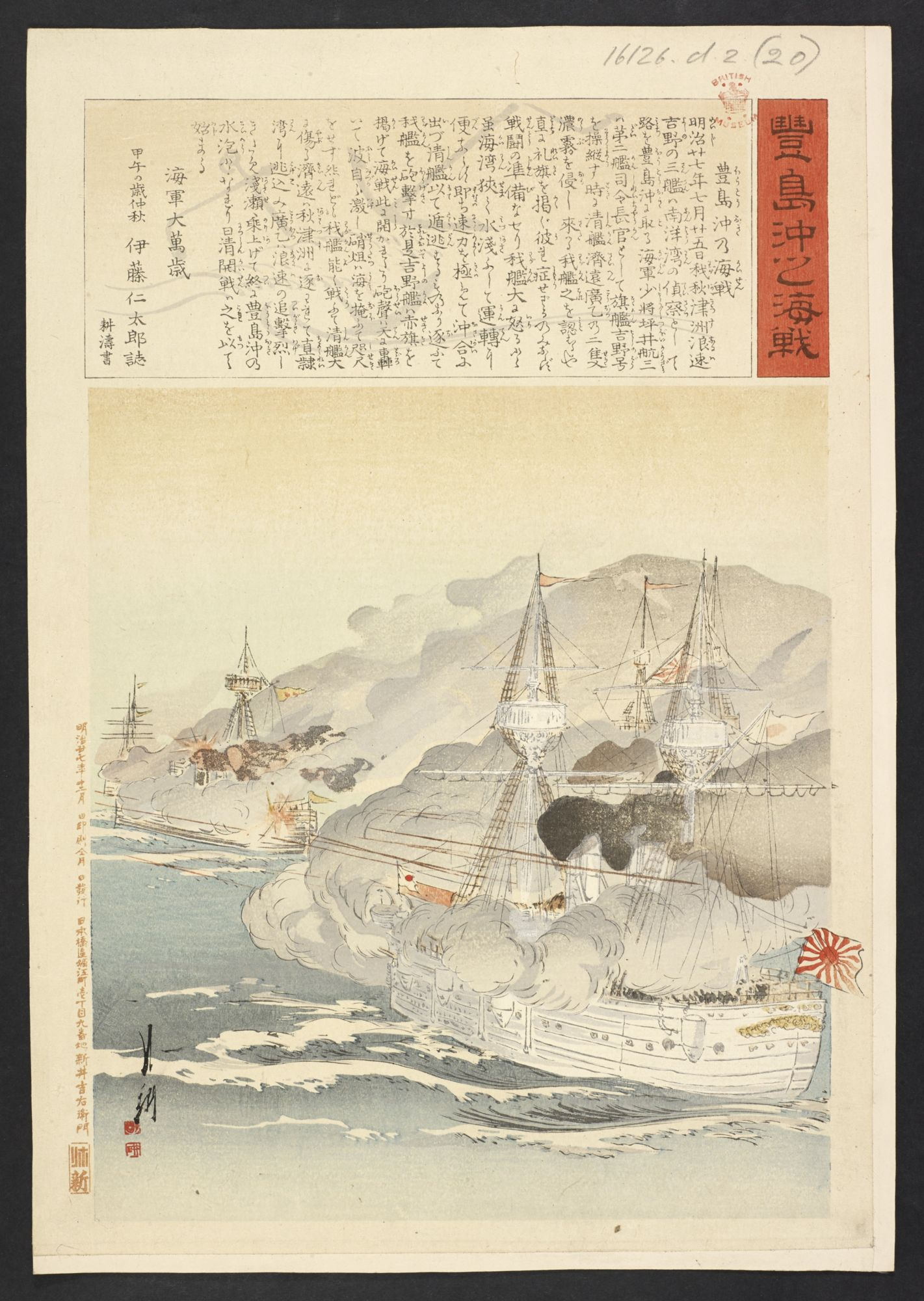
尾形月耕筆「豊島沖乃海戦」

1894年（明治27年、光緒20年）7月25日午前6時30分、佐世保を出港して朝鮮半島南部西岸に沿って偵察中だった日本の連合艦隊の第一遊撃隊（司令官坪井航三少将）の3艦が、2隻の清軍艦の砲撃を受け応戦、豊島沖海戦となり日本側が勝利した。
日清両国が交戦状態になったのを受け、大院君は、同日中に清・朝鮮間の条約破棄を宣言。高宗も、朝鮮から清軍を駆逐してほしいとの依頼を日本に出し、各地方長官に日本軍に協力するよう命令した。これにより日本は朝鮮国王の依頼という形式をもって清と戦う立場を得た。

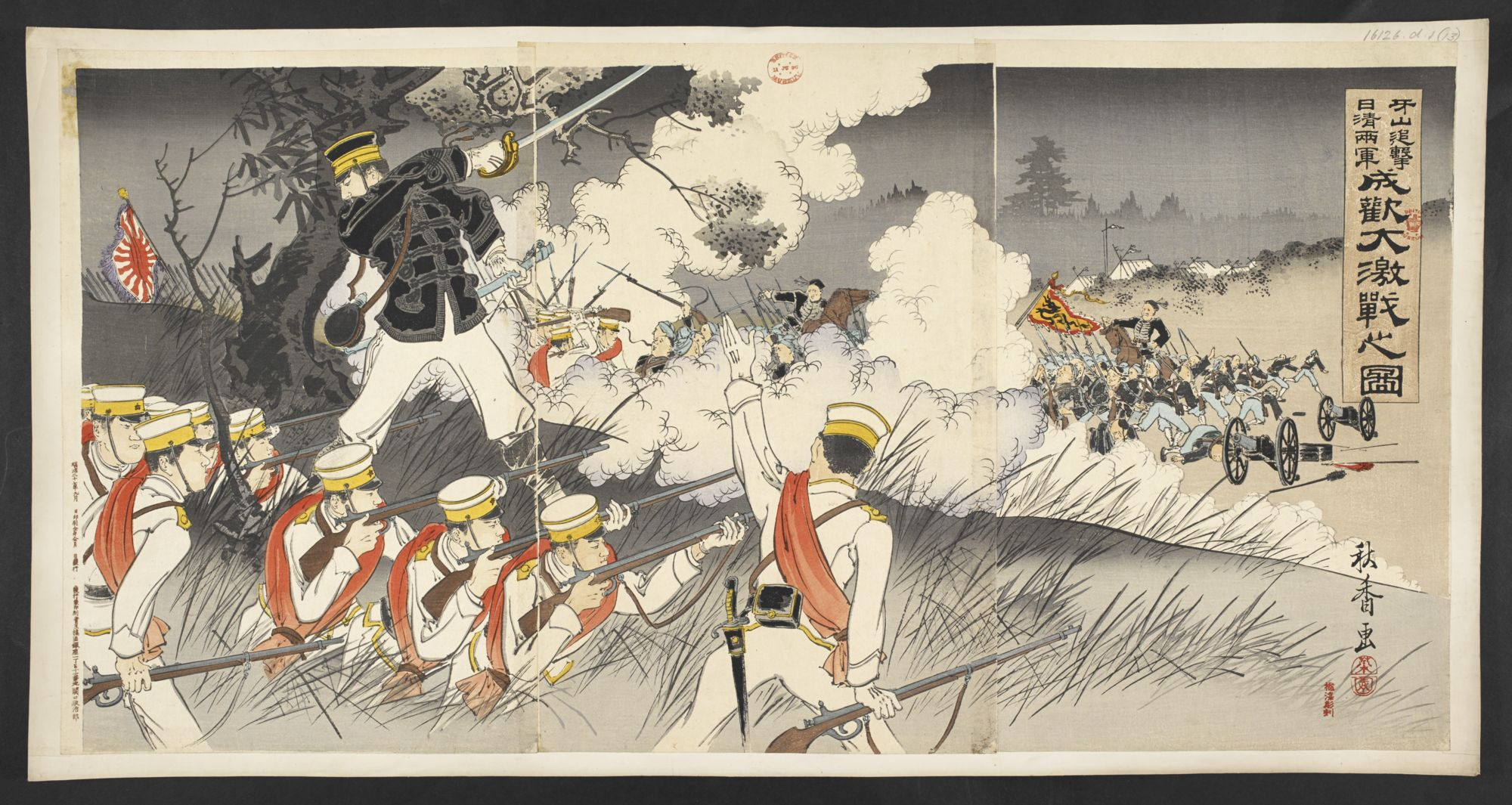
富田秋香筆「牙山追撃日清両軍成歓大激戦之図」

陸上における最初の武力衝突は7月29日の成歓の戦いだった。平壌の清軍主力と牙山の清軍に挟撃されるのを阻止すべく、混成旅団長大島義昌少将率いる混成旅団主力が、成歓付近で聶士成率いる牙山清軍と交戦。この戦いも日本の圧勝に終わった。
海でも陸でも戦闘が始まったのを受けて、日清ともに宣戦布告に向けて動き出し、清側は7月31日にも総理衙門の慶親王奕劻が小村寿太郎駐清日本公使に日清修好条規破棄および国交断絶を通告し、8月1日に光緒帝が日本に宣戦を布告した。
日本側も宣戦布告を急ぐ必要があり、伊藤首相の指示で伊東巳代治内閣書記官長と井上毅文相が宣戦布告の詔勅案の起草にあたり、7月31日の閣議に提出されたが、開戦相手を清のみとするか、清及び朝鮮にするかで議論があり、その日には閣議決定されなかった。朝鮮も含めるべきとの意見が出たのは、7月23日の朝鮮王宮占領の際に田上岩吉一等兵が朝鮮軍からの銃撃で死亡していたためと思われる。しかし8月1日に清皇帝の日本への宣戦布告があったため、清側に宣戦布告の遅れを批判されるのを回避するため、天皇も早急に宣戦布告する必要があり、8月2日の閣議で相手国は清のみ、日付を8月1日とする詔勅案が閣議決定され、天皇に上奏された
天皇はこれを裁可し「朕茲（ここ）ニ清国ニ対シテ戦ヲ宣ス、朕ガ百僚有司（諸処の役人）ハ宜ク朕ガ意ヲ体シ、陸上ニ海上ニ清国ニ対シテ交戦ノ事ニ従ヒ、以テ国家ノ目的ヲ達スルニ努力スベシ、苟（いやしく）モ国際法ニ戻ラザル限リ（もとらざるかぎり）、各々権能ニ応ジテ一切ノ手段ヲ尽スニ於テ（おいて）必ズ遺漏ナカラムコトヲ期セヨ」という清への宣戦布告の詔書を発した。
宣戦布告直後、宮内大臣土方久元が天皇の御前に伺候し、清国への宣戦を奉告するため、伊勢神宮および先帝陵に派遣する勅使の人選について伺ったところ、天皇は「其の儀に及ばず、今回の戦争は朕素（もと）より不本意なり、閣臣等戦争の已むべからざるを奏するに依り、之れを許したるのみ、之れを神宮及び先帝陵に奉告するは朕甚だ苦しむ」と答えたという。驚いた土方は「既に宣戦の詔勅を裁可あらせらる、然るに今に於て斯かる御沙汰あらせらるるは、或は過まりたまふことなきか」と諫めたが、天皇が「再び謂ふなかれ、朕復た（また）汝を見るを欲せず」と怒り出したため、土方は恐縮して退下した。
その夜、土方は思い悩んで眠れなかったというが、翌朝になると、徳大寺侍従長が土方の官邸にやってきて、伊勢と京都に送る勅使を速やかに選定して奉呈せよとの聖旨を伝えられた。驚いた土方は急遽参内し、御座所に伺候すると、天皇は昨日と打って変わって機嫌がよく、土方が勅使の人選を奏請すると、天皇は直ちにこれを裁可し、土方は感泣して退下したという。8月11日には神宮に賞典長九条道孝、先帝陵に賞典岩倉具綱がそれぞれ勅使として派遣され、清国への宣戦を奉告する運びとなった。また宮中三殿でも清に対する宣戦の奉告式が行われたが、天皇自身ではなく、鍋島直大が代拝している。
何故天皇がこの戦争を「不本意」と称したかは諸説ある。ドナルド・キーンはその理由を知ることはできないとしたうえで、敗北するのを恐れたのかもしれないし、戦争が諸外国の干渉を招く結果になると思ったのかもしれないし、国民が多数死ぬであろうことにいたたまれなくなったのかもしれないし、幼い頃より儒教の教えを受けて育ったことから、儒教の賢者を数多く生み出した国と戦うのを望まなかったのかもしれない、など色々な可能性を挙げている。また、天皇は重用する伊藤首相などの影響により、そもそもが対外穏健派だったこと、天皇は朝鮮出兵自体には反対ではなかったが、政府の説明、特に隠し事が多い陸奥外交に不信を抱いていたなどを指摘する説もある。
いずれにせよ、この後の天皇にもはや迷いはなかった。以降は日本の勝利のために全力を尽くした。
緒戦の勝利は日本人の愛国熱を瞬く間に全国に波及させた。特に勝報とともに描かれて出版された錦絵によってそれは高められた。成歓の戦いでは松崎直臣大尉（脚に銃弾を受けても戦闘への参加を続け、頭部に銃弾を受けて戦死した将校）と白神源次郎（銃に撃たれながら喇叭を吹き続けた一兵卒。死体が発見された時、口に喇叭を加えたままだったという）という英雄が生まれた。特に白神は士族出身者でなかったことから礼賛の対象となった。これまで士族特有の行為とされてきた勇敢さを平民出身の軍人が示した事実は、日本の全国民が勇敢かつ忠誠の美徳を備えている証拠に他ならなかった。
軍籍にある者は腕を鳴らして、召集の日を待ち望み、軍籍にない者は義勇軍を結成して従軍を願い出る者が後を絶たなかった。義勇軍は日本各地で結成され、中には職業を廃して日々軍事訓練を受ける者も少なくなかった。その話を耳にした天皇は、8月7日に各国民は各々の業務に勤めることを希望するという詔勅を出して戒めている。
宣戦布告の詔書が発せられたことを受けて、8月5日から大本営は宮中に移され、同日中に参謀総長熾仁親王が宮中に参内、天皇に作戦の裁可を求めた。
この時点での作戦は、黄海・渤海の制海権を掌握し、秋までに陸上戦力を渤海湾岸に輸送し、首都北京周辺での直隷決戦に臨むというものである。だが、この作戦はすぐに変更となり、直隷決戦は翌春まで延期され、8月31日には冬季作戦方針が立案され、直隷作戦の本拠とするため遼東半島最南端の旅順を占領、同時に平壌付近の安全確保のため朝鮮国内の清軍を掃討、さらに直隷の敵軍を分散させるため満州の中心部奉天を占領する作戦である。

#### 広島大本営に行幸

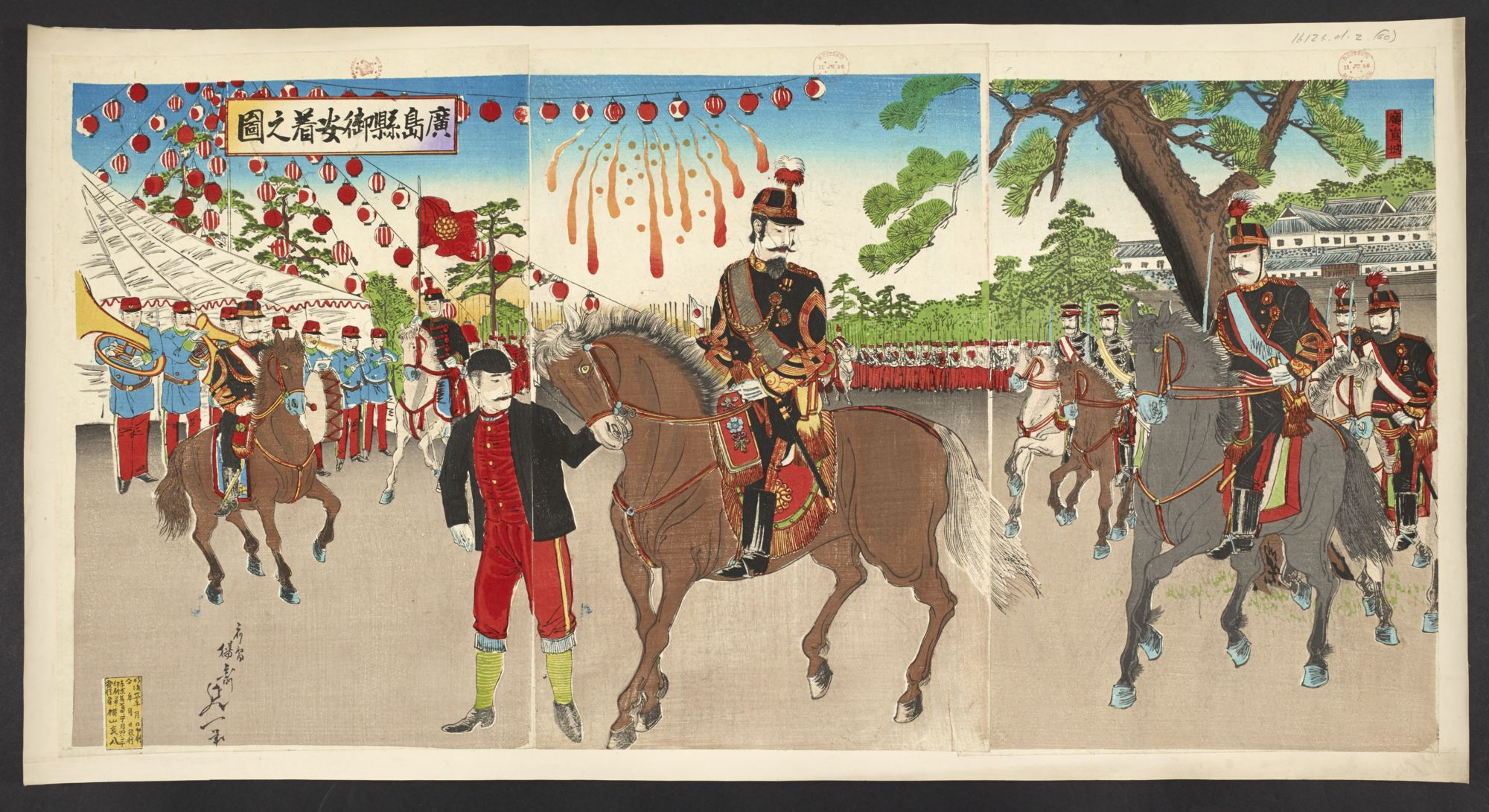
「広島県御安着之図」（楊斎延一筆）広島大本営に入るため広島に到着した明治天皇を描いている。

今後の作戦展開に備え、大本営を戦場に近づけるため、大本営の広島移転が決まった。天皇は9月13日に参謀総長熾仁親王以下大本営メンバーの他、内閣総理大臣伊藤博文、侍従長徳大寺実則、宮内大臣土方久元らも引き連れて皇居を出発。
東京新橋駅までの沿道には兵士や市民が列をなしており、天皇の馬車が通過すると万歳の声が上がった。皇后も新橋駅まで付き添って天皇を見送った。お召列車が走る線路も各地で人々が両側に並んで天皇を奉迎した。沿道にこれほどの数の民衆が集まるのは未曾有のことだった。国民の士気の高さがうかがえる。
天皇は13日夜には名古屋本願寺別院で一泊、翌14日には神戸御用邸で一泊した。神戸には清国人が多いため、軍は天皇襲撃を警戒していたが、天皇はまるで無関心で、その夜には仲秋の名月を眺めて夜更けまで談笑していたといい、天皇側近たちは天皇の度量の広さに感銘を受けたという。
9月15日夕刻に広島に到着した天皇はただちに大本営が設置された広島城内の第5師団司令部へ向かった。そこはペンキ塗りの質素な二階建ての木造建物だった。天皇は9月15日から翌年4月26日までの225日に及んでここで生活して日清戦争の総指揮を執った。

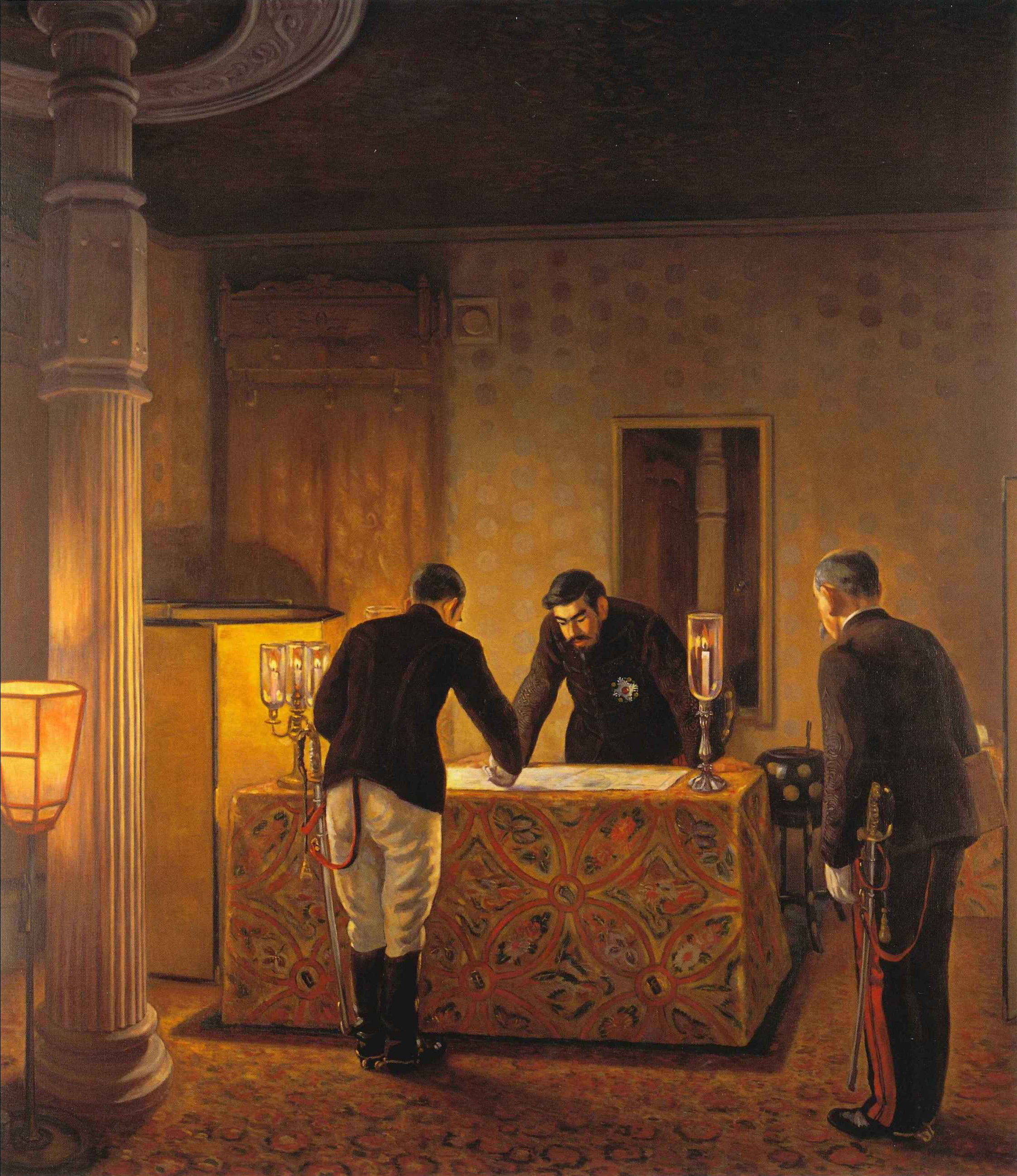
聖徳記念絵画館壁画『広島大本営軍務親裁』（南薫造筆、浅野長勲侯爵奉納）深夜の広島大本営・御座所で参謀次長川上操六中将から戦況報告を受ける明治天皇。右手前に控えているのは侍従武官長岡沢精少将。

御座所は2階東側の四十畳ばかりの部屋で、その中央に玉座が設けられていたが、御座所と分かるのは玉座の後ろに置かれる2つの金屏風、剣璽と御璽を安置する2つの机だけというほど質素な部屋である。東京の皇居より携帯した机、椅子など二、三点のほかは家具がなく、壁に飾ってあるものも、当時の中産階級の家庭ですら見られなくなりつつあった粗末な八角時計だけであった。それ以外の装飾品の設置は天皇がすべて退けた。
天皇は公務も食事も睡眠もこの部屋で行った。就寝の際には椅子と机が片づけられて、寝台が御座所の中に運びこまれ、その周りが屏風で囲まれ、天皇はその中で就寝した。起床すると寝台が片づけられて椅子と机が戻され、そこで食事をとったのである。
侍臣たちが、せめて安楽椅子や冬に備えて暖炉の使用を勧めたことがあったが、天皇は「戦地に斯くの如きものや有る」と勅答して断り、御座所が手狭なので増築を提案された際にも天皇は「出征将卒の労苦を思はば不便何かあらん」と勅答して却下した。前線将兵たちと苦楽を共にするため徹底的に質素な生活をつづけた。
御座所と廊下を隔てて軍議所があった。天皇は朝5時に起床し、6時には軍服に召し換えられ、御座所で政務についた後、9時には岡沢精侍従武官長を従えて軍議所に出御し、戦況報告と軍議を聞召された。軍議の臨席者は、参謀総長有栖川宮熾仁親王（薨去後には小松宮彰仁親王）、参謀次長・兵站総監川上操六、野戦監督長官野田豁通、運輸通信長官寺内正毅、野戦衛生長官石黒忠悳、陸軍大臣大山巌、海軍大臣西郷従道、海軍軍令部長樺山資紀、侍従武官長・軍事内局長岡沢精（ただし彼は議席には列さず、軍議中常に天皇の御側に侍立していた）、その他陸海軍参謀2名、管理部長1人（この3人は御用の時のみ呼び出される）といった軍人たちの他、文官から内閣総理大臣伊藤博文、外務大臣陸奥宗光等も臨席した。天皇自身が具体的に作戦を提案して命じるようなことはなかったものの、戦況には強い関心を持ち、不明点は頻繁に問いただした。
軍議が終わると御座所へ戻るが、休む暇もなく、諸官や帰朝した出征将校などを召して種々の報告を受けて下問したりしていた。夜の就寝は早い日でも午後12時頃、公務が長引いたときには深夜の1時や2時になることもあった。また深夜に出征軍から新たなる報告が入った時などは深夜でも起床して臣下たちを召して軍議に入ることもあった。
いつも戦地にあるべしとの思し召しから広島大本営滞在中、天皇は常に軍服で通し、入浴後も和服でくつろぐことはなかった。侍従日野西資博子爵によれば、広島大本営における天皇は最初から同じ肋骨軍服の大元帥服を着続けており、日野西が「御服の裏が破れて参りました。新しいのと御代えあそばされては如何でございましょうか」と伺うと、天皇は「まだよい。今夜脱いで置くからつくろっておけ」と命じるので、日野西は慣れない裁縫で天皇の軍服の裏を繕ったが、あまりうまくできなかった。ところが翌朝これを着た天皇は「日野西、御前仲々裁縫がうまい」と褒めて取らしたという。
天皇は、成歓の戦い後に軍歌「成歓役」を作詞した。それに曲が付けられ、9月26日の晩餐の際に陸軍軍楽隊により演奏されたが、天皇は曲に不満で、天皇が好んで毎晩のように演奏させていた加藤義清詩「喇叭の響」の旋律に合わせたものに変更させた。
日清戦争中明治天皇が滞在した広島大本営
- 広島大本営東側
- 広島大本営西側
- 広島大本営の邸内地図
- 天皇の御座所

#### 勝利と講和

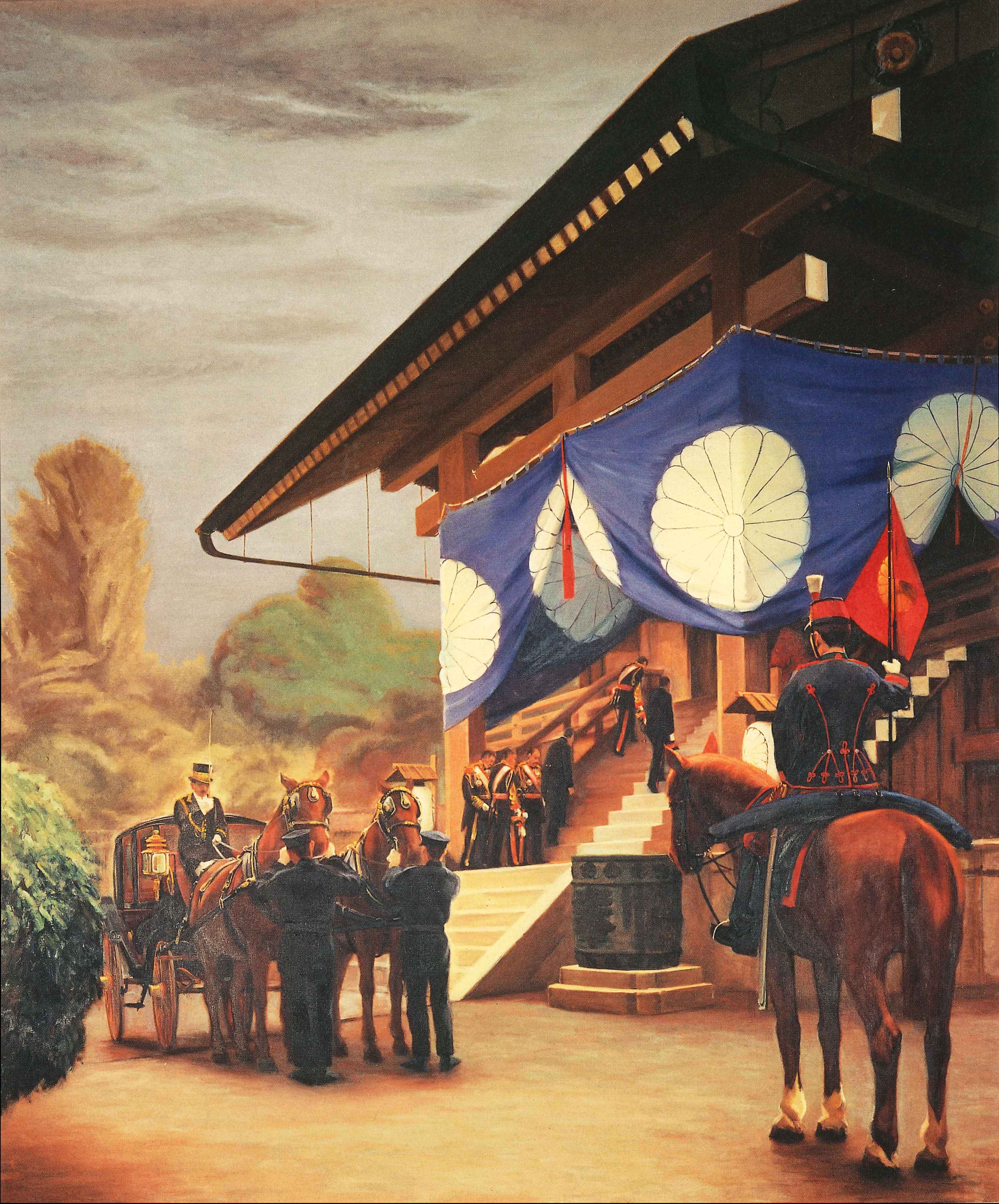
聖徳記念絵画館壁画『靖国神社行幸』（清水良雄筆、第一銀行奉納）明治28年12月17日に日清戦争戦死者合祀の臨時大祭で靖国神社を行幸した明治天皇（階段中央を昇る人物）。階段左側を昇って天皇を先導しているのは参謀本部次長川上操六、後方左を昇るのは侍従長徳大寺実則。階段中段の3人は右から侍従武官長岡沢精、陸軍大臣大山巌、海軍大臣西郷従道。右下の騎兵は天皇旗を保持

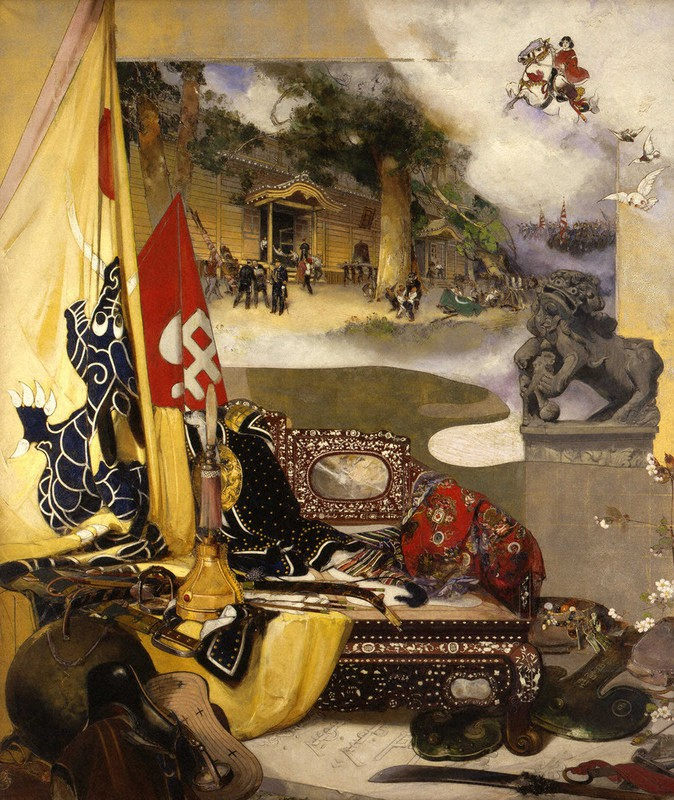
聖徳記念絵画館壁画『振天府』（川村清雄筆、徳川家達公爵奉納）日清戦争に従軍した陸海軍将兵が皇室に献上した戦利品を保管陳列するために明治天皇の命で明治29年に建設された振天府を描いた絵画

明治27年9月15日に第一軍第五師団長野津道貫中将率いる日本軍は平壌の戦いに勝利し平壌を攻略。また、伊東祐亨司令長官率いる連合艦隊（7月15日に遠征可能なすべての日本艦艇を常備・西海両艦隊に編成して合同させた艦隊）が、9月17日に清国艦隊と黄海海戦に及んで勝利、黄海の制海権を獲得した。この2つの戦勝で日本の優勢は決定的となり、大山巌大将率いる第二軍が10月24日から遼東半島に上陸し、11月21日には旅順要塞を攻略。鴨緑江でも山縣有朋大将率いる第一軍が、第二軍の遼東半島上陸に呼応し、10月25日に鴨緑江対岸の清軍を撃破して渡河に成功した。
その間天皇は、9月1日の第四回衆議院議員選挙で当選した議員を、10月18日に広島で開かれた第7回臨時議会に招集した。開会式に親臨した天皇は、以下の勅語を述べた。「朕貴族院及衆議院ノ各員ニ告ク 朕茲ニ臨時帝国議会ヲ召集シ 特ニ国務大臣ニ命シテ刻下ノ急用ナル陸海軍費ニ関スル議案ヲ提出セシム 朕ハ清国カ帝国ト共ニ東洋ノ和平ヲ保持スルノ任ヲ忘レ遂ニ今日ノ事局ヲ見ルニ至リタルヲ憾トス 然レトモ戦端既ニ開ク 交戦ノ目的ヲ達セスムハ以テ止ム可カラス 朕ハ帝国ノ臣民カ一致和協朕ノ事ヲ奨順シ全局ノ大捷ヲ以テ早ク東洋ノ和平ヲ回復シ以テ国光ヲ宣揚センコトヲ望ム 各員夫レ旃ヲ勗メヨ」。衆議院の全党派が開戦とともに、それまでの政府批判を中止し、日本の勝利のため政府や軍に全面協力する立場を表明していたので、この臨時議会における政府提出の臨時軍事予算案、関連法案はすべて全会一致で可決成立している。
日本の快進撃が続く中、清は欧米諸国に講和斡旋を依頼するようになり、11月6日にはアメリカが正式に日清両国に対して講和仲裁を申し入れ、交渉の端が開かれた。明治28年1月末から日清両政府間の下交渉が始まった。
明治28年1月15日に参謀総長の熾仁親王が腸チフスで薨去。薨去直前に天皇は親王の幕末以来の長きに渡る忠勤に感謝し、最高勲章の菊花章頸章と最初の金鵄勲章を下賜し、薨去後国葬に付した。後任の参謀総長には小松宮彰仁親王を任じた。
天皇は皇后が広島に来るのを長らく禁じていたが、3月19日に至って皇后は天皇の許可を得て広島に到着。日野西侍従によれば、皇后到着後も天皇はすぐには皇后と会おうとせず、皇后は大本営後方の一室で生活したが、一か月ぐらいたった夜に天皇がたまたま皇后の部屋を訪れ、以降、天皇は毎晩皇后のもとに通って朝まで大本営に戻らなくなったという。
皇后到着と同日に李鴻章ら清国全権代表団が下関に到着。日本全権代表の伊藤総理・陸奥外相と講和交渉が開始された。交渉中の3月24日、李が交渉場の春帆楼から自身の旅館への帰路についた時、小山豊太郎に短銃で狙撃されて顔を負傷する事件が起きた。大津事件の時と違い、講和を請願しにきた立場の弱い国の代表が相手だから、国家存亡の危機というわけではないが、李がこの事件を利用して欧米諸国の同情をひいて交渉を優位に進めようとする恐れはあった。報告を受けた天皇は、ただちに陸軍軍医総監2名を下関に派遣して李の診察にあたらせ、皇后も看護婦を派遣して皇后手製の包帯を賜った。25日に天皇は詔勅を出し、交戦中の敵国の代表とはいえ、このような襲撃事件には深い悲しみと遺憾の念を覚えること、犯人は法に基づいて処罰されることを宣言し、また、これ以上国の威光を損なう行動に出ないよう国民を諫めた。
日本との交渉の中で、李は、朝鮮への宗主権を放棄して朝鮮を独立させることについては比較的すぐに受諾したが、庫平銀3億両の賠償金と、奉天省南部・台湾・澎湖諸島の割譲の要求については激しく反発したため、交渉は難航した。しかし、4月10日に至って賠償金2億両、遼東半島・台湾・澎湖諸島の割譲で両国は合意に達した。
これを受けて、天皇は、4月21日に日清両国の友好回復に関する詔を発し、今度の勝利は、朕の祖先の威霊によるものだけでなく、国民が官民一丸となって忠実・勇武・精誠に尽した成果であることを強調。同時に日本が勝利に驕慢になって、理由なく他国を侮蔑し、友好国を信頼を損なうことはあってはならないと説諭し、清との講和条約批准交換後は、日清両国の友好関係を回復し、これまでに増して友好が強くなることを望むと声明した。
しかし、遼東半島に領土的野心を持っていたロシアは、同半島が日本に割譲されることを好ましく思わなかった。惰弱な清が領有していれば割譲させるのは難しくないが、日本に領有されると困難になるためである。そのため、ロシアは、同じく清国に領土的野心を持っていたフランス・ドイツとともに三国干渉を日本にかけて遼東半島を清国に返還することを要求、日本が応じない場合は直接行動を辞さない方針をとった。
天皇の三国干渉に対する個人的反応を示す史料は何もない。天皇はその時期の4月27日に広島を発って京都に行幸していた。天皇は京都各地で日本の勝利に歓喜して日の丸を振る国民の歓声を受けていた。その時、国民はまだ三国干渉が行われていることを知らなかった。
部隊は十か月に及んだ戦闘で疲労しており、ロシアと戦える状態にないと判断した日本政府は、三国干渉を受諾して遼東半島を清に返還。そして予想通り1898年に至って遼東半島の旅順はロシアによって獲得された。三国干渉の事が報じられると、日本の世論は激昂し、ロシアに対する嫌悪感は強まった。
清国は台湾についても三国干渉を期待していたが、三国は中国分割と無関係な台湾には無関心だった。台湾の為の干渉はないことが判明すると、割譲反対派の台湾島民の一部が反乱を起こしたが、天皇は北白川宮能久親王率いる近衛師団を送ってこれを鎮圧した。この際に部隊に熱病が流行し、能久親王も熱病を患って薨去した。天皇は親王に菊花章頸章と金鵄勲章を送るとともに国葬に付した。
明治28年12月17日、日清戦争戦死者が合祀される臨時大祭が行われるのに伴い靖国神社に行幸した。明治天皇の靖国親拝は生涯で7回に及び、この親拝は4回目のものとなった。
また日清戦争の戦地から帰還した将兵たちが様々な戦利品を皇室に献上しており、天皇は将兵たちの武勲を後世にまで伝えるため、吹上御苑の一隅に戦利品陳列場の設置を指示した。明治29年に檜陳列場が竣工、11月5日に天皇が行幸した際に天皇より振天府（しんてんふ）と命名された。

### 隈板内閣と明治天皇
1898年（明治31年）6月30日、大隈重信と板垣退助に対して組閣大命を下し、第1次大隈内閣]（隈板内閣）が発足した。明治天皇は当初「相応に庶務を整理し、国政を遂行し得べし」と一定の政務処理能力はあると見込んでいたが、大隈も板垣も与党である憲政会に対する影響力が皆無であり、大隈もその状況を偽って報告しているとして、組閣から一ヶ月も立たないうちから憂慮を示していた。
尾崎行雄文部大臣の共和演説事件の勃発を受け、憲政会内の板垣を始めとする旧自由党派は尾崎の排斥を求め、10月21日に板垣は参内して尾崎とともに内閣にいることはできないとする上奏を行った。翌10月22日、天皇は岩倉具定を大隈首相のもとに派遣し、「行雄共和云々の演説を為し、世論の囂々を来す。将来如何なる難事を惹起するや測り難し。此の如き大臣は信任し難し、速かに辞せしむべし」と、尾崎を辞職させるべきであるという意向を伝えた。天皇が大臣本人や首相の意向と関係なく、大臣の罷免を求めたのはこれが初めてであり、大日本帝国憲法下でもその後発生しなかった。結局形式的には尾崎が大隈首相に辞任の意向を伝え、大隈首相が尾崎の辞職願を提出すると言う形となったため、天皇が大臣を直接罷免するという形にはならなかった。

### 世界の列強へ

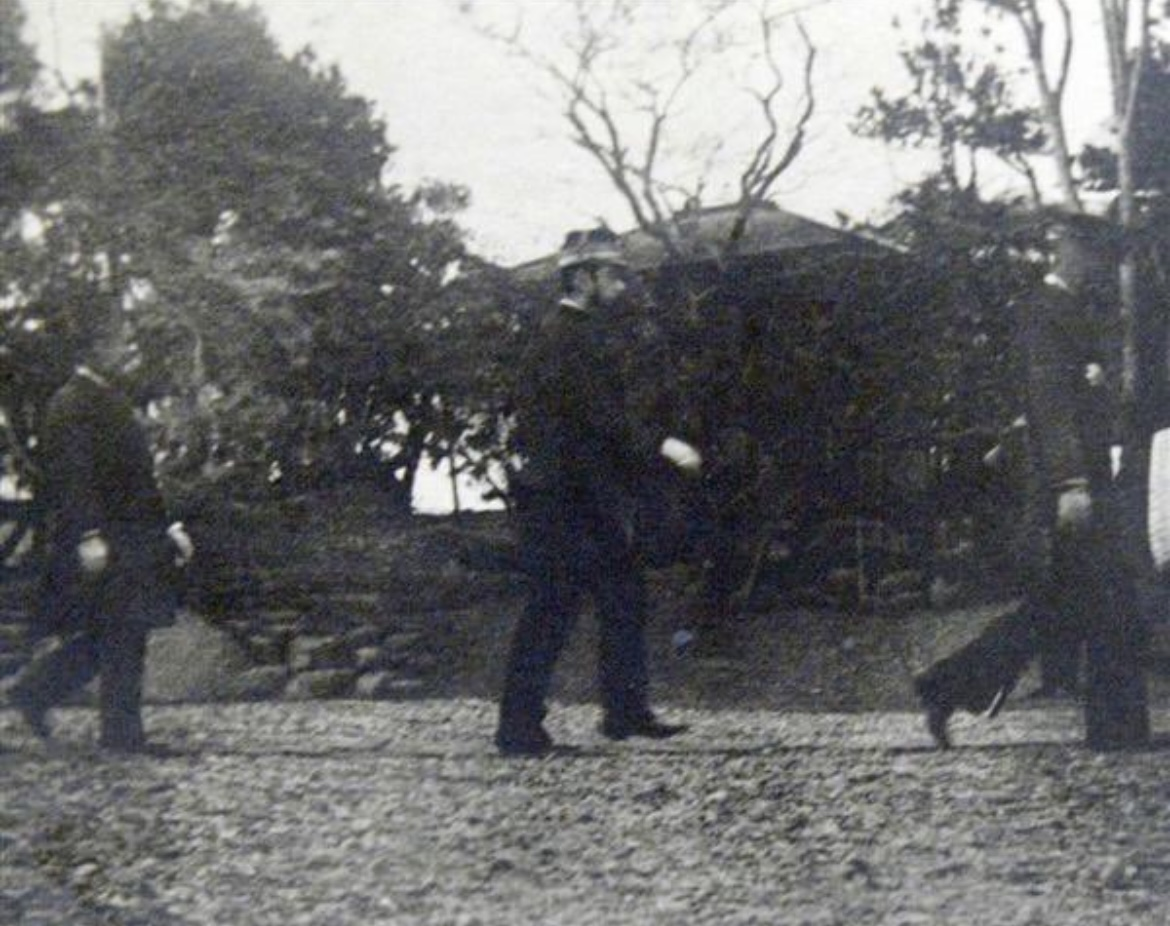
明治天皇（中央）が水戸徳川邸を訪れた際に撮影された写真。（1896年〈明治29年〉12月18日）

日本が初めて直面した外国との近代戦争である日清戦争と日露戦争では、明治天皇は大本営で直接戦争指導に当たった。
1900年に義和団事件が起きるとロシアは東清鉄道の被害を口実に満州に駐留を続け、日本との軍事的緊張を誘発させた。伊藤博文はロシアの満州の権益を認める見返りに韓国を日本の勢力圏と認めさせる日露協商を締結して事態を解決しようとしていたが、桂太郎首相と小村寿太郎外相、山縣有朋らはロシアは信用できないとし、日英同盟を模索していた。
外交上は1894年（明治27年）の日英通商航海条約、1902年（明治35年）の日英同盟など大国との条約を締結し、列強の一員たるべく、軍事的・経済的な国力の増強を図った。
明治天皇は開戦にもっとも慎重な立場にあり、日本政府もロシアとの交渉を重ねたが、ロシアの回答が遅いことを戦争準備のための時間稼ぎと誤解した日本政府は1904年2月4日の御前会議で開戦を決めた。
御前会議終了後、明治天皇は内廷にて「今度の戦争は全く私の本意ではない。けれども事態はとうとうこんなことになってしまった。どうしようもない」と言い、「万一、事につまずきでもできようものなら、なんといって先祖にわびよう、どうして国民に顔向けできよう」と言ってはらはらと落涙したという。
他方、日露戦争の『宣戦の詔勅』に続いて作成された詔勅草案は、「信教の自由」と「戦争の不幸」を強調していたが、大臣らの署名がないまま公布されなかった。

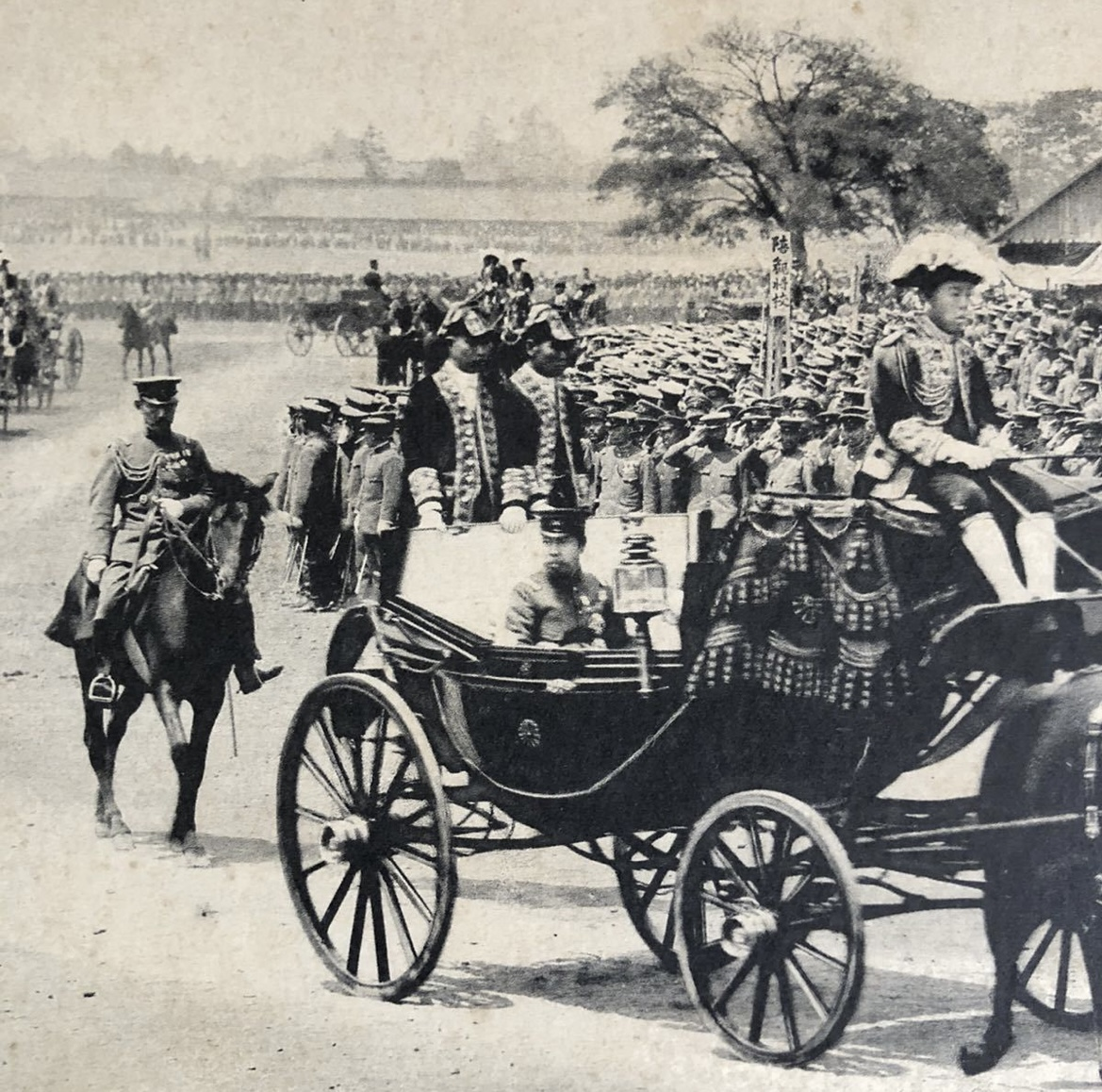
東京青山練兵場の日露戦争凱旋観兵式において閲兵する明治天皇（中央）を撮影した写真。（1906年〈明治39年〉4月30日）

日英同盟締結後の明治39年には英国王エドワード7世よりガーター勲章が贈られ、コノート公爵アーサーが来日して天皇にガーター勲章を伝達。この時コノート公は誤ってピンで自分の指を傷付け出血したが、何事もなかったように式を続け、天皇も気付かない振りをした。天皇は式が終わった後、コノート公の落ち着きを称えた。

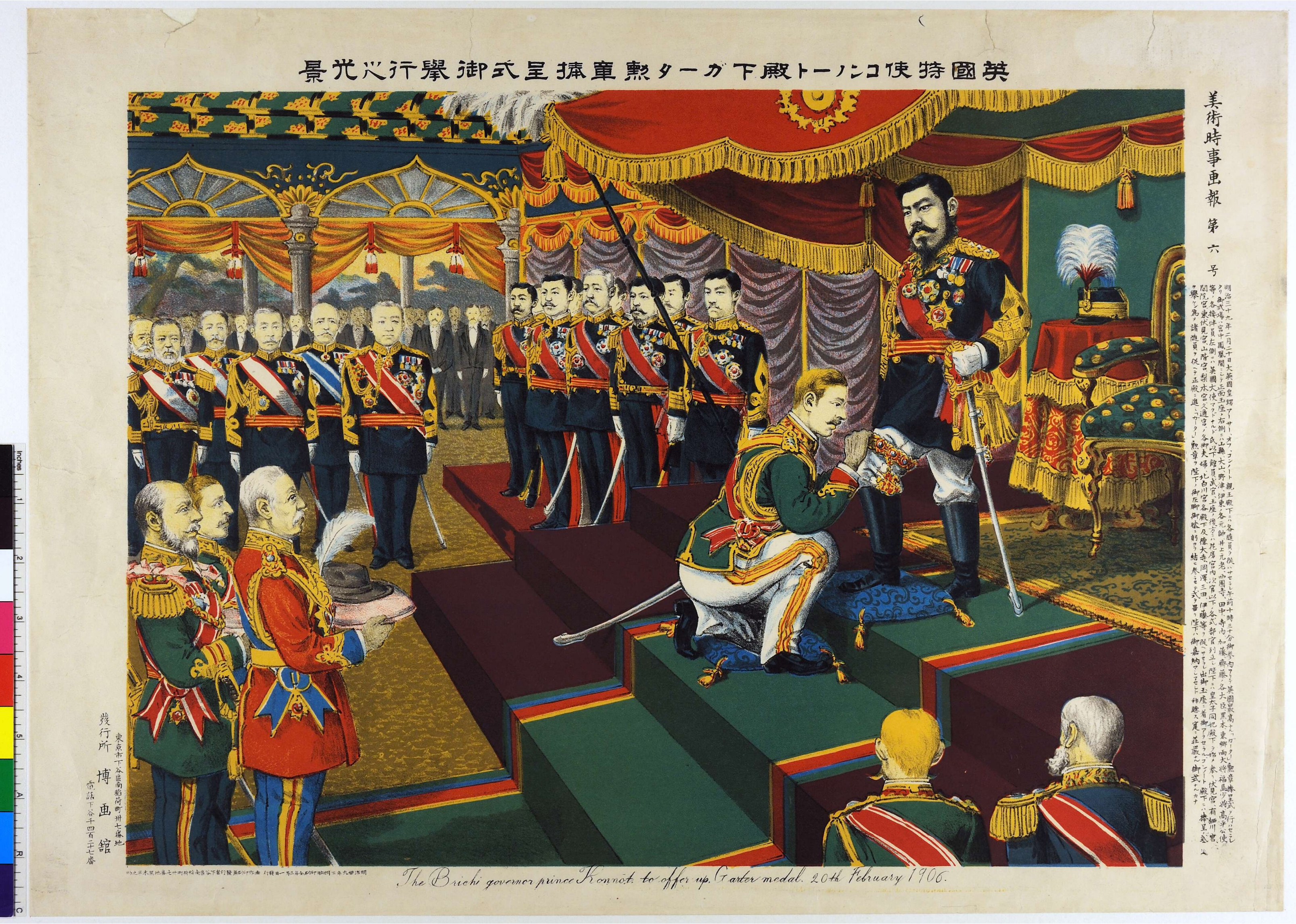
ガーター勲章をコノート公爵アーサーより伝達される明治天皇（1906年〈明治39年〉2月20日）

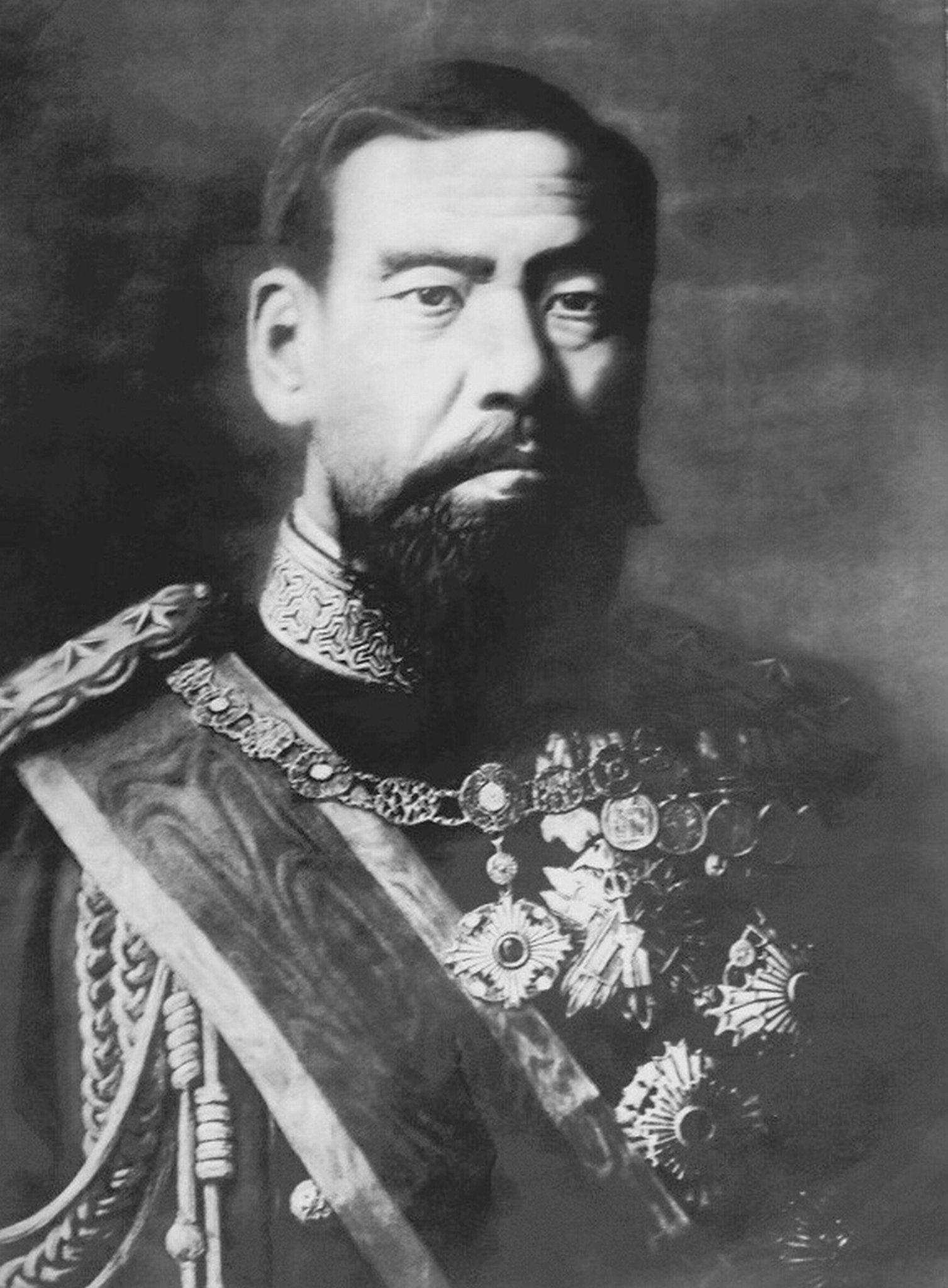
1907年（明治40年）頃の明治天皇の肖像画（高木背水 筆）

日清戦争の勝利により獲得した台湾、日露戦争後は韓国併合による朝鮮領有や満州経営（現在の中国東北部）を進め、日本をイギリスやフランス、ドイツなど他の西洋列強のような植民帝国へと膨張させる政策を採用した。

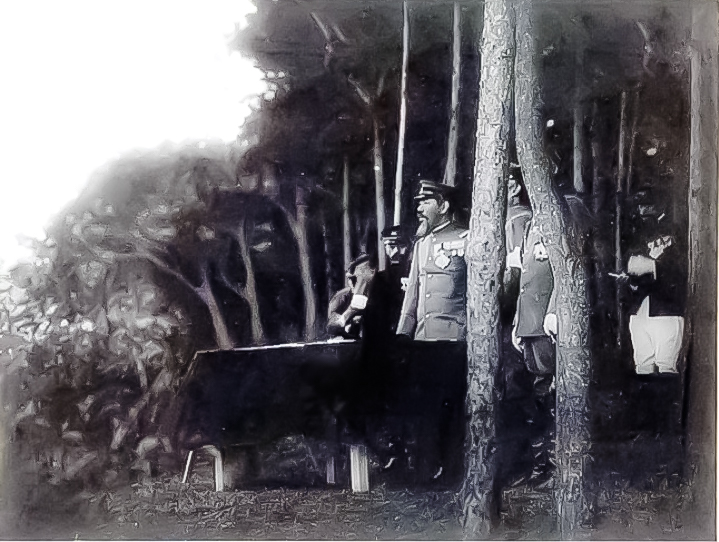
栃木県那須村演習統監時の写真（1909年〈明治42年〉11月、参謀本部陸地測量部写真班撮影）

明治44年（1911年）には、開国以来の懸案であったイギリスやアメリカなどの欧米各国との不平等条約の改正を完了させ、名実共に日本は列強の一員となった。

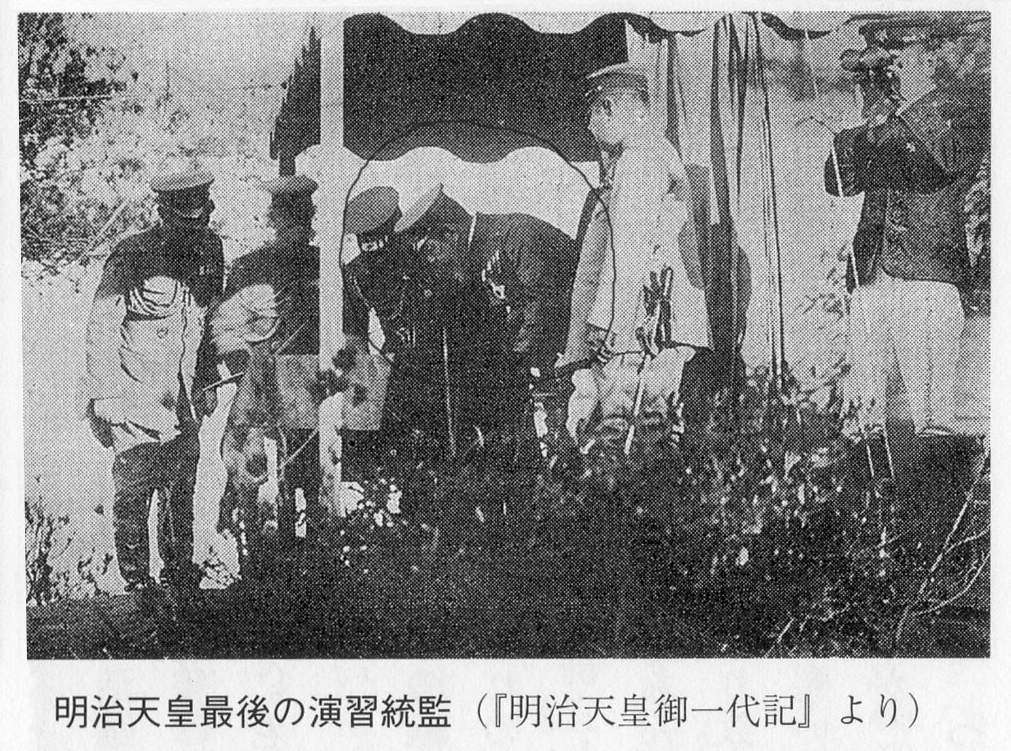
「明治天皇最後の演習統監」（1911年〈明治44年〉）

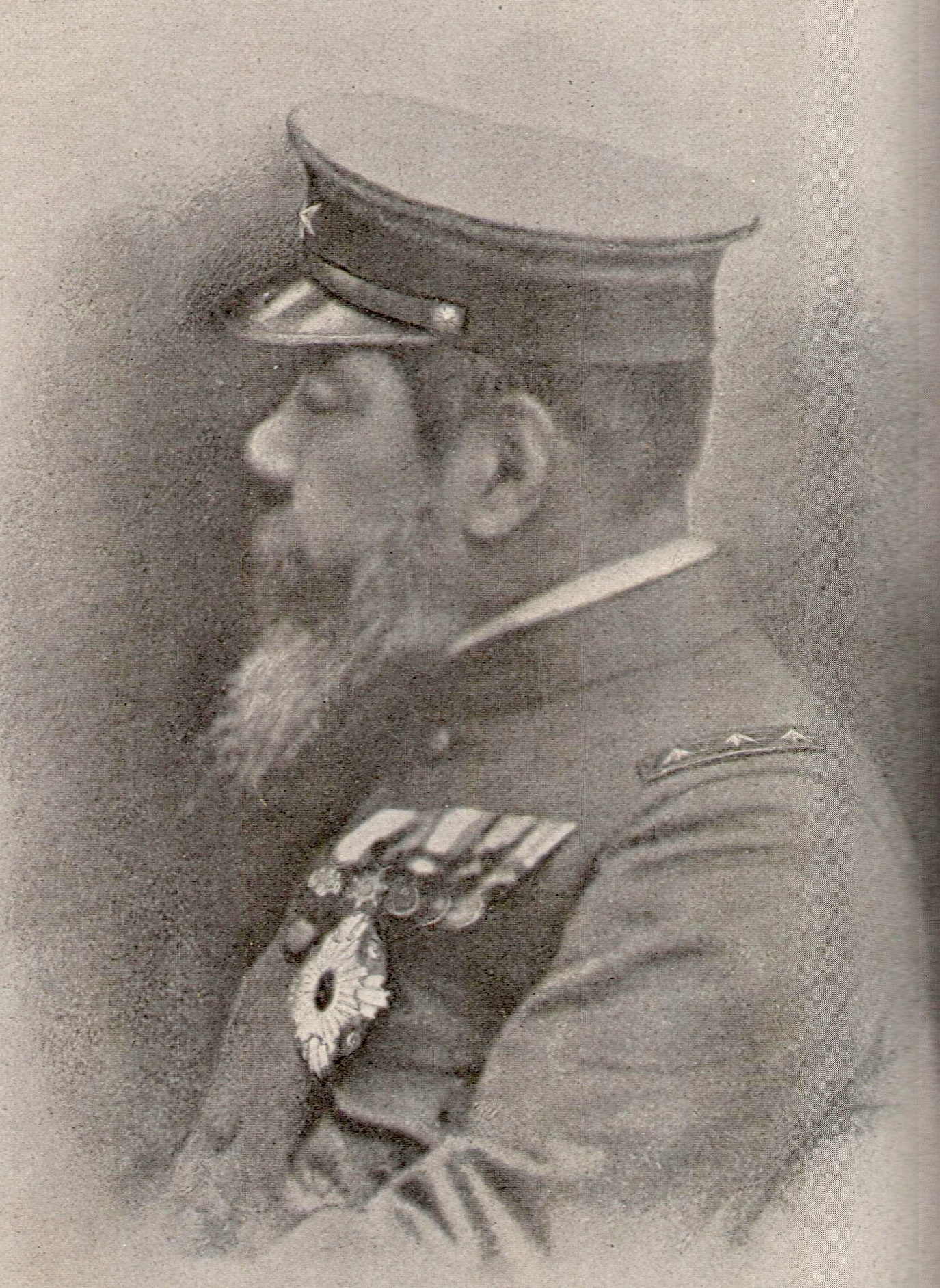
最晩年の明治天皇の写真（1912年〈明治45年〉。1911年の演習統監時の写真から作成したもの）。

### 崩御

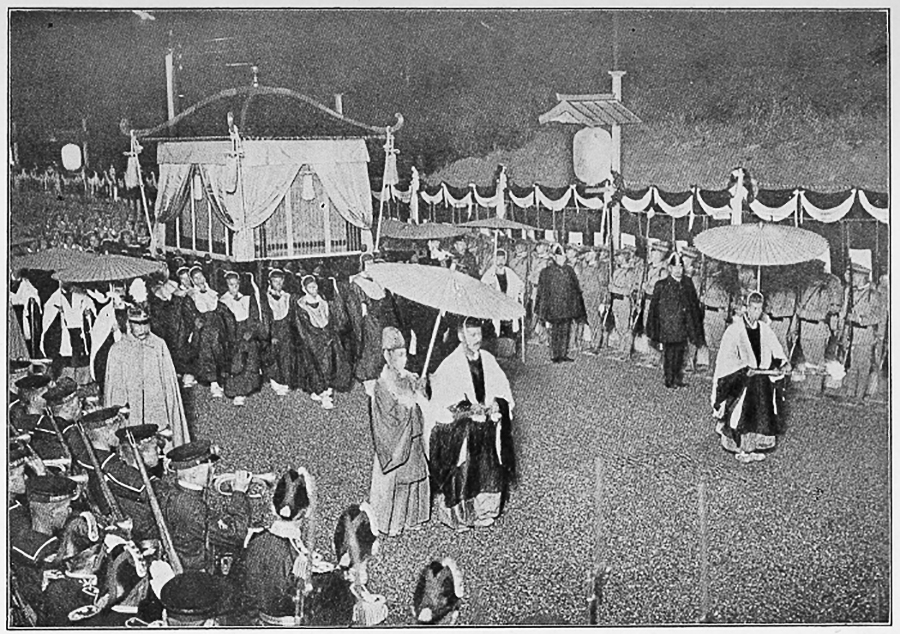
大喪の礼の様子（1912年〈明治45年〉）

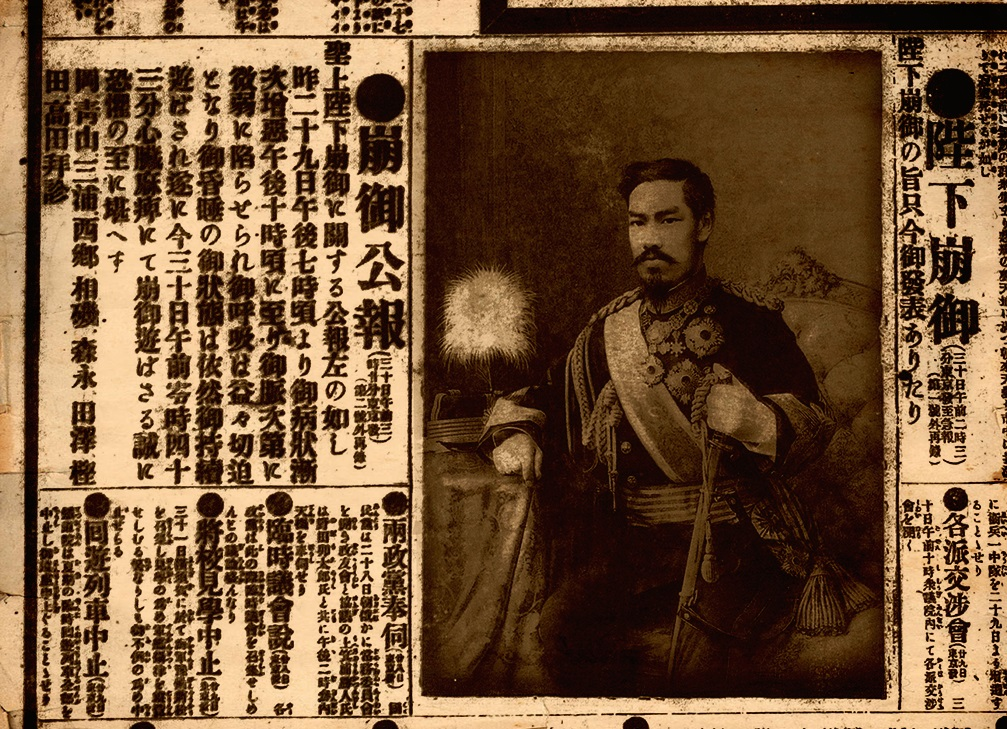
『台湾日日新報』が明治天皇の崩御を報道、明治四十五年七月三十日。

明治天皇が崩御した公式の日時は1912年（明治45年）7月30日午前0時43分であり、同月30日に刊行された号外でも「聖上陛下、本日午前零時四十三分崩御あらせらる。」とあり、『明治天皇記』でも、「三十日、御病気終に癒えさせられず、午前零時四十三分心臓麻痺に因り崩御したまふ、宝算実に六十一歳なり」とある。持病の糖尿病が悪化して尿毒症を併発し、宝算61歳（満59歳）で崩御した。これに伴い、皇太子嘉仁親王が皇位継承し（大正天皇）、第123代天皇として践祚した。
明治天皇は明治45年（1912年）7月11日の東京帝国大学卒業式に出席したが、「気分は悪かった」という。侍医では対応できなくなり、20日青山胤通と三浦謹之助が診察し、尿毒症と診断した。20日宮内省は天皇が尿毒症で重態と発表した。28日に痙攣が始まり、初めてカンフル、食塩水の注射が始まった。「病や死などの『穢れ』を日常生活に持ち込まない」という宮中の慣習により、また、明治天皇の寝室に入れるのは基本的に皇后と御后女官（典侍）だけであり、仕事柄上、特別に侍医は入れるものの、限られた女官だけでは看病が行き届かないということで、明治天皇は自分の寝室である御内儀で休養することができなくなった。そして、明治天皇の居間であった常の御座所が臨時の病室となった。看護婦も勲五等以上でなくてはいけないので、五位以上の女官が看護した。
7月21日以後、平癒を祈願する民衆が終日宮城前に集散した。東京市は天皇に騒音が届かないよう内濠線の電車を徐行し、三宅坂交差点では軌道にボロ布を敷いた。
宮内省は崩御日時を7月30日午前0時43分と公表したが、当時宮内書記官であった栗原広太によると、実際の崩御日時は前日の7月29日22時43分である。これは「登極令の規定上、皇太子嘉仁親王が新帝になる践祚の儀式を崩御当日に行わなければならないが、その日が終わるまで1時間程度しか残されていなかったため、様々に評議した上で、崩御時刻を2時間遅らせ、翌日午前0時43分と定めた」という。
明治天皇の崩御に際してその側にいた皇族の梨本宮妃伊都子も、この間の様子を日記に克明に記している。伊都子の日記によれば、「（伊都子ら皇族は）二十八日に危篤の報を聞き、宮中に参内し待機した。二十九日午後十時半頃、奥（後宮）より、『一同御そばに参れ』と召され伊都子らが部屋に入ると、皇后、皇太子、同妃、各内親王が病床を囲み、侍医らが手当てをしていた。明治天皇は漸次、呼吸弱まり、のどに痰が罹ったらしく咳払いをしたが時計が10時半を打つ頃には天皇の声も途絶え、周囲の涙のむせぶ音だけとなった。2,3分すると、にわかに天皇が低い声で『オホンオホン』と呼び、皇后が『何にてあらせらるるやら。』と返事をしたが、そのまま音もなく眠るように亡くなった」という。
同年（大正元年）8月27日、追号を明治天皇（めいじてんのう）にすると、大正天皇による勅定がなされた。

### 世界における明治天皇崩御の受け止め
明治天皇の崩御は、世界各国で報道された。

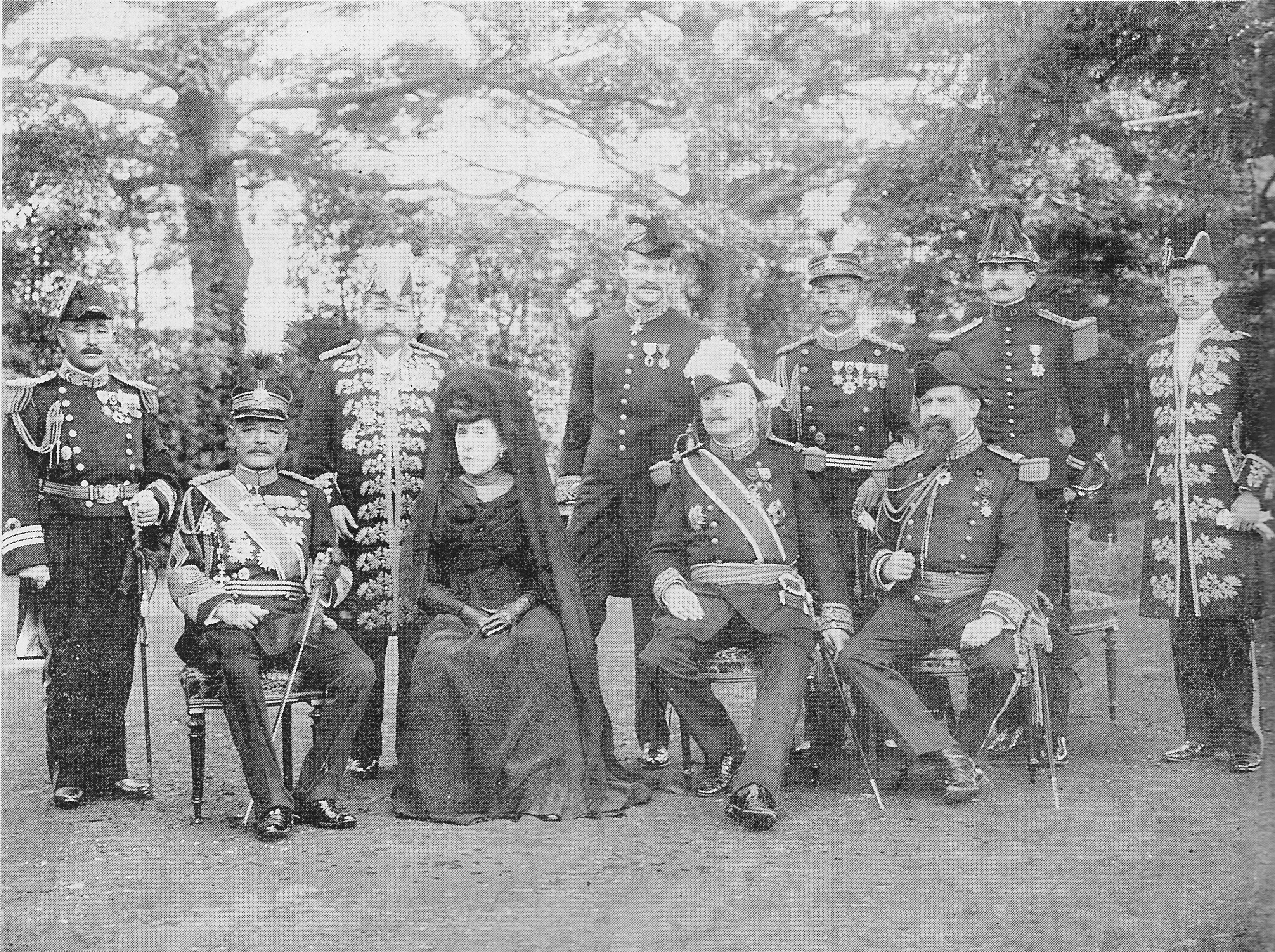
明治天皇の大喪儀におけるフランス特派使節。代表のジョルジュ・ルボン中将（前列右より2番目）、接伴員の秋山好古（前列左端）

明治天皇崩御の代表的論調は、望月小太郎が「明治天皇の一年祭」に際して編纂し刊行された『世界に於ける明治天皇』にまとめられた。各国別全28章にわたり20余国からなり、そこには、イギリス、フランス、帝政ドイツ、アメリカ合衆国はもとより、中華民国、イギリス領インド、ベルギー、スウェーデン、ペルーなど世界各国をはじめ、アメリカ領ハワイ、ブラジルなど日系移民と関わりの深い国、在中国外国人の論調まで掲載されている。
日本との軍事同盟を締結し同様に立憲君主制を敷くイギリスは「王朝の臣民として能く日本の君民関係は理解」、革命により王政を廃止し共和制国家となったフランスは「血を以って革命を贖いたる国民なるを以って、神聖なる君主政体と立憲政体の一致とは不可能なる如し想像し、民主主義に重きを措くの先入観あり」、当時は帝政を敷きのちに君主制が崩壊するドイツ、オーストリア＝ハンガリーは「深奥なる哲理思想なる国民として多くは、大帝陛下の御治績を科学的分析的に研究」とした。
日露戦争において日本に敗北して、社会主義革命により君主制が崩壊する帝政ロシアは「沈痛懐疑の口調の中にも能く先帝陛下が常に恋々として平和を愛したる御真情を解得」、近代史上初の共和制国家としての成立起源を持ち、黒船来航を行い日本が明治維新に至るきっかけを作り、日露戦争の際には両国の講和の仲介役を務めたアメリカは「其建国の事情を異にし、自ら我が君臣の関係を知らず」さらに、米領フィリピンに対して、共和国でありながら明治天皇のために挽歌をつくり、「祖宗神霊の御加護を失ふ国民は滅亡すべしと謳える如きは最も味ふべき点」と述べ、また南米諸国も共和国であるが、「『我が国体の崇高さ』や『先帝陛下の叡聖』などを『憧憬仰慕』として感心している」と述べた。

### 崩御後

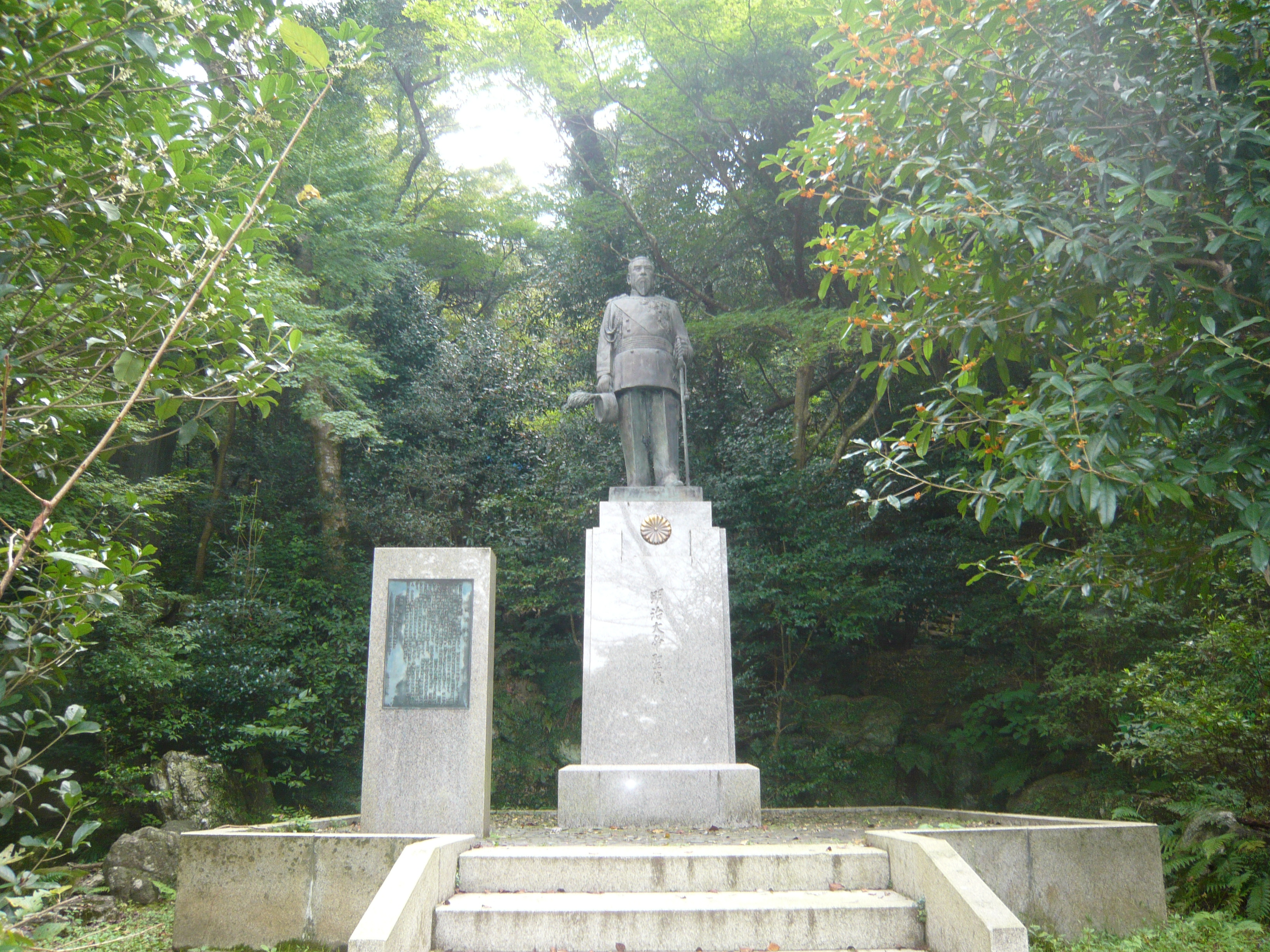
明治天皇の聖像（岐阜県岐阜市）

7月30日、主要新聞は天皇崩御のために9月17日まで全ページを黒枠で囲んだ。
天皇が崩御した当時、天皇の葬儀（大葬）など、その祀り方については、規定は帝室制度取調局が上奏した段階であり、明文化されていなかった（皇室喪儀令や皇室陵墓令が公布されたのは、大正15年）。また、明治年間における天皇・皇室やそれを取り巻く社会の変化があまりにも大きかったため、それまでの先例の単なる踏襲にはならないことが想定され、具体的な式次第などは不明瞭のまま、一連の儀式の準備が始まった。
まず、天皇の陵墓について、崩御当日に阪谷芳郎東京市長が宮内省に天皇陵の造営地として、東京が選定されることの希望を申し入れた。阪谷市長が同日招集された市議会でこの意見を述べると、これに実業家の渋沢栄一ら東京の政財界の名士が賛同し、西園寺首相などに働きかけを行った。しかし8月1日、河村金五郎宮内次官発表により、陵墓造営地は京都府紀伊郡堀内村伏見城址（桃山丘陵）であること、この決定の根拠は天皇の遺志であることが公にされた。
9月13日の大喪の儀は極めて豪華だった。霊柩は午後7時に殯宮を出て轜車に移された。前侍従長徳大寺実則、侍従北条氏恭、主馬頭藤波言忠らが衣冠帯剣素服で霊柩の綱を引いた。轜車は唐庇で、英照皇太后大葬の際に用いられたのとほぼ同じであり、屋形、車体、両輪すべてが黒漆で塗られ、3000個の金具で飾られており、総重量は750貫（約280キログラム）に及んだ。轜車は8時20分に皇居を出た。その葬列は近衛騎兵連隊が先頭で、そのあとに軍楽隊が続き、弔曲「哀の極」を吹奏しながら進み、轜車の周囲は警視総監率いる警部12騎が警護を固めていた。その後に皇族や王公族、政府高官、華族などが大勢続いた。轜車が東京・青山練兵場（現神宮外苑）の式場に到着したのは10時56分のことだった。天皇、皇后、皇太后、英国王族のコノート公アーサーをはじめとした外国元首の名代、駐在大使、特派使節などが参列した。祭詞が奏された後、新天皇が玉座を離れ、霊柩に進んで拝礼し、桂太郎首相が捧げる御誄を取って読み上げた。天皇の声は低く悲しみに満ちた声だった。皇居から号砲が発射され、市民は一斉に黙とうした。また同時刻全国各地の国民が遥拝していた。14日に入った午前0時45分に式典は終了した。
明治天皇の柩は遺言に従い御霊柩列車に乗せられ、東海道本線等を経由して伏見桃山陵に移動、9月14日に埋葬された。
天皇陵の東京造営が叶わなくなると、阪谷らは御陵に替わるものとして、天皇の遺徳をしのぶものを東京に構えることを模索する。天皇崩御の直後、まだ御陵の造営地が発表される前から、天皇、あるいは天皇が統治した「明治」という時代を記念する何らかの施設を設ける意見が多数あり、その中身も神社、銅像、記念門、記念塔、博物館、図書館、美術館、科学院、記念植樹など多岐にわたった。
結果、明治天皇の御霊を祀る神社を東京に創建することとなり、関東一円の複数の候補地からの選定の上で、大正9年（1920年）、明治神宮が東京に鎮座した。また、神宮外苑には聖徳記念絵画館（葬場殿の址地）をはじめ、各種の文化・体育施設が建てられ、神社のほかに立案されていた記念事業の少なくない部分を引き継いでいた。

## 人柄と影響

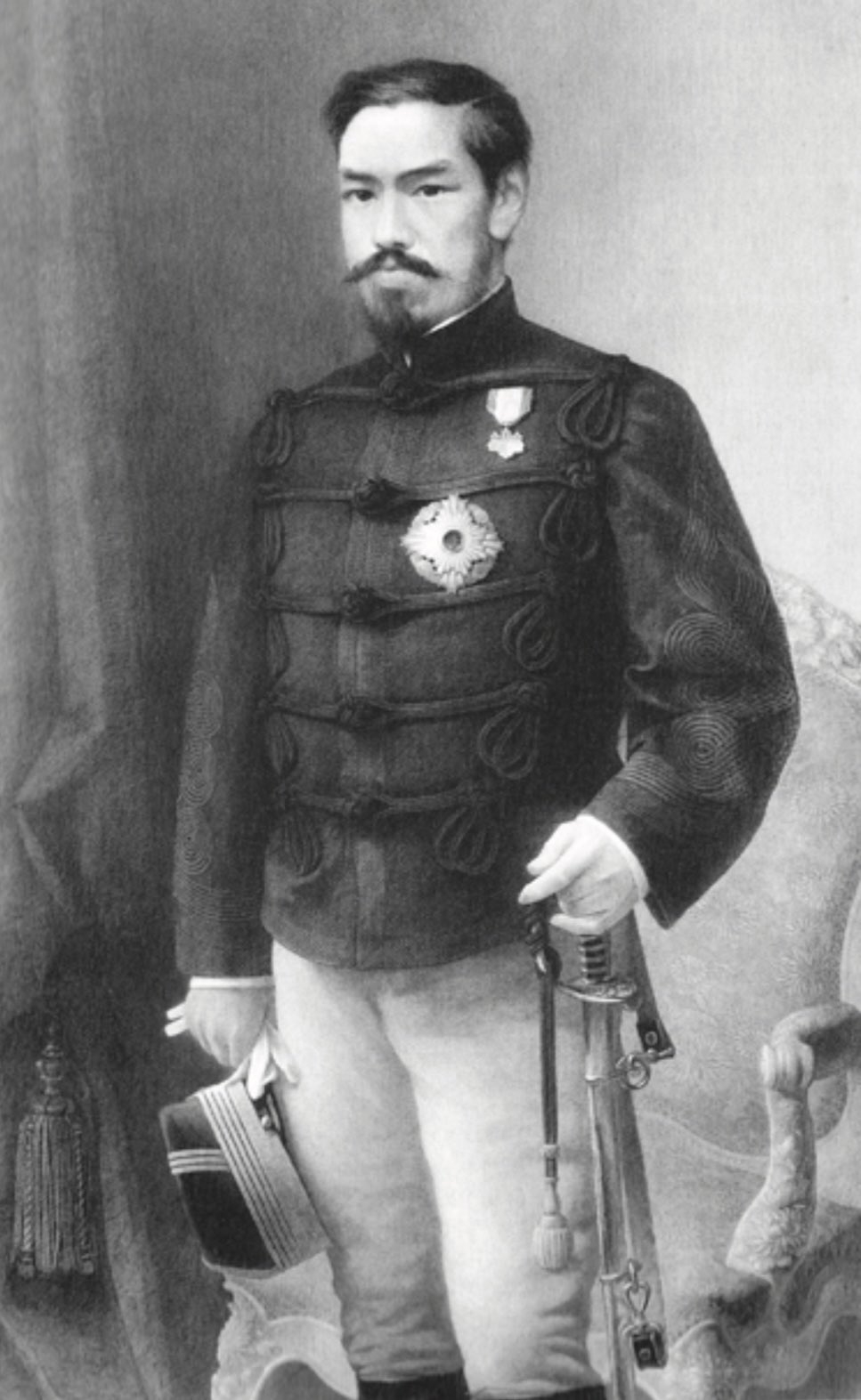
明治19年制式の軍服姿の明治天皇。日清戦争を契機として、明治天皇は常に軍服を着て公務をするようになった。天皇はこの肋骨服を愛用し、日露戦争後にカーキ色の軍服が採用された後も、基本的には肋骨服を着続けた。

- 「明治新政府、近代国家日本の指導者、象徴」として国民から畏敬された。日常生活は質素を旨とし、どれほど寒冷な日でも暖房は火鉢1つだけ、暑中も軍服（御服）を着用し続け執務するなど、自己を律すること峻厳にして、天皇としての威厳の保持に努めた。
  - 皇太子嘉仁親王（後の大正天皇）のための住居として建築された赤坂の東宮御所（現在の迎賓館赤坂離宮）の完成を報告しに来た片山東熊に「華美過ぎる」と発言し、片山は「そのショックで、病気がちになった」という。
- 一方で普段は茶目っ気のある性格で、皇后や女官たちのことを、自分が考えたあだ名で呼んでいた[814]。美子皇后（昭憲皇太后）には「皇后さん」と普段は呼びかけていたが[815]、あだ名は「天狗さん」であった[814]。美子皇后は鼻が高かったため、このあだ名になったと言われている[816]。
  - 幼少期からのいたずら好きは、東京で暮らすようになっても変わらなかった[817]。1880年代、明治天皇はろうそくの灯を消して、女官を困らせるいたずらが好きであった[817][814]。当時の奥では電気もランプも使っていなかったので、明治天皇がろうそくの灯を消していくと、女官が灯をつけ、「つけたり消したりキャッキャッ」と言って大騒ぎになった[817]。
  - 食後、皇后や女官たちとともに、音の鳴らない手作りの楽器に興ずることもあった[814]。
  - 雪が降ると、明治天皇は、奥で奉仕している10代前半の少年たちに、富士山の形のものを作れと言い、少年たちは女官たちと一緒に、庭に雪で富士山を作ったこともあった[818]。
- 東京で暮らすようになっても、私的な場では生涯にわたって京都弁を話した[819][815]。侍従として明治天皇に仕えた日野西資博によると、明治天皇は京都が大変好きで、1897年に英照皇太后（孝明天皇の皇后）が崩御し、京都の陵に参拝した時などは、種々の理由をつけて東京に帰ることを引き延ばし、4月17日から8月22日まで滞在した[820]。まず東京に帰る予定の5月4日に、暴雨風によって東海道本線の大磯・国府津間などが破壊されたため、帰りが延期になった。その時、明治天皇は「マーよかった」といった様子で、「低気圧か、低気圧もよいナー」と言って笑った[820]。間もなく鉄道は復旧したが、5月下旬に東京で、はしかが流行したので、再び還幸が延期になった。しばらくして流行が終わったという通知がきたが、明治天皇が「まだ残っているはずじゃ、もっと調べてみよ」と言うので、調べさせると、東京市中で、2人の患者がいるだけであった。そのことを報告しても「それ見よ、まだ残っているではないか」と言ってなかなか東京に帰ろうとはしなかった[821]。京都滞在中の明治天皇は何かにつけて御気楽のようで、朝に目が覚めると、白の着物のまま、御所の奥の庭へ降りてぶらぶらと歩くなど、運動も多くなり、健康的であった[31]。
  - 明治天皇の食べ物の嗜好も京都好きを反映していた[31]。元侍従の日野西資博によれば、魚では鮎・鯉・鱧や、若狭湾でとれた鯛やカレイが大好きであった[31]。鮎は明治天皇が親王であった幕末期、賀茂川の名物であり、たびたび贈り物に使われていた[31]。鳥類はうずらをはじめとして、たいていのものを食べ、とりわけ京都方面から取り寄せたものを好んだ[31]。京都時代に食べていたせいか、野菜ではヨメナ・タンポポ・ウドを好んだ[31]。明治天皇は刺身は嫌いで、絶対に食べなかった[31]。明治天皇の育った時代、内陸部の京都では新鮮な刺身を食べることができなかった[822]。新鮮な魚が手に入る東京に移っても、明治天皇が刺身を食べようとせず、鮎・鯉などの淡水魚の料理を好んだのは、京都時代に培われた味覚が一生変わらなかったためと考えられる[822]。
- どんなに暑い時でも、表では決して夏服を着ず、シャツや股引の薄いものを用いるだけで、冬服のままでいた。柳原愛子（明治天皇の側室で大正天皇の生母）には、「何を着ても暑い時は暑いのや、これでええ」と言っていたという[823]。
- 書籍は1880年代半ばまでは勉強として熱心に読んでいた[816][824]。明治天皇は、フランスのナポレオンやドイツのフリードリヒ・ヴィルヘルム1世などが好きで、翻訳された伝記を読んでいた[824]。また「三国志」や軍談物（合戦を主題とした江戸時代の通俗小説）が好きであった。とくに軍談物は、近くに誰もいなくても、人に読んで聞かせるかのように大声を出して読んでいたという[824]。しかしその後、多用になって書籍は読まなくなった[816]。また、柳原愛子によれば、明治天皇は「新聞はよしあしや」と言って、新聞も読まなくなった[816]。元侍従の日野西によれば、日清戦争の頃、天皇の体重が誤伝されてからは、全く読まなくなったという[816]。代わりに内閣や侍従が上申することで情報を得ていたと、明治天皇の側近は推測している[816]。
- 皇子の嘉仁親王（大正天皇）のことは常に気にかけ、その成長を喜んだ[825][826]。柳原愛子によれば、明治天皇は、自分の子どもが病気になると「又わるいそうやな」と言い、いよいよ悪化したとの報告があると、黙って「ハー」と溜息をついていたという[827]。しかし、嘉仁親王に対する愛情表現は不器用で、臣下の目を気にして、愛情を抑制した形でしか示せなかった[826]。そして、嘉仁親王は成長するにつれて、厳格な父を恐れるようになった[826][828]。明治天皇は、外祖父・中山忠能と生母・中山慶子を嘉仁親王の養育係にし、自身と同じ環境で育てた[829][830]。さらに、嘉仁親王が11歳になってからは、身の回りの世話や教育を軍人に担当させるなど、質実剛健の教育を嘉仁親王に施そうとした[831][832]。しかし、武張った教育は、病弱な嘉仁親王には悪影響を与え、明治28年（1895年）、嘉仁親王は風邪・腸チフス・肺炎を相次いで患い、一時は重体に陥った[833][834]。柳原愛子によれば、嘉仁親王の病気が快方に向かった後、明治天皇は「これでわしもやっと安心した」と言って、ボロボロと涙を流した[835]。その後、嘉仁親王の教育の見直しが始まり、明治31年（1898年）、明治天皇は、有栖川宮威仁親王に、嘉仁親王の教育を担当するよう命じた[833][836]。有栖川宮威仁親王は、嘉仁親王の健康を第一にして、伸びやかに暮らさせることを教育の目的とし、明治天皇もそれを認めた[833][837]。以後、嘉仁親王の健康と学習状況は大きく改善されていった[833]。
- 酒が好きであった。元侍従の日野西によれば、明治天皇はブランデーやウイスキー等の少し辛い酒はほとんど飲まなかった。その代わり、日本酒・ワイン・シャンパン・ベルモットや、奈良・岡山産の「保命酒」・「霰酒」のようなものが好きであった[838]。シャンパンなどは、2本も飲んでしまったこともあったという[838]。天皇は日常は医者に勧められてワインばかりであったが、元来は日本酒が好きだったので、日野西たちは夜会の時には必ず「鶏酒」を一杯差し上げた。季節によっては「鴨酒」になることもあった。これらは、鶏肉または鴨肉に塩を振って軽く焼いたものを茶碗に入れて、上から熱燗の日本酒を注いだものである[838]。
  - 宴席によく召しだされた比志島義輝によれば、明治天皇は、比志島に酒を飲ませろと命じるが、比志島は全く酒が飲めないので困っていると、飲めぬなら歌を詠めとの難題が出ていた。ある時これを見て侍従の一人が「酒に酔ひ 顔の形も ひし島が 歌をよむやら 恥をかくやら」と詠むと、明治天皇は「それは下の句が悪い」と言って「ひげに似合はぬ 歌のやさしさ」と直した[839]。
- 第九皇女東久邇聡子（稔彦王妃聡子内親王）の証言では、「記憶力が抜群で、書類には必ず目を通した後に朱筆で疑問点を書き入れ、内容を全て暗記して次の書類と相違があると必ず注意し、よく前言との相違で叱責された伊藤博文は『ごまかしが効かない』と困っていた」とある。
- 「日本の残すべき文化は残し、外国の取り入れるべき文化は取り入れる」という態度を示した。
  - 乗馬と和歌を好み、文化的な素養にも富んでいた。蹴鞠も好み、自身でも蹴鞠をし、教えもした。蹴鞠の作法を知る人が少なくなったのを憂い「蹴鞠を保存せよ」との勅命と下賜金でもって明治40年（1907年）5月7日に飛鳥井家の蹴鞠を伝える蹴球保存会を梅渓道善（うめたにみちとう）を初代会長に発足させた。
  - 能を好み、自己流の謡を吟じていた。侍従試補や掌侍に教えたりもしていた[815]。孝明天皇と英照皇太后も能が好きであった[840]。明治天皇は、能好きの英照皇太后のために青山御所に能舞台を造り、舞台開きを一緒に鑑賞し、たびたび能を催した[841]。
  - 明治初期に洋装を始めてから、日清戦争が起きるまでは、フロックコートを着て公務をしていた[815][842]。
  - 当時の最新の技術であったレコードをよく聴き、唱歌や詩吟、琵琶歌などを好んでいた。機嫌の良い時は琵琶歌を歌っていたが、周囲の証言では「あまり上手ではなかった」とある。
  - オルゴールを愛していた[843]。オルゴールは、文久2年（1862年）、明治天皇が10歳の時に、天台座主の慈性親王（有栖川宮韶仁親王の第2王子）から贈られたが、これは明治天皇が最初に触れた西洋風機械仕掛けの可能性がある[843]。明治天皇は、東京で暮らすようになってからも、オルゴールを収集していた[843]。
  - 1880年代、奥で奉仕する少年たちと一緒になってビリヤードを楽しんでいた[818]。
  - 奈良時代に聖武天皇が肉食の禁を出して以来、皇室ではタブーとされた牛肉と牛乳の飲食を自ら進んでし、新しい食生活のあり方を国民に示した。
  - 散髪脱刀令が出された後の明治6年（1873年）3月、明治天皇が西洋風に断髪したことで、国民も同様にする者が増えたという。
- 「兵たちと苦楽を共にする」という信念を持っていた。例えば日清戦争で広島大本営に移った際、「暖炉も使わず殺風景な部屋で立って執務を続ける」といった具合であった。こうした態度は、晩年に自身の体調が悪化した後も崩れることがなかった。
- 青年期（とりわけ明治10年代：1877-1886年）には、侍補で親政論者である漢学者元田永孚や佐々木高行の影響を強く受けて、西洋の文物に対しては懐疑的であり、また自身が政局の主導権を掌握しよう（親政）と積極的であった時期がある。
  - 元田永孚の覚書（「古稀之記」）によると、天皇は伊藤博文の欠点を「西洋好き」と評していた。
  - 「教育に関しては、儒学を基本にすべし」とする元田の最大の理解者でもあり、教育行政のトップに田中不二麿や森有礼のような西洋的な教育論者が任命されたことには不快感を抱いていた。特に明治17年（1884年）4月下旬に森が文部省の顧問として御用掛に任命されることを知ると、「病気」を口実に伊藤（宮内卿兼務）ら政府高官との面会を一切拒絶し、6月25日まで2か月近くも公務を放棄して引籠もって承認を遅らせている。
    - こうした事態を憂慮した伊藤は、初代内閣総理大臣就任とともに引き続き初代宮内大臣を兼ねて、天皇の意向を内閣に伝達することで天皇の内閣への不信感を和らげ、伊藤の目指す立憲国家建設への理解を求めた。その結果、明治19年（1886年）6月23日に宮中で皇后以下の婦人が洋装することを許可し、9月7日には天皇と内閣の間で「機務六条」という契約を交わして、天皇は内閣の要請がない限り閣議に出席しないことなどを約束（「明治天皇紀」）して天皇が親政の可能性を自ら放棄したのである[844]。
- 無類の刀剣愛好家としても知られている。明治14年（1881年）の東北巡幸では、山形県米沢市の旧藩主、上杉家に立ち寄り休憩したが、上杉謙信以来の名刀の数々の閲覧に夢中になる余り、翌日の予定を取り止めてしまった（当時としても公式日程のキャンセルは前代未聞である）。以後、旧大名家による刀剣の献上が相次ぎ、自身も「水龍剣」、「小竜景光」といった名剣を常に帯刀していた。これらは後に東京国立博物館に納められ、結果として名刀の散逸が防がれることとなった。反面、集めるだけでなく試し斬りを好み、数多くの名刀を試し斬りにて損傷させてもいる。
- 明治34年（1901年）に伊藤博文が内閣総理大臣の辞表を提出した時は「卿等は辞表を出せば済むも、朕は辞表は出されず」と述べた。現に、明治22年（1889年）に制定された旧皇室典範と登極令で退位禁止が明文化されていた。
- 写真嫌いであったことは有名である。現在最も有名なエドアルド・キヨッソーネ（お雇い外国人の一人）による肖像画は写真嫌いの明治天皇の壮年時の「御真影」が必要となり、作成されたものである。明治19年（1886年）に新しい軍装が制定され、内田九一が写真撮影をしてから十年以上経って明治天皇の見た目も変わり、従来の写真では、各国の王侯貴族に贈与するには適さなくなっていた[845][846]。しかし、宮内大臣の伊藤博文が明治天皇に写真撮影をお願いしても、天皇は「ウン」と答えたきりで許しがなく、後継の土方久元宮内大臣が天皇にお願いしても、天皇は「ウン」と応答するのみで許しがでなかった[847]。そこで土方は、明治天皇を撮影するのではなく、密かに筆写することを考えた[845][846]。土方は、画家で大蔵省印刷局雇のエドアルド・キヨッソーネに、明治21年（1888年）1月14日、芝公園弥生社行幸の日に、明治天皇の姿を至近距離からスケッチするよう命じた[845][846]。キヨッソーネは天皇をスケッチすることに成功したが、この時の天皇は正装姿ではなかったため、筆写できたのは天皇の顔のみであった[845][846]。そのため、キヨッソーネは自ら正装を着用して写真に収まり、それをモデルにして天皇の身体部を描いた[848][849]。その後、完成したコンテ画を当代有数の写真師であった丸木利陽が写真化して「御真影」は誕生した[850]。明治22年（1889年）7月27日、土方は罰をも覚悟して、それを明治天皇に奉呈したところ、天皇は一言も発しなかった。その後、外国の皇族から明治天皇の写真が欲しいとの申し出があったので、土方が2、3枚の「御真影」を持って行って署名を願ったところ、天皇は直ちに署名した。土方は「御真影」の勅許を得たものと、ようやくほっとした[851][848]。9月10日、明治天皇は「御真影」を作成したキヨッソーネに晩餐を与えた[848]。
- 医者も嫌いだった[852][853]。明治天皇は自分の健康に自信を持っていたので、体調が少し悪くても医者にかかろうとはしなかった[852]。病気の時に医者に診察させることも、寝込むのも嫌いであり、身近な奉仕者がうかつに提言すると、明治天皇の機嫌を損ねることもあるので、気を遣った[852]。明治天皇は、風邪を引いたら、まず生姜の砂糖湯や、橙湯を飲んで自分流に治そうとし、熱が高くなって悪化してから初めて侍医が拝診して、寝込むことになった[852]。
- 最晩年は、体調も悪く歩行に困難をきたすようになった。天皇自身、身体の衰えに不安を持っていて、「朕が死んだら世の中はどうなるのか。もう死にたい」「朕が死んだら御内儀（昭憲皇太后）がめちゃめちゃになる」と弱音を吐いたり、糖尿病の進行に伴う強い眠気から枢密院会議の最中に寝てしまい「坐睡三度に及べり」と侍従に愚痴るなど、これまでの壮健な天皇に見られなかったことが起こり、周囲を心配させた[854]。
- 大喪の日には、日露戦争の英雄の一人でのちに明治天皇の勅命で学習院院長を務める陸軍大将乃木希典が妻静子とともに殉死し、社会に波紋を呼ぶこととなった。
- 貧困層に対する医療政策として明治44年（1911年）2月11日、『済生勅語』によって、皇室からの下付金150万円を済生会創設に下付された。
- 諸外国では切手や貨幣に国家元首の肖像が数多く用いられていることから、イタリア人画家エドアルド・キヨッソーネが明治天皇の肖像図案を提案したが拒絶された。そのため明治天皇の肖像切手は一度も発行されていなかったが、セルビアで2007年（平成19年）に発行された「セルビア・日本相互関係125年」記念切手の図柄に、関係樹立当時のセルビア国王ミラン1世と、若き明治天皇の肖像（右の画像1枚目）が描かれている[855]。
- 日露戦争で勝利した日本に列強支配打倒の希望を持った一部のイスラム教徒により、明治天皇カリフ化計画が「イジュティハート」誌上の論文にて主張された。イランからはタバタバーイーらの立憲派学者が明治天皇に電報を打ち、イスラム社会への保護と支援を求めた[856]。
- 「明治大帝[857]」「明治聖帝[858]」と呼ばれる時もある。
- 明治神宮の公式サイトにおいて「明治天皇の身長は170cm以上であった」と推定されている[859]。

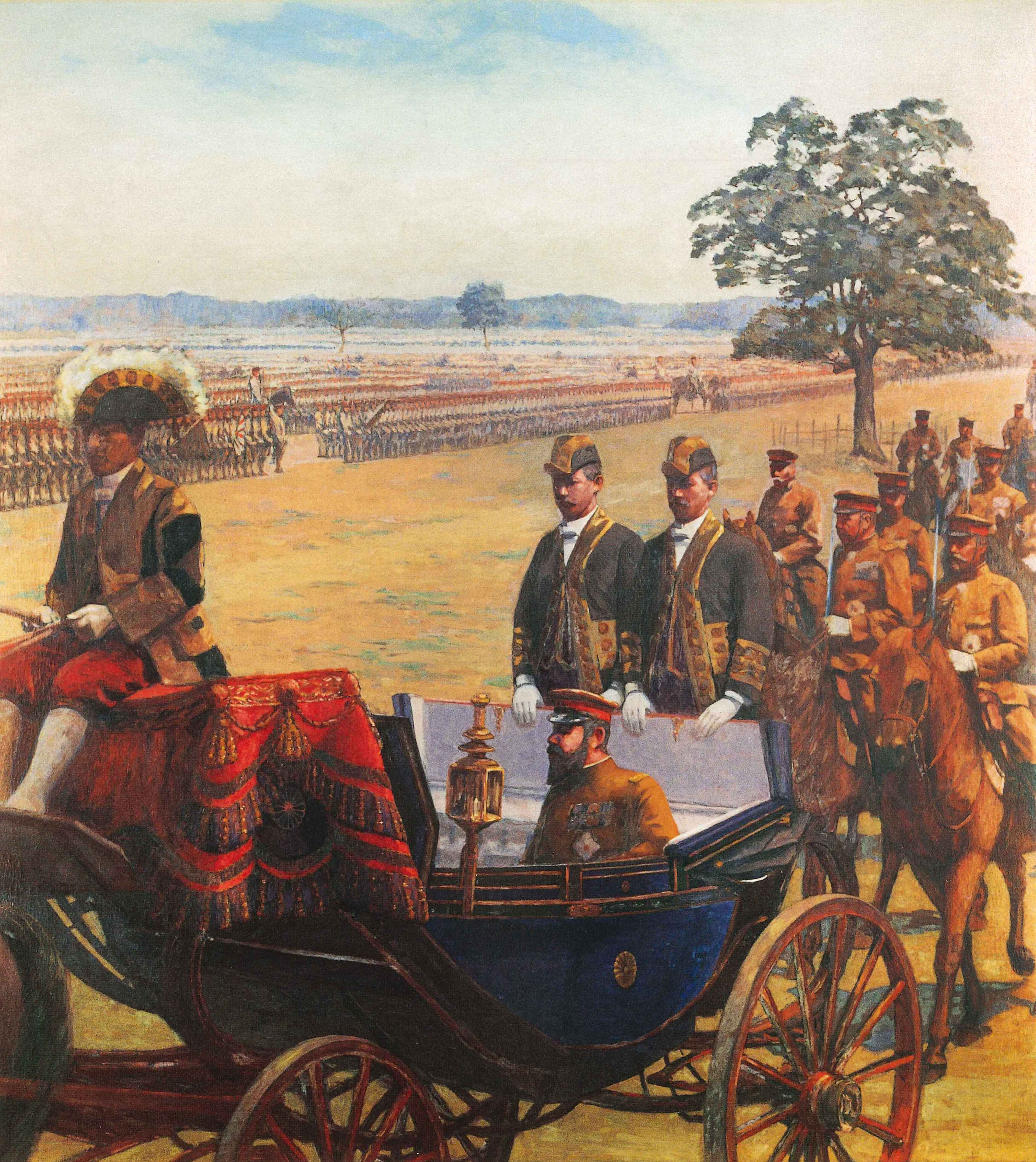
凱旋観兵式 小林万吾筆
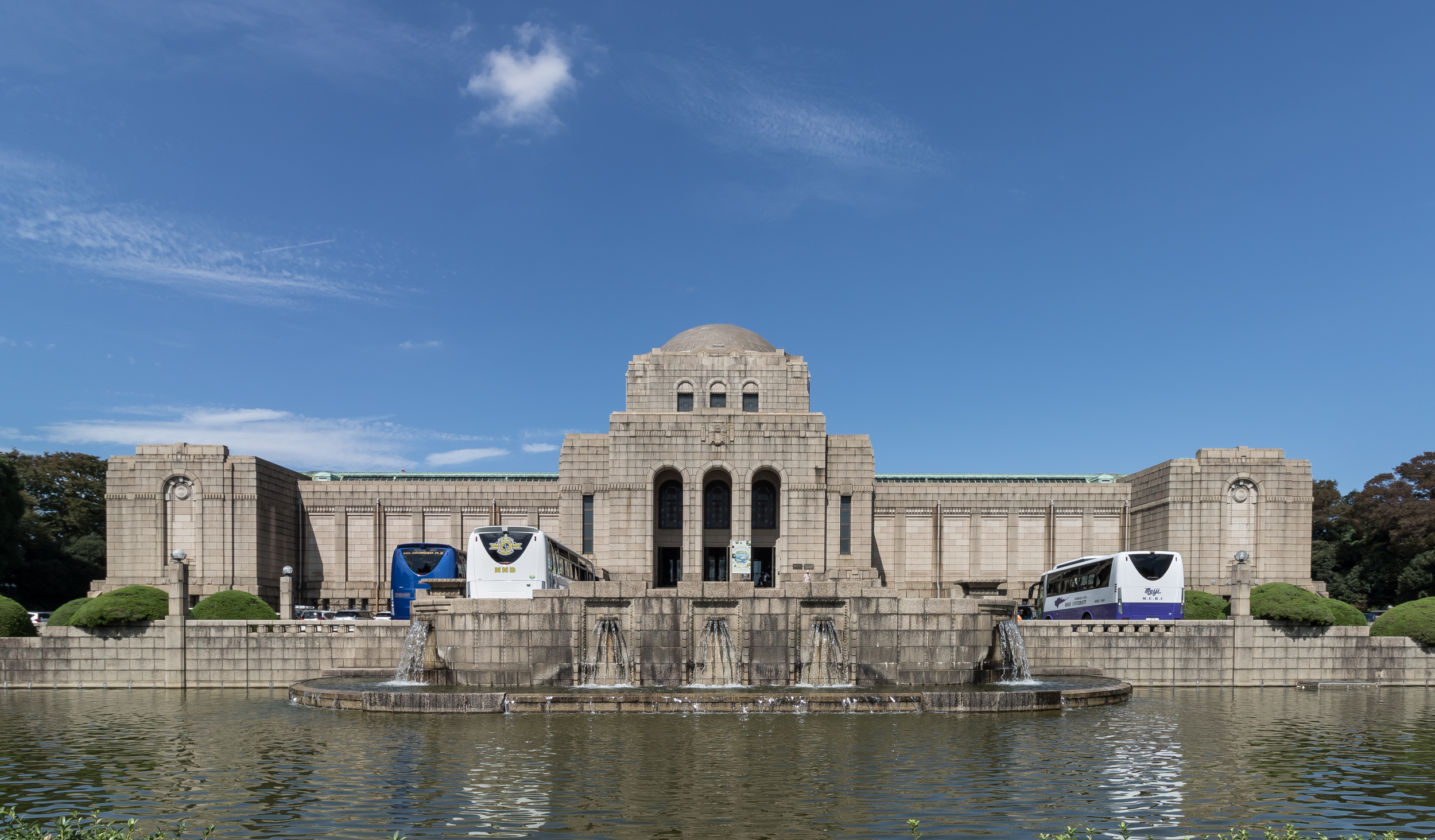
聖徳記念絵画館（東京都新宿区）

## 系譜
父は孝明天皇、母（生母）は中山慶子。父・孝明天皇の女御・九条夙子（英照皇太后）を「実母」と公称した。その姪で、息子・大正天皇の后でもある九条節子（貞明皇后）は義理の従兄妹でもある。乳母は当初「伏屋みの」だったが「乳の質が良くない」として1年余りで「木村らい」に変わり乳児期を過ごす。
| \| \| \| \| \| \| \| \| \| \| \| \| \| \| \| \| \| \| \| \| 16.典仁親王 \| \| \| \| \| \| \| \| \| \| \| \| \| \| \| \| \| \| \| \| \| \| \| \| \| \| \| \| \| \| \| \| \| \| \| \| \| \| \| \| \| \| \| \| \| \| \| \| \| \| \| \| \| \| 8.119代天皇 光格天皇 \| \| \| \| \| \| \| \| \| \| \| \| \| \| \| \| \| \| \| \| \| \| \| \| \| \| \| \| \| \| \| \| \| \| \| \| \| \| \| \| \| \| \| \| \| \| \| \| \| \| \| \| \| \| 17.大江磐代（岩室宗賢娘） \| \| \| \| \| \| \| \| \| \| \| \| \| \| \| \| \| \| \| \| \| \| \| \| \| \| \| \| \| \| \| \| \| \| \| \| \| \| \| \| \| \| \| \| \| \| \| \| \| \| \| \| \| \| 4.120代天皇 仁孝天皇 \| \| \| \| \| \| \| \| \| \| \| \| \| \| \| \| \| \| \| \| \| \| \| \| \| \| \| \| \| \| \| \| \| \| \| \| \| \| \| \| \| \| \| \| \| \| \| \| \| \| \| \| \| \| 18.勧修寺経逸 \| \| \| \| \| \| \| \| \| \| \| \| \| \| \| \| \| \| \| \| \| \| \| \| \| \| \| \| \| \| \| \| \| \| \| \| \| \| \| \| \| \| \| \| \| \| \| \| \| \| \| \| \| \| 9.勧修寺婧子 \| \| \| \| \| \| \| \| \| \| \| \| \| \| \| \| \| \| \| \| \| \| \| \| \| \| \| \| \| \| \| \| \| \| \| \| \| \| \| \| \| \| \| \| \| \| \| \| \| \| \| \| \| \| 19.池田数計子あるいは家女房 \| \| \| \| \| \| \| \| \| \| \| \| \| \| \| \| \| \| \| \| \| \| \| \| \| \| \| \| \| \| \| \| \| \| \| \| \| \| \| \| \| \| \| \| \| \| \| \| \| \| \| \| \| \| 2.121代天皇 孝明天皇 \| \| \| \| \| \| \| \| \| \| \| \| \| \| \| \| \| \| \| \| \| \| \| \| \| \| \| \| \| \| \| \| \| \| \| \| \| \| \| \| \| \| \| \| \| \| \| \| \| \| \| \| \| \| 20.正親町公明 \| \| \| \| \| \| \| \| \| \| \| \| \| \| \| \| \| \| \| \| \| \| \| \| \| \| \| \| \| \| \| \| \| \| \| \| \| \| \| \| \| \| \| \| \| \| \| \| \| \| \| \| \| \| 10.正親町実光 \| \| \| \| \| \| \| \| \| \| \| \| \| \| \| \| \| \| \| \| \| \| \| \| \| \| \| \| \| \| \| \| \| \| \| \| \| \| \| \| \| \| \| \| \| \| \| \| \| \| \| \| \| \| 21.家女房 \| \| \| \| \| \| \| \| \| \| \| \| \| \| \| \| \| \| \| \| \| \| \| \| \| \| \| \| \| \| \| \| \| \| \| \| \| \| \| \| \| \| \| \| \| \| \| \| \| \| \| \| \| \| 5.正親町雅子 \| \| \| \| \| \| \| \| \| \| \| \| \| \| \| \| \| \| \| \| \| \| \| \| \| \| \| \| \| \| \| \| \| \| \| \| \| \| \| \| \| \| \| \| \| \| \| \| \| \| \| \| \| \| 22. 四辻公亨 \| \| \| \| \| \| \| \| \| \| \| \| \| \| \| \| \| \| \| \| \| \| \| \| \| \| \| \| \| \| \| \| \| \| \| \| \| \| \| \| \| \| \| \| \| \| \| \| \| \| \| \| \| \| 11.四辻千栄子 \| \| \| \| \| \| \| \| \| \| \| \| \| \| \| \| \| \| \| \| \| \| \| \| \| \| \| \| \| \| \| \| \| \| \| \| \| \| \| \| \| \| \| \| \| \| \| \| \| \| \| \| \| \| 1.122代天皇 明治天皇 \| \| \| \| \| \| \| \| \| \| \| \| \| \| \| \| \| \| \| \| \| \| \| \| \| \| \| \| \| \| \| \| \| \| \| \| \| \| \| \| \| \| \| \| \| \| \| \| \| \| \| \| \| \| 24. 中山忠尹 \| \| \| \| \| \| \| \| \| \| \| \| \| \| \| \| \| \| \| \| \| \| \| \| \| \| \| \| \| \| \| \| \| \| \| \| \| \| \| \| \| \| \| \| \| \| \| \| \| \| \| \| \| \| 12.中山忠頼 \| \| \| \| \| \| \| \| \| \| \| \| \| \| \| \| \| \| \| \| \| \| \| \| \| \| \| \| \| \| \| \| \| \| \| \| \| \| \| \| \| \| \| \| \| \| \| \| \| \| \| \| \| \| 25. 三条実顕娘 \| \| \| \| \| \| \| \| \| \| \| \| \| \| \| \| \| \| \| \| \| \| \| \| \| \| \| \| \| \| \| \| \| \| \| \| \| \| \| \| \| \| \| \| \| \| \| \| \| \| \| \| \| \| 6.中山忠能 \| \| \| \| \| \| \| \| \| \| \| \| \| \| \| \| \| \| \| \| \| \| \| \| \| \| \| \| \| \| \| \| \| \| \| \| \| \| \| \| \| \| \| \| \| \| \| \| \| \| \| \| \| \| 26. 正親町三条実同 \| \| \| \| \| \| \| \| \| \| \| \| \| \| \| \| \| \| \| \| \| \| \| \| \| \| \| \| \| \| \| \| \| \| \| \| \| \| \| \| \| \| \| \| \| \| \| \| \| \| \| \| \| \| 13.正親町三条綱子 \| \| \| \| \| \| \| \| \| \| \| \| \| \| \| \| \| \| \| \| \| \| \| \| \| \| \| \| \| \| \| \| \| \| \| \| \| \| \| \| \| \| \| \| \| \| \| \| \| \| \| \| \| \| 3.中山慶子 \| \| \| \| \| \| \| \| \| \| \| \| \| \| \| \| \| \| \| \| \| \| \| \| \| \| \| \| \| \| \| \| \| \| \| \| \| \| \| \| \| \| \| \| \| \| \| \| \| \| \| \| \| \| 28.松浦政信 \| \| \| \| \| \| \| \| \| \| \| \| \| \| \| \| \| \| \| \| \| \| \| \| \| \| \| \| \| \| \| \| \| \| \| \| \| \| \| \| \| \| \| \| \| \| \| \| \| \| \| \| \| \| 14.松浦清 \| \| \| \| \| \| \| \| \| \| \| \| \| \| \| \| \| \| \| \| \| \| \| \| \| \| \| \| \| \| \| \| \| \| \| \| \| \| \| \| \| \| \| \| \| \| \| \| \| \| \| \| \| \| 29.母袋友子 \| \| \| \| \| \| \| \| \| \| \| \| \| \| \| \| \| \| \| \| \| \| \| \| \| \| \| \| \| \| \| \| \| \| \| \| \| \| \| \| \| \| \| \| \| \| \| \| \| \| \| \| \| \| 7.中山愛子 \| \| \| \| \| \| \| \| \| \| \| \| \| \| \| \| \| \| \| \| \| \| \| \| \| \| \| \| \| \| \| \| \| \| \| \| \| \| \| \| \| \| \| \| \| \| \| \| \| \| \| \| \| \| 15.側室 森氏 \| \| \| \| \| \| \| \| \| \| \| \| \| \| \| \| \| \| \| \| \| \| \| \| \| \| \| \| \| \| \| \| \| \| \| \| \| \| \| \| \| \| \| \| \| \| \| \| \| \| \| \| |                             |  |  |  |  |  |  |  |  |  |  |  |  |  |  |  |
| |                             |  |  |  |  |  |  |  |  |  |  |  |  |  |  |  |
| | 16.典仁親王                 |  |  |  |  |  |  |  |  |  |  |  |  |  |  |  |
| |                             |  |  |  |  |  |  |  |  |  |  |  |  |  |  |  |
| |                             |  |  |  |  |  |  |  |  |  |  |  |  |  |  |  |
| | 8.119代天皇 光格天皇        |  |  |  |  |  |  |  |  |  |  |  |  |  |  |  |
| |                             |  |  |  |  |  |  |  |  |  |  |  |  |  |  |  |
| |                             |  |  |  |  |  |  |  |  |  |  |  |  |  |  |  |
| | 17.大江磐代（岩室宗賢娘）   |  |  |  |  |  |  |  |  |  |  |  |  |  |  |  |
| |                             |  |  |  |  |  |  |  |  |  |  |  |  |  |  |  |
| |                             |  |  |  |  |  |  |  |  |  |  |  |  |  |  |  |
| | 4.120代天皇 仁孝天皇        |  |  |  |  |  |  |  |  |  |  |  |  |  |  |  |
| |                             |  |  |  |  |  |  |  |  |  |  |  |  |  |  |  |
| |                             |  |  |  |  |  |  |  |  |  |  |  |  |  |  |  |
| | 18.勧修寺経逸               |  |  |  |  |  |  |  |  |  |  |  |  |  |  |  |
| |                             |  |  |  |  |  |  |  |  |  |  |  |  |  |  |  |
| |                             |  |  |  |  |  |  |  |  |  |  |  |  |  |  |  |
| | 9.勧修寺婧子                |  |  |  |  |  |  |  |  |  |  |  |  |  |  |  |
| |                             |  |  |  |  |  |  |  |  |  |  |  |  |  |  |  |
| |                             |  |  |  |  |  |  |  |  |  |  |  |  |  |  |  |
| | 19.池田数計子あるいは家女房 |  |  |  |  |  |  |  |  |  |  |  |  |  |  |  |
| |                             |  |  |  |  |  |  |  |  |  |  |  |  |  |  |  |
| |                             |  |  |  |  |  |  |  |  |  |  |  |  |  |  |  |
| | 2.121代天皇 孝明天皇        |  |  |  |  |  |  |  |  |  |  |  |  |  |  |  |
| |                             |  |  |  |  |  |  |  |  |  |  |  |  |  |  |  |
| |                             |  |  |  |  |  |  |  |  |  |  |  |  |  |  |  |
| | 20.正親町公明               |  |  |  |  |  |  |  |  |  |  |  |  |  |  |  |
| |                             |  |  |  |  |  |  |  |  |  |  |  |  |  |  |  |
| |                             |  |  |  |  |  |  |  |  |  |  |  |  |  |  |  |
| | 10.正親町実光               |  |  |  |  |  |  |  |  |  |  |  |  |  |  |  |
| |                             |  |  |  |  |  |  |  |  |  |  |  |  |  |  |  |
| |                             |  |  |  |  |  |  |  |  |  |  |  |  |  |  |  |
| | 21.家女房                   |  |  |  |  |  |  |  |  |  |  |  |  |  |  |  |
| |                             |  |  |  |  |  |  |  |  |  |  |  |  |  |  |  |
| |                             |  |  |  |  |  |  |  |  |  |  |  |  |  |  |  |
| | 5.正親町雅子                |  |  |  |  |  |  |  |  |  |  |  |  |  |  |  |
| |                             |  |  |  |  |  |  |  |  |  |  |  |  |  |  |  |
| |                             |  |  |  |  |  |  |  |  |  |  |  |  |  |  |  |
| | 22. 四辻公亨                |  |  |  |  |  |  |  |  |  |  |  |  |  |  |  |
| |                             |  |  |  |  |  |  |  |  |  |  |  |  |  |  |  |
| |                             |  |  |  |  |  |  |  |  |  |  |  |  |  |  |  |
| | 11.四辻千栄子               |  |  |  |  |  |  |  |  |  |  |  |  |  |  |  |
| |                             |  |  |  |  |  |  |  |  |  |  |  |  |  |  |  |
| |                             |  |  |  |  |  |  |  |  |  |  |  |  |  |  |  |
| | 1.122代天皇 明治天皇        |  |  |  |  |  |  |  |  |  |  |  |  |  |  |  |
| |                             |  |  |  |  |  |  |  |  |  |  |  |  |  |  |  |
| |                             |  |  |  |  |  |  |  |  |  |  |  |  |  |  |  |
| | 24. 中山忠尹                |  |  |  |  |  |  |  |  |  |  |  |  |  |  |  |
| |                             |  |  |  |  |  |  |  |  |  |  |  |  |  |  |  |
| |                             |  |  |  |  |  |  |  |  |  |  |  |  |  |  |  |
| | 12.中山忠頼                 |  |  |  |  |  |  |  |  |  |  |  |  |  |  |  |
| |                             |  |  |  |  |  |  |  |  |  |  |  |  |  |  |  |
| |                             |  |  |  |  |  |  |  |  |  |  |  |  |  |  |  |
| | 25. 三条実顕娘              |  |  |  |  |  |  |  |  |  |  |  |  |  |  |  |
| |                             |  |  |  |  |  |  |  |  |  |  |  |  |  |  |  |
| |                             |  |  |  |  |  |  |  |  |  |  |  |  |  |  |  |
| | 6.中山忠能                  |  |  |  |  |  |  |  |  |  |  |  |  |  |  |  |
| |                             |  |  |  |  |  |  |  |  |  |  |  |  |  |  |  |
| |                             |  |  |  |  |  |  |  |  |  |  |  |  |  |  |  |
| | 26. 正親町三条実同          |  |  |  |  |  |  |  |  |  |  |  |  |  |  |  |
| |                             |  |  |  |  |  |  |  |  |  |  |  |  |  |  |  |
| |                             |  |  |  |  |  |  |  |  |  |  |  |  |  |  |  |
| | 13.正親町三条綱子           |  |  |  |  |  |  |  |  |  |  |  |  |  |  |  |
| |                             |  |  |  |  |  |  |  |  |  |  |  |  |  |  |  |
| |                             |  |  |  |  |  |  |  |  |  |  |  |  |  |  |  |
| | 3.中山慶子                  |  |  |  |  |  |  |  |  |  |  |  |  |  |  |  |
| |                             |  |  |  |  |  |  |  |  |  |  |  |  |  |  |  |
| |                             |  |  |  |  |  |  |  |  |  |  |  |  |  |  |  |
| | 28.松浦政信                 |  |  |  |  |  |  |  |  |  |  |  |  |  |  |  |
| |                             |  |  |  |  |  |  |  |  |  |  |  |  |  |  |  |
| |                             |  |  |  |  |  |  |  |  |  |  |  |  |  |  |  |
| | 14.松浦清                   |  |  |  |  |  |  |  |  |  |  |  |  |  |  |  |
| |                             |  |  |  |  |  |  |  |  |  |  |  |  |  |  |  |
| |                             |  |  |  |  |  |  |  |  |  |  |  |  |  |  |  |
| | 29.母袋友子                 |  |  |  |  |  |  |  |  |  |  |  |  |  |  |  |
| |                             |  |  |  |  |  |  |  |  |  |  |  |  |  |  |  |
| |                             |  |  |  |  |  |  |  |  |  |  |  |  |  |  |  |
| | 7.中山愛子                  |  |  |  |  |  |  |  |  |  |  |  |  |  |  |  |
| |                             |  |  |  |  |  |  |  |  |  |  |  |  |  |  |  |
| |                             |  |  |  |  |  |  |  |  |  |  |  |  |  |  |  |
| | 15.側室 森氏                |  |  |  |  |  |  |  |  |  |  |  |  |  |  |  |
| |                             |  |  |  |  |  |  |  |  |  |  |  |  |  |  |  |
| |                             |  |  |  |  |  |  |  |  |  |  |  |  |  |  |  |

### 系図
|                |                |                |                |                |                |  |  |                |                |                |                |                |                |  |  |                     |                     |                     |                     |                     |                     |  |  |                |                |                |                |                |                |  |  |              |              |              |              |              |              |  |  |                |                |                |                |                |                |  |  |  |  |  |  |  |  |  |  |  |  |  |  |
|                |                |                |                |                |                |  |  |                |                |                |                |                |                |  |  |                     |                     |                     |                     |                     |                     |  |  |                |                |                |                |                |                |  |  |              |              |              |              |              |              |  |  |                |                |                |                |                |                |  |  |  |  |  |  |  |  |  |  |  |  |  |  |
| 114 中御門天皇 | 114 中御門天皇 | 114 中御門天皇 | 114 中御門天皇 | 114 中御門天皇 | 114 中御門天皇 |  |  |                |                |                |                |                |                |  |  | 閑院宮直仁親王      | 閑院宮直仁親王      | 閑院宮直仁親王      | 閑院宮直仁親王      | 閑院宮直仁親王      | 閑院宮直仁親王      |  |  |                |                |                |                |                |                |  |  |              |              |              |              |              |              |  |  |                |                |                |                |                |                |  |  |  |  |  |  |  |  |  |  |  |  |  |  |
| 114 中御門天皇 | 114 中御門天皇 | 114 中御門天皇 | 114 中御門天皇 | 114 中御門天皇 | 114 中御門天皇 |  |  |                |                |                |                |                |                |  |  | 閑院宮直仁親王      | 閑院宮直仁親王      | 閑院宮直仁親王      | 閑院宮直仁親王      | 閑院宮直仁親王      | 閑院宮直仁親王      |  |  |                |                |                |                |                |                |  |  |              |              |              |              |              |              |  |  |                |                |                |                |                |                |  |  |  |  |  |  |  |  |  |  |  |  |  |  |
|                |                |                |                |                |                |  |  |                |                |                |                |                |                |  |  |                     |                     |                     |                     |                     |                     |  |  |                |                |                |                |                |                |  |  |              |              |              |              |              |              |  |  |                |                |                |                |                |                |  |  |  |  |  |  |  |  |  |  |  |  |  |  |
| 115 桜町天皇   | 115 桜町天皇   | 115 桜町天皇   | 115 桜町天皇   | 115 桜町天皇   | 115 桜町天皇   |  |  |                |                |                |                |                |                |  |  | 典仁親王 (慶光天皇) | 典仁親王 (慶光天皇) | 典仁親王 (慶光天皇) | 典仁親王 (慶光天皇) | 典仁親王 (慶光天皇) | 典仁親王 (慶光天皇) |  |  | 倫子女王       | 倫子女王       | 倫子女王       | 倫子女王       | 倫子女王       | 倫子女王       |  |  | 鷹司輔平     | 鷹司輔平     | 鷹司輔平     | 鷹司輔平     | 鷹司輔平     | 鷹司輔平     |  |  |                |                |                |                |                |                |  |  |  |  |  |  |  |  |  |  |  |  |  |  |
| 115 桜町天皇   | 115 桜町天皇   | 115 桜町天皇   | 115 桜町天皇   | 115 桜町天皇   | 115 桜町天皇   |  |  |                |                |                |                |                |                |  |  | 典仁親王 (慶光天皇) | 典仁親王 (慶光天皇) | 典仁親王 (慶光天皇) | 典仁親王 (慶光天皇) | 典仁親王 (慶光天皇) | 典仁親王 (慶光天皇) |  |  | 倫子女王       | 倫子女王       | 倫子女王       | 倫子女王       | 倫子女王       | 倫子女王       |  |  | 鷹司輔平     | 鷹司輔平     | 鷹司輔平     | 鷹司輔平     | 鷹司輔平     | 鷹司輔平     |  |  |                |                |                |                |                |                |  |  |  |  |  |  |  |  |  |  |  |  |  |  |
|                |                |                |                |                |                |  |  |                |                |                |                |                |                |  |  |                     |                     |                     |                     |                     |                     |  |  |                |                |                |                |                |                |  |  |              |              |              |              |              |              |  |  |                |                |                |                |                |                |  |  |  |  |  |  |  |  |  |  |  |  |  |  |
| 117 後桜町天皇 | 117 後桜町天皇 | 117 後桜町天皇 | 117 後桜町天皇 | 117 後桜町天皇 | 117 後桜町天皇 |  |  | 116 桃園天皇   | 116 桃園天皇   | 116 桃園天皇   | 116 桃園天皇   | 116 桃園天皇   | 116 桃園天皇   |  |  | 美仁親王            | 美仁親王            | 美仁親王            | 美仁親王            | 美仁親王            | 美仁親王            |  |  | 119 光格天皇   | 119 光格天皇   | 119 光格天皇   | 119 光格天皇   | 119 光格天皇   | 119 光格天皇   |  |  |              |              |              |              |              |              |  |  |                |                |                |                |                |                |  |  |  |  |  |  |  |  |  |  |  |  |  |  |
| 117 後桜町天皇 | 117 後桜町天皇 | 117 後桜町天皇 | 117 後桜町天皇 | 117 後桜町天皇 | 117 後桜町天皇 |  |  | 116 桃園天皇   | 116 桃園天皇   | 116 桃園天皇   | 116 桃園天皇   | 116 桃園天皇   | 116 桃園天皇   |  |  | 美仁親王            | 美仁親王            | 美仁親王            | 美仁親王            | 美仁親王            | 美仁親王            |  |  | 119 光格天皇   | 119 光格天皇   | 119 光格天皇   | 119 光格天皇   | 119 光格天皇   | 119 光格天皇   |  |  |              |              |              |              |              |              |  |  |                |                |                |                |                |                |  |  |  |  |  |  |  |  |  |  |  |  |  |  |
|                |                |                |                |                |                |  |  | 118 後桃園天皇 | 118 後桃園天皇 | 118 後桃園天皇 | 118 後桃園天皇 | 118 後桃園天皇 | 118 後桃園天皇 |  |  |                     |                     |                     |                     |                     |                     |  |  | 120 仁孝天皇   | 120 仁孝天皇   | 120 仁孝天皇   | 120 仁孝天皇   | 120 仁孝天皇   | 120 仁孝天皇   |  |  |              |              |              |              |              |              |  |  |                |                |                |                |                |                |  |  |  |  |  |  |  |  |  |  |  |  |  |  |
|                |                |                |                |                |                |  |  | 118 後桃園天皇 | 118 後桃園天皇 | 118 後桃園天皇 | 118 後桃園天皇 | 118 後桃園天皇 | 118 後桃園天皇 |  |  |                     |                     |                     |                     |                     |                     |  |  | 120 仁孝天皇   | 120 仁孝天皇   | 120 仁孝天皇   | 120 仁孝天皇   | 120 仁孝天皇   | 120 仁孝天皇   |  |  |              |              |              |              |              |              |  |  |                |                |                |                |                |                |  |  |  |  |  |  |  |  |  |  |  |  |  |  |
|                |                |                |                |                |                |  |  |                |                |                |                |                |                |  |  |                     |                     |                     |                     |                     |                     |  |  |                |                |                |                |                |                |  |  |              |              |              |              |              |              |  |  |                |                |                |                |                |                |  |  |  |  |  |  |  |  |  |  |  |  |  |  |
|                |                |                |                |                |                |  |  |                |                |                |                |                |                |  |  |                     |                     |                     |                     |                     |                     |  |  | 桂宮淑子内親王 | 桂宮淑子内親王 | 桂宮淑子内親王 | 桂宮淑子内親王 | 桂宮淑子内親王 | 桂宮淑子内親王 |  |  | 121 孝明天皇 | 121 孝明天皇 | 121 孝明天皇 | 121 孝明天皇 | 121 孝明天皇 | 121 孝明天皇 |  |  | 和宮親子内親王 | 和宮親子内親王 | 和宮親子内親王 | 和宮親子内親王 | 和宮親子内親王 | 和宮親子内親王 |  |  |  |  |  |  |  |  |  |  |  |  |  |  |
|                |                |                |                |                |                |  |  |                |                |                |                |                |                |  |  |                     |                     |                     |                     |                     |                     |  |  | 桂宮淑子内親王 | 桂宮淑子内親王 | 桂宮淑子内親王 | 桂宮淑子内親王 | 桂宮淑子内親王 | 桂宮淑子内親王 |  |  | 121 孝明天皇 | 121 孝明天皇 | 121 孝明天皇 | 121 孝明天皇 | 121 孝明天皇 | 121 孝明天皇 |  |  | 和宮親子内親王 | 和宮親子内親王 | 和宮親子内親王 | 和宮親子内親王 | 和宮親子内親王 | 和宮親子内親王 |  |  |  |  |  |  |  |  |  |  |  |  |  |  |
|                |                |                |                |                |                |  |  |                |                |                |                |                |                |  |  |                     |                     |                     |                     |                     |                     |  |  |                |                |                |                |                |                |  |  | 122 明治天皇 |              |              |              |              |              |  |  |                |                |                |                |                |                |  |  |  |  |  |  |  |  |  |  |  |  |  |  |
|                |                |                |                |                |                |  |  |                |                |                |                |                |                |  |  |                     |                     |                     |                     |                     |                     |  |  |                |                |                |                |                |                |  |  |              |              |              |              |              |              |  |  |                |                |                |                |                |                |  |  |  |  |  |  |  |  |  |  |  |  |  |  |

|              |              |              |              |              |              |  |  |                |                |                |                |                |                |  |  |                |                |                |                |                |                |  |  |                |                |                |                |                |                |  |  |                |                |                |                |                |                |  |  |  |  |  |  |  |  |  |  |  |  |  |  |  |  |  |  |  |  |  |  |  |  |
| 122 明治天皇 |              |              |              |              |              |  |  |                |                |                |                |                |                |  |  |                |                |                |                |                |                |  |  |                |                |                |                |                |                |  |  |                |                |                |                |                |                |  |  |  |  |  |  |  |  |  |  |  |  |  |  |  |  |  |  |  |  |  |  |  |  |
|              |              |              |              |              |              |  |  |                |                |                |                |                |                |  |  |                |                |                |                |                |                |  |  |                |                |                |                |                |                |  |  |                |                |                |                |                |                |  |  |  |  |  |  |  |  |  |  |  |  |  |  |  |  |  |  |  |  |  |  |  |  |
| 123 大正天皇 |              |              |              |              |              |  |  |                |                |                |                |                |                |  |  |                |                |                |                |                |                |  |  |                |                |                |                |                |                |  |  |                |                |                |                |                |                |  |  |  |  |  |  |  |  |  |  |  |  |  |  |  |  |  |  |  |  |  |  |  |  |
|              |              |              |              |              |              |  |  |                |                |                |                |                |                |  |  |                |                |                |                |                |                |  |  |                |                |                |                |                |                |  |  |                |                |                |                |                |                |  |  |  |  |  |  |  |  |  |  |  |  |  |  |  |  |  |  |  |  |  |  |  |  |
|              |              |              |              |              |              |  |  |                |                |                |                |                |                |  |  |                |                |                |                |                |                |  |  |                |                |                |                |                |                |  |  |                |                |                |                |                |                |  |  |  |  |  |  |  |  |  |  |  |  |  |  |  |  |  |  |  |  |  |  |  |  |
| 124 昭和天皇 | 124 昭和天皇 | 124 昭和天皇 | 124 昭和天皇 | 124 昭和天皇 | 124 昭和天皇 |  |  | 秩父宮雍仁親王 | 秩父宮雍仁親王 | 秩父宮雍仁親王 | 秩父宮雍仁親王 | 秩父宮雍仁親王 | 秩父宮雍仁親王 |  |  | 高松宮宣仁親王 | 高松宮宣仁親王 | 高松宮宣仁親王 | 高松宮宣仁親王 | 高松宮宣仁親王 | 高松宮宣仁親王 |  |  | 三笠宮崇仁親王 | 三笠宮崇仁親王 | 三笠宮崇仁親王 | 三笠宮崇仁親王 | 三笠宮崇仁親王 | 三笠宮崇仁親王 |  |  |                |                |                |                |                |                |  |  |  |  |  |  |  |  |  |  |  |  |  |  |  |  |  |  |  |  |  |  |  |  |
| 124 昭和天皇 | 124 昭和天皇 | 124 昭和天皇 | 124 昭和天皇 | 124 昭和天皇 | 124 昭和天皇 |  |  | 秩父宮雍仁親王 | 秩父宮雍仁親王 | 秩父宮雍仁親王 | 秩父宮雍仁親王 | 秩父宮雍仁親王 | 秩父宮雍仁親王 |  |  | 高松宮宣仁親王 | 高松宮宣仁親王 | 高松宮宣仁親王 | 高松宮宣仁親王 | 高松宮宣仁親王 | 高松宮宣仁親王 |  |  | 三笠宮崇仁親王 | 三笠宮崇仁親王 | 三笠宮崇仁親王 | 三笠宮崇仁親王 | 三笠宮崇仁親王 | 三笠宮崇仁親王 |  |  |                |                |                |                |                |                |  |  |  |  |  |  |  |  |  |  |  |  |  |  |  |  |  |  |  |  |  |  |  |  |
|              |              |              |              |              |              |  |  |                |                |                |                |                |                |  |  |                |                |                |                |                |                |  |  |                |                |                |                |                |                |  |  |                |                |                |                |                |                |  |  |  |  |  |  |  |  |  |  |  |  |  |  |  |  |  |  |  |  |  |  |  |  |
| 125 上皇     | 125 上皇     | 125 上皇     | 125 上皇     | 125 上皇     | 125 上皇     |  |  | 常陸宮正仁親王 | 常陸宮正仁親王 | 常陸宮正仁親王 | 常陸宮正仁親王 | 常陸宮正仁親王 | 常陸宮正仁親王 |  |  | 寬仁親王       | 寬仁親王       | 寬仁親王       | 寬仁親王       | 寬仁親王       | 寬仁親王       |  |  | 桂宮宜仁親王   | 桂宮宜仁親王   | 桂宮宜仁親王   | 桂宮宜仁親王   | 桂宮宜仁親王   | 桂宮宜仁親王   |  |  | 高円宮憲仁親王 | 高円宮憲仁親王 | 高円宮憲仁親王 | 高円宮憲仁親王 | 高円宮憲仁親王 | 高円宮憲仁親王 |  |  |  |  |  |  |  |  |  |  |  |  |  |  |  |  |  |  |  |  |  |  |  |  |
| 125 上皇     | 125 上皇     | 125 上皇     | 125 上皇     | 125 上皇     | 125 上皇     |  |  | 常陸宮正仁親王 | 常陸宮正仁親王 | 常陸宮正仁親王 | 常陸宮正仁親王 | 常陸宮正仁親王 | 常陸宮正仁親王 |  |  | 寬仁親王       | 寬仁親王       | 寬仁親王       | 寬仁親王       | 寬仁親王       | 寬仁親王       |  |  | 桂宮宜仁親王   | 桂宮宜仁親王   | 桂宮宜仁親王   | 桂宮宜仁親王   | 桂宮宜仁親王   | 桂宮宜仁親王   |  |  | 高円宮憲仁親王 | 高円宮憲仁親王 | 高円宮憲仁親王 | 高円宮憲仁親王 | 高円宮憲仁親王 | 高円宮憲仁親王 |  |  |  |  |  |  |  |  |  |  |  |  |  |  |  |  |  |  |  |  |  |  |  |  |
|              |              |              |              |              |              |  |  |                |                |                |                |                |                |  |  |                |                |                |                |                |                |  |  |                |                |                |                |                |                |  |  |                |                |                |                |                |                |  |  |  |  |  |  |  |  |  |  |  |  |  |  |  |  |  |  |  |  |  |  |  |  |
| 126 今上天皇 | 126 今上天皇 | 126 今上天皇 | 126 今上天皇 | 126 今上天皇 | 126 今上天皇 |  |  | 秋篠宮文仁親王 | 秋篠宮文仁親王 | 秋篠宮文仁親王 | 秋篠宮文仁親王 | 秋篠宮文仁親王 | 秋篠宮文仁親王 |  |  |                |                |                |                |                |                |  |  |                |                |                |                |                |                |  |  |                |                |                |                |                |                |  |  |  |  |  |  |  |  |  |  |  |  |  |  |  |  |  |  |  |  |  |  |  |  |
| 126 今上天皇 | 126 今上天皇 | 126 今上天皇 | 126 今上天皇 | 126 今上天皇 | 126 今上天皇 |  |  | 秋篠宮文仁親王 | 秋篠宮文仁親王 | 秋篠宮文仁親王 | 秋篠宮文仁親王 | 秋篠宮文仁親王 | 秋篠宮文仁親王 |  |  |                |                |                |                |                |                |  |  |                |                |                |                |                |                |  |  |                |                |                |                |                |                |  |  |  |  |  |  |  |  |  |  |  |  |  |  |  |  |  |  |  |  |  |  |  |  |
|              |              |              |              |              |              |  |  | 悠仁親王       |                |                |                |                |                |  |  |                |                |                |                |                |                |  |  |                |                |                |                |                |                |  |  |                |                |                |                |                |                |  |  |  |  |  |  |  |  |  |  |  |  |  |  |  |  |  |  |  |  |  |  |  |  |

| 昭憲皇太后 (一条美子) (1849-1914) |  |                      |  |                      |  |  |  |                                                                    |  |                                             |  |  |  |
|                                   |  |                      |  |                      |  |  |  | 子女無し                                                           |  |                                             |  |  |  |
|                                   |  |                      |  |                      |  |  |  |                                                                    |  |                                             |  |  |  |
|                                   |  | 葉室光子 (1853-1873) |  |                      |  |  |  |                                                                    |  |                                             |  |  |  |
|                                   |  |                      |  |                      |  |  |  |                                                                    |  | 稚瑞照彦尊 (1873・第一皇男子/第一子・死産 ) |  |  |  |
|                                   |  |                      |  |                      |  |  |  |                                                                    |  |                                             |  |  |  |
|                                   |  |                      |  | 橋本夏子 (1856-1873) |  |  |  |                                                                    |  |                                             |  |  |  |
|                                   |  |                      |  |                      |  |  |  |                                                                    |  | 稚高依姫尊 (1873・第一皇女子/第二子・死産 ) |  |  |  |
|                                   |  |                      |  |                      |  |  |  |                                                                    |  |                                             |  |  |  |
| 明治天皇（第122代天皇）           |  |                      |  |                      |  |  |  |                                                                    |  |                                             |  |  |  |
|                                   |  |                      |  |                      |  |  |  | 梅宮薫子内親王 (1875-1876・第二皇女子/第三子・夭折 )               |  |                                             |  |  |  |
|                                   |  |                      |  |                      |  |  |  |                                                                    |  |                                             |  |  |  |
|                                   |  |                      |  |                      |  |  |  | 建宮敬仁親王 (1877-1878・第二皇男子/第四子・夭折 )                 |  |                                             |  |  |  |
|                                   |  |                      |  |                      |  |  |  |                                                                    |  |                                             |  |  |  |
|                                   |  |                      |  |                      |  |  |  | 明宮嘉仁親王 (1879-1926・第三皇男子/第五子・大正天皇：第123代天皇) |  |                                             |  |  |  |
|                                   |  |                      |  |                      |  |  |  |                                                                    |  |                                             |  |  |  |
|                                   |  |                      |  | 柳原愛子 (1855-1943) |  |  |  |                                                                    |  |                                             |  |  |  |
|                                   |  |                      |  |                      |  |  |  | 滋宮韶子内親王 (1881-1883・第三皇女子/第六子・夭折 )               |  |                                             |  |  |  |
|                                   |  |                      |  |                      |  |  |  |                                                                    |  |                                             |  |  |  |
|                                   |  |                      |  |                      |  |  |  | 増宮章子内親王 (1883・第四皇女子/第七子・夭折 )                    |  |                                             |  |  |  |
|                                   |  |                      |  |                      |  |  |  |                                                                    |  |                                             |  |  |  |
|                                   |  | 千種任子 (1856-1944) |  |                      |  |  |  |                                                                    |  |                                             |  |  |  |
|                                   |  |                      |  |                      |  |  |  | 久宮静子内親王 (1886-1887・第五皇女子/第八子・夭折 )               |  |                                             |  |  |  |
|                                   |  |                      |  |                      |  |  |  |                                                                    |  |                                             |  |  |  |
|                                   |  |                      |  |                      |  |  |  | 昭宮猷仁親王 (1887-1888・第四皇男子/第九子・夭折 )                 |  |                                             |  |  |  |
|                                   |  |                      |  |                      |  |  |  |                                                                    |  |                                             |  |  |  |
|                                   |  |                      |  |                      |  |  |  | 常宮昌子内親王 (1888-1940・第六皇女子/第十子)                      |  |                                             |  |  |  |
|                                   |  |                      |  |                      |  |  |  |                                                                    |  |                                             |  |  |  |
|                                   |  |                      |  |                      |  |  |  |                                                                    |  |                                             |  |  |  |
|                                   |  |                      |  |                      |  |  |  | 竹田宮恒久王                                                       |  |                                             |  |  |  |
|                                   |  |                      |  |                      |  |  |  |                                                                    |  |                                             |  |  |  |
|                                   |  |                      |  |                      |  |  |  | 周宮房子内親王 (1890-1974・第七皇女子/第十一子)                    |  |                                             |  |  |  |
|                                   |  |                      |  |                      |  |  |  |                                                                    |  |                                             |  |  |  |
|                                   |  |                      |  |                      |  |  |  |                                                                    |  |                                             |  |  |  |
|                                   |  |                      |  |                      |  |  |  |                                                                    |  |                                             |  |  |  |
|                                   |  |                      |  |                      |  |  |  | 北白川宮成久王                                                     |  |                                             |  |  |  |
|                                   |  |                      |  |                      |  |  |  |                                                                    |  |                                             |  |  |  |
|                                   |  |                      |  |                      |  |  |  | 富美宮允子内親王 (1891-1933・第八皇女子/第十二子)                  |  |                                             |  |  |  |
|                                   |  |                      |  |                      |  |  |  |                                                                    |  |                                             |  |  |  |
|                                   |  |                      |  |                      |  |  |  |                                                                    |  |                                             |  |  |  |
|                                   |  |                      |  |                      |  |  |  | 朝香宮鳩彦王                                                       |  |                                             |  |  |  |
|                                   |  |                      |  |                      |  |  |  |                                                                    |  |                                             |  |  |  |
|                                   |  |                      |  |                      |  |  |  | 満宮輝仁親王 (1893-1894・第五皇男子/第十三子・夭折 )               |  |                                             |  |  |  |
|                                   |  |                      |  |                      |  |  |  |                                                                    |  |                                             |  |  |  |
|                                   |  |                      |  |                      |  |  |  | 泰宮聡子内親王 (1896-1978・第九皇女子/第十四子)                    |  |                                             |  |  |  |
|                                   |  |                      |  |                      |  |  |  |                                                                    |  |                                             |  |  |  |
|                                   |  |                      |  |                      |  |  |  |                                                                    |  |                                             |  |  |  |
|                                   |  |                      |  |                      |  |  |  |                                                                    |  |                                             |  |  |  |
|                                   |  |                      |  |                      |  |  |  | 東久邇宮稔彦王                                                     |  |                                             |  |  |  |
|                                   |  |                      |  |                      |  |  |  |                                                                    |  |                                             |  |  |  |
|                                   |  |                      |  |                      |  |  |  | 貞宮多喜子内親王 (1897-1899・第十皇女子/第十五子・夭折)            |  |                                             |  |  |  |
|                                   |  |                      |  |                      |  |  |  |                                                                    |  |                                             |  |  |  |
| 園祥子 (1867-1947)                |  |                      |  |                      |  |  |  |                                                                    |  |                                             |  |  |  |

以下、明治天皇の皇子女で成人した5人（1男4女）。
|  | 御称号及び諱・身位 | 読み                | 生年月日                   | 没年月日                                | 続柄                  | 生母     | 備考 |
|  | ------------------ | ------------------- | -------------------------- | --------------------------------------- | --------------------- | -------- | --- |
|  | 明宮嘉仁親王       | はるのみや よしひと | 1879年〈明治12年〉 8月31日 | 1926年〈大正15年〉 12月26日（満47歳没） | 第三皇男子 （第5子）  | 柳原愛子 | 九条節子と結婚 （→皇太子妃→皇后→皇太后） 大正天皇（第123代天皇） 1912年（明治45年／大正元年） 7月30日： 父である明治天皇の崩御に伴い、 即位（皇位継承：践祚）。 子女：4男（4人）。 |
|  | 常宮昌子内親王     | つねのみや まさこ   | 1888年〈明治21年〉 9月30日 | 1940年〈昭和15年〉 3月8日（満51歳没）   | 第六皇女子 （第10子） | 園祥子   | 竹田宮恒久王と結婚 恒久王妃昌子内親王 （つねひさおうひ-） 子女：1男1女（2人）。 |
|  | 周宮房子内親王     | かねのみや ふさこ   | 1890年〈明治23年〉 1月28日 | 1974年〈昭和49年〉 8月11日（満84歳没）  | 第七皇女子 （第11子） | 園祥子   | 北白川宮成久王と結婚 成久王妃房子内親王 （なるひさおうひ-） 皇籍離脱後：北白川房子 （きたしらかわ-） 子女：1男3女（4人）。                                                         |
|  | 富美宮允子内親王   | ふみのみや のぶこ   | 1891年〈明治24年〉 8月7日  | 1933年〈昭和8年〉 11月3日（満42歳没）   | 第八皇女子 （第12子） | 園祥子   | 朝香宮鳩彦王と結婚 鳩彦王妃允子内親王 （やすひこおうひ-） 子女：2男2女（4人）。 |
|  | 泰宮聡子内親王     | やすのみや としこ   | 1896年〈明治29年〉 5月11日 | 1978年〈昭和53年〉 3月5日（満81歳没）   | 第九皇女子 （第14子） | 園祥子   | 東久邇宮稔彦王と結婚 稔彦王妃聡子内親王 （なるひこおうひ-） 皇籍離脱後：東久邇聡子 （ひがしくに-） 子女：4男（4人）。                                                              |

## 栄典

### 日本
- 大勲位菊花章頸飾
- 大勲位菊花大綬章
- 勲一等旭日桐花大綬章

### 外国
- オーストリア＝ハンガリー帝国：聖シュテファン勲章大十字章（1881年5月16日）[860]
- ベルギー：レオポルド勲章大綬章（1880年11月20日）[860]
- デンマーク：エレファント勲章騎士（1887年5月18日）[860]
- フランス共和国：レジオンドヌール勲章大十字章（1883年3月20日）[860]
- ドイツ帝国：
  -  プロイセン：黒鷲勲章頸飾（1895年6月10日）[860]
  -  バイエルン王国：聖フーベルトゥス勲章騎士（1895年6月10日）[860]
  -  ブラウンシュヴァイク公国：ハインリヒ獅子勲章大十字章（1907年6月18日）[860]
  -  ザクセン＝コーブルク＝ゴータ公国：ザクセン＝エルンスト勲章大十字章（1872年10月31日）[860]
  -  メクレンブルク：ヴェンド人の王冠勲章頸飾付大十字章（1885年2月2日）[860]
  -  ザクセン＝ヴァイマル＝アイゼナハ大公国：白鷹勲章大十字章（1882年12月27日）[860]
  -  ヴュルテンベルク王国：ヴュルテンベルク王冠勲章大十字章（1896年12月23日）[860]
- ギリシャ王国：救い主勲章大十字章（1891年5月13日）[860]
- ハワイ王国：カメハメハ勲章頸飾付大十字章（1881年3月15日）[861]
- イタリア王国：
  - 聖アヌンツィアータ騎士団騎士（1879年7月26日）[862]
  - 聖マウリッツィオ・ラザロ勲章大十字章（1879年7月26日）
  - イタリア王冠勲章大十字章（1879年7月26日）
- 大韓帝国：大勲位金尺大綬章（1900年9月5日）[860]
- モンテネグロ公国：ダニーロ1世勲章大十字章（1885年2月18日）[860]
- オランダ：ネーデルラント獅子勲章大十字章（1881年7月26日）[860]
- オスマン帝国：イムティヤ－ズ勲章（1890年6月13日）[860]
- ポルトガル王国：キリスト・聖ベントのアヴィス及び聖ヤコブ帯剣勲章大十字章（1904年4月16日）[860]
- 清：頭等第一雙龍宝星（1898年12月20日）[860]
- ロシア帝国：聖アンドレイ勲章騎士（1879年9月5日）[860]
- スペイン王国：金羊毛騎士団騎士（1884年3月4日）[860]
- シャム：大チャクリー勲章騎士（1887年12月22日）[863]
- スウェーデン＝ノルウェー：セラフィム勲章騎士（1882年4月20日）[860]
- イギリス：ガーター勲章騎士（1906年2月20日）[860]

## 元号・追号
在位中の元号は、慶応と明治である。1912年（大正元年）8月27日、在位期間の元号から採って、「明治天皇（めいじてんのう）」と追号された（大正天皇勅定）。
明治天皇の在位時代から、一人の天皇在位中に元号を改変せず（「一世一元の制」のちに「元号法」）、またその元号を追号とする事が慣例となったため、（大正天皇、昭和天皇）以後、諡（おくりな）を持つ天皇はいない（追号も諡号の一種とする説もあるが、厳密には異なる）。

## 陵・霊廟
陵（みささぎ）は、宮内庁により桃山陵墓地にある伏見桃山陵（ふしみのももやまのみささぎ）に治定（京都府京都市伏見区桃山町）されている。宮内庁上の形式は上円下方。京都（畿内）に葬られた、最後の天皇である。
皇居では、皇霊殿（宮中三殿の一つ）において他の歴代天皇・皇族と共にその御霊は祀られている。
大正9年（1920年）、明治神宮の造営に伴い御祭神として祀られた。その後、関東神宮（在関東州・廃社）、また朝鮮神宮（在ソウル・廃社）などの海外神社に多く祀られた。戦後、北海道神宮（在札幌）にも合祀された。

## 著作

### 著書
明治天皇の御製（和歌）の総数は93,032首あり、その全てを収めたものを「御全集」と称する。御全集157冊（昭憲皇太后御歌集47冊を含む）全部は宮内庁侍従職に保管されていた。
- 『明治天皇御集』宮内省蔵版、文部省発行、1922年[866]。
- 『新輯明治天皇御集』、明治天皇御集委員会編、明治神宮出版、1964年[867]。御全集より8,936首を撰出・公刊した[865]。

### 御製
明治天皇は和歌を好み、多くの御製を遺している。その数は、九万三千首余り といわれる。
- 日露戦争直前に戦争回避と平和を望んだこの御製はのちに、孫の昭和天皇が1941年（昭和16年）、日米開戦の回避を切望するにあたり御前会議で閣僚・陸海軍首脳らの前で発言することで有名にもなる。

### その他

#### 御製碑
東京都多摩市連光寺5丁目に所在する東京都立桜ヶ丘公園・園内の「大松山」に所在。1928年11月18日、田中光顕の謹書により建立された。この御製は、1884年にかつて運営された「連光寺村御猟場」での兎狩で詠まれた1首であり、建立当時、宮中秘蔵の御全集にのみ残る、未公表の貴重な歌だった。尚、昭憲皇太后の御製2首も同様に刻まれている。

## 明治天皇を主題とした主な作品

### 小説
- 天皇の世紀（大佛次郎）
- 明治天皇（山岡荘八、講談社、のち同・山岡荘八歴史文庫 全6巻）
- 明治天皇（杉森久英、中央公論社、のち学陽書房人物文庫 全2巻）
- 明治天皇（ドナルド・キーン、新潮社）

### 映画
- 明治天皇と日露大戦争（新東宝、1957年、演：嵐寛寿郎）
- 天皇・皇后と日清戦争（新東宝、1958年、演：嵐寛寿郎）
- 明治大帝と乃木将軍（新東宝、1959年、演：嵐寛寿郎）
- 明治大帝御一代記（大蔵映画、1964年、演：嵐寛寿郎）※上記の再編集版
- 日本海大海戦（東宝、演：松本幸四郎、1969年）
- 二百三高地（東映、1980年、演：三船敏郎）
- ラスト サムライ（ワーナー・ブラザース、2003年、演：中村七之助）

### テレビドラマ
- 明治天皇 第一部（よみうりテレビ、1966年、演：17代目市村羽左衛門。青年時代は石倉英彦が演じた[872]。）
- 明治天皇 第二部（よみうりテレビ、1967年、演：13代目片岡仁左衛門）
- 二百三高地 愛は死にますか（TBS、1981年、演：6代目市川染五郎）
- 走向共和（CCTV（中国）、2003年、演：矢野浩二）
- 坂の上の雲（NHKスペシャルドラマ、2009年、演：5代目尾上菊之助）